# Maubeuge
Maubeuge est une commune française située dans le département du Nord, en région Hauts-de-France. Ses habitants sont appelés les Maubeugeois.
Avec ses 28 879 habitants (recensement de 2022), Maubeuge est la 1re ville en nombre d'habitants de l'Avesnois et la 11e du département. Avec Arras et les communes de l'ancien bassin minier du Nord-Pas-de-Calais situé un peu plus au nord-ouest, elle est directement sous l'influence de l'aire métropolitaine de Lille, ensemble métropolitain de près de 3,8 millions d'habitants.

## Géographie

### Situation
Maubeuge se situe dans le Hainaut, dans le sud-est du département du Nord, à environ 33 km à l'est de Valenciennes, 55 km de Cambrai, 70 km au nord-est de Saint-Quentin, 75 km au sud-est de Lille et 200 km au nord-est de Paris à vol d'oiseau.
La frontière franco-belge n'est qu'à 7 km au nord de la ville. Le bassin houiller du Borinage est tout proche, bien qu'entièrement en territoire belge. La ville belge de Mons, chef-lieu de la province de Hainaut, avec laquelle Maubeuge partage une politique culturelle commune, n'est qu'à 20 km. Maubeuge est également à 37 km de Charleroi et à 70 km de Namur et de Bruxelles.
La ville, baignée par la Sambre navigable, est une porte du parc naturel régional de l'Avesnois.
Avec une population de 28 879 habitants au 1er janvier 2022, Maubeuge est la 234e commune de France et la plus importante commune de l'arrondissement d'Avesnes-sur-Helpe.
La ville est au cœur de l'unité urbaine de Maubeuge qui rassemble 114 174 habitants en 2009, comprenant notamment les communes de Hautmont, Jeumont, Louvroil, Feignies, Rousies, Ferrière-la-Grande, Aulnoye-Aymeries et Recquignies entre autres. Il s'agit d'une agglomération transfrontalière puisque le tissu urbain est continu de part et d'autre de la frontière franco-belge, entre les villes de Jeumont (France) et d'Erquelinnes (Belgique).

### Communes limitrophes
Les communes limitrophes sont Mairieux, Assevent, Élesmes, Feignies, Gognies-Chaussée, Louvroil, Neuf-Mesnil et Rousies.
| Gognies-Chaussée | Mairieux | Élesmes  |
| Feignies         | Maubeuge | Assevent |
| Neuf-Mesnil      | Louvroil | Rousies  |

### Géologie
Située sur la Sambre qui s'écoule sur la bordure nord des Ardennes, elle fait partie géologiquement d'un ancien bassin d'avant-Pays du micro-continent Avalonnais lors de la formation de la chaîne hercynienne. Celui-ci est marqué par ce que les géologues belges ont appelé la « faille du midi ». Cette bordure nord des Ardennes forme donc un creux : au sud, le Massif ardennais ou ses contreforts, au nord le bassin houiller carbonifère. Ce sillon dit de « Sambre et Meuse » commence à Landrecies, où la Sambre s'infléchit vers le nord-est, en passant par Namur (confluent avec la Meuse, qui à cet endroit s'engouffre dans le sillon), jusqu'à Liège.

### Hydrographie

#### Réseau hydrographique
La commune est située dans le bassin Artois-Picardie. Elle est drainée par la Sambre canalisée, la Flamenne, la Pisselotte, la Maubeuge, le ruisseau du Marais et un autre petit cours d'eau,.
La Sambre canalisée est un canal, chenal et un cours d'eau naturel, d'une longueur de 101 km, qui prend sa source dans la commune de Rejet-de-Beaulieu, s'écoule vers le nord-est et franchit la frontière belge au droit de Jeumont. Les caractéristiques hydrologiques de la Sambre canalisée sont données par la station hydrologique située sur la commune. Le débit moyen mensuel est de 11,5 m3/s. Le débit moyen journalier maximum est de 91,8 m3/s, atteint lors de la crue du 11 janvier 2022. Le débit instantané maximal est quant à lui de 94,6 m3/s, atteint le même jour.

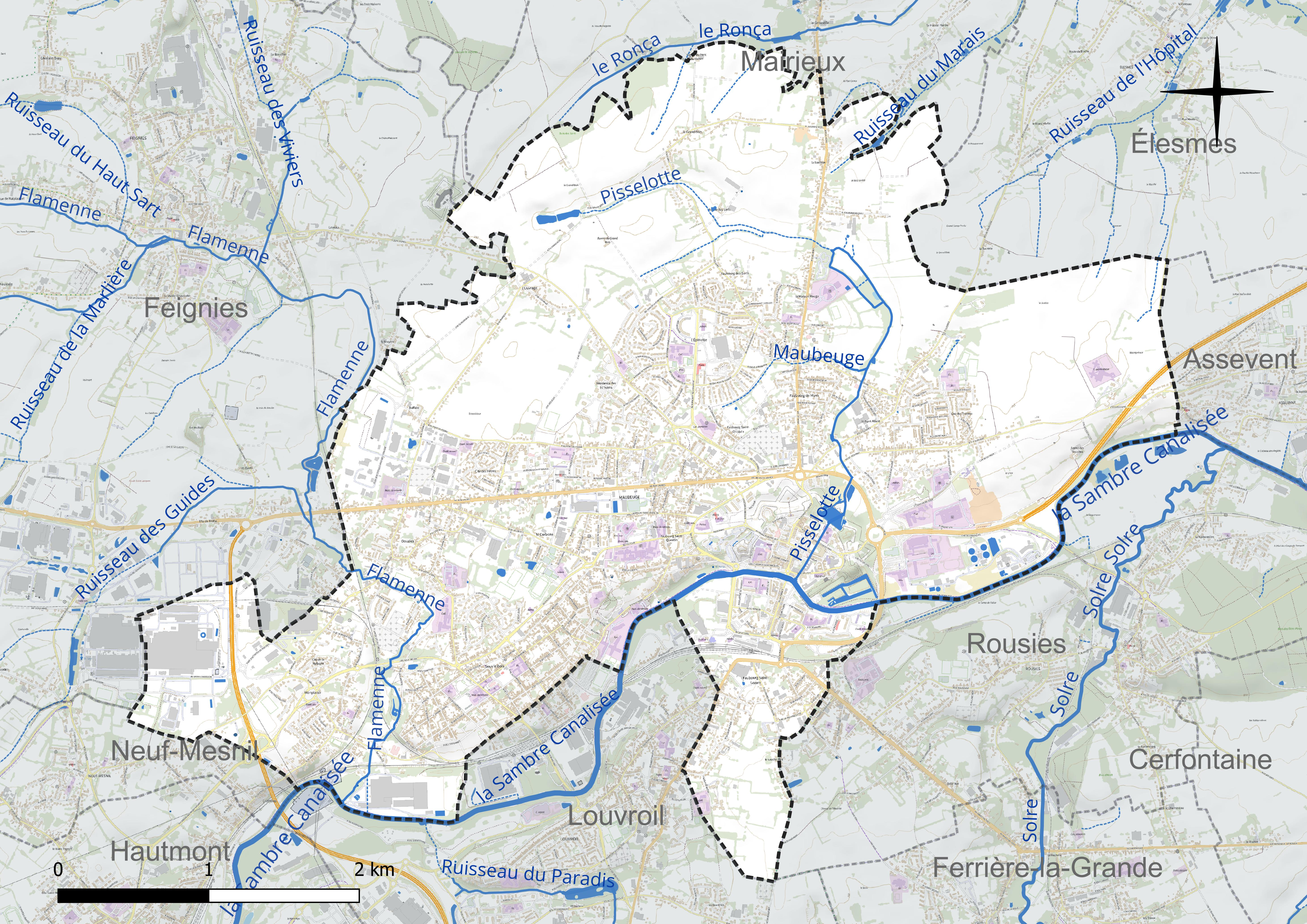
Réseau hydrographique de Maubeuge.

La Flamenne est un canal, chenal et un cours d'eau naturel non navigable, d'une longueur de 9 km, qui prend sa source dans la commune de Feignies et se jette dans la Sambre canalisée à Louvroil, après avoir traversé trois communes. Les caractéristiques hydrologiques de la Flamenne sont données par la station hydrologique située sur la commune. Le débit moyen mensuel est de 0,169 m3/s. Le débit moyen journalier maximum est de 4,59 m3/s, atteint lors de la crue du 27 janvier 2002. Le débit instantané maximal est quant à lui de 9,5 m3/s, atteint le même jour.

#### Gestion et qualité des eaux
Le territoire communal est couvert par le schéma d'aménagement et de gestion des eaux (SAGE) « Sambre ». Ce document de planification concerne un territoire de 1 253 km2 de superficie, délimité par le bassin versant de la Sambre. Le périmètre a été arrêté le 1er novembre 2003 et le SAGE proprement dit a été approuvé le 21 septembre 2012, puis modifié le 18 août 2022. La structure porteuse de l'élaboration et de la mise en œuvre est le syndicat mixte du Parc naturel régional de l'Avesnois.
La qualité des cours d'eau peut être consultée sur un site dédié géré par les agences de l'eau et l'Agence française pour la biodiversité.

### Climat
Le climat qui caractérise la commune est qualifié, en 2010, de « climat semi-continental ou des marges montargnardes », selon la typologie des climats de la France qui compte alors huit grands types de climats en métropole. En 2020, la commune ressort du type « climat semi-continental » dans la classification établie par Météo-France, qui ne compte désormais, en première approche, que cinq grands types de climats en métropole. Pour ce type de climat, les étés sont chauds et les hivers rudes, avec un grand nombre de jours de neige ou de gel. La pluviométrie annuelle est relativement élevée.
Les paramètres climatiques qui ont permis d'établir la typologie de 2010 comportent six variables pour les températures et huit pour les précipitations, dont les valeurs correspondent à la normale 1971-2000. Les sept principales variables caractérisant la commune sont présentées dans l'encadré ci-après.
| Paramètres climatiques communaux sur la période 1971-2000 - Moyenne annuelle de température : 10 °C - Nombre de jours avec une température inférieure à −5 °C : 4,2 j - Nombre de jours avec une température supérieure à 30 °C : 2,2 j - Amplitude thermique annuelle : 15 °C - Cumuls annuels de précipitation : 865 mm - Nombre de jours de précipitation en janvier : 12,7 j - Nombre de jours de précipitation en juillet : 10,1 j |

Avec le changement climatique, ces variables ont évolué. Une étude réalisée en 2014 par la Direction générale de l'Énergie et du Climat complétée par des études régionales prévoit en effet que la température moyenne devrait croître et la pluviométrie moyenne baisser, avec toutefois de fortes variations régionales. La station météorologique de Météo-France installée sur la commune et mise en service en 1961 permet de connaître en continu l'évolution des indicateurs météorologiques. Le tableau détaillé pour la période 1981-2010 est présenté ci-après.
| Mois                                  | jan.             | fév.             | mars             | avril         | mai           | juin            | jui.            | août          | sep.          | oct.            | nov.             | déc.             | année      |
| ------------------------------------- | ---------------- | ---------------- | ---------------- | ------------- | ------------- | --------------- | --------------- | ------------- | ------------- | --------------- | ---------------- | ---------------- | ---------- |
| Température minimale moyenne (°C)     | 0,6              | 0,6              | 2,8              | 4,6           | 8,6           | 11,1            | 13,4            | 13,1          | 10,3          | 7,6             | 3,6              | 1,7              | 6,5        |
| Température moyenne (°C)              | 3,2              | 3,7              | 6,7              | 9,4           | 13,6          | 16,2            | 18,5            | 18,4          | 15,1          | 11,5            | 6,5              | 4,2              | 10,6       |
| Température maximale moyenne (°C)     | 5,8              | 6,9              | 10,6             | 14,2          | 18,7          | 21,3            | 23,6            | 23,7          | 19,8          | 15,5            | 9,5              | 6,6              | 14,7       |
| Record de froid (°C) date du record   | −17,5 16.01.1985 | −13,7 08.02.1991 | −12,5 08.03.1971 | −6 09.04.1968 | −2 01.05.1976 | −1,5 05.06.1975 | 3,3 01.07.1984  | 4 26.08.1966  | 0 26.09.1972  | −5 24.10.03     | −11,5 22.11.1988 | −13,5 15.12.1963 | −17,5 1985 |
| Record de chaleur (°C) date du record | 15 11.01.04      | 18,2 24.02.21    | 24,9 31.03.21    | 29,5 15.04.07 | 32 27.05.05   | 33,5 27.06.05   | 35,5 21.07.1995 | 37,5 07.08.03 | 34,5 15.09.20 | 25,6 03.10.1985 | 19,5 04.11.1994  | 17 05.12.06      | 37,5 2003  |
| Précipitations (mm)                   | 81,1             | 64,7             | 80,8             | 54,7          | 70,9          | 79,1            | 71,2            | 73,1          | 61,8          | 79,5            | 78,8             | 85,1             | 880,8      |

## Urbanisme

### Typologie
Au 1er janvier 2024, Maubeuge est catégorisée centre urbain intermédiaire, selon la nouvelle grille communale de densité à sept niveaux définie par l'Insee en 2022.
Elle appartient à l'unité urbaine de Maubeuge (partie française), une agglomération internationale regroupant 22  communes, dont elle est ville-centre,,. Par ailleurs la commune fait partie de l'aire d'attraction de Maubeuge (partie française), dont elle est la commune-centre,. Cette aire, qui regroupe 65 communes, est catégorisée dans les aires de 50 000 à moins de 200 000 habitants,.

### Occupation des sols

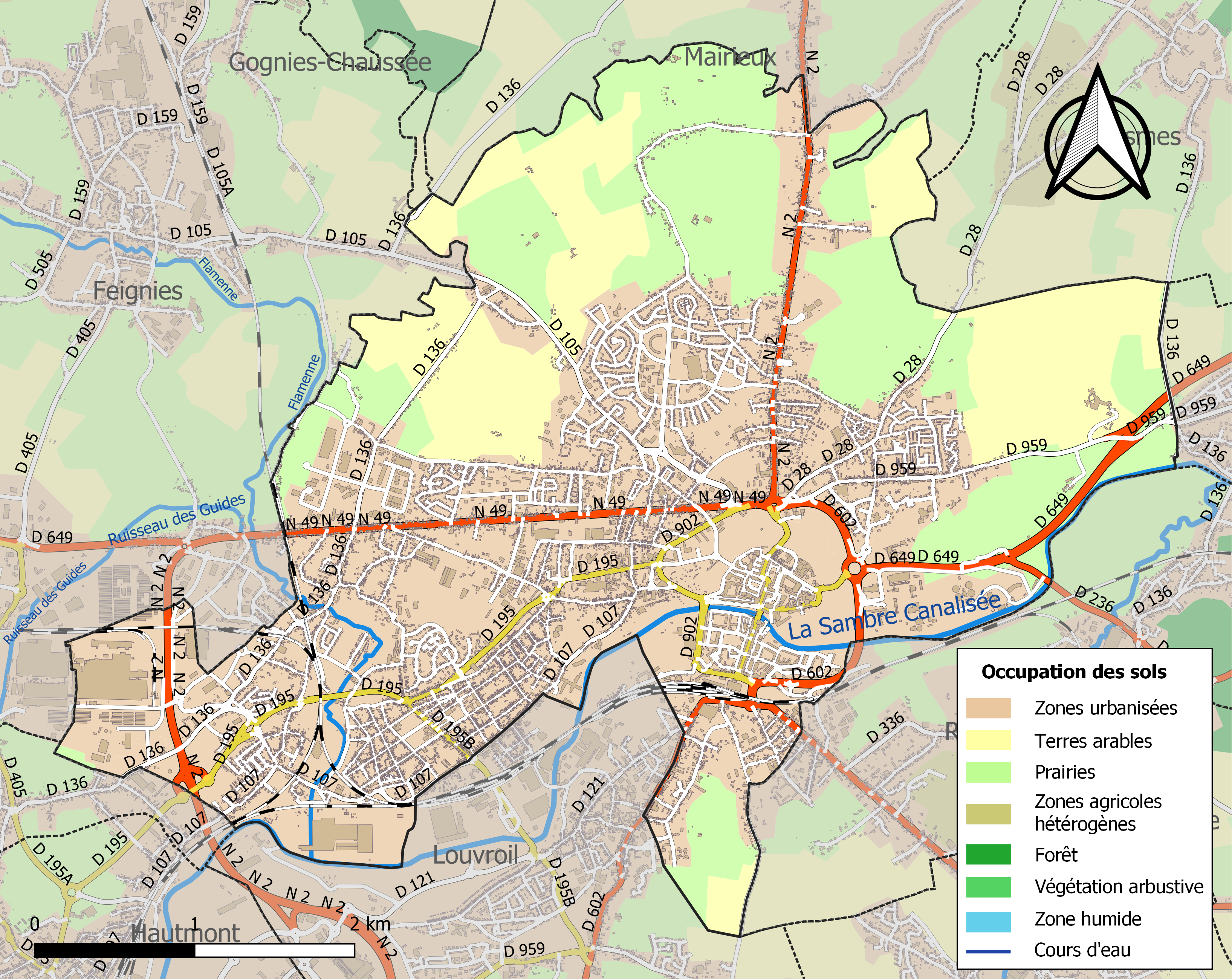
Carte des infrastructures et de l'occupation des sols de la commune en 2018 (CLC).

L'occupation des sols de la commune, telle qu'elle ressort de la base de données européenne d'occupation biophysique des sols Corine Land Cover (CLC), est marquée par l'importance des territoires artificialisés (61,8 % en 2018), en augmentation par rapport à 1990 (57,1 %). La répartition détaillée en 2018 est la suivante : zones urbanisées (50,5 %), prairies (22,3 %), terres arables (15,8 %), zones industrielles ou commerciales et réseaux de communication (8,8 %), espaces verts artificialisés, non agricoles (2,5 %). L'évolution de l'occupation des sols de la commune et de ses infrastructures peut être observée sur les différentes représentations cartographiques du territoire : la carte de Cassini (XVIIIe siècle), la carte d'état-major (1820-1866) et les cartes ou photos aériennes de l'IGN pour la période actuelle (1950 à aujourd'hui).

### Morphologie urbaine
La ville de Maubeuge est divisée en différents quartiers, qui possèdent chacun leur propre conseil.
- Montplaisir : 2 000 habitants, soit 6 % de la population maubeugeoise

Montplaisir forme avec les quartiers de Douzies et de Sous-le-Bois le Grand Sous-le-Bois. C'est un quartier historiquement ouvrier, ayant vu la création de forges, de faïenceries et d'usines sidérurgiques, alimentées par voie ferrée avec le charbon du Borinage et le minerai de fer de Lorraine.
Les lieux-dits du quartier sont évocateurs de son histoire industrielle. La Cité de la Céramique fait ainsi référence à la fabrique de céramiques de Montplaisir, créée en 1882, qui employait 250 ouvriers. Certaines maisons anciennes de Maubeuge sont, encore à l'heure actuelle, embellies par ses carrelages. De la même manière, on suppose aujourd'hui que la rue de la Briqueterie abritait une fabrique grâce à laquelle on construisait ces logements de briques rouges caractéristiques du bassin de la Sambre.
- Douzies : 3 000 habitants, soit 9 % de la population maubeugeoise

Situé dans le Grand Sous-le-Bois, Douzies est également un quartier ayant connu une forte croissance industrielle aux XIXe et XXe siècles.
À l'heure actuelle, les zones industrielles du Champ de l'Abbesse et de la Petite Savate recensent 36 entreprises. Un pôle universitaire, antenne de la faculté de Valenciennes, est également présent, comportant un IUT informatique et une école d'ingénieurs.
- Sous-le-Bois : 6 000 habitants, soit 18 % de la population maubeugeoise

Il s'agit du quartier le plus populaire de la ville, et également du plus important en population. C'est également et surtout un quartier chargé d'histoire, avec un passé industriel fort.
Sous-le-Bois était à l'origine une forêt d'environ 120 hectares, propriété des chanoinesses de Maubeuge. C'est l'apparition de l'industrie, au XIXe siècle, qui change le paysage de manière radicale : entre 1837 et 1852, six hauts fourneaux sont construits, suivis d'une fonderie, de laminoirs pour fabriquer rails et tôle, et d'ateliers pour construire du matériel de chemin de fer. Les matières premières sont importées du Borinage et les produits finis sont transportés vers la région parisienne par voie ferroviaire ou fluviale.
L'afflux de main-d'œuvre, de France et surtout de Belgique où elle était moins coûteuse à l'époque, bâtit, réorganise, densifie et redessine le quartier. Un presbytère, un cimetière, une école, une bibliothèque et un hospice sont construits. La caisse de secours et la caisse d'épargne font leur apparition, favorisant l'accession à la propriété des ouvriers à leur logement. La place de l'Industrie, au nom évocateur, devient le centre d'activité du quartier : l'église, la salle des fêtes, le kiosque à musique y sont construits, et la place est souvent animée par les fêtes populaires, les ducasses et les tournois de jeu de paume.
En 1884, pour accompagner ce développement galopant, est construite la gare de Sous-le-Bois ; c'est à partir de 1906 que la population du faubourg (7 638 habitants) dépasse celle du centre-ville. Trois ans plus tôt, la Société des transports de Maubeuge avait acquis du département la concession du tramway. La ligne Maubeuge/Hautmont par Sous-le-Bois officia jusqu'en 1940, date à laquelle elle fut détruite et jamais reconstruite.
Dans les années 1970, le quartier subit de plein fouet la crise industrielle qui le laisse, encore maintenant, dans une situation difficile. Aujourd'hui, Sous-le-Bois est une zone franche urbaine (ZFU). Le lycée André-Lurçat, construit en 1994, permet d'y maintenir une activité permanente.

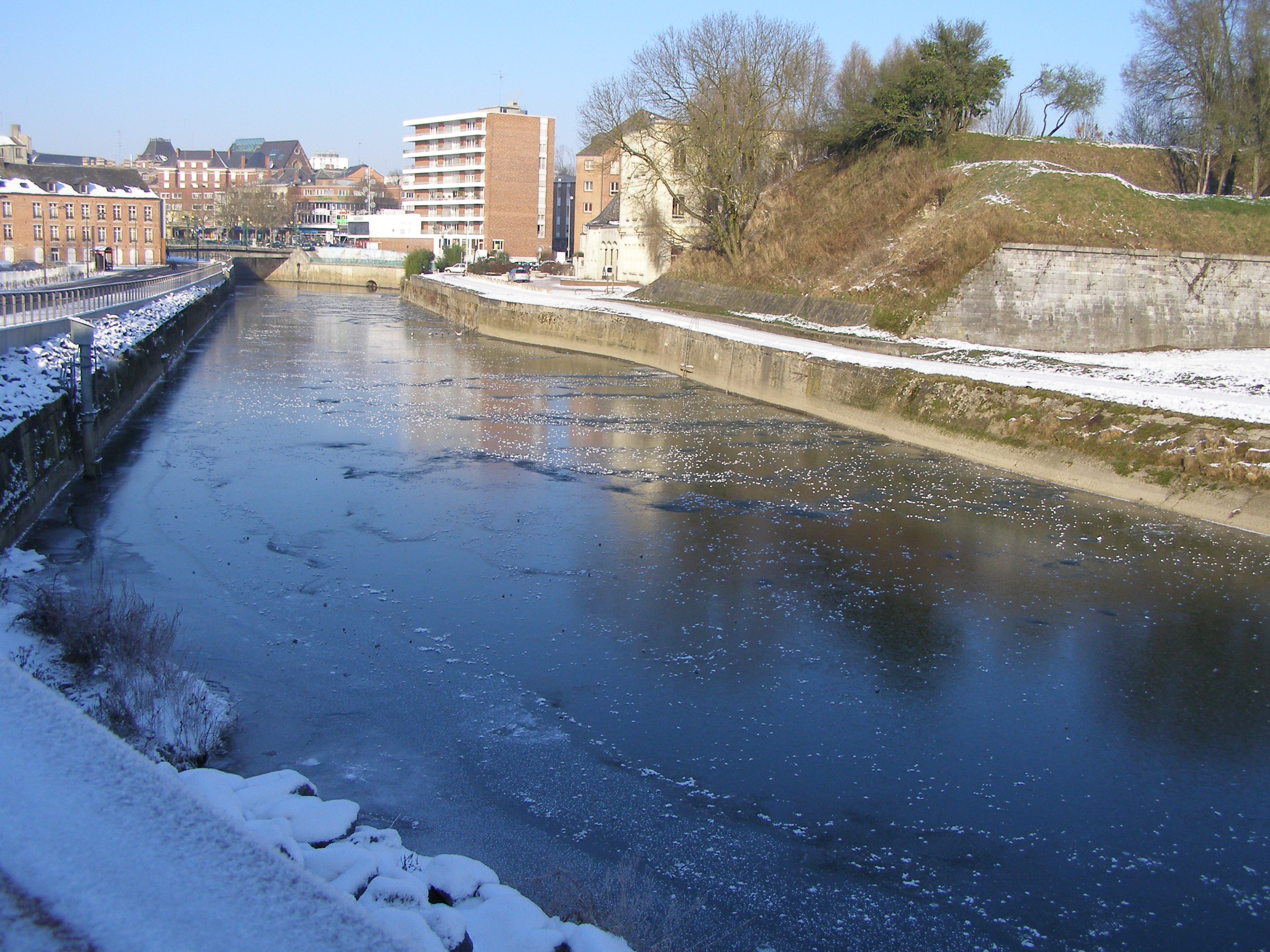
La Sambre gelée.

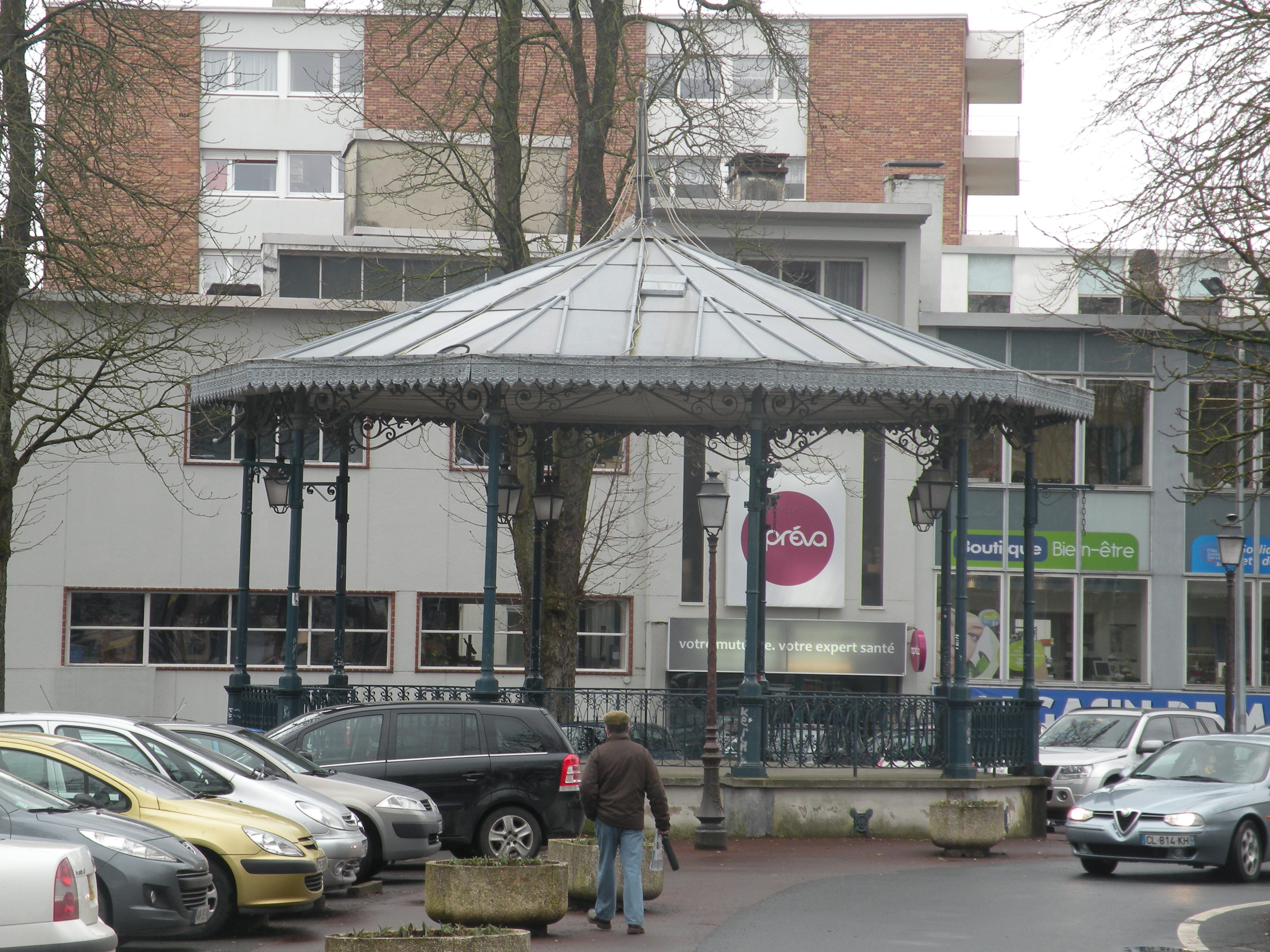
Place verte et son kiosque

- Centre-Ville : 3 500 habitants, soit 10 % de la population maubeugeoise
- Épinette : 4 500 habitants, soit 13 % de la population maubeugeoise

La zone de l'Épinette était à l'origine un encart rural composé de champs et de pâtures autour des fermes du Grand Bois et des Sars. L'urbanisation du quartier date de 1965, date à laquelle fut approuvé le plan d'aménagement destiné à désengorger un centre-ville surpeuplé qui avait connu une trop forte poussée démographique.
Le quartier commence avec l'installation du premier supermarché de la région, « La Montagne », devenu plus tard Continent, puis Carrefour. Un habitat collectif et des services se développent rapidement autour. Aujourd'hui, la décadence de l'habitat, le chômage, la délinquance et la désaffection des services, typiques de ce genre de quartier bâti dans les années 1970, ont placé l'Épinette dans le dispositif de quartier prioritaire, afin de bénéficier du renouvellement urbain par l'Agence nationale pour la rénovation urbaine (ANRU) au niveau national.
- Pont-Allant : 2 000 habitants, soit 6 % de la population maubeugeoise

Le Pont-Allant est un quartier essentiellement résidentiel, où l'habitat collectif est rare. Le lycée Pierre-Forest et le collège Guillaume-Budé y sont présents.

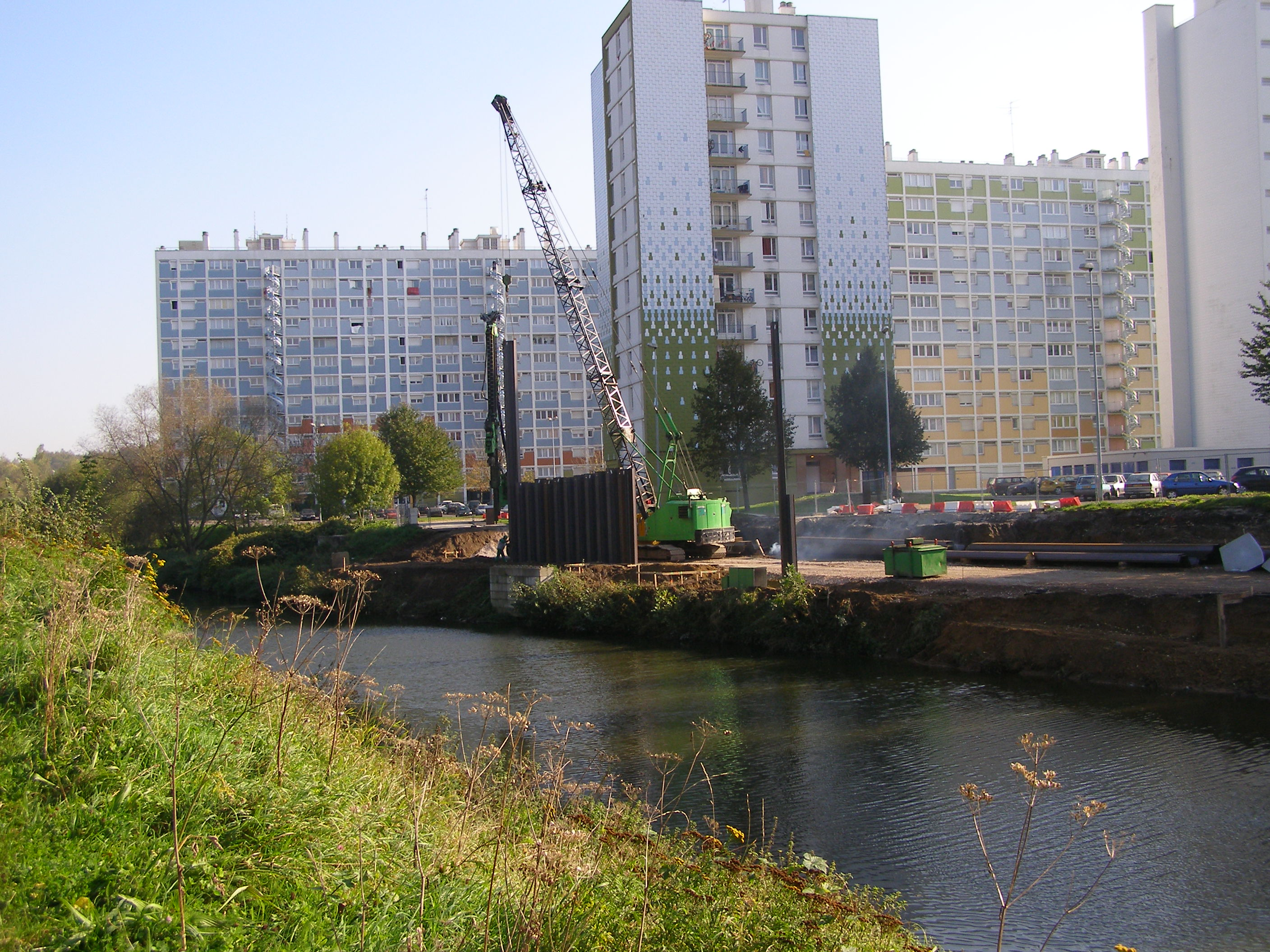
La construction (maintenant terminée) du pont reliant les Provinces françaises au Chemin de Halage du projet Viavil.

- Faubourg Saint-Quentin : 1 500 habitants, soit 4 % de la population maubeugeoise

Le faubourg Saint-Quentin devrait son nom aux bénédictins portant le nom de chanoines de Saint-Quentin.
Pilier de l'histoire du quartier, le bâtiment Sculfort fut construit par Gustave Sculfort en 1852. On y fabriquait alors de la quincaillerie et les premières machines-outils. En 1914, 1 200 ouvriers y travaillent. La société, comme beaucoup d'autres, disparut définitivement dans les années 1960. Les bâtiments seront toutefois réutilisés dans les années 1990 pour y installer la Luna (la salle de concerts de la ville) et l'Espace Sculfort, l'un des principaux centres d'expositions.
C'est également au faubourg Saint-Quentin que se trouve le centre hospitalier, qui y fut construit à la suite de la destruction du précédent lors de la Seconde Guerre mondiale.
- Présidents : 1 500 habitants, soit 4 % de la population maubeugeoise

De la même manière que pour les Provinces Françaises ou pour les grands ensembles de l'Épinette, ce quartier est une conséquence de la reconstruction d'après-guerre et de l'explosion démographique qui a suivi. L'histoire de ce quartier débute donc en 1960 : alors que de nombreuses entreprises viennent s'implanter dans la région, le centre-ville n'est pas encore achevé. En 1959, le conseil municipal décide donc le démarrage d'un nouveau programme de logements sociaux.
La reconstruction fut menée par l'idée de la mise en avant de Maubeuge en tant que première ville française après la frontière belge. C'est pourquoi les noms des nouveaux quartiers font tous référence à des personnages importants de l'histoire de France : écrivains, rois, ou comme ici, présidents.
- Faubourg de Mons : 3 000 habitants, soit 9 % de la population maubeugeoise
- Faubourg Saint-Lazare : 760 habitants, soit 2 % de la population maubeugeoise

C'est le plus petit quartier de Maubeuge, essentiellement résidentiel et enclavé par la voie ferrée au nord et la route d'Avesnes à l'ouest.
- Provinces Françaises : 2 000 habitants, soit 6 % de la population maubeugeoise

Il s'agit, au même titre que les Présidents, d'une zone d'habitation collective construite lors de la poussée démographique des années 1960. Aujourd'hui, c'est l'un des quartiers les plus défavorisés, qui renvoie une mauvaise image à la ville : grands ensembles, immeubles inhospitaliers, quartier enclavé, dortoir déserté par les commerces et services.

### Logement
Le logement à Maubeuge répond à certaines caractéristiques des villes industrielles qui connaissent des difficultés sur le front de l'emploi et qui peinent à attirer de nouveaux résidents. La fluidité des transferts de population est notamment assez faible : peu d'arrivées, davantage de départs mais une importante sédentarité de la population (l'ancienneté moyenne de présence d'un habitant dans un même logement est de 15 ans). Les résidences principales constituent par conséquent une écrasante majorité du parc.
|                                                  | 2011   | %     | 2006   | %     |
| ------------------------------------------------ | ------ | ----- | ------ | ----- |
| Ensemble                                         | 13 744 | 100,0 | 13 686 | 100,0 |
| Résidences principales                           | 12 565 | 91,4  | 12 722 | 93,0  |
| Résidences secondaires et logements occasionnels | 96     | 0,7   | 156    | 1,1   |
| Logements vacants                                | 1 082  | 7,9   | 808    | 5,9   |

Malgré cette inertie, le taux de propriétaires, conséquence d'un niveau social relativement faible, reste peu élevé (43,4 % en 2011).
Paradoxalement, Maubeuge souffre en parallèle d'un manque chronique de nouveaux logements, dû notamment à la vétusté du parc existant, qui a entraîné de nombreuses démolitions ainsi que des réhabilitations. La politique de constructions de logements dans la ville tente de corriger cet état de fait, mais les efforts consentis demeurent insuffisants et causent notamment un niveau de loyers anormalement élevé, en décalage avec la faible attractivité de la ville.

### Projets d'aménagement
La ville de Maubeuge prévoit différents projets d'aménagements. Parmi ceux en cours, on en retrouve un principal :
Une Halle Gourmande, sur la Place de Wattignies, transformant le grand parking de 200 places en un lieu rénové de 125 places, avec installation d'aire de jeux pour enfants, ainsi que de nouveaux espaces verts, comme des endroits d'herbe ou encore des arbres.
Le projet, anciennement baptisé "Marché Couvert", devait ouvrir entre 2020/2021. Dû à la crise sanitaire et au retard, le projet commence seulement au printemps 2025 à ouvrir et à accueillir des commerçants, tandis que les travaux de construction ont eux débutés durant 2021.

Ce projet de Halle gourmande à suscité chez les Maubeugeois du mécontentement : Certains arbres centenaires ont été rasés, une grosse réduction du nombre de place de parking en face d'une école (Collège et Primaire Notre-Dame de Grâce de Maubeuge, faisant parti du groupe Notre-Dame de la Sambre), empêchant les parents de se garer correctement, et un déménagement temporaire sur le Mail de la Sambre pour le Marché du Samedi matin, qui a seulement pu reprendre son emplacement initial courant avril 2025.

### Voies de communication et transports
- Liaisons routières :

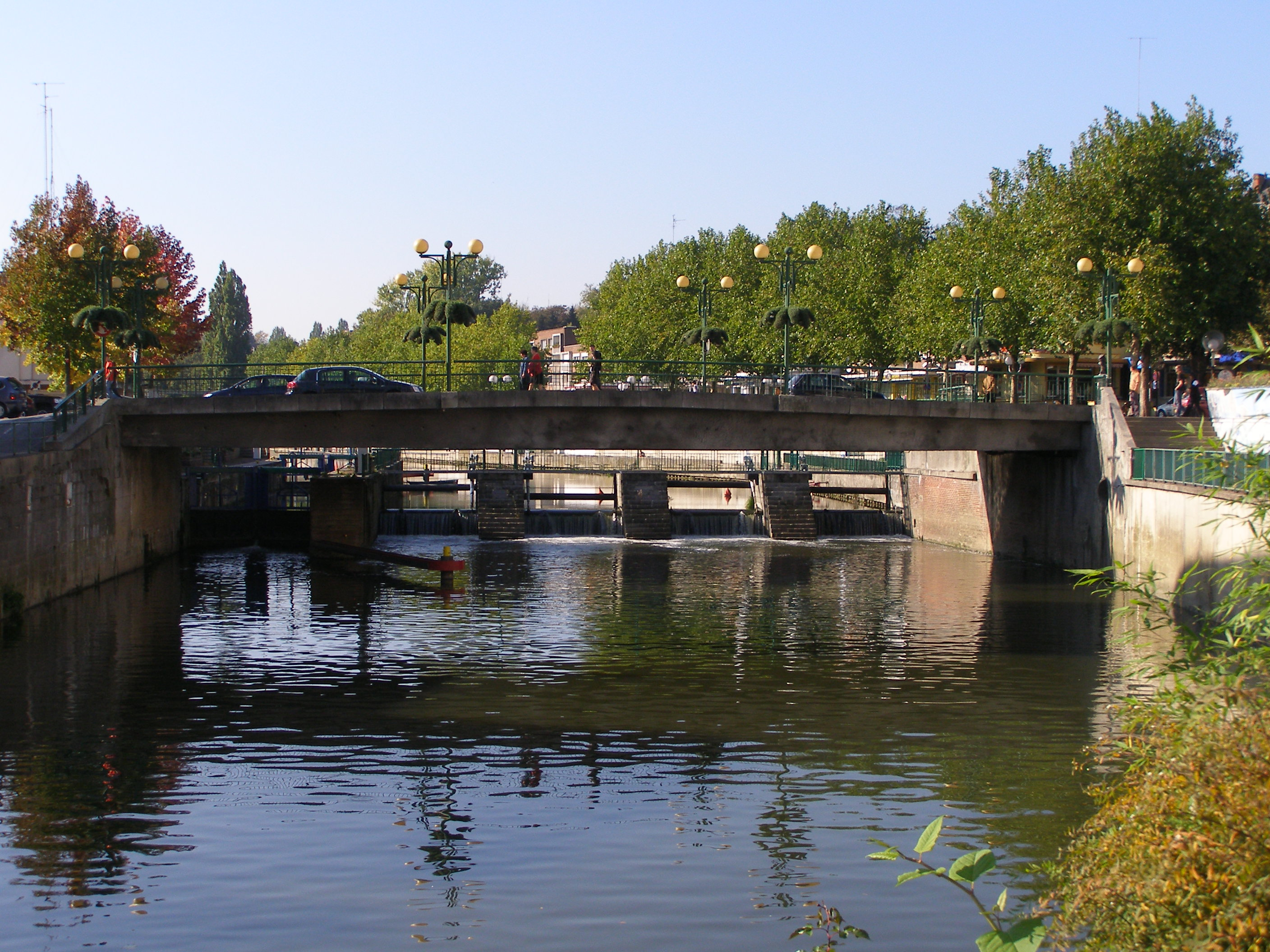
La Sambre canalisée au pont de l'écluse.

  - Voie express à 110 km/h à l'ouest (N49) vers Valenciennes puis A23 vers Lille ;
  - Voie express à 110 km/h à l'est vers Jeumont (frontière belge), puis Charleroi, Liège, Luxembourg et Cologne ;
  - Route nationale au nord (N2) vers Mons, puis autoroute belge vers Bruxelles et Anvers ;
  - Route nationale au sud, également la N2 vers Laon - Paris et Reims puis Metz, Lyon par l'A26 ;
  - Rocade express à 70 km/h à l'est (boulevard Charles De Gaulle) et à 90 km/h à l'ouest reliant la N49 à la N2 (du carrefour de l'As de Trèfle à Feignies au centre commercial de Louvroil).
  - Voie express à 110 km/h entre Louvroil et Beaufort.
- Liaison fluviale par la Sambre canalisée.
- Aérodrome de Maubeuge - Élesmes (anciennement dit aérodrome de la Salmagne).
- Infrastructures en cours ou en projet :
  - Voie express à 110 km/h entre La Longueville et Feignies, pour pouvoir effectuer la liaison Valenciennes - Maubeuge - Louvroil uniquement sur voie rapide ;
  - Voie express à 110 km/h entre Feignies et Boussois (pour le contournement nord de Maubeuge) ;
  - Voie express à 110 km/h entre Beaufort et Avesnes-sur-Helpe, pour rejoindre Laon et Paris ;
  - Voie express à 110 km/h entre la future rocade nord à 2×2 voies et Mons (Asquillies), en Belgique ;
  - Voie express, côté belge, entre Jeumont et le ring de Charleroi, en Belgique.

#### Transports en commun

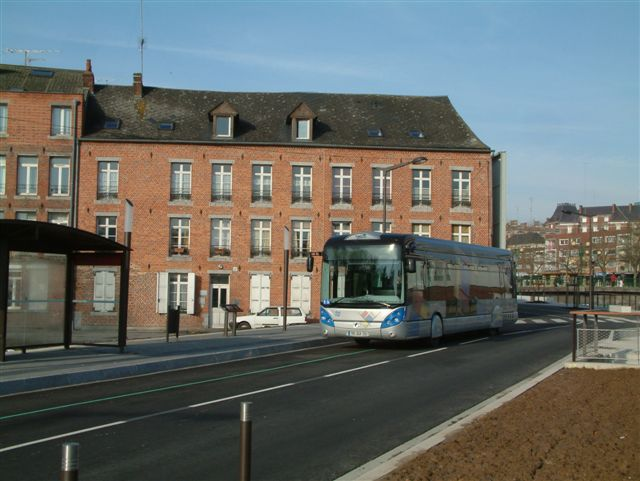
Un bus du réseau Stibus sur le site propre Viavil.

La gare de Maubeuge se situe sur la ligne de Creil à Jeumont, partie du tracé Paris-Bruxelles historique. Depuis la mise en service des LGV Nord et LGV 1 ne subsistaient, comme trains de grandes lignes, que les Intercités, mais ils ont tous été supprimés au 1er janvier 2019, remplacés par des TER de 2e classe, exploités par la région Hauts-de-France. Les principales destinations desservies au départ de la ville sont Paris, Lille, Jeumont, Valenciennes, Saint-Quentin et Compiègne. La gare de Maubeuge est également desservie par la ligne S63 du réseau express régional de Charleroi exploitée par la SNCB et assurant la liaison entre la gare de Maubeuge et celle de Charleroi-Central. Maubeuge dispose d'une seconde gare sur son territoire, la gare de Sous-le-Bois, desservie par des trains TER Hauts-de-France effectuant des liaisons omnibus entre Valenciennes et Jeumont.
Maubeuge est desservie par la plupart des lignes du réseau Stibus organisé par le Syndicat mixte des transports urbains de la Sambre (SMTUS) et exploité par la Société publique locale des transports intercommunaux de Sambre-Avesnois (SPLTISA). La ligne principale du réseau, la ligne A, dispose d'un site propre mis en œuvre dans le cadre du projet Viavil. Un service de navettes en centre-ville à 50 centimes d'euro le trajet est également présent.
La commune est desservie par plusieurs lignes de cars du réseau interurbain Arc-en-Ciel 4 organisé par la région Hauts-de-France et reliant Avesnes-sur-Helpe, Fourmies ou Valenciennes.
Maubeuge est reliée à la ville de Mons et à sa gare en Belgique par la ligne transfrontalière 41 conjointement organisée par le SMTUS et l'Opérateur de transport de Wallonie (TEC Hainaut).
De 1902 à 1951, Maubeuge bénéficia d'un réseau de 5 lignes de tramways (sur environ 22 km).
Maubeuge était desservie par une ligne de chemins de fer secondaire de 1896 à 1951, la ligne de la gare de Maubeuge à Villers-Sire-Nicole à voies métriques de la MV.

## Toponymie
D'un nom de personne germanique Malbodus, traité comme Malbodius: Malbodium (752-68), Melbodio (869-75), Melbodii (Xe siècle), Melbodiensis (Xe siècle).
Mabuse/ Malbode en flamand et Monbeuche/Maubeuche en picard

## Histoire

### Bas-Empire et Antiquité tardive
Les premières traces documentées de la ville datent d'environ 256 de notre ère, lorsque les Francs ont pénétré la région via les vallées de la Sambre et de la Meuse. Ils y tenaient annuellement leurs assises judiciaires, les Mahal, en un lieu appelé Boden, ce qui finit par donner au siège de ces assemblées le nom de Malboden (Mauvaise demeure) ; une hypothèse sur l'origine du nom de Maubeuge provient d'ailleurs de l'éventuelle transformation à l'ère médiévale de ce terme en Malbodium, lorsque, vers 661, sainte Aldegonde, fondatrice de la ville, y installa un monastère.
Maubeuge apparaît sur un sceau échevinal dès l'an 1293 mais ce n'est qu'au XVe siècle que ce nom devient définitif après l'usage de diverses variantes (Melbarium, Villa Malbodiensis, Melbodium, Malbode, Malboege, Melboege, Mabuge, Mabeughe et Mauboege.

### Moyen Âge
Maubeuge est attestée pour la première fois dans une source écrite en 870 lors du traité de Mersen.
Sainte Aldegonde fonde une abbaye de femmes au VIIe siècle. Elle est pillée par les Vikings en 876 et 881. En 953, elle est à nouveau pillée par les Hongrois. Elle est sécularisée par Bruno de Querfurt.
Maubeuge fait partie du comté de Hainaut sous les premiers rois carolingiens. En 843, lors du partage des États de Louis le Débonnaire au traité de Verdun, la ville est rattachée à la Lotharingie, puis passe en 870 au royaume de Francie occidentale par le traité de Meerssen. En 925, les Régnier accèdent au titre de comte de Hainaut, depuis 962 sous la suzeraineté des empereurs du Saint-Empire Romain Germanique

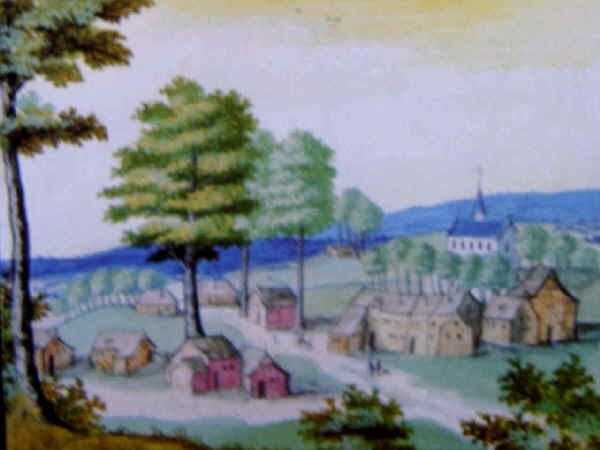
Maubeuge d'après les albums de Croy (1598).

En 1087, le bourg est pris par Thierry d'Avesnes, assiégée en 1182 par le duc de Brabant. L'activité textile se développe, et le bourg reçoit une charte. Elle est à nouveau assiégée en 1254 par le comte d'Anjou, Charles d'Anjou-Provence. Le comte de Hainaut Jean d'Avesnes viole la charte, ce qui provoque une révolte en 1293.
La ville ne développe une activité de grande draperie que dans la seconde moitié du XIIIe siècle. En fonction des épidémies et des épisodes de guerre, la population de Maubeuge est estimée à environ 3 000 personnes, soit près de 30 % de la population de la prévôté-le-comte dont elle est la ville principale.
La première enceinte du domaine des chanoinesses disparaît dans un incendie à la fin du XVIe siècle. En 1339, le comte Guillaume II de Hainaut autorise l'édification de nouveaux remparts plus vastes comprenant six portes et vingt-deux tours sur trois kilomètres. Mais malgré ces prudents aménagements, la ville de Maubeuge est, jusqu'à son rattachement à la France en 1678, saccagée et pillée plus de vingt fois.
En raison de son rôle de ville fortifiée et proche de la frontière, le comte refuse à la ville le statut de commune : elle est donc gouvernée par un échevinage (composé de sept échevins et un maire), nommé conjointement par le comte et l'abbesse de Sainte-Aldegonde.
La ville est divisée en deux paroisses à partir de 1292 : la vieille cité est perchée sur une hauteur, à l'abri des inondations, et occupée par les classes dominantes, alors que les pauvres vivent dans les bas-quartiers surpeuplés et menacés. La ville est plusieurs fois détruite par les incendies, dont un très important en 1396 qui anéantit le château comtal. Pour repeupler la ville, le du c Albert de Bavière accorde des exemptions fiscales et des privilèges judiciaires à la ville. En 1433, la ville passe à la Grande Principauté de Bourgogne. Pour limiter les incendies, un ban de la ville de 1436 interdit à tous d'entrer dans une grange avec une lanterne ; le même ban prévoit des inspections des locaux dangereux, comme les brasseries, et des habitations privées, toujours pour prévenir les incendies.
Mais ces précautions n'empêchent pas tous les incendies : ainsi, quand la ville est assiégée est 1387, l'église Saint-Pierre est incendiée, ; le cas se répète en 1478 par Louis XI, qui la fait incendier,,,.

### Temps modernes

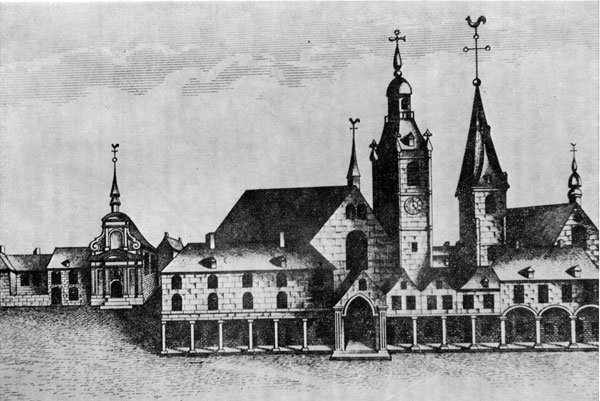
La place de Maubeuge : l'église Saint-Pierre et Sainte-Aldegonde au XVIIIe siècle, et au fond à gauche, la chapelle des Sœurs Noires (jadis bibliothèque municipale).

La province passe à la maison d'Autriche de 1478 à 1513, et à la maison d'Espagne de 1513 à 1678.
En 1637, l'armée française du cardinal de La Valette envahit les Pays-Bas espagnols et s'empare de Landrecies et Maubeuge. Les Espagnols, commandés par Piccolomini et le cardinal Ferdinand d'Autriche, cherchent à reprendre la ville mais ils sont repoussés par Turenne. En 1641, elle est reprise par les Espagnols de Francisco de Melo. Le dernier prévôt du roi d'Espagne à Maubeuge est Nicolas de Croix, dit de Drumez, plus tard comte de Clairfayts, nommé en 1648. Maubeuge est de nouveau assiégée et prise par Turenne en 1655 en présence du jeune Louis XIV et du cardinal Mazarin mais reprise par les Espagnols qui la conservent au traité des Pyrénées en 1659.

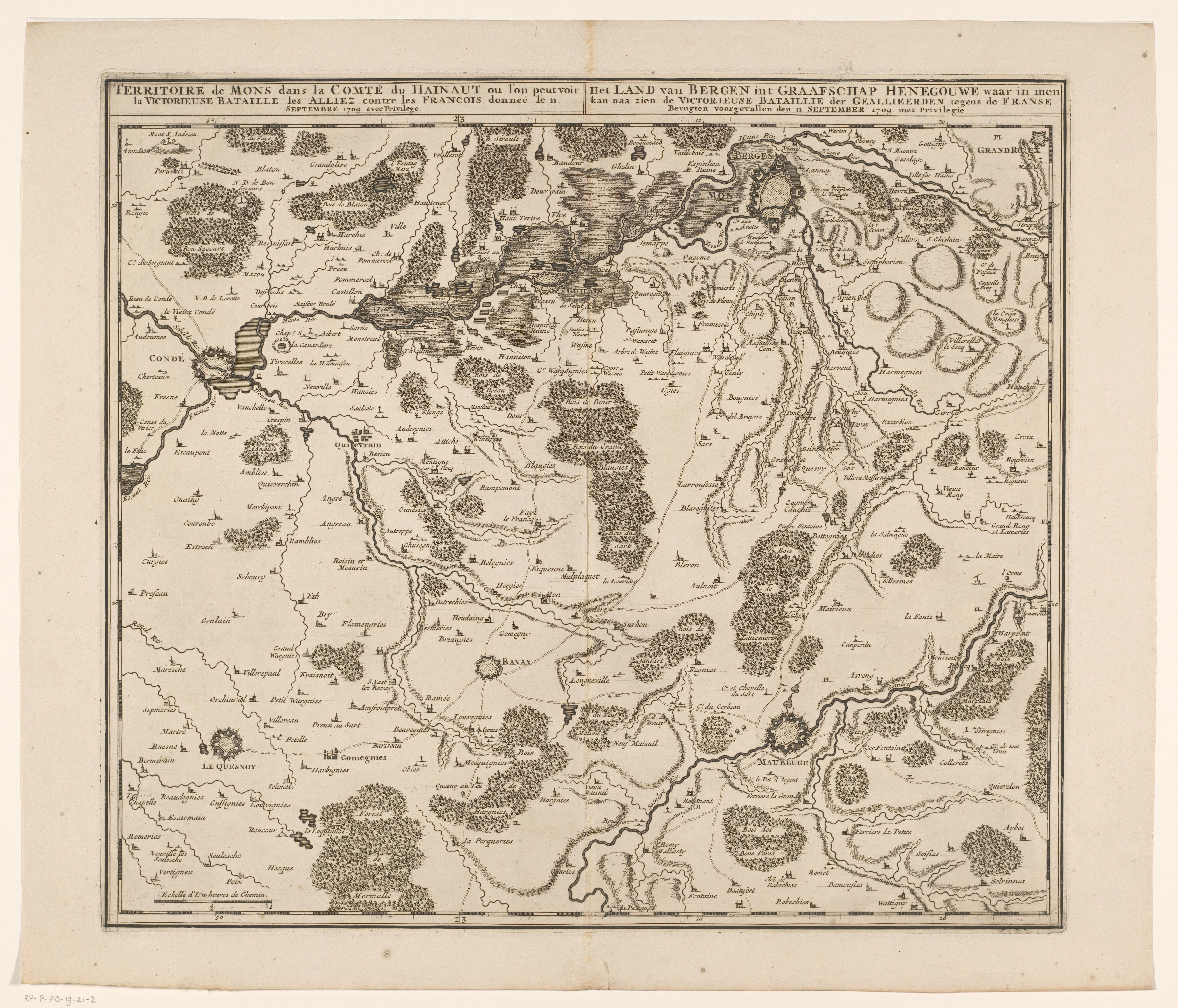
Carte du Hainaut avec les villes de Mons, Condé-sur-Escaut et Maubeuge à l'époque de la bataille de Malplaquet (1709), carte anonyme néerlandaise.

Maubeuge est définitivement rattachée à la France par le traité de Nimègue du 17 septembre 1678, ratifié par le roi Louis XIV le 3 octobre, et par le roi d'Espagne Charles II le 14 novembre. La ville vit alors une période de calme relatif, Louis XIV ayant chargé Vauban, en 1679 de la fortifier.
Maubeuge connaît une période plus paisible au cours du XVIIIe siècle. Elle est rattachée à la province de Hainaut et à la généralité de Valenciennes. La manufacture d'armes, fondée en 1701 par Robert Daretz, fournit toutes sortes d'armes y compris des canons ; elle comprend deux ateliers situés à Rousies et Ferrière-la-Grande. Les cartes du milieu du XVIIIe siècle (celles de l'Atlas de Trudaine par exemple) nous montrent ainsi Maubeuge comme une ville essentiellement militaire et fortifiée, entourée de quelques cultures et bénéficiant du proche bois de Beaufort pour son alimentation en bois.

### Révolution française et Premier Empire
Le 23 septembre 1793, le siège est mis devant la ville par les Autrichiens du prince de Saxe-Cobourg. La victoire de Wattignies, les 15 et 16 octobre, permet cependant de lever le blocus du camp retranché, par l'armée du Nord avec Carnot, Jourdan et Duquesnoy. Quelques mois plus tard, les coalisés prennent Landrecies ; les villes de Maubeuge et Avesnes-sur-Helpe se mettent en état de défense et, le 13 juillet 1794, leurs gardes nationaux participent à la reprise de Landrecies. La campagne se termine par la victoire de Fleurus, le 26 juin, qui assure la conquête de la Belgique.
Le 22 thermidor an X (10 août 1802), un orage hors norme, par sa violence et sa soudaineté, a concerné la ville de Maubeuge : douze personnes, réfugiées sous le portique de la tour de la paroisse ont été touchées par la foudre. Les témoins ont parlé de « petit tonneau de feu » qui s'est ensuite divisé. Une personne à « l'échine du dos noire comme du charbon » est morte, les onze autres ont été plus ou moins affectées mais ont pu récupérer après quelques instants. L'orage a fait quelques dégâts d'importance limitée sur la tour.
À cette époque, au niveau des transports, existe une liaison régulière avec Valenciennes.
En 1808, Maubeuge est un dépôt principal de sûreté, centre de détention intermédiaire entre les dépôts de sûreté et les prisons.
À la suite de la défaite des armées napoléoniennes à Leipzig en octobre 1813, les forces coalisées envahissent la France. La place forte de Maubeuge résiste victorieusement en 1814 aux attaques des troupes du duc de Saxe-Weimar. Pendant les Cent-Jours, c'est dans la région de Maubeuge que les troupes de Napoléon se préparent à la bataille de Waterloo toute proche. Trois jours après cette défaite, le 21 juin 1815, Maubeuge est de nouveau assiégé par 12 000 Prussiens et doit se rendre. Suivent trois ans d'occupation par les troupes prussiennes puis russes.

### Époque contemporaine
En 1818, l'économie de la ville redémarre. La Révolution industrielle se concrétise, notamment à la suite de la canalisation de la Sambre, qui facilite l'approvisionnement en charbon depuis Charleroi. Dès 1837, les hauts-fourneaux et laminoirs se multiplient autour de la rivière, notamment dans le quartier de Sous-le-Bois.

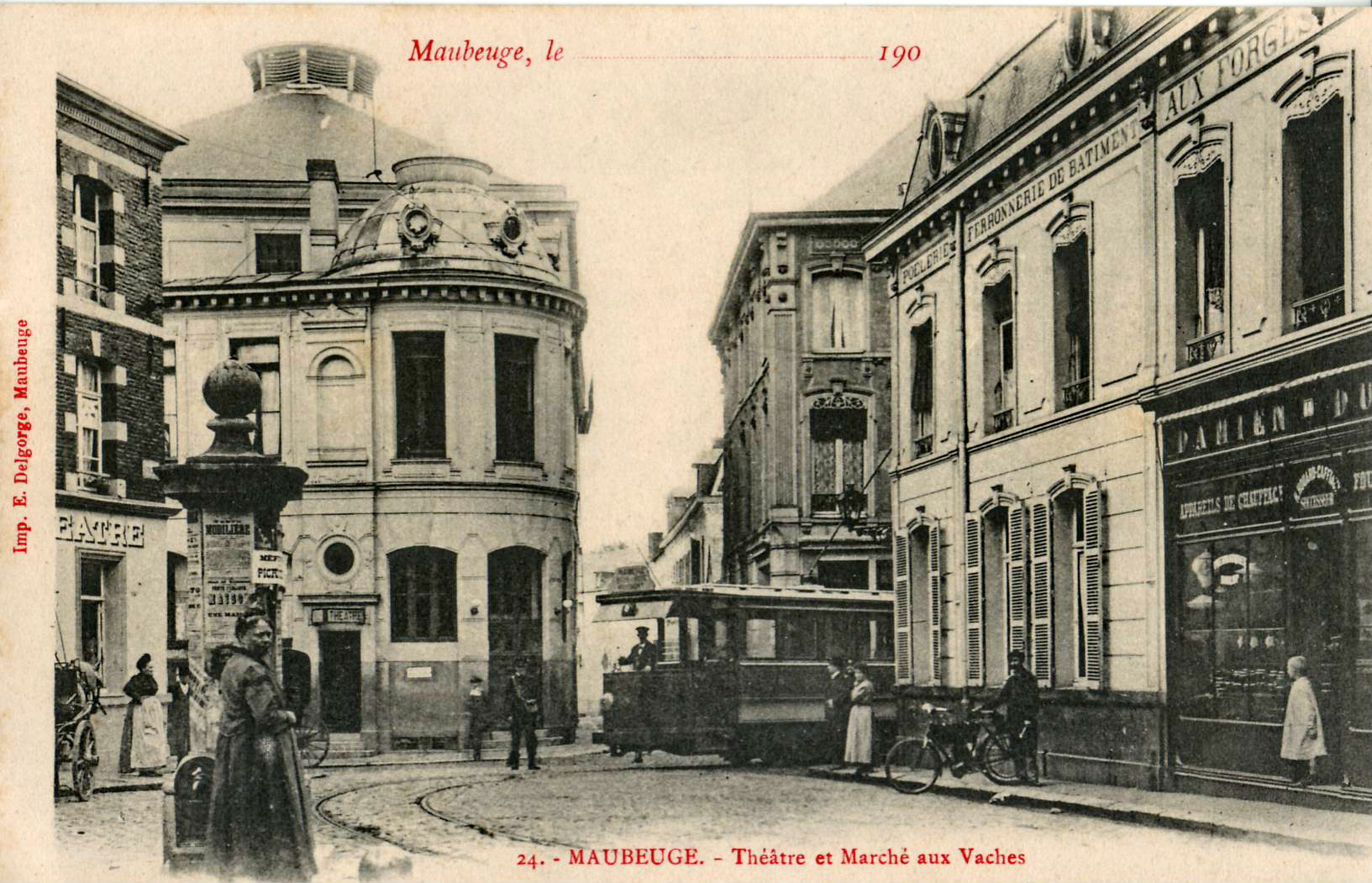
Le tramway de Maubeuge dans le centre-ville, avant la Première Guerre mondiale.

En 1853, la création de la gare de Maubeuge sur la ligne de chemin de fer de la Compagnie des chemins de fer du Nord Paris - Maubeuge - Charleroi, puis la jonction avec Aulnoye et la mise en service de la grande transversale Lille - Thionville, consolident définitivement l'essor de l'économie du bassin de la Sambre par l'approvisionnement en minerai de fer du Valenciennois et de Lorraine.
1885 : le 29 août 1885 est inaugurée la ligne de chemin de fer Maubeuge - Fourmies.
1902 : mise en service du tramway de Maubeuge, qui fonctionnera jusqu'en 1951.

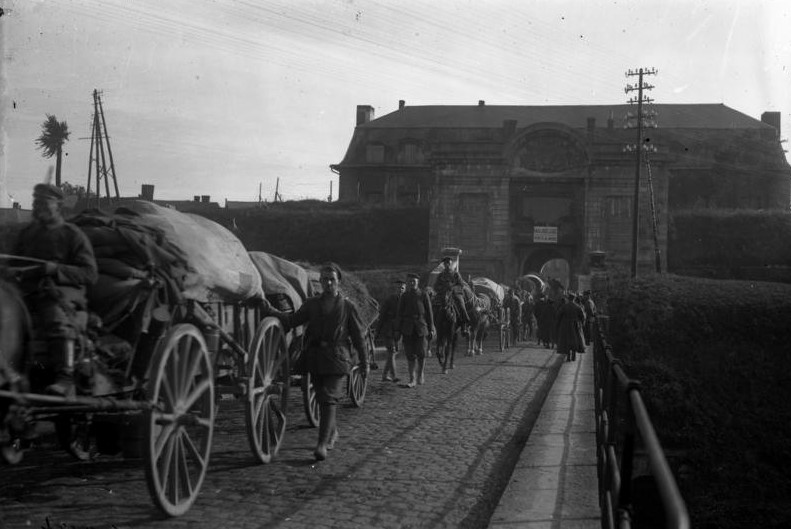
Troupes allemandes pendant l'occupation de la Première Guerre mondiale.

La Première Guerre mondiale va éprouver à nouveau la cité sambrienne. En 1914, Maubeuge résiste sous la direction du Général Fournier, puis est prise.
Pendant cette Première Guerre mondiale, à Maubeuge existe une rareté : la 5e compagnie d'aérostiers (voir Dirigeable militaire) y a sa base. Sur les bords de Sambre, dans le quartier de Pont-Allant, on a construit un grand hangar de 116 mètres de long, terminé en 1912 pour accueillir les « cigares volants » sur lesquels on fonde beaucoup d'espoirs militaires. À tort, les résultats obtenus, comme ceux du Dupuy-de-Lôme ne seront guère probants et les avions vite préférés aux dirigeables. Pendant l'occupation allemande, le hangar est régulièrement agrandi pour recevoir les ballons allemands dont les fameux Zeppelin. En 1920, Maubeuge étant le seul endroit pouvant l'accueillir, on y voit arriver en 1920 le Dixmüde, zeppelin (voir liste des Zeppelins) allemand géant de 211 mètres de long, sept nacelles, sept moteurs pouvant le propulser à 130 km/h, récupéré par la France au titre des prises de guerre. Le géant a failli s'écraser au sol : les Français savent à peine le piloter et les Allemands chargés officiellement de les former ne leur ont donné que des indications de base. L'appareil finalement utilisé dans le Sud de la France pour des vols au-dessus des colonies africaines, finit dans une explosion le 22 décembre 1923, faisant 51 morts.
Le 9 novembre 1918, elle est délivrée par les Britanniques. Malgré le traumatisme, les destructions matérielles sont relativement mineures alors que le proche bassin minier est quasiment rasé.
La Seconde Guerre mondiale a en revanche un effet désastreux sur la ville : en mai 1940, les Allemands en incendient le centre historique avec des grenades incendiaires, détruisant le cœur de Maubeuge à plus de 90 %. Le secteur de Maubeuge était fortifié dans le cadre du programme Maginot : 4 forts et 7 casemates. Ces fortifications subissent l'assaut des Allemands, elles résistent du 18 au 23 mai 1940. Le 2 septembre 1944, la cité est libérée de l'occupant allemand par la 3e division blindée américaine « SpearHead », commandée par le général Maurice Rose. Kléber Leulier est nommé maire par le gouvernement provisoire.
Maubeuge reçoit la croix de guerre 1939-1945 le 10 octobre 1949.

### La reconstruction et la crise
Maubeuge, « la Belle Balafrée » selon l'expression de son maire Pierre Forest, fut nommée Ville Pilote de l'Urbanisme en 1949.
Commence alors la période de tous les changements : André Lurçat, nommé « architecte en chef du Bassin de la Sambre » par le ministre de la Reconstruction, va entreprendre dès la fin de l'année 1944 une redéfinition de la ville sans précédent. L'architecte propose un programme complet de reconstruction, basé sur l'utilisation des ressources premières du territoire pour favoriser la relance économique et la préservation du patrimoine ancien. Il s'oppose ainsi au démantèlement complet des fortifications de Vauban, proposant d'étendre le centre-ville par le sud en ne supprimant que la partie des remparts située sur la rive droite de la Sambre. Attaché à gommer les disparités sociales intra-urbaines, Lurçat restructure l'ensemble de l'agglomération, allant jusqu'à rabaisser le niveau de la ville haute et à remonter celui de la ville basse, sans toutefois renier les tracés urbains existants. Lurçat souhaite fonder son mode d'intervention sur une "collaboration étroite entre techniciens et population", dans l'objectif de "satisfaire les besoins les plus généraux comme les plus particuliers des habitants". Cette reconstruction s'avère une tâche de longue haleine qui va durer jusqu'en 1970 (date d'inauguration du nouvel hôtel de ville). Ce vaste programme de construction a permis à la ville de se pourvoir de 8525 immeubles (soit 11 000 logements) et 2 500 autres sont programmés de 1977 à 1983. Ces immeubles comprenaient des innovations techniques, tel que l'emploi d'éléments préfabriqués en béton ou en métal, dans le cadre de la normalisation en œuvre dans la plupart des villes en reconstruction, alliées à l'utilisation en façade de matériaux locaux, que sont la brique et la céramique, afin de conserver l'identité de la ville. Les immeubles de logements construits sous la direction de Lurçat (tels que ceux de la rue Jean-Mabuze, du quartier de la gare ou bien du boulevard de l'Europe), présentant pour certains des rez-de-chaussée commerciaux, obéissent à cette volonté d'associer le modernisme architectural à l'inspiration régionale, afin d'atténuer le traumatisme des habitants. La barre du Mail (faisant 250 mètres de long) construite le long du quai de la Sambre constitue une expérience ambitieuse, que l'on peut qualifier de brutaliste du fait de son esthétique sobre et austère. Cet ensemble d'habitations comprend des locaux au rez-de-chaussée, dissocié visuellement des étages supérieurs par leur conception en galerie, pouvant abriter 21 commerces, les étages, eux, accueillent 49 logements.
À la fin de la guerre, plusieurs industries renommées viennent s'installer dans la région. Mais dès 1953-54, des difficultés surgissent, qui se précisent dans les années 1960. De 1962 à 1968, le Bassin de la Sambre subit une forte récession. Il semble indispensable de reconvertir les activités et de les diversifier. La création d'une zone industrielle permet d'accueillir l'usine Chausson en 1971, qui constituera Maubeuge Construction Automobile (MCA), filiale de Renault. L'installation de ces ateliers donne un second souffle à l'activité industrielle de Maubeuge.
Malgré cela, le bassin de la Sambre connaît une terrible période de récession de 1975 à 1990, perdant près d'un quart de ses emplois. La situation économique de la ville, si elle tend à s'améliorer après des années difficiles, reste délicate.

### La tornade d'août 2008

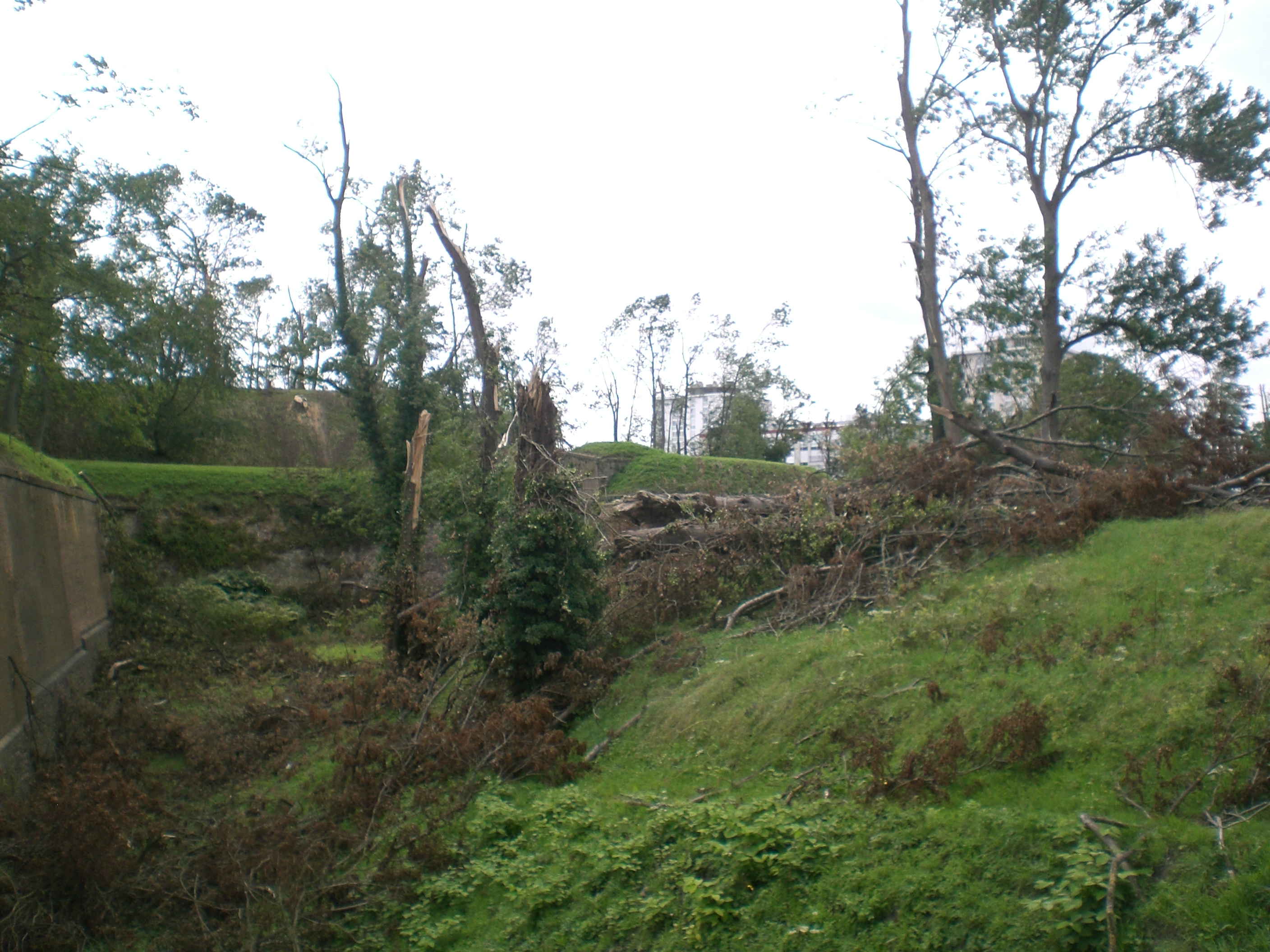
Les remparts après la tempête.

Le 3 août 2008, en début de nuit, une tornade s'est abattue sur Boussières-sur-Sambre, Hautmont, Neuf-Mesnil et Maubeuge, provoquant d'importants dégâts. À Maubeuge, 679 habitations, dans un secteur extrêmement diffus, ont été touchées, dont 463 logements privés et 216 logements de bailleurs sociaux, 112 d'entre eux étant désormais inhabitables. Plus d'un millier d'arbres ont été détruits : remparts, parcs du Tilleul, Paillot, Sainte-Émilie, etc. Le parc zoologique est resté fermé jusqu'au milieu du mois d'août. Une quarantaine de bâtiments communaux ont subi des dégâts, notamment le stade, le clocher de l'église de Sous-le-Bois, les écoles et la salle des fêtes de Sous-le-Bois et le toit de la piscine Pasteur.

## Politique et administration
Malgré le fait qu'elle soit de loin le plus important foyer de population de la région, la ville n'est pas sous-préfecture mais chef-lieu de canton, laissant la fonction à la petite commune d'Avesnes-sur-Helpe. Maubeuge est par ailleurs le siège de la Communauté d'agglomération Maubeuge-Val-de-Sambre, qui comporte plus de 100 000 habitants.

### Tendances politiques et résultats
Le premier tour des élections municipales de 2020 se déroule le 15 mars. Le confinement lié à la pandémie de Covid-19 retarde de trois mois la tenue du second tour, qui a lieu le 28 juin. Celui-ci se solde par une quadrangulaire, comme dans cinq autres municipalités du département du Nord. Les forces en présence sont Arnaud Decagny (divers droite, 42,04 %), Rémi Pauvros (socialiste, 23,4 %), Jean-Pierre Rombeau (divers droite, 14,67 %) et Aymeric Merlaud (Rassemblement national, 12,62 %), remportée par la liste du maire sortant.

### Liste des maires

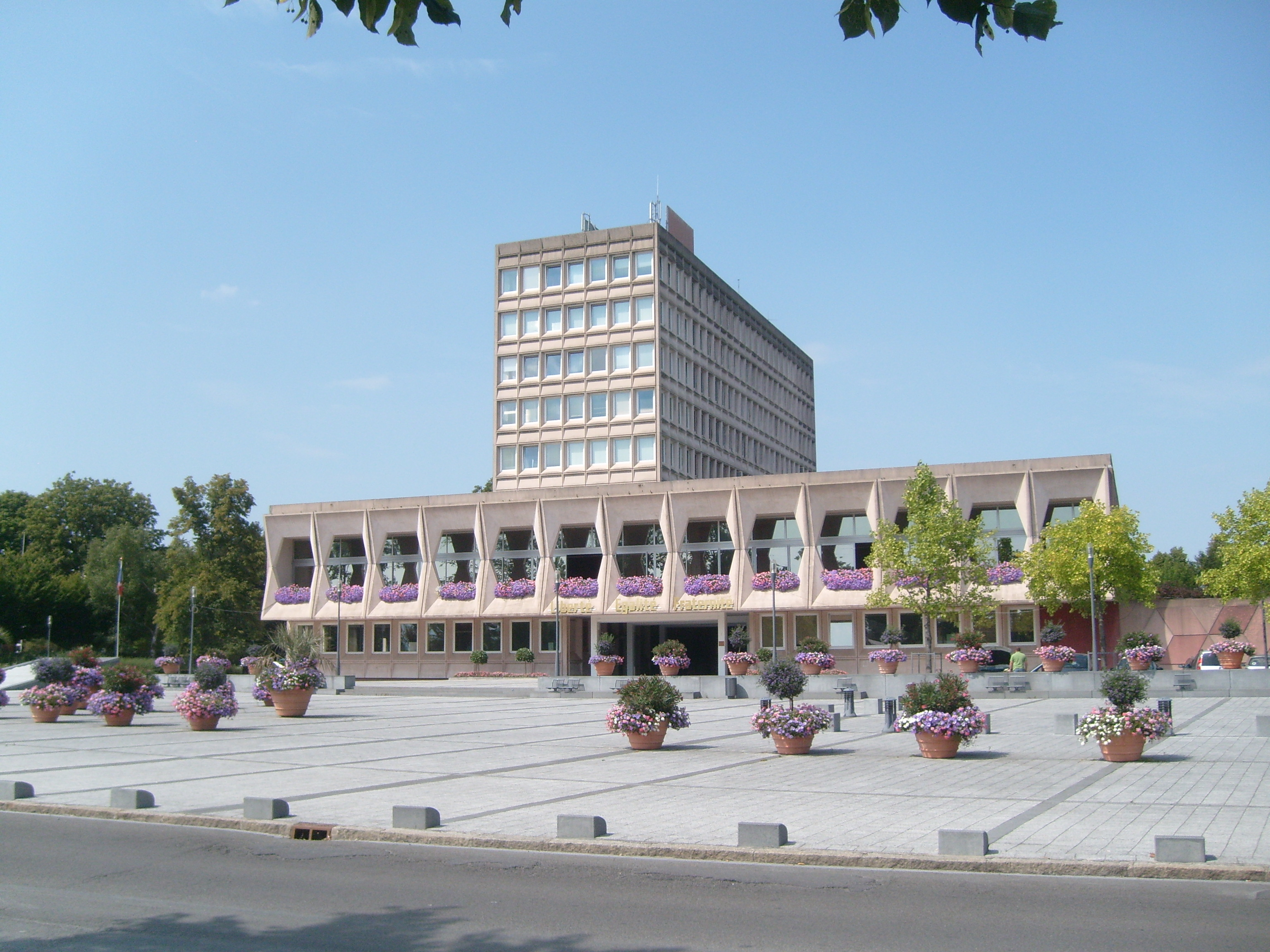
L'hôtel de ville de Maubeuge et la place Pierre Forest.

### Jumelages
- Vilvorde (Belgique)
- Ratingen (Allemagne)
- Ouarzazate (Maroc)[80]

### Finances locales
Cette sous-section présente la situation des finances communales de Maubeuge.
Pour l'exercice 2013, le compte administratif du budget municipal de Maubeuge s'établit à 56 035 000 € en dépenses et 55 820 000 € en recettes :
En 2013, la section de fonctionnement se répartit en 38 251 000 € de charges (1 217 € par habitant) pour 44 142 000 € de produits (1 404 € par habitant), soit un solde de 5 891 000 € (187 € par habitant), :
- le principal pôle de dépenses de fonctionnement est celui des charges de personnels[Note 12] pour une valeur totale de 21 291 000 € (56 %), soit 677 € par habitant, ratio voisin de la valeur moyenne de la strate. Pour la période allant de 2009 à 2013, ce ratio fluctue et présente un minimum de 610 € par habitant en 2011 et un maximum de 677 € par habitant en 2013 ;
- la plus grande part des recettes est constituée des impôts locaux[Note 13] pour un montant de 15 241 000 € (35 %), soit 485 € par habitant, ratio inférieur de 13 % à la valeur moyenne pour les communes de la même strate (556 € par habitant). Depuis 5 ans, ce ratio augmente de façon continue de 416 € à 485 € par habitant.

Les taux des taxes ci-dessous sont votés par la municipalité de Maubeuge. Ils ont varié de la façon suivante par rapport à 2012 :
- la taxe d'habitation égale 31,57 % ;
- la taxe foncière sur le bâti constante 32,74 % ;
- celle sur le non bâti constante 48,96 %.

La section investissement se répartit en emplois et ressources. Pour 2013, les emplois comprennent par ordre d'importance :
- des dépenses d'équipement[Note 15] pour une valeur de 13 325 000 € (75 %), soit 424 € par habitant, ratio supérieur de 12 % à la valeur moyenne pour les communes de la même strate (379 € par habitant). Depuis 5 ans, ce ratio fluctue et présente un minimum de 194 € par habitant en 2012 et un maximum de 424 € par habitant en 2013 ;
- des remboursements d'emprunts[Note 16] pour une valeur de 4 154 000 € (23 %), soit 132 € par habitant, ratio supérieur de 38 % à la valeur moyenne pour les communes de la même strate (96 € par habitant).

Les ressources en investissement de Maubeuge se répartissent principalement en :
- subventions reçues pour une valeur totale de 1 379 000 € (12 %), soit 44 € par habitant, ratio inférieur de 40 % à la valeur moyenne pour les communes de la même strate (73 € par habitant). Depuis 5 ans, ce ratio fluctue et présente un minimum de 44 € par habitant en 2013 et un maximum de 112 € par habitant en 2010 ;
- fonds de Compensation pour la TVA pour une somme de 663 000 € (6 %), soit 21 € par habitant, ratio inférieur de 48 % à la valeur moyenne pour les communes de la même strate (40 € par habitant).

L'endettement de Maubeuge au 31 décembre 2013 peut s'évaluer à partir de trois critères : l'encours de la dette, l'annuité de la dette et sa capacité de désendettement :
- l'encours de la dette pour 70 525 000 €, soit 2 244 € par habitant, ratio supérieur de 105 % à la valeur moyenne pour les communes de la même strate (1 092 € par habitant). Depuis 5 ans, ce ratio fluctue et présente un minimum de 2 244 € par habitant en 2013 et un maximum de 2 306 € par habitant en 2012[A2 5] ;
- l'annuité de la dette pour un montant de 7 115 000 €, soit 226 € par habitant, ratio supérieur de 70 % à la valeur moyenne pour les communes de la même strate (133 € par habitant). En partant de 2009 et jusqu'à 2013, ce ratio fluctue et présente un minimum de 212 € par habitant en 2012 et un maximum de 303 € par habitant en 2011[A2 5] ;
- la capacité d'autofinancement (CAF) pour un montant de 7 488 000 €, soit 238 € par habitant, ratio supérieur de 38 % à la valeur moyenne pour les communes de la même strate (172 € par habitant). Pour la période allant de 2009 à 2013, ce ratio fluctue et présente un minimum de 106 € par habitant en 2009 et un maximum de 240 € par habitant en 2012[A2 6]. La capacité de désendettement est d'environ 9 années en 2013. Sur une période de 14 années, ce ratio présente un minimum en 2013 et un maximum très élevé, de plus de 50 années en 2006.

## Population et société

### Démographie

#### Classement démographique
Selon les données de l'INSEE, la population de la ville de Maubeuge est de 31 970 habitants recensés au 1er janvier 2009.
Avec une superficie communale de 18,90 hectares, la densité de population s'élève à 1 696 habitants par km2, ce qui en fait une ville densément peuplée et l'une des 220 villes les plus densément peuplées de France.
En 2009, l'unité urbaine de Maubeuge, qui s'étend sur 22 communes jusqu'à la frontière avec la Belgique par la ville de Jeumont regroupe 114 174 habitants et se classe au 52e rang en France métropolitaine, et son aire urbaine, incluant les communes périurbaines situées dans la zone d'influence forte de la ville, rassemble 131 454 habitants.
Ces différentes données font de Maubeuge la ville la plus peuplée de son arrondissement, appartenant à l'arrondissement d'Avesnes-sur-Helpe.
Au niveau départemental, son unité urbaine la place au 5e rang après les unités urbaines de Lille (1er rang départemental), de Douai-Lens (2e rang départemental), de Valenciennes (3e rang départemental) et de Dunkerque (4e rang départemental).

#### Évolution démographique
L'évolution du nombre d'habitants est connue à travers les recensements de la population effectués dans la commune depuis 1793. Pour les communes de plus de 10 000 habitants les recensements ont lieu chaque année à la suite d'une enquête par sondage auprès d'un échantillon d'adresses représentant 8 % de leurs logements, contrairement aux autres communes qui ont un recensement réel tous les cinq ans,.

En 2022, la commune comptait 28 879 habitants, en évolution de −2,7 % par rapport à 2016 (Nord : +0,51 %, France hors Mayotte : +2,11 %).
| 1793  | 1800  | 1806  | 1821  | 1831  | 1836  | 1841  | 1846  | 1851  |
| ----- | ----- | ----- | ----- | ----- | ----- | ----- | ----- | ----- |
| 4 841 | 4 726 | 5 020 | 5 736 | 6 240 | 6 363 | 7 431 | 7 328 | 7 719 |

| 1856  | 1861   | 1866   | 1872   | 1876   | 1881   | 1886   | 1891   | 1896   |
| ----- | ------ | ------ | ------ | ------ | ------ | ------ | ------ | ------ |
| 8 663 | 10 557 | 10 877 | 13 234 | 14 398 | 17 221 | 18 329 | 18 863 | 19 799 |

| 1901   | 1906   | 1911   | 1921   | 1926   | 1931   | 1936   | 1946   | 1954   |
| ------ | ------ | ------ | ------ | ------ | ------ | ------ | ------ | ------ |
| 20 826 | 21 520 | 23 209 | 21 173 | 23 338 | 24 221 | 23 622 | 20 859 | 24 215 |

| 1962   | 1968   | 1975   | 1982   | 1990   | 1999   | 2006   | 2011   | 2016   |
| ------ | ------ | ------ | ------ | ------ | ------ | ------ | ------ | ------ |
| 27 214 | 32 028 | 35 399 | 36 061 | 34 989 | 33 546 | 32 699 | 31 103 | 29 679 |

| 2021   | 2022   | - | - | - | - | - | - | - |
| ------ | ------ | - | - | - | - | - | - | - |
| 29 066 | 28 879 | - | - | - | - | - | - | - |

Après la Seconde Guerre mondiale, la ville a été marquée par une forte poussée démographique, dont le pic fut atteint entre 1962 et 1968 (+ 18 %). Cette augmentation sensible, due aux besoins de main-d'œuvre, s'est notamment traduite par l'édification de barres d'habitation imposantes, dont l'exemple type est le quartier des Provinces Françaises, à proximité immédiate du centre-ville. Comme tous les grands ensembles de ce type, ce quartier est aujourd'hui soumis à une remise en question, à cause des problèmes de désaffection de services et de délinquance.
La ville compte presque 30 % de jeunes de moins de 19 ans, conséquence d'un solde migratoire qui a été négatif ces dernières années et d'un solde naturel qui, même très positif, ne suffit pas à enrayer la baisse de population entamée dans les années 1980.
Par ailleurs, Maubeuge compte une part importante de familles de plus de six personnes (environ 7 % des ménages, à mettre en regard avec les 2,5 % de la moyenne nationale).
- Population de l'agglomération : 100 000 habitants.
- Population de l'aire urbaine : 150 000 habitants.

#### Pyramide des âges
La population de la commune est relativement jeune.
En 2018, le taux de personnes d'un âge inférieur à 30 ans s'élève à 39,6 %, soit au-dessus de la moyenne départementale (39,5 %). À l'inverse, le taux de personnes d'âge supérieur à 60 ans est de 24,4 % la même année, alors qu'il est de 22,5 % au niveau départemental.
En 2018, la commune comptait 14 378 hommes pour 15 254 femmes, soit un taux de 51,48 % de femmes, légèrement inférieur au taux départemental (51,77 %).
Les pyramides des âges de la commune et du département s'établissent comme suit.
| Hommes | Classe d’âge | Femmes |
| ------ | ------------ | ------ |
| 0,5    | 90 ou +      | 1,4    |
| 5,9    | 75-89 ans    | 9,2    |
| 14,7   | 60-74 ans    | 16,9   |
| 18,4   | 45-59 ans    | 18,8   |
| 18,2   | 30-44 ans    | 16,8   |
| 20,9   | 15-29 ans    | 18,3   |
| 21,5   | 0-14 ans     | 18,6   |

| Hommes | Classe d’âge | Femmes |
| ------ | ------------ | ------ |
| 0,5    | 90 ou +      | 1,4    |
| 5,3    | 75-89 ans    | 8,1    |
| 14,8   | 60-74 ans    | 16,2   |
| 19,1   | 45-59 ans    | 18,4   |
| 19,5   | 30-44 ans    | 18,7   |
| 20,7   | 15-29 ans    | 19,1   |
| 20,2   | 0-14 ans     | 18     |

### Manifestations culturelles et festivités
- Le Manège, scène Nationale transfrontalière très réputée dans la région, accueille des spectacles nombreux et divers, en partenariat avec l'intercommunalité et la ville belge de Mons

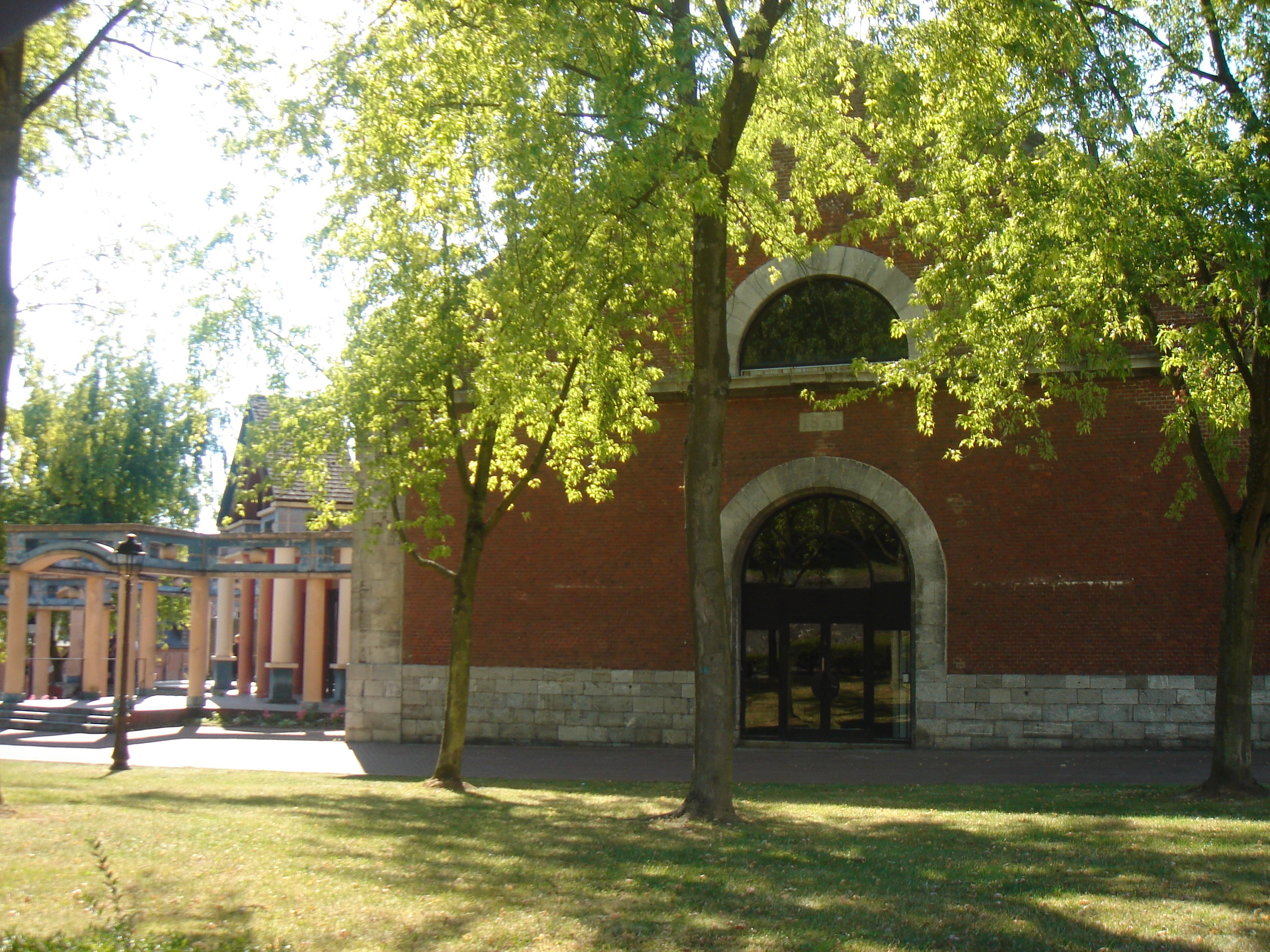
Le théâtre du Manège.

- Chroma Festival, festival de street art.
- Grande brocante de "nos amis du clair de lune"
- La bataille du Sabis
- Foire trimestrielle de Maubeuge
- Festival international Harpe en Avesnois
- Saint Éloi
- Fête foraine de printemps
- le cortège Jean Mabuse, donné au mois de mai, lors duquel la ville rend hommage à ses racines culturelles (géants, Gilles).
- Commémoration de la liberation de Maubeuge
- la kermesse de la bière au mois de juillet.
- Festival ITAK
- Anim'Mania, Convention manga et pop culture
- La procession Sainte Aldegonde
- Maubeuge-plage
- Sainte Barbe, fête des pompiers, des mineurs et de tous les métiers liés au feu.
- Foire de Saint-Joseph
- Marché artisanal nocturne
- Maubeuge ville du Père Noël (Grande parade, jeux d'hiver, Village de Noël)
- Marché de Noël
- Les Folies de Maubeuge (anciennement)
- Les inattendues (anciennement)
- le festival VIA (anciennement)
- 3D festival (anciennement)
- "A la bonne soupe", soupe populaire de Maubeuge (anciennement)

### Manifestations sportives
- Jumping International de Maubeuge.
- Ville-étape du tour de France dans le département du Nord.

### Santé
- Centre Hospitalier de Maubeuge
- La polyclinique du Val de Sambre
- Hôpital de jour château Maintenon
- A.N.P.S Centre d'Examens de Santé
- Polyclinique du Parc

### Médias
- Le Journal La Sambre
- La voix du Nord

### Cultes
- Église Catholique Saint-Pierre et Saint-Paul
- Église Catholique Notre-Dame du Tilleul
- Culte protestant : Temple réformé, quai Berteau, une église évangélique, rue des Crosseurs, une église pentecôtiste La Source[89], membre de l'UAPM, 77 rue du Gauche Pied.
- Une salle du royaume pour les Témoins de Jéhovah, rue du Pont de Pierres.
- Une mosquée, rue des Sars dans le quartier de l'épinette.
- Une mosquée, rue d'hautmont dans le quartier de sous le bois
- Une mosquée, rue des acacias dans le quartier des présidents.

## Économie

### Synthèse
L'économie maubeugeoise, comme dans beaucoup de villes du Nord, repose encore essentiellement sur l'activité du secteur secondaire. Le secteur primaire, du fait de l'urbanisation du territoire communal, n'y est que peu représenté (ferme du Grand Bois).

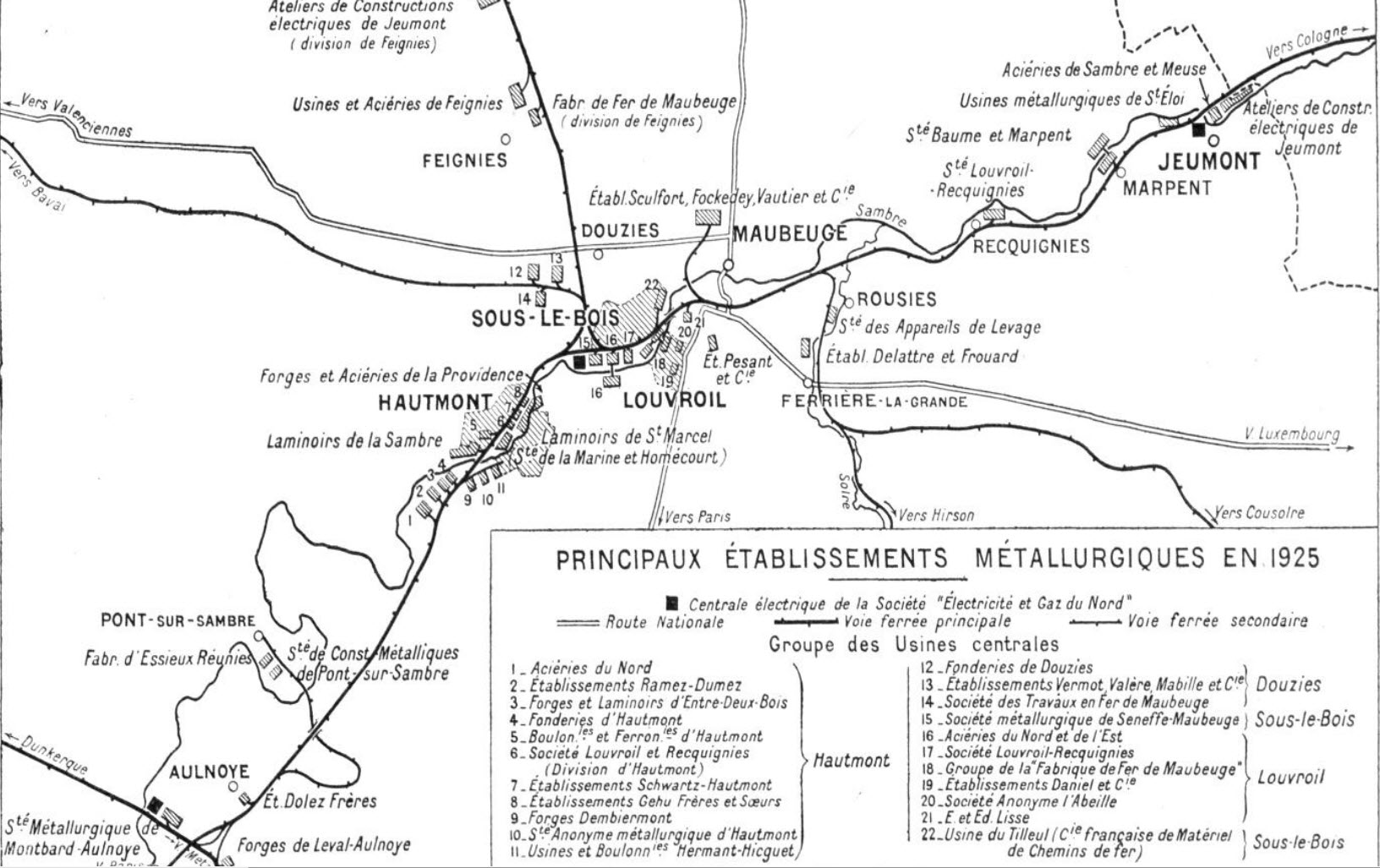
Industries métallurgiques en 1925.

À partir des années 1970 et après près de 130 ans de développement industriel extraordinaire, Maubeuge a dû faire face à la fin d'une époque et à une vague de fermetures d'usines, conséquence de la crise industrielle ; la vallée de la Sambre a alors compté près de 20 000 chômeurs pour 100 000 habitants, renvoyant une durable image de ville perdue, pauvre et sinistrée. À l'heure actuelle, les résultats des politiques successives de reconversion restent très insuffisants et ne peuvent faire oublier les splendeurs d'une époque révolue ; malgré un rebond économique indubitable, des travaux d'embellissement et un développement culturel volontariste, la ville peine à effacer sa réputation désastreuse, et il n'est pas rare de croiser dans les quartiers des vestiges délabrés de l'ère industrielle.
Par ailleurs, l'agglomération, très orientée vers l'industrie et la sidérurgie, demeure dans une perspective de reconversion limitée dans des secteurs en crise ; en conséquence, la population maubeugeoise comporte une forte dominante ouvrière. Le revenu des ménages y est largement inférieur à la moyenne de la population française ( 11 319 €/an contre plus de 15 000 € en moyenne pour la province). Le taux de chômage, ayant connu une forte baisse mais toujours à 15,5 %, reste également au-delà des standards nationaux. En 2004, on comptait également 202 RMIstes pour 1 000 allocataires, contre 106 pour la France métropolitaine. En 2010, Maubeuge a été classée 4e commune la plus pauvre de France dans les villes de plus de 20 000 habitants, après Denain, Roubaix et Vaulx-en-Velin, par le Journal du Net.
À noter finalement que certaines zones de Maubeuge et de Louvroil ont obtenu le statut de Zone franche urbaine (ZFU) en 2003 jusqu'en décembre 2008,.

### Emploi
On peut répartir l'emploi maubeugeois en trois catégories :
- La première, encore constituée par l'héritage industriel du bassin de la Sambre du XIXe siècle, et à l'implantation de l'industrie automobile sous l'impulsion des pouvoirs publics à la fin des années 1970.
- La seconde, constituée par un important secteur public (mairie, hôpital...)
- La troisième, liée au développement de la grande distribution, avec pour corollaire la disparition des petits commerces dans les centres-villes comme celui de Maubeuge.

Les 10 plus grands établissements au 31 décembre 2008
| 1                           | MAUBEUGE CONSTRUCTION AUTOMOBILE        | 2000 à 2999 salariés | Fabrication de matériels de transport                               |
| 2                           | CENTRE HOSPITALIER DE SAMBRE-AVESNOIS   | 1000 à 1999 salariés | Activités pour la santé humaine                                     |
| 3                           | AUCHAN FRANCE                           | 500 à 999 salariés   | Commerce                                                            |
| 4                           | JSPM OU JEUMONT - SYSTEMES DE POMPES ET | 500 à 999 salariés   | Fabrication de machines et équipements n.c.a.                       |
| 5                           | VALLOUREC MANNESMANN OIL & GAS FRANCE   | 500 à 999 salariés   | Métallurgie & fab. de prdts métalliques sauf machines & équipements |
| 6                           | MYRIAD                                  | 500 à 999 salariés   | Métallurgie & fab. de prdts métalliques sauf machines & équipements |
| 7                           | COMMUNE DE MAUBEUGE                     | 250 à 499 salariés   | Administration publique                                             |
| 8                           | DEPARTEMENT DU NORD                     | 250 à 499 salariés   | Administration publique                                             |
| 9                           | JEUMONT ELECTRIC                        | 250 à 499 salariés   | Fabrication d'équipements électriques                               |
| 10                          | V&M FRANCE                              | 250 à 499 salariés   | Métallurgie & fab. de prdts métalliques sauf machines & équipements |
| Sources des données : INSEE |                                         |                      |                                                                     |

### Entreprises et secteurs d'activité
Maubeuge et le bassin de la Sambre sont l'origine de trois géants, aujourd'hui cotés au CAC40 : Vallourec (Recquignies), Danone (Boussois) et Schneider Electric (Jeumont). Une histoire aujourd'hui oubliée et un clin d'œil à l'ancienne puissance industrielle de ce bassin.

#### La construction automobile
Dès 1969, en pleine crise industrielle, Maurice Schumann, ministre d'État du général De Gaulle et Pierre Forest, le maire de Maubeuge, avaient prévu la construction d'une usine de construction automobile regroupant 6 000 emplois. À partir de cette époque, l'industrie locale s'est développée autour de l'automobile, tendance qui ne s'est jamais démentie depuis.
Aujourd'hui, l'usine Maubeuge Construction Automobile (MCA) appartient au groupe Renault-Nissan et compte encore plus de 2 500 employés. Une zone d'accueil de fournisseurs a vu le jour aux côtés de l'usine, qui réunit quelques entreprises sous-traitantes de Renault. La zone industrielle de Grévaux les Guides, ainsi constituée, représente le principal foyer d'emplois du bassin de la Sambre et le quatrième pôle automobile du Nord-Pas-de-Calais.

#### La sidérurgie
Le groupe Vallourec a été fondé, entre autres, dans la banlieue maubeugeoise (le nom « Vallourec » étant un concentré de Valenciennes, Louvroil et Recquignies). Aujourd'hui, certaines usines du groupe subsistent dans l'agglomération : Cerec à Recquignies, Interfit à Maubeuge pour la fabrication de raccords à souder en acier au carbone.
Les autres entreprises :
- la Fabrique de Fer de Maubeuge, devenue Myriad (groupe Corus)
- Dembiermont : fabrication de couronnes métalliques laminées sans soudure dans la ville voisine d'Hautmont

#### La céramique et le verre
Maubeuge a également une tradition industrielle dans la céramique et le verre, dont un des principaux représentants dans l'agglomération est AGC Flat Glass Europe - Usine de Boussois. L'entreprise a notamment réalisé les vitres de certains métros et RER de la région parisienne. Elle assure la fabrication de verre plat par le procédé « Float-Glass » et la fabrication de vitrages pour l'automobile. À l'origine cette usine fut le site des Glaces de Boussois qui devint en 1966, le cœur du groupe Boussois-Souchon-Neuvesel (BSN) et enfin le groupe Danone. Un autre géant qui a sa source dans le bassin de la Sambre.
Les autres entreprises :
- Desvres : carrelages, colles, céramique

#### Commerce
La principale surface commerciale de l'agglomération, se situant sur les communes de Louvroil et Hautmont, s'organise autour d'un hypermarché Auchan. Actuellement[Quand ?], elle s'étend sur plus de 35 000 mètres carrés.
Le centre-ville de Maubeuge, quant à lui, connaît de grandes difficultés, notamment à cause de la concurrence du centre commercial de Louvroil, du centre commercial des Grands Prés et des centres-villes de Valenciennes et de Mons. Sa faible densité de population entraîne également une notable désaffection des habitants et un manque de dynamisme du tissu commercial. Ces éléments ont pour conséquence aussi bien la fermeture de petits commerces de proximité (boucheries...) que la fuite des grandes enseignes (notamment de prêt-à-porter).
Les perspectives de développement des centres des autres communes de l'agglomération apparaissent quant à elles encore plus limitées ; ces dernières doivent en effet subir le développement des centres commerciaux périphériques et l'implantation des hard-discounters (ouverture en 2006 de deux enseignes Ed à Maubeuge intra-muros, sur un marché déjà occupé notamment par Penny Market et Lidl).

## Culture locale et patrimoine

### Musées et expositions

#### Le Musée Henri-Boez

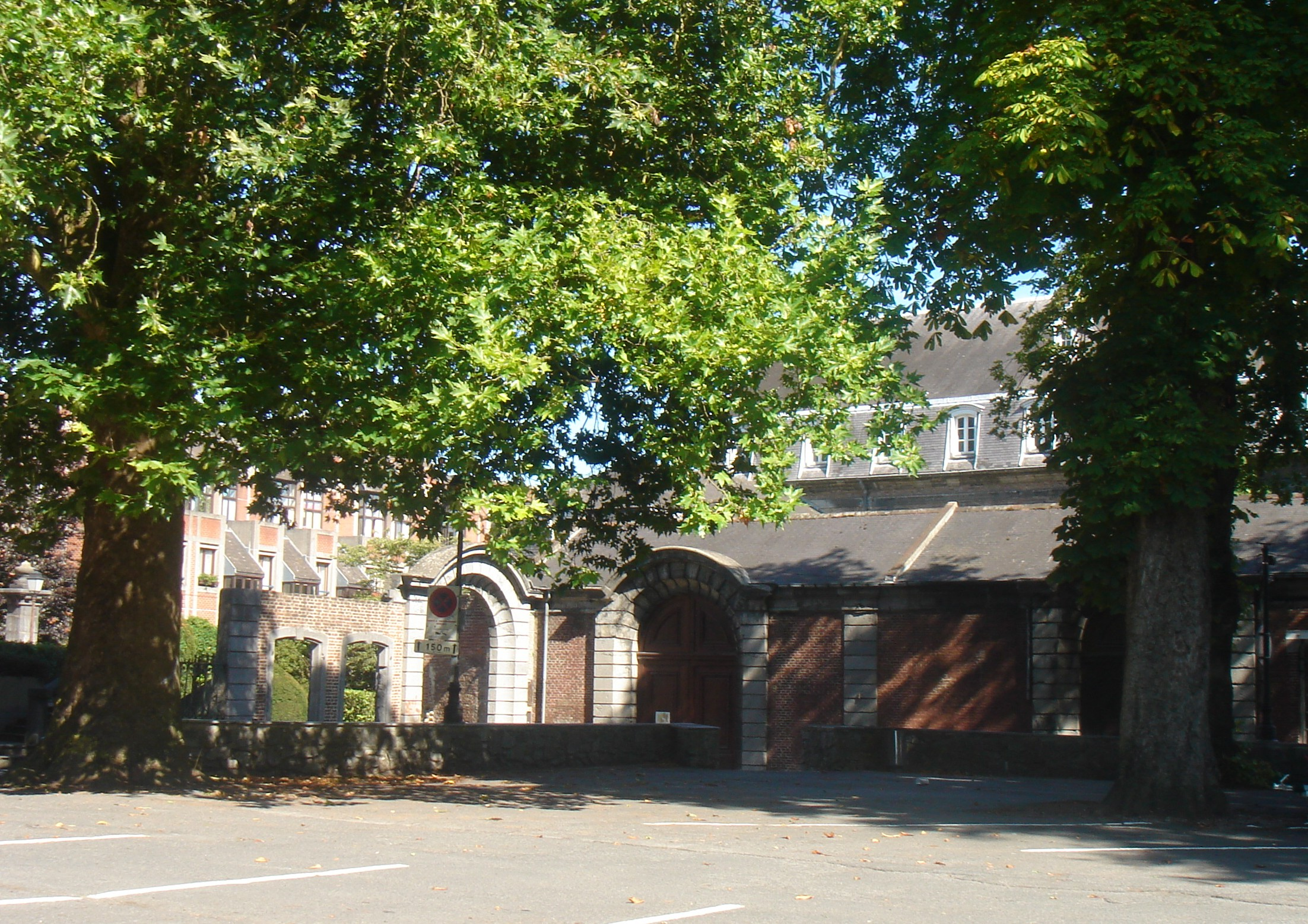
Ancien emplacement du Musée Henri-Boez de 1956 à 1993 au sein du chapitre des Chanoinesses, Place verte
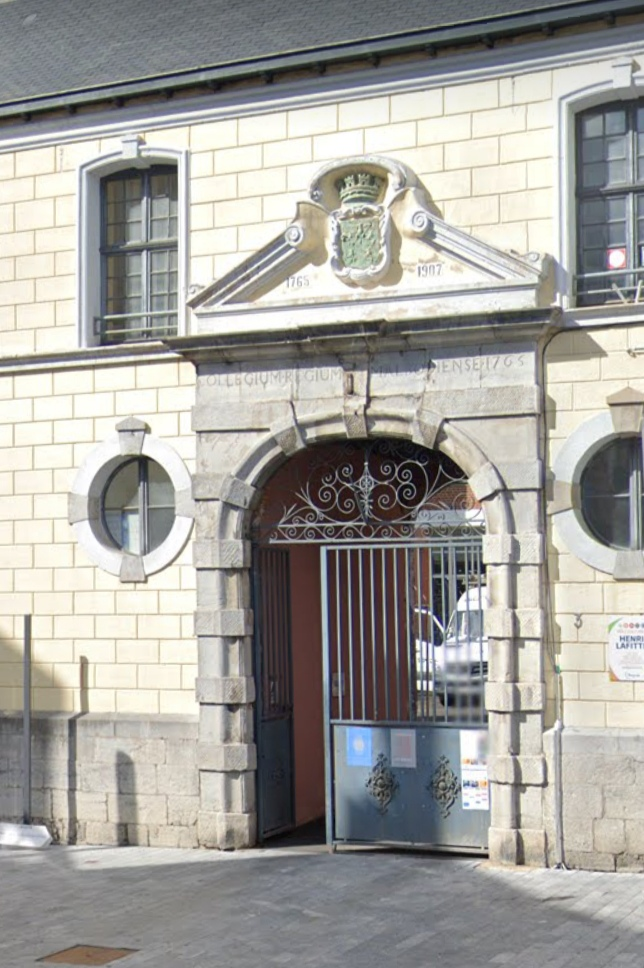
Ancien collège des jésuites, actuel Pôle culturel Henri Lafitte où se trouve depuis 2023 "l'espace Henri-Boez, un Musée Esquissé", prémisse du futur musée Henri-Boez
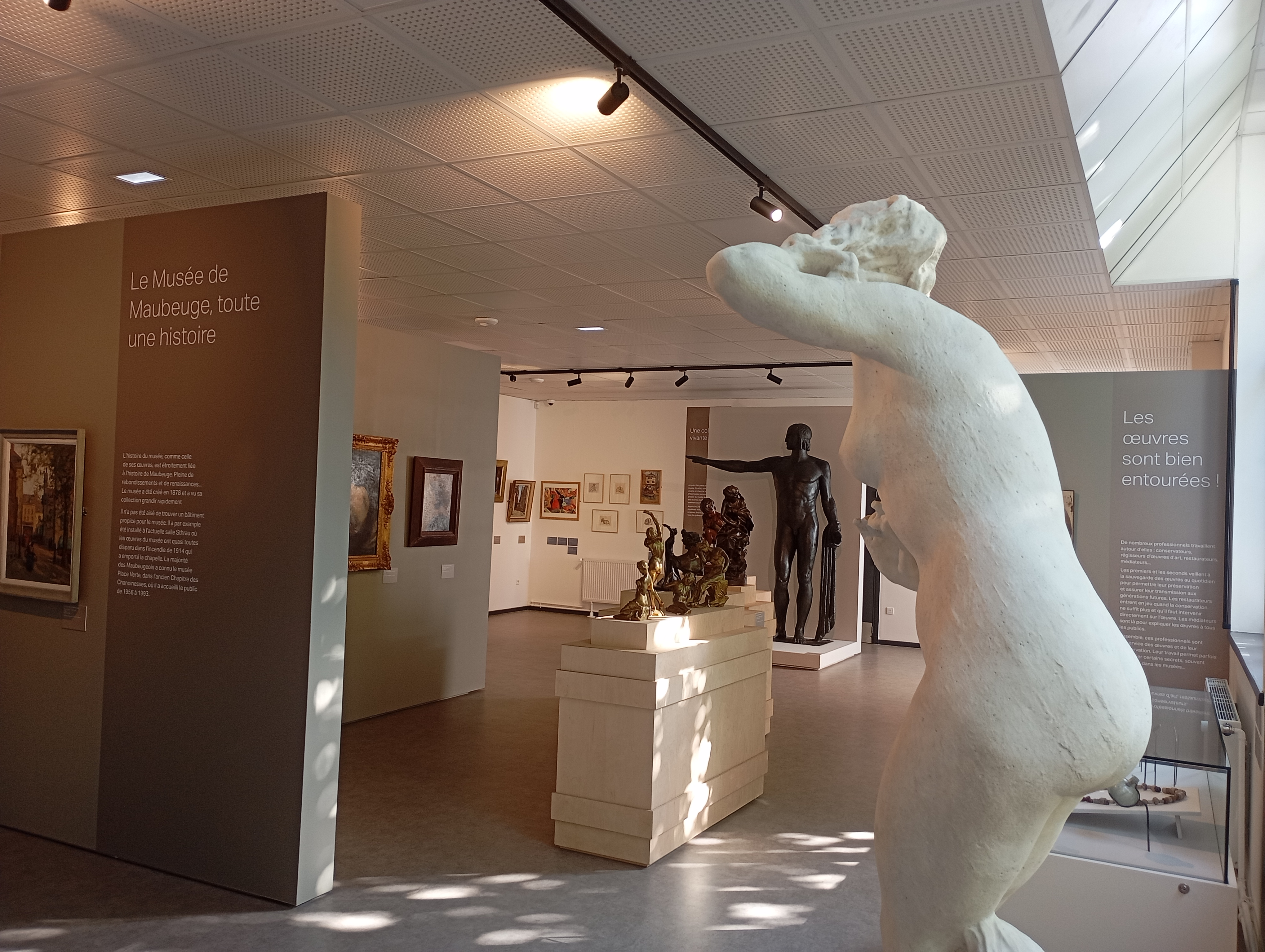
Salle d'exposition du Musée Henri-Boez
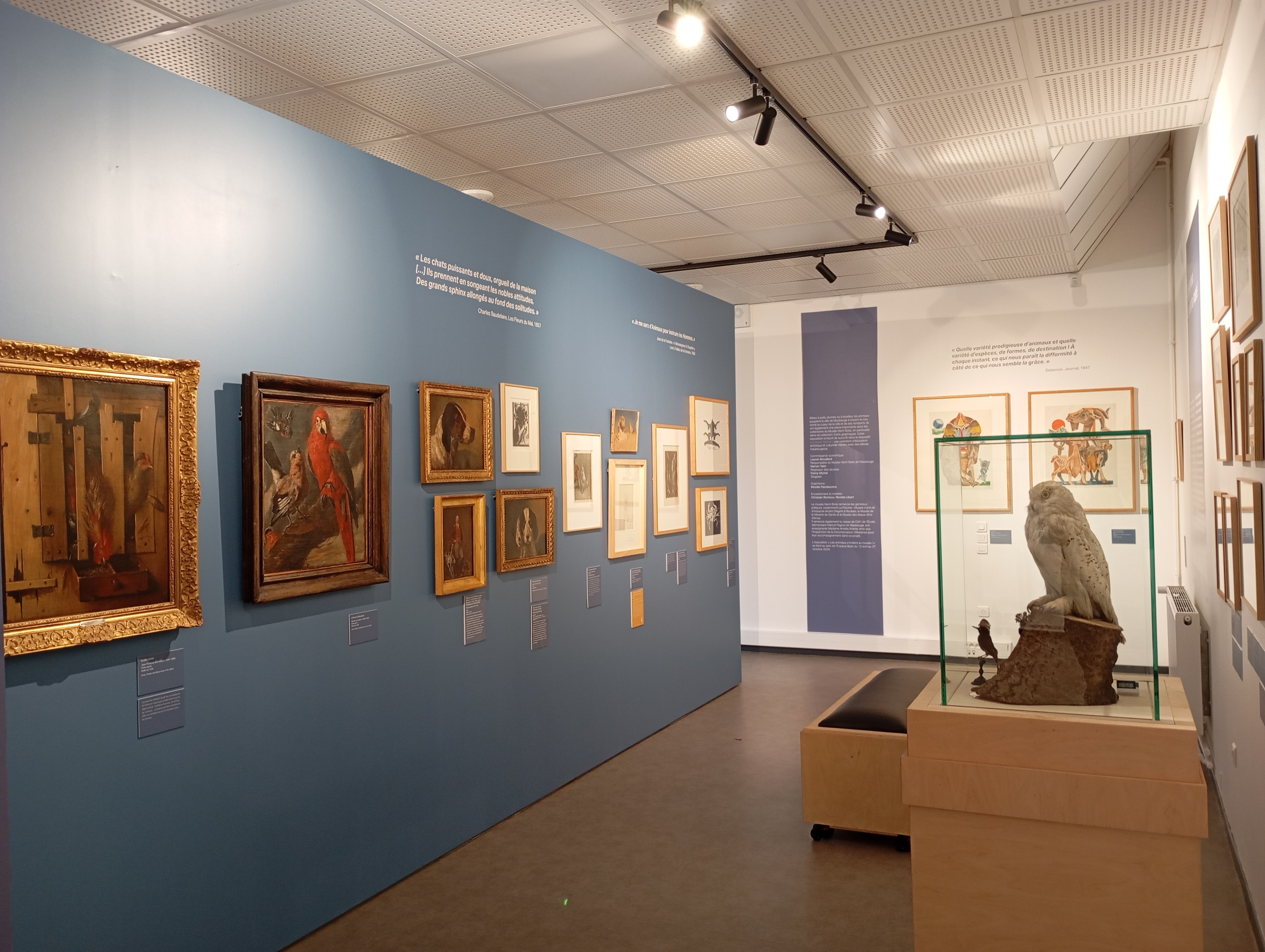
Espace des expositions temporaires du Musée Boez, Maubeuge
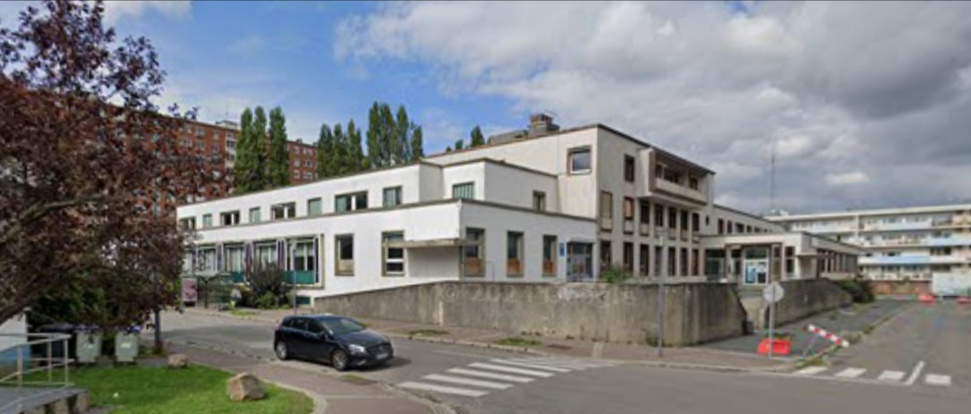
Ancienne Caisse de la Sécurité Sociale et d'Allocations familiales (CAF-CPAM) dessinée par André Lurçat, Place de Wattignies et futur emplacement du Musée Henri-Boez

Le musée fut créé en 1878 par Edouard Bertrand (1840-1924) au fur et à mesure des fouilles qui ont eu lieu à Maubeuge. Le 1er musée prend place tout d'abord au sein de différents bâtiments, dont l'hôtel de ville. Bénéficiant rapidement de nombreux dons, donations et legs des amateurs locaux, le musée constitue une collection riche, reflet de la vie artistique locale et nationale. Le musée prendra le nom de Sidonie Fercot-Delmotte (1827-1884), qui, à sa mort, fera don d'un immeuble entier au numéro 3 de la place Mabuse pour permettre d'exposer les œuvres du musée. Il prendra finalement place à la salle Sthrau, collège des jésuites. Durant la Première Guerre mondiale. La salle Sthrau fut bombardée et avec elle les œuvres du musée. Peu d'œuvres vont y réchapper. Le musée reviendra au sein de la salle Sthrau, qui fut reconstruite par les frères Lafitte. Au déclenchement de la Seconde Guerre mondiale, les œuvres vont être sauvées et envoyées en Normandie. De retour à Maubeuge, le maire de Maubeuge, le docteur Pierre Forest, décida d'installer le musée à l'ancien chapitre des Chanoinesses en 1956, où il resta pendant une quarantaine d'années. En 1972, à la mort de l'artiste et poète Henri Boez (1892 - 1972), le musée prit son nom. Le musée possède une riche collection allant des beaux-arts à l'archéologie en passant par l'ethnologie. Le musée présentait des peintures d'artistes régionaux du XIXe et XXe, des peintres de l'art de salon du XIXe siècle, ainsi que de la révolution flamande. Les collections accueillent ainsi aussi bien une Pietà attribuée au Maître du Fils prodigue qu'un plâtre monumental de Gustave Doré, La Gloire étouffant le Génie, sans omettre un exemplaire de la Bible de Raphaël par Chapron.
Le musée ferma ses portes en 1993. Sous l'impulsion du maire actuel Arnaud Decagny. En 2023, un espace muséal au sein du pôle culturel Henri Lafitte, 3 rue Georges Paillot, (derrière le lycée Coutelle), vit le jour, nommé « espace Boez, un musée esquissé ». Cet espace permet de montrer les œuvres du musée au fur et à mesure de leurs restaurations. Il offre un espace pour des expositions temporaires et des expositions permanentes.
Le musée définitif prendra place au sein de l'ancien CPAM, bâtiment dessiné par André Lurçat, place de Wattignies.

#### MUSE: La Banque de France et la Salle Sthrau

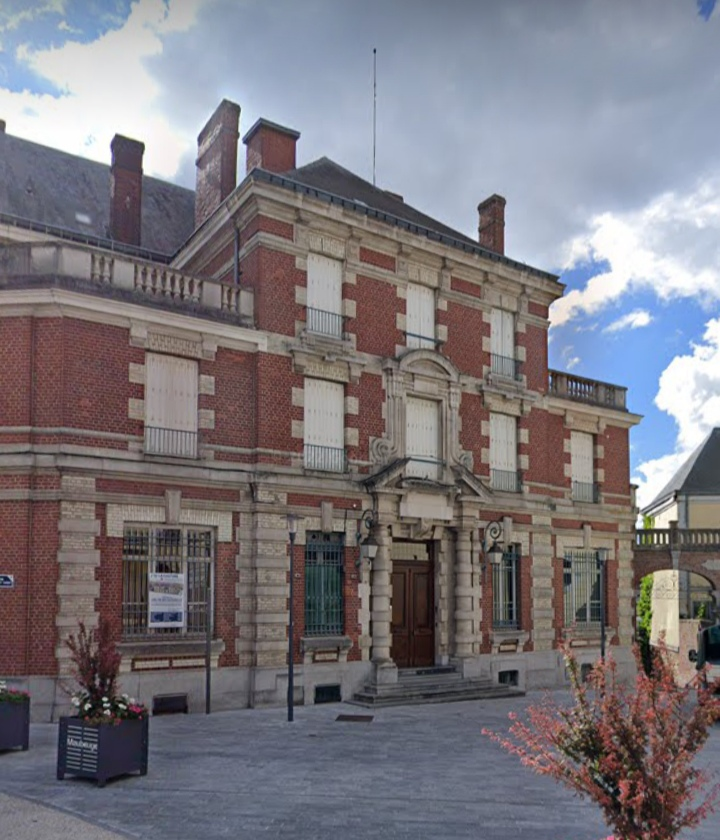
L'ancienne Banque de France, dessinée par Jean et Henri Lafitte, actuellement MUSE IMMERSIF, Maubeuge
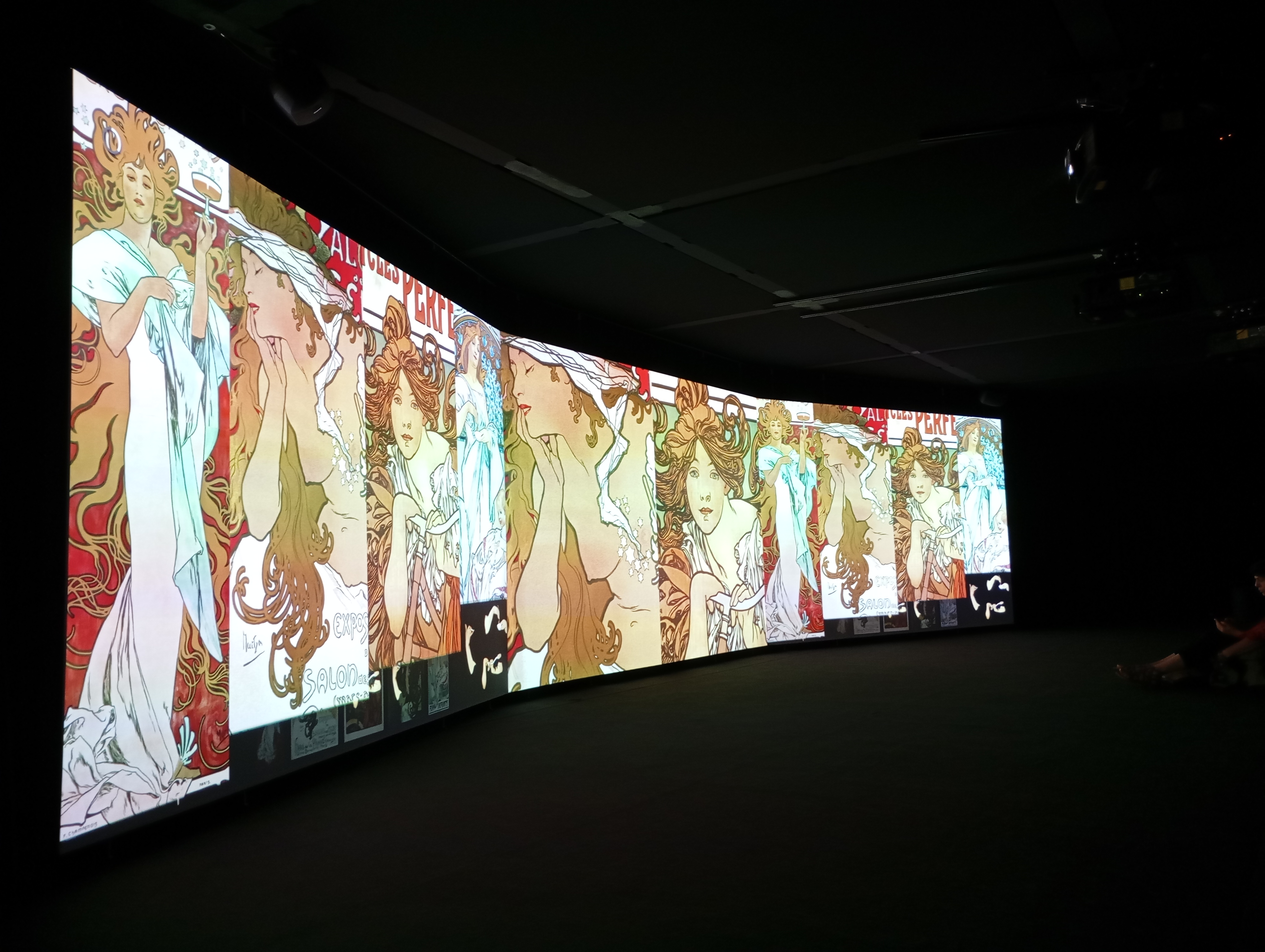
Écrans de l'exposition sur Mucha, Muse Immersif, Banque de France, Maubeuge
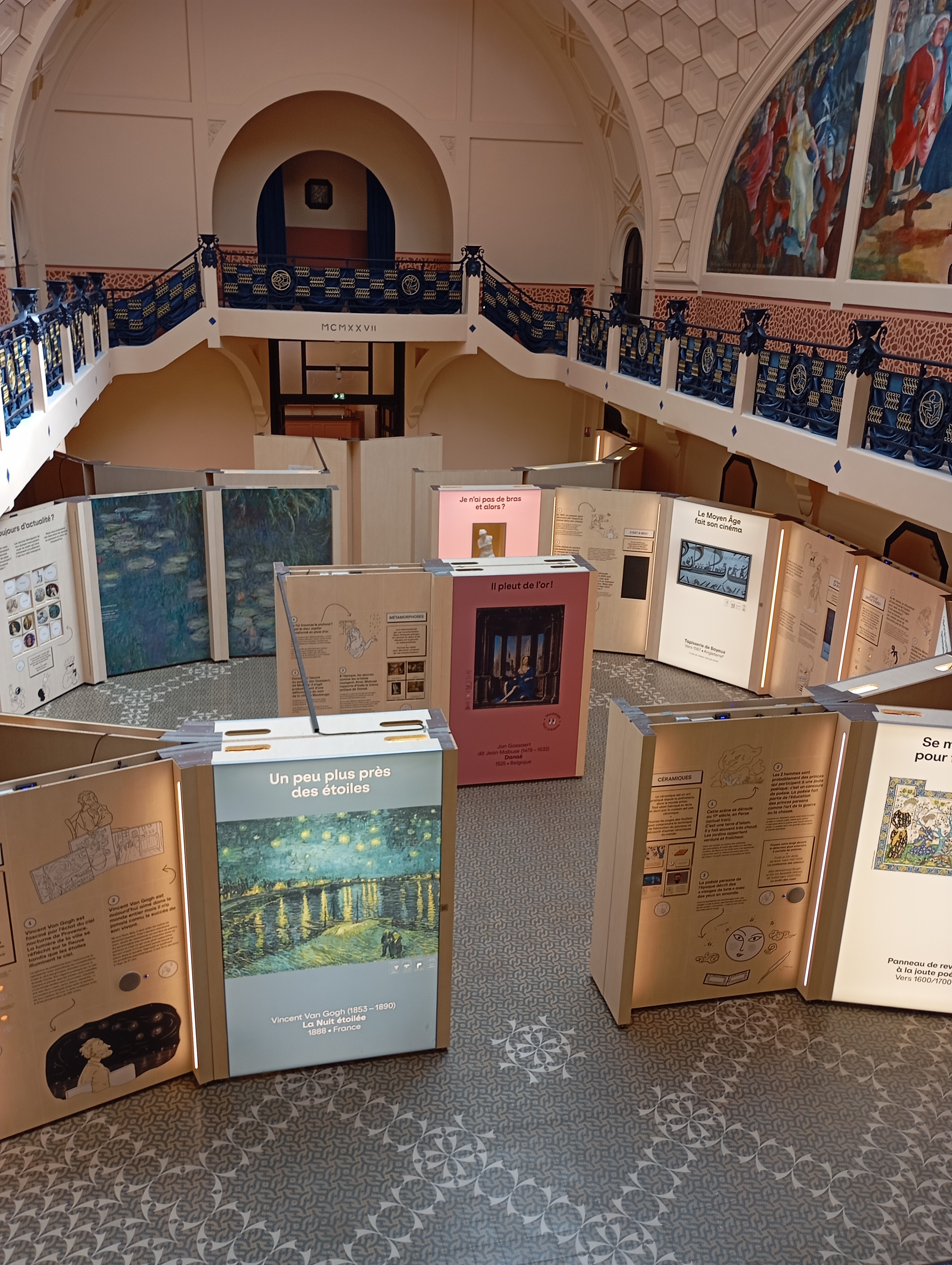
Exposition MUSE Découverte dans la salle de bal, salle Sthrau, Maubeuge

Le 16 septembre 2022, Maubeuge fut l'une des 3 sites sur le territoire national avec Saint-Dizier et Barentin, prévu pour accueillir le projet MUSE, en partenariat avec le Grand Palais.
Ce projet a pour mission essentielles de favoriser l'accès aux grandes œuvres d'art, et celle de mettre ses compétences, notamment les dernières innovations en matière d'exposition et de pédagogie, dans une démarche de développement durable, au service des territoires.
Les contenus immersifs, ludiques narratifs, et interactifs ont pour but de favoriser l'ouverture du regard et l'apprentissage des fondamentaux sur un artiste, une période, un mouvement.
Il permet également de faire bénéficier du savoir-faire de ses équipes de médiation qui ont notamment développé des mallettes pédagogiques diffusées à plus de 2000 exemplaires dans toute la France.
Le projet est divisé en 2 partie:
Le premier, MUSE IMMERSIF est installé dans un ancien bâtiment de la Banque de France, en face de la salle Sthrau. Cette exposition est un espace de projections numériques de 150 à 250 m2, pré-équipé et pré-scénographié. il est composé de 6 configurations d'écrans, de vidéo-projection, de tables interactives, et de dispositifs sonores permettant de diffuser les contenus des expositions produites par Grand Palais immersif.
Le second, MUSE DECOUVERTE prend place dans la Salle Sthrau, Monument Historique restauré en 2018. Ce module est un parcours basé sur des reproductions d'œuvres en haute définition ou 3D, entourées de dispositifs pédagogiques et ludiques. Il permet d'accéder aisément aux bases de l'histoire de l'art, et de mettre en valeur à travers deux œuvres locales, le patrimoine de la ville d'accueil.

#### La Micro-folie

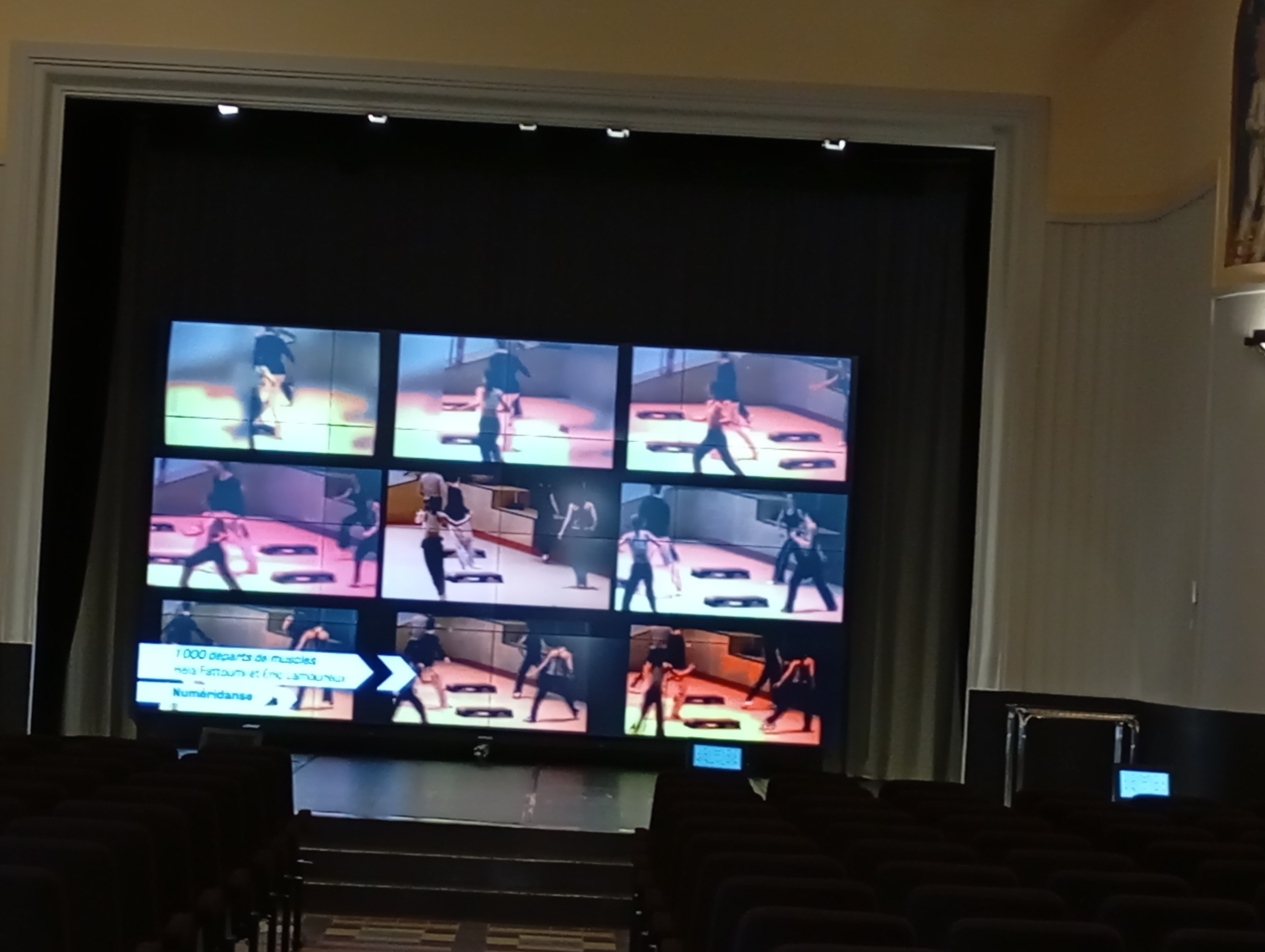
Micro-Folies, salle de musique de la salle Sthrau Maubeuge

La Micro-Folie est un projet porté par le ministère de la Culture français, ouvert aux collectivités territoriales en France et aux réseaux de l'Institut français et de l'Alliance française partout dans le monde, qui propose l'accès à un musée numérique. À Maubeuge elle est située dans la salle de musique de la salle Sthrau, et est ouverte les mercredis et weekend.

#### La Maison des Habitants, Sous-le-Bois, Maubeuge
Située au 5 rue de la céramique, la Maison des habitants propose de nombreuses activités liées à la culture et possède un espace pouvant accueillir des expositions artistiques.

#### Le Musée du Corps de Garde

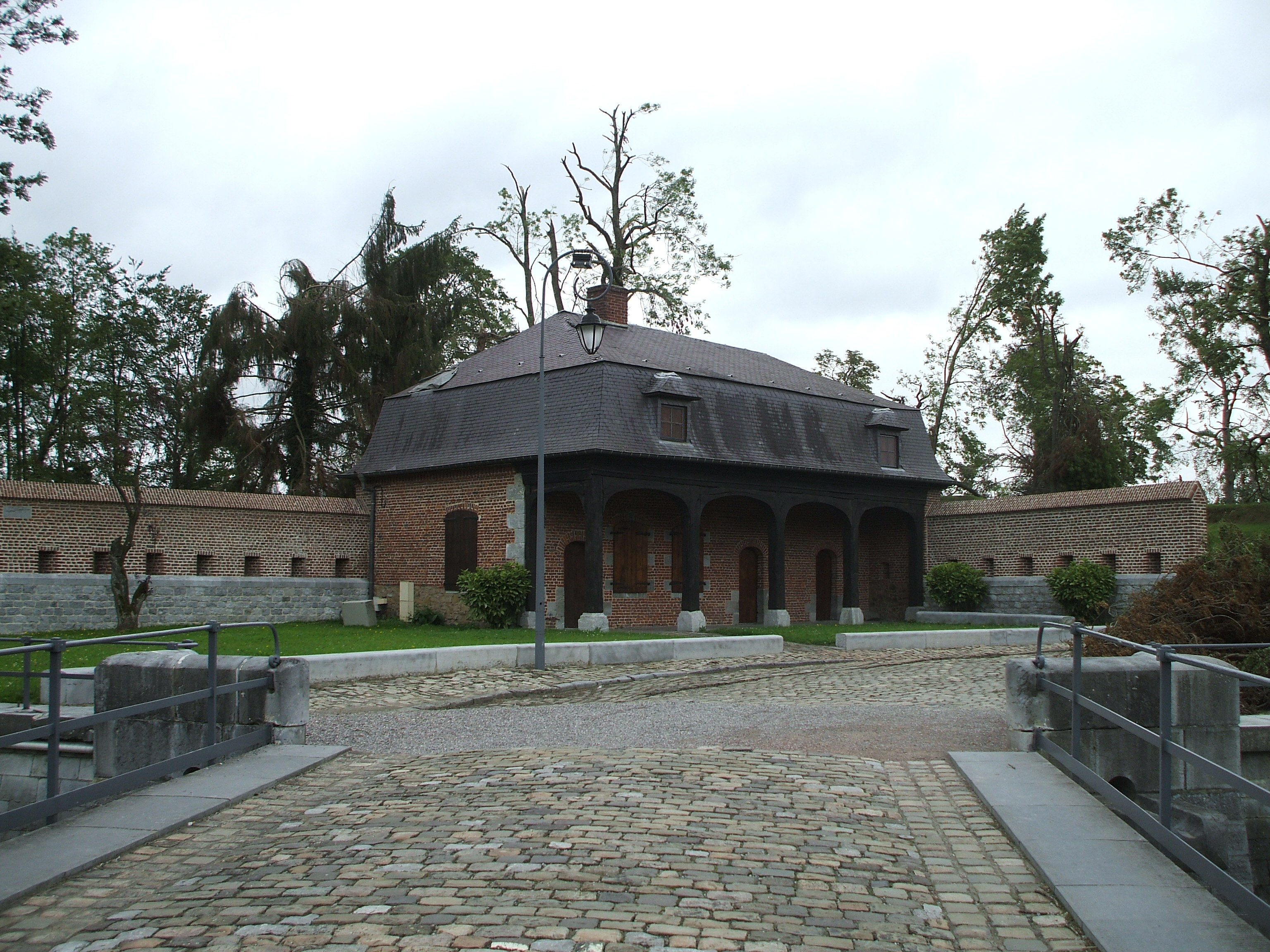
Musée du Corps de garde, Maubeuge

Le musée est localisé dans le système de défense imaginé par Vauban, le corps de garde et retrace l'histoire militaire de Maubeuge. Construit en 1683 d'après une planche type dessinée par l'ingénieur militaire Sébastien Le Prestre de Vauban (1633-1707), le corps de garde avait pour vocation d'accueillir une petite garde de 15 hommes assurant le service des ponts-levis et de contrôler des passeports des voyageurs. L'armée l'occupa jusqu'en 1914.
Remis à l'Association Renaissance Vauban en 1979, les bénévoles ont restaurés totalement le Corps de garde, créer le musée de l'histoire militaire et des fortifications de Maubeuge. Le musée possède des collections d'uniformes, le plan-relief de la ville de 1825, des documents anciens et des armes de la manufacture d'armes de Maubeuge.

#### Le Musée Allemand du magasin "Au Pauvre Diable" - (disparu)

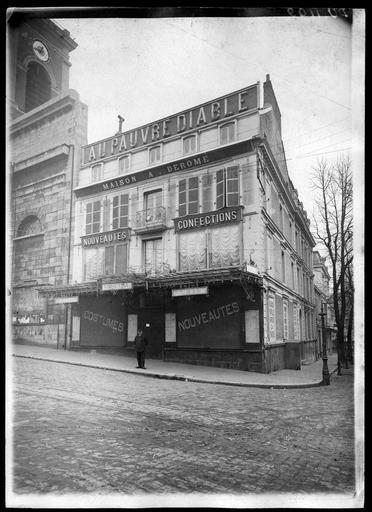
Magasin "Au Pauvre Diable" - Musée provisoire où les allemands avaient installé un musée - Maubeuge

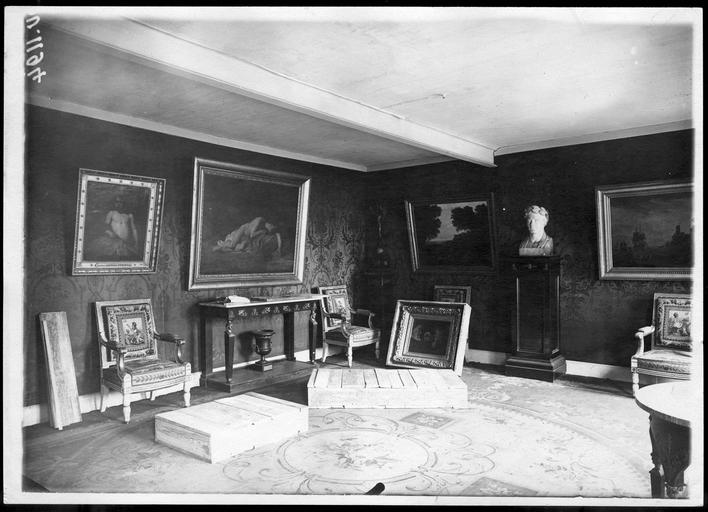
Photo des œuvres à l' intérieur du Magasin "Au Pauvre Diable"- Musée provisoire, Maubeuge.

Durant la Première Guerre mondiale, dans l'ancien magasin "Au pauvre Diable", les Allemands décidèrent de créer un musée où seraient exposées les œuvres d'art des territoires conquis qui risquaient de disparaître dans les destructions de la guerre. Le musée est inauguré le 27 mai 1917 par le maréchal Hindenburg. Le musée ouvert à la population présenté et aux militaires proposé une collection constituée de pastels de La Tour et des œuvres d'art de la région (venant principalement du musée de Saint Quentin).
Le 11 avril 1931, un incendie détruit une partie des lieux, Jean Derome, copropriétaire-gérant, décide alors de le réaménager en un ensemble commercial.

#### Maison Folie de Maubeuge

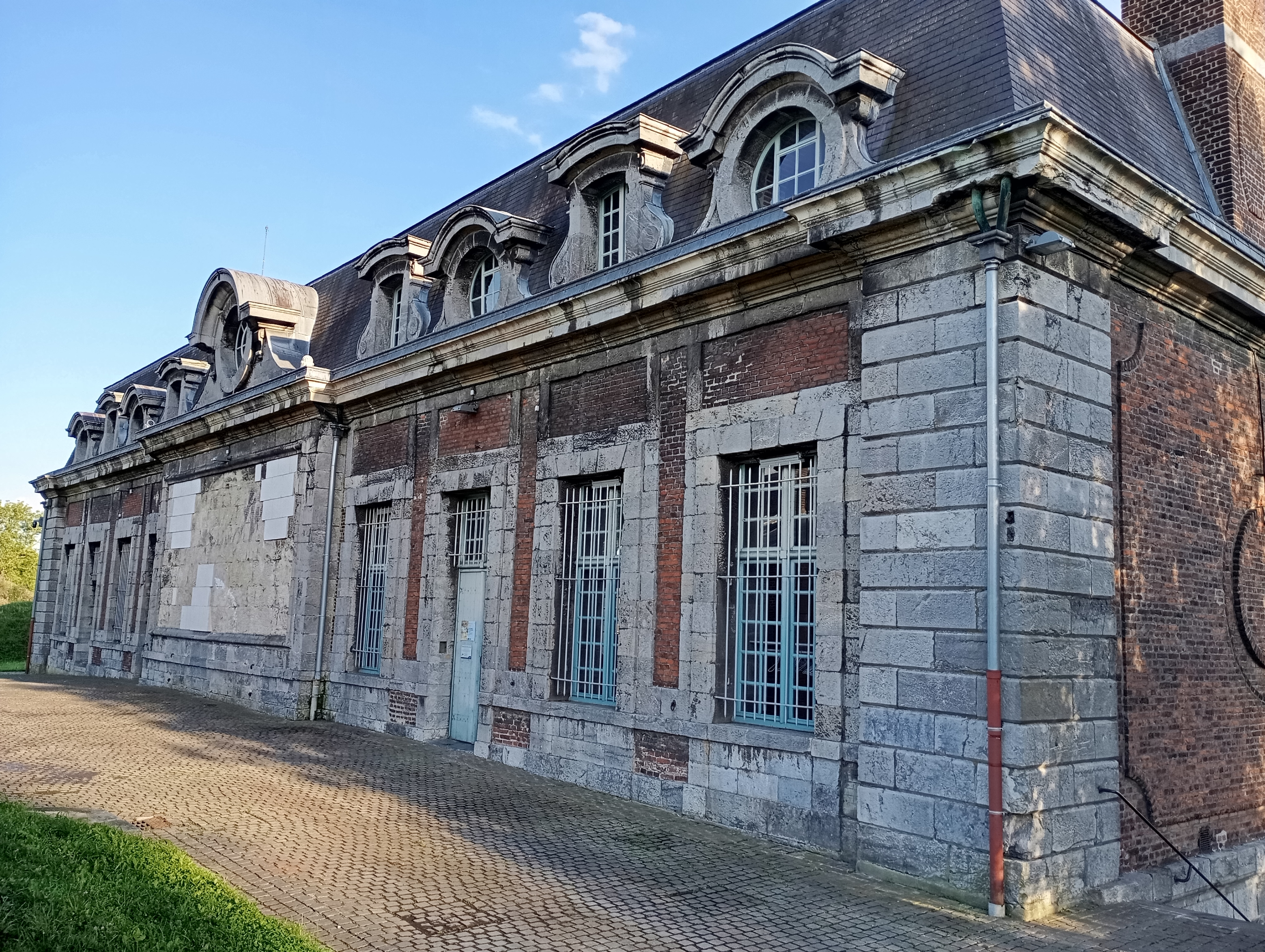
Maison Folie, arrière de la Porte de Mons en haut des escaliers, Maubeuge

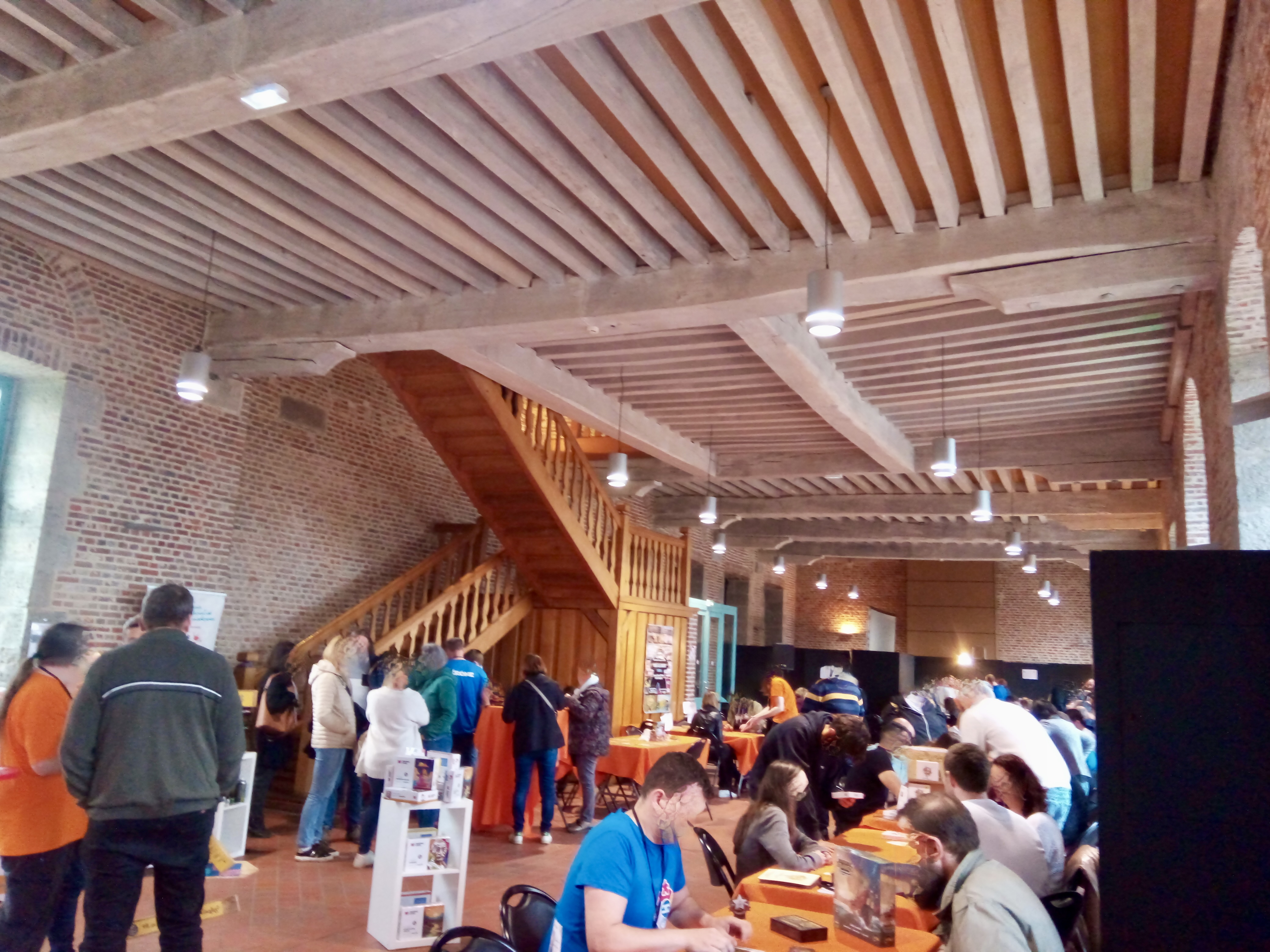
Intérieur de la Porte de Mons (Maubeuge)

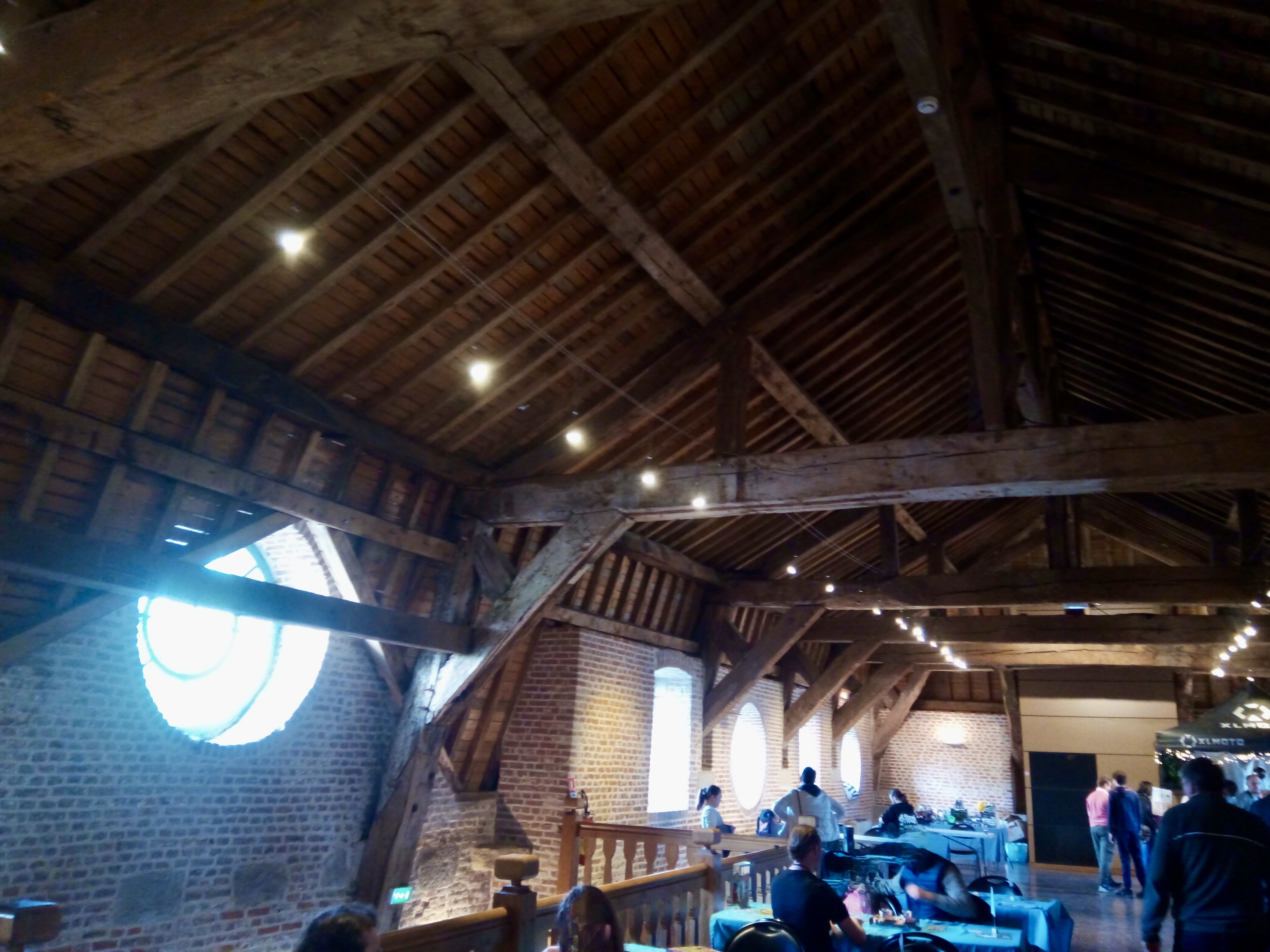
Intérieur de la Porte de Mons, étage (Maubeuge)

Les maisons Folie sont un ensemble de lieux culturels servant de lieux d'expositions, de salles de concerts, d'organisation des ateliers pour enfants et adultes etc.
Elles sont l'héritage de Lille 2004.
À Maubeuge, la Maison folie se trouve à l'étage de la Porte de Mons.

### Lieux et monuments
La ville intra-muros recèle de nombreux sites, édifices, monuments de toutes époques, qui possèdent une réelle valeur patrimoniale et des caractéristiques architecturales singulières.
Maubeuge compte 8 sites classés monuments historiques que sont :
-Ancien chapître des Chanoinesses
-Ancienne chapelle du collège des Jésuites, actuellement salle Sthrau
-Béguinage des Cantuaines et la Chapelle.
-Église Notre-Dame-du-Tilleul ou église de Sous-le-Bois
-Église Saint-Pierre-et-Saint-Paul
-Fortifications
-Hôpital militaire de Maubeuge
-Obélisque dénommé pilori.
De plus, la Mairie a fait une demande d'inscription en 2022, pour le bâtiment L'Arsenal.

### Patrimoine militaire

#### Les fortifications deVauban

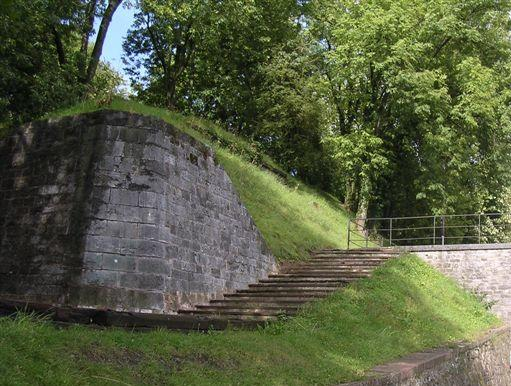
Détail des remparts
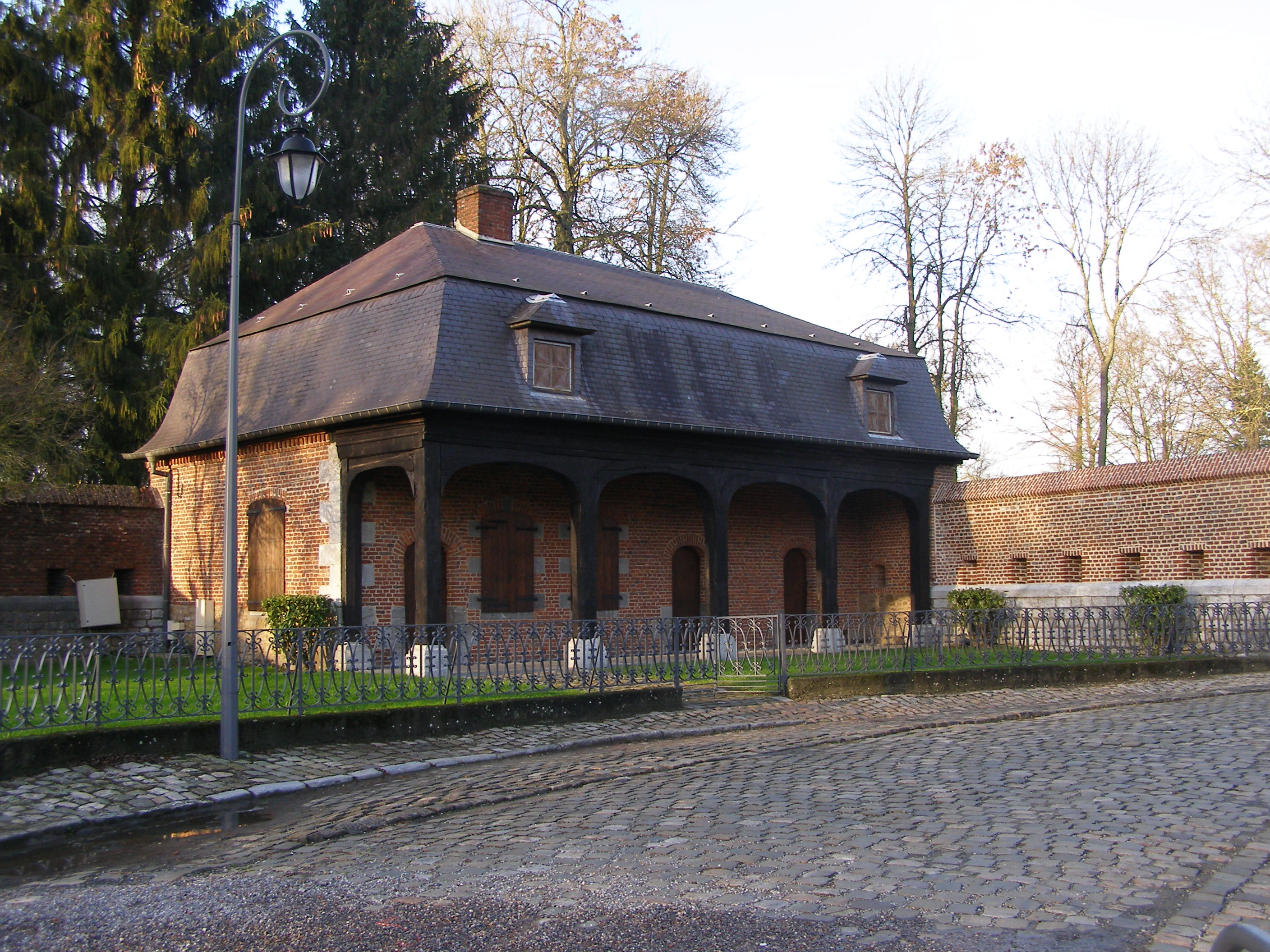
Le corps de garde devenu aujourd'hui Musée du Corps de Garde
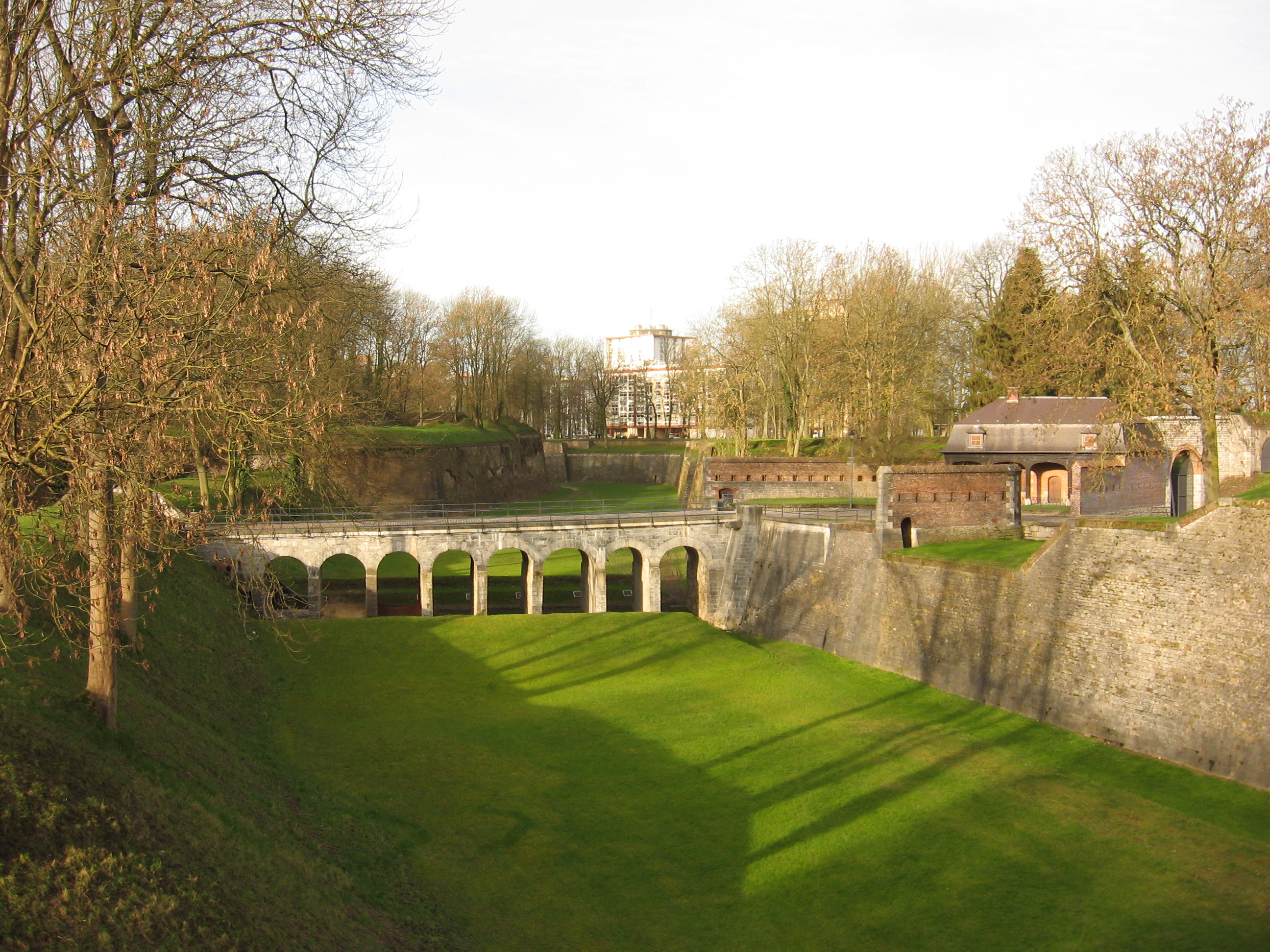
Pont Dormant
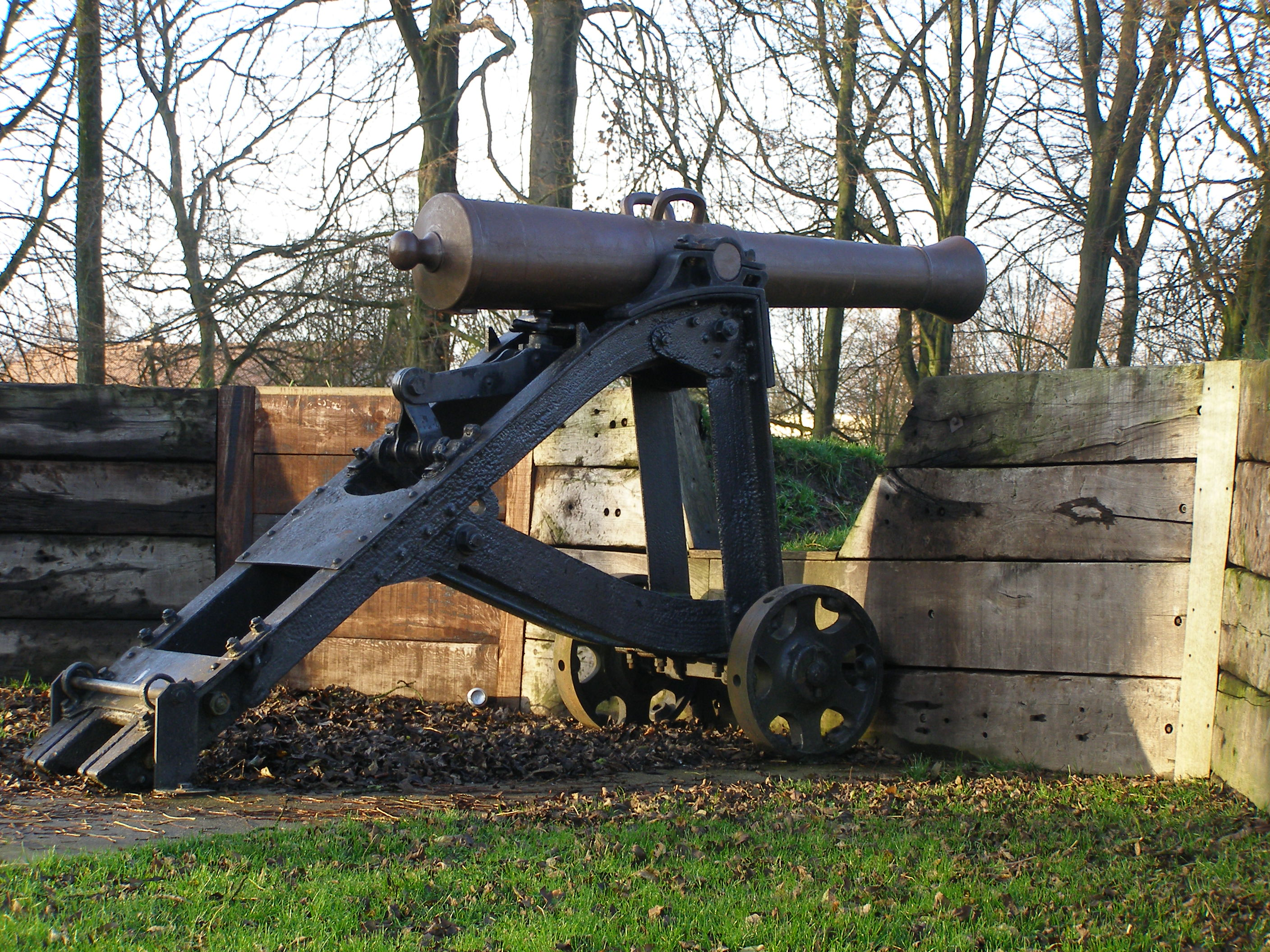
Canon restauré
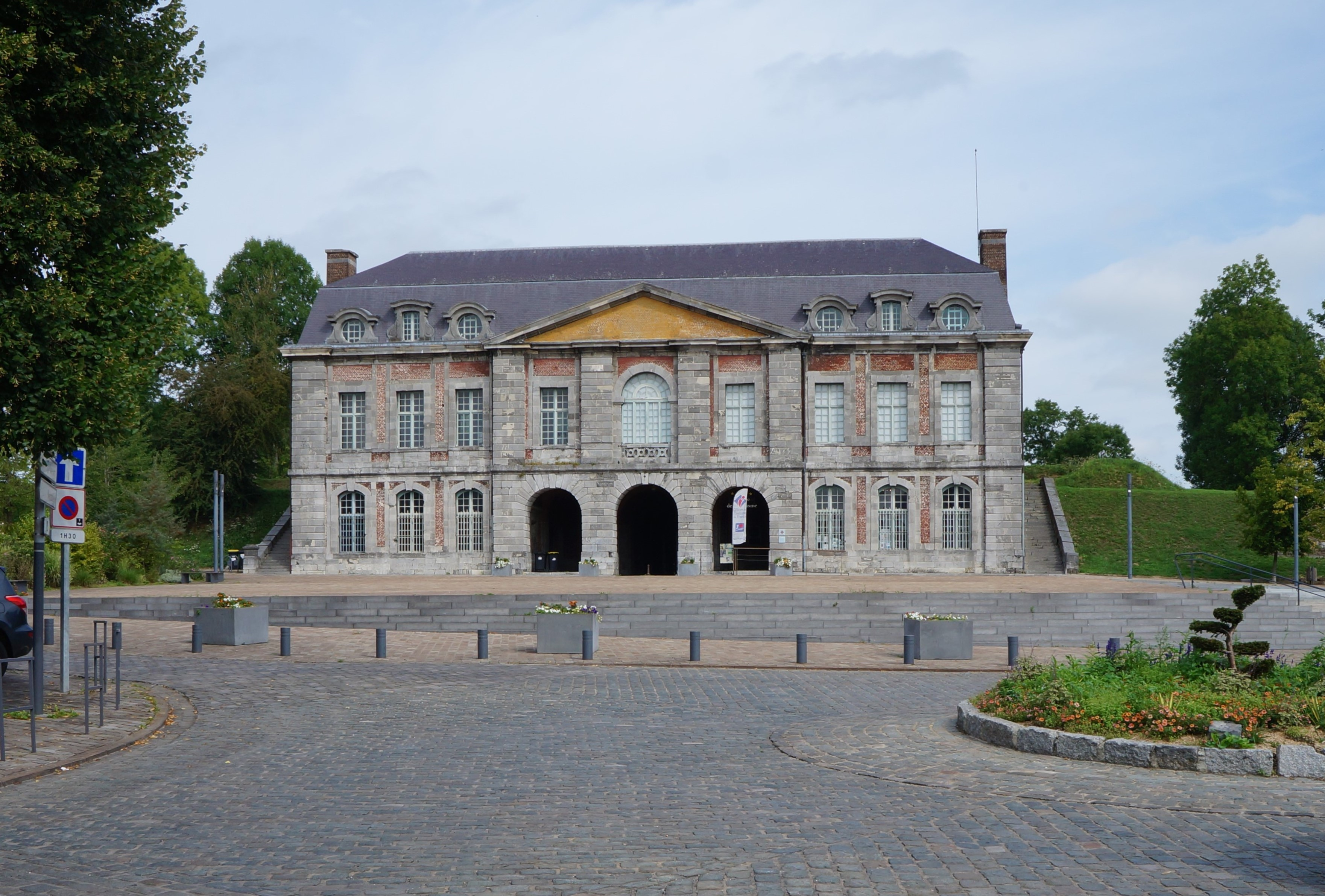
Porte de Mons, Maubeuge

Commençons par un petit point historique. En 1678, la signature du traité de Nimègue met fin à la guerre des Provinces-Unies. Ce traité permet à la France de se pourvoir d'une frontière fortifiée au nord de son territoire. Cette ligne de fortifications est quasi identique à notre frontière actuelle avec la Belgique (de Dunkerque à Givet).
À Maubeuge, l'enceinte médiévale est presque inexistante. Vauban a donc carte blanche pour dessiner son nouveau concept de fortification. L'ensemble imaginé pour Maubeuge est composé d'une ligne de remparts d'une hauteur d'une dizaine de mètres flanquée de sept bastions à orillons. Pour clore l'espace entre deux bastions, une ceinture de demi-lunes est ajoutée (entièrement cernée de fossés). La construction de cet ensemble dura de 1679 à 1685 et fut effectuée par environ 8 000 à 10 000 hommes.
Au cours du temps, le corset de pierre a été percé de plusieurs franchissements afin d'ouvrir la ville intra muros vers l'extérieur : la porte de Bavay à l'ouest (avenue Roosevelt) la porte des Capucins au nord (rue Casimir-Fournier) la porte de la Croix à l'est (rue de la Croix).
La partie ouest renferme une partie des installations du parc animalier créé depuis 1957 sous le nom de zoo de Maubeuge (bastion des Jésuites).
Au nord, sur la place Vauban, s'adosse contre la muraille la porte de Mons, ouvrage en pierre de taille surmonté de combles à la Mansart. Construite en 1682 avec des matériaux d'origine locale (brique, pierre bleue et grès) pour mettre en avant la puissance de Louis XIV, c'est la seule rescapée des portes de l'enceinte.
Elle s'ouvre depuis trois arcades vers un parcours ludique au cœur des fortifications.
La façade exposée vers l'intérieur possède un pont-levis et s'enchâsse dans la muraille surmontée d'un talus. Elle est percée d'une arcade et expose une architecture triomphante d'esprit baroque. Un écu en latin rappelle la fin de travaux en 1685 et deux plaques rendent hommage aux défenseurs de Maubeuge (le colonel Schouller en 1814 et le général Fournier en 1914).
À l'origine, la porte abritait un corps de garde, des logements pour les troupes et un cachot. Depuis 1924, la porte de Mons est classée Monument historique. Elle a accueilli la police nationale et accueille maintenant l'office du tourisme ainsi que la Maison Folie de Maubeuge (à la suite de Lille 2004).
Elle rejoint par une voie étroite et pavée le pont dormant formé de huit voûtes en pierre de taille franchissant un large fossé verdoyant pour découvrir au bord d'une demi-lune, l'ancien corps de garde qui abrite un musée d'histoire militaire.
Le corps de garde pouvait accueillir, comme son nom l'indique, une garde de 15 hommes. Étant proches de l'octroi, ces hommes contrôlaient les passeports des voyageurs et assuraient le service des ponts-levis. Ce corps de garde fut occupé jusqu'en 1914, puis fut laissé à l'abandon jusqu'en 1979. À cette date, l'Association Renaissance Vauban lui offrit une restauration totale.
Le parcours aboutit, finalement, à l'extérieur de l'enceinte sur le carrefour de la Croix de Mons (ancien octroi).
Entre le bastion des Capucins et le bastion de la Croix se situent la Redoute et Tenaille de l'étang, dont le fossé retenu par un barrage est irrigué par un ruisseau, la Pisselotte.
Au Moyen Âge, l'étang contenait un vivier à poissons dépendant de l'abbaye Sainte-Aldegonde que Vauban utilisa comme inondation défensive. À l'est, à proximité de la Sambre et du bastion de Falize se révèle un autre site remarquable constitué par les étangs Monier dénommés communément Fausse Sambre. Il s'agit de deux larges fossés séparés par un ouvrage à corne qui, à l'époque de Vauban, étaient destinés à capturer l'eau de la Sambre par un système d'écluses et de digues afin de servir de défense principale. En 1901, afin de modifier l'ancien cours sinueux de la rivière et faciliter la navigation fluviale, un nouveau lit fut ouvert.
Comme dans de nombreuses constructions de Vauban, de nombreuses salles souterraines traversent les remparts de Maubeuge. On peut y trouver de nombreuses galeries. La plus longue, la galerie de contremines, longue de 254 mètres, servait à détecter la progression des sabotages de l'ennemi en cas de siège. Plus profondément, dans les bastions, Vauban eu l'idée de construire des salles de stockage (pour des vivres mais aussi la population en cas de siège). Elles sont généralement sous le cavalier, à environ 10 mètres sous terre, et donc à l'abri des tirs de mortier. Quelques salles sont encore visibles, dont la salle de la Rapière (qui accueillait le club d'escrime auparavant).
Deux bâtiments issus du patrimoine militaire ont subsisté face aux nombreuses destructions d'ouvrages entreprises au cours de temps, soit en raison de leur vétusté, soit pour faire face aux besoins de développement de la ville intra-muros (démantèlement des fortifications sud, de la porte de France, des casernements et ouvrages militaires divers).

#### Le magasin à poudre: rue de la Croix
Le magasin à poudre situé à proximité de la rue de la Croix expose une salle voûtée recouverte à l'extérieur d'une épaisse enveloppe de terre. Le lieu ne possède pas d'affectation particulière, mais accueille de temps à autre une exposition ou une manifestation festive. À l'origine, le plan Vauban comportait trois magasins à poudre disposés et répartis stratégiquement au bord de l'enceinte intérieure.

#### L'arsenal: rue de la Croix

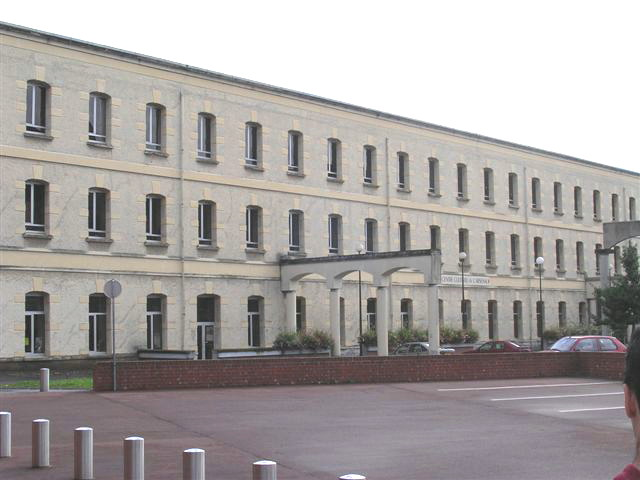
L'arsenal Louis-XIV

L'arsenal construit entre 1678 et 1689 développe une longue silhouette sur trois niveaux (103 mètres de long sur 12 mètres de large). Ce bâtiment fait partie des casernements prévus à l'époque pour abriter les troupes de la garnison. Il fut utilisé comme dépôt du temps de l'activité de la manufacture d'armes (1701-1836). Depuis, il a eu diverses utilisations. Il fut, entre autres, archives du Chapitre, siège de la direction de l'Artillerie, caserne ; il accueillit même les scouts. Le bâtiment a perdu sa toiture initiale en 1923 lors d'un incendie. Ce n'est que treize années plus tard qu'il fut restauré. Longtemps laissé à l'abandon après la Seconde Guerre mondiale, il abrite depuis 1982 le siège d'une trentaine d'associations, la bibliothèque municipale, l'école des Beaux-Arts et une salle d'exposition.

#### La Caserne Joyeuse

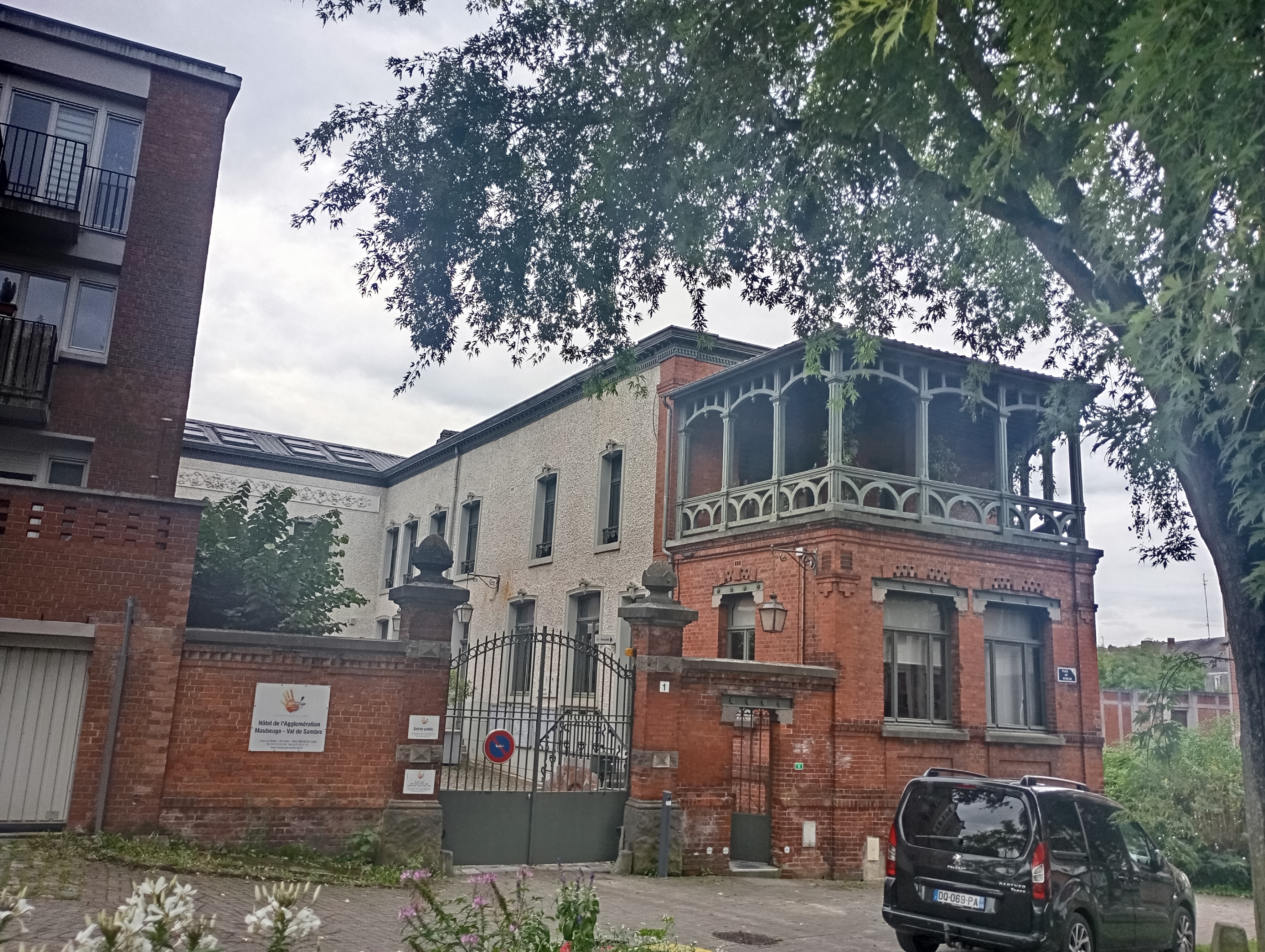
Le pavillon de la caserne Joyeuse, où logeaient les officiers, 1 place du Pavillon, Maubeuge

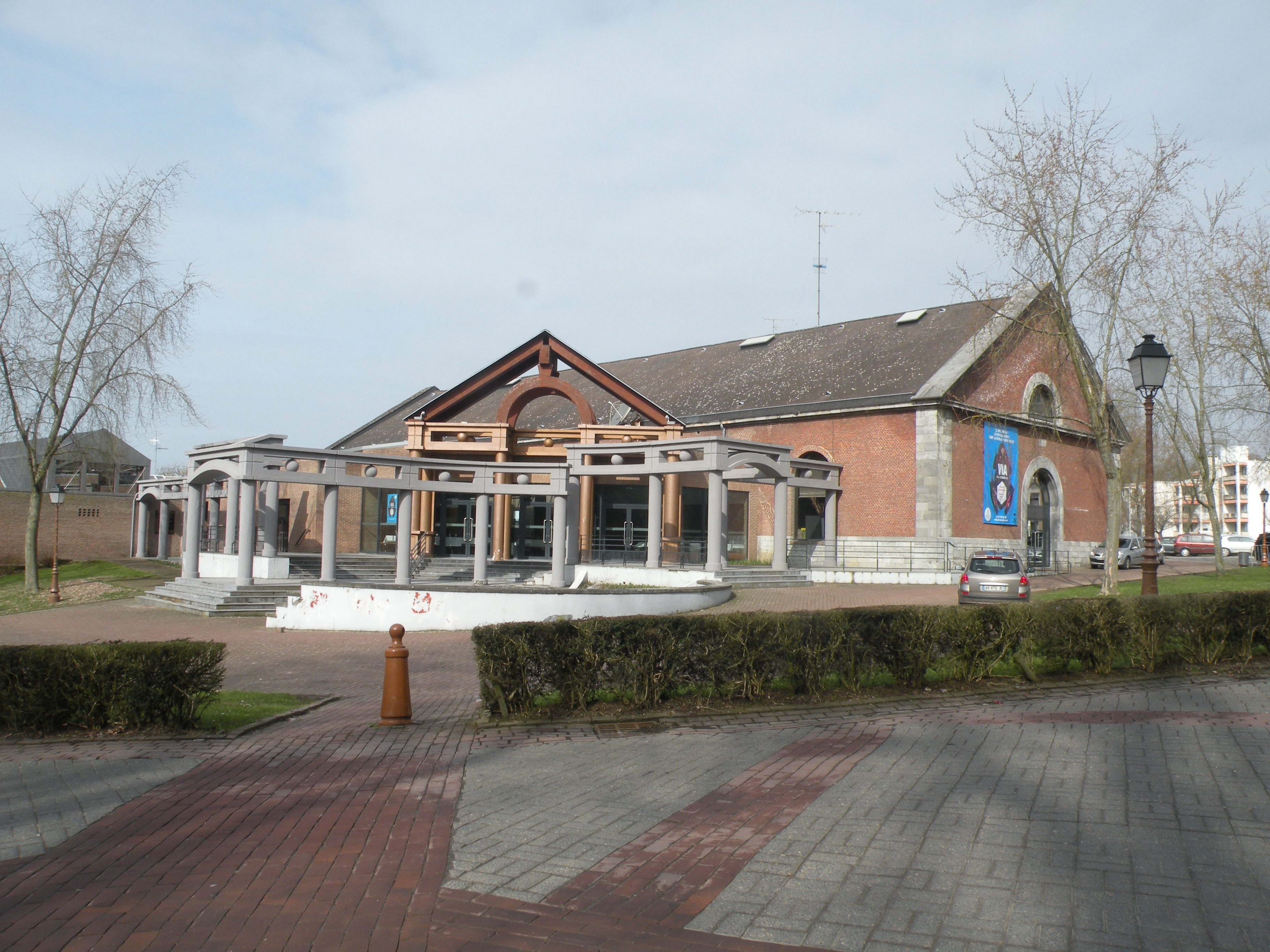
Théâtre Le Manège scène nationale, ancien manège de la caserne Joyeuse

Nommé d'après le marquis Jean-Arnaud de Joyeuse (1631-1710) officier sous Louis XIII et Louis XIV, Jean Arnaud de Joyeuses fut le premier Gouverneur de la place de Maubeuge et a laissé son nom au quartier militaire de Maubeuge.
La caserne de Joyeuse était constituée de 5 imposants bâtiments construit entre 1684 et 1689, sur un espace délimité entre l'extrémité de la rue de la Croix et l'ancienne rue de l'intendance.
La caserne possédait aussi une Manutention, un Pavillon et une écurie pour 150 chevaux, un Manège et une grande Esplanade.
En 1959, la ville de Maubeuge cède à l'armée 40 ha au Pont-Allant en échange des casernes, remparts et terrain du dirigeable. Ce quartier n'a pas été détruit lors du bombardement, mais quelques années plus tard pour moderniser la ville.
Aujourd'hui, seul existe encore, le manège, qui à donné son nom au théâtre du Manège aussi que le pavillon, siège de l'agglomération Maubeuge val de Sambre.

#### Les deux cimetières militaires britanniques de la Première Guerre mondiale

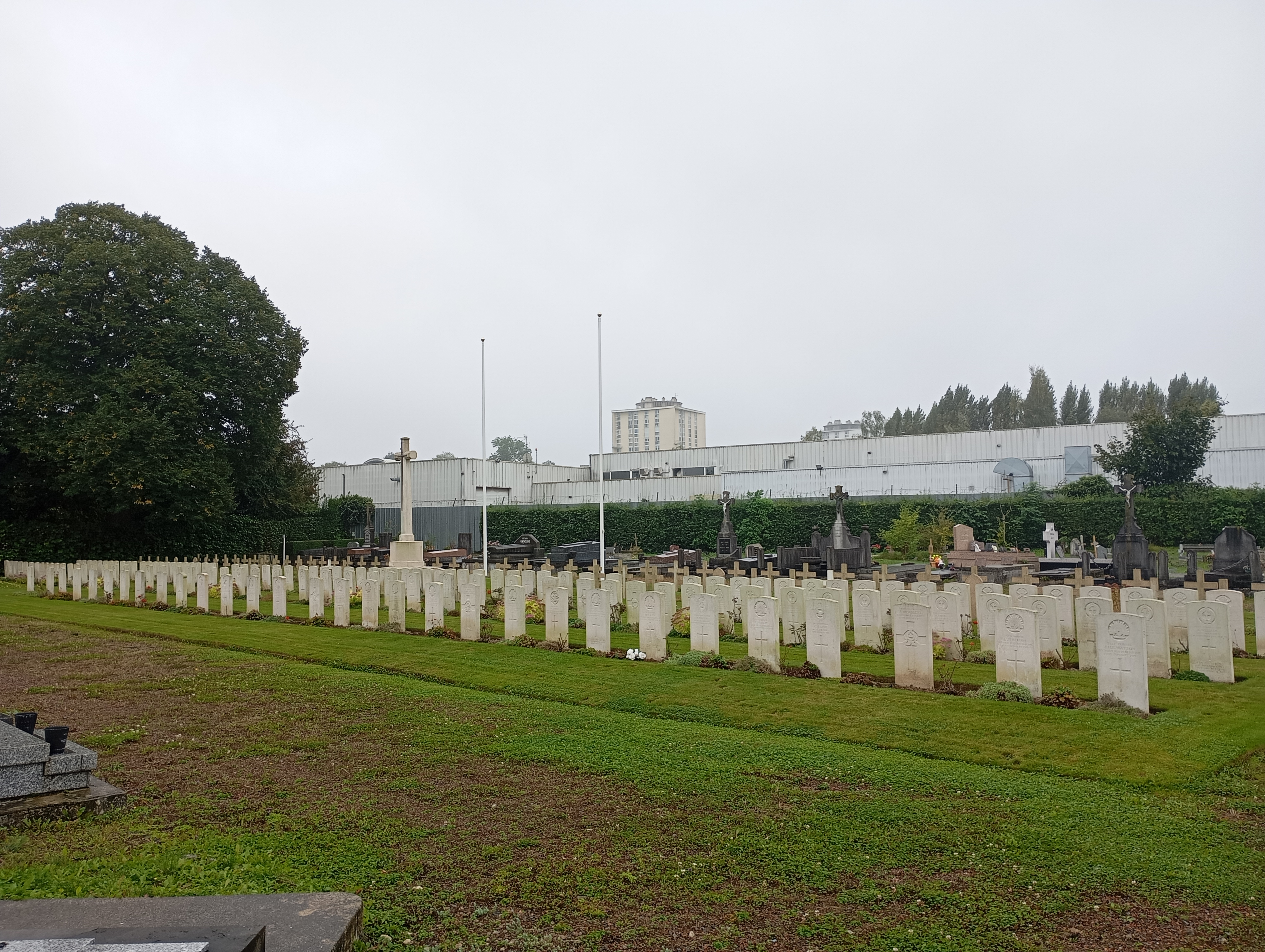
Cimetière militaire britannique de la Première Guerre mondiale, Cimetière du Centre, Maubeuge

#### Décorations militaires
- Croix de guerre 1914-1918 (France).

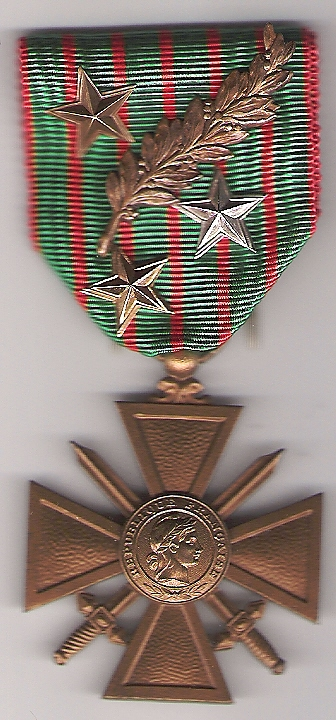
Croix de guerre 1914-1918 française

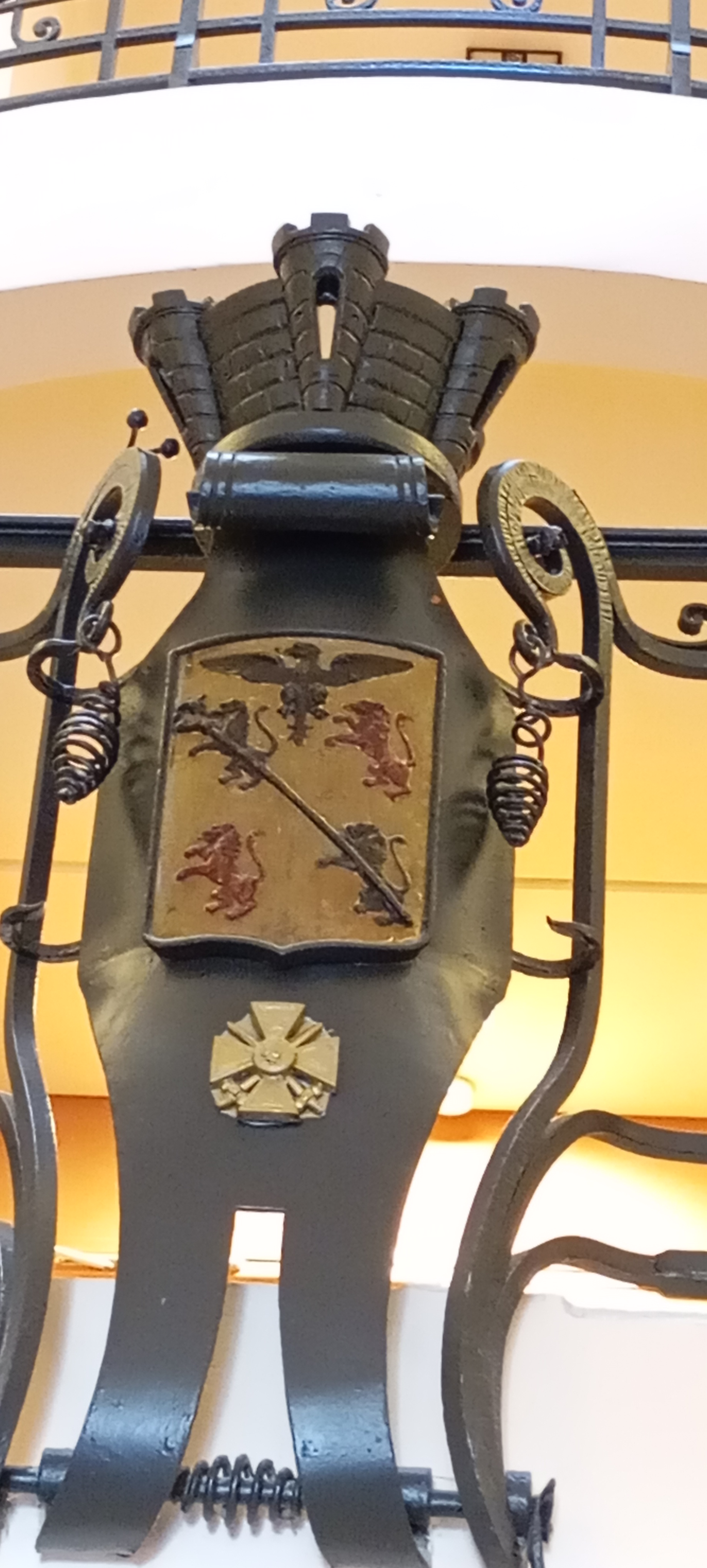
La Croix de guerre 14/18 de Maubeuge a été intégrée au balcon de la salle Sthrau par les Frères Laffitte.

- Croix de guerre 1939-1945 (France).

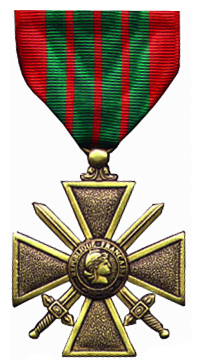
Croix de Guerre 39 45

### Patrimoine funéraire

#### Chapelles funéraires et sculptures, cimetière du centre
Ce cimetière situé dans le quartier de l'épinette possède des monuments et sculptures monumentales. Il y a également à l'entrée du cimetière de nombreuses chapelles funéraires sculptées appartenant à de grandes familles de Maubeuge. L'une d'elles témoigne par ailleurs de l'histoire de Maubeuge, marquée de tirs de balle datant de la Seconde Guerre mondiale.

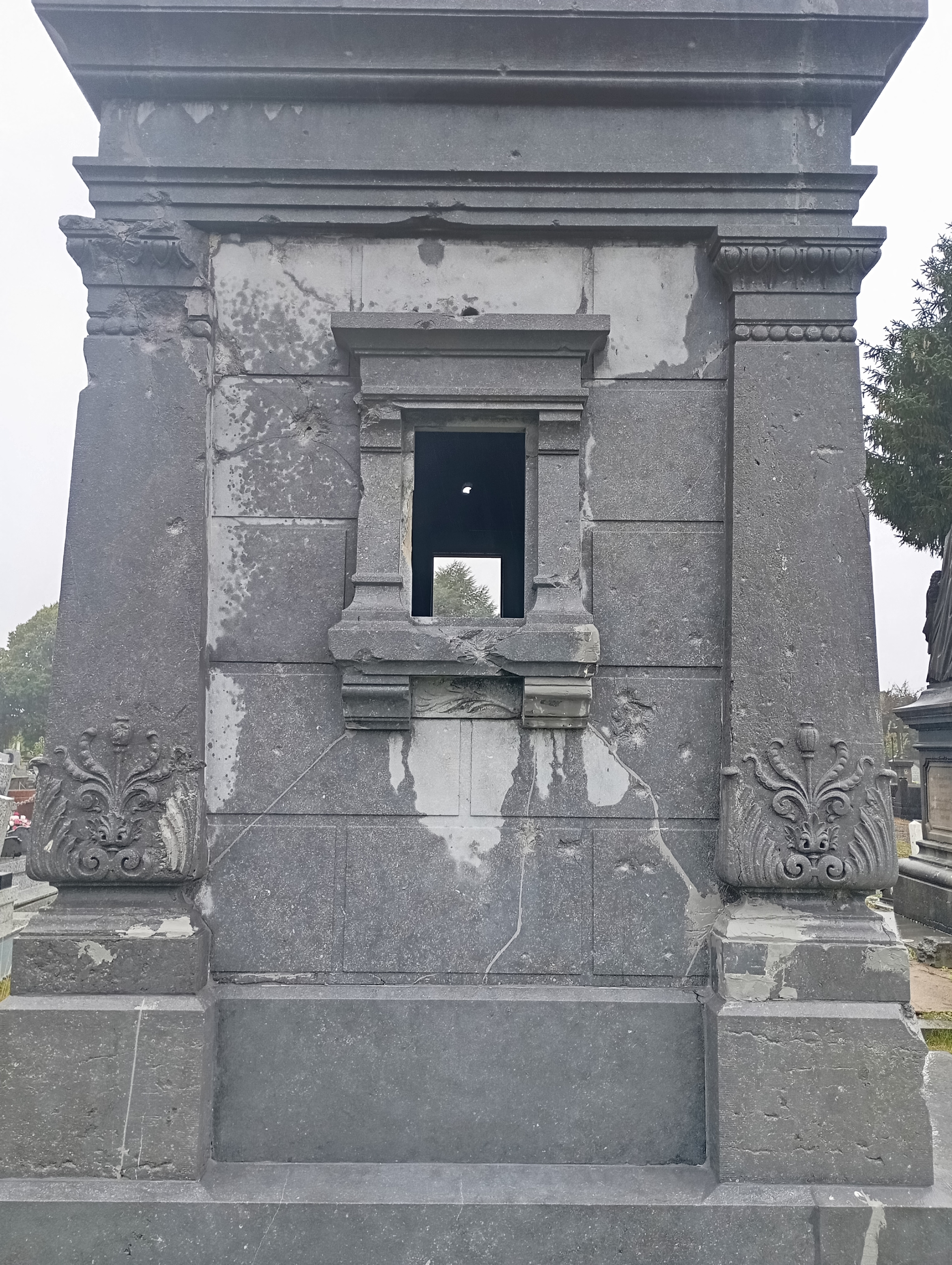
Chapelle funéraire vu de dos avec des impactes de tirs

### Patrimoine religieux

#### Édifices religieux
Quelques rares édifices religieux provenant des siècles passés ont traversé le temps, malgré les destructions dues aux guerres, le vieillissement du bâti, les disparitions accidentelles ou volontaires. Certains bâtiments du monastère de Sainte-Aldegonde sont encore visibles à l'heure actuelle : le chapitre des Chanoinesses de Maubeuge, qui abrite aujourd'hui le lycée Notre-Dame de Grâce, la chapelle des Sœurs Noires ou le béguinage.

#### Le Chapître des Chanoinesses
Le Chapître des Chanoinesses, 

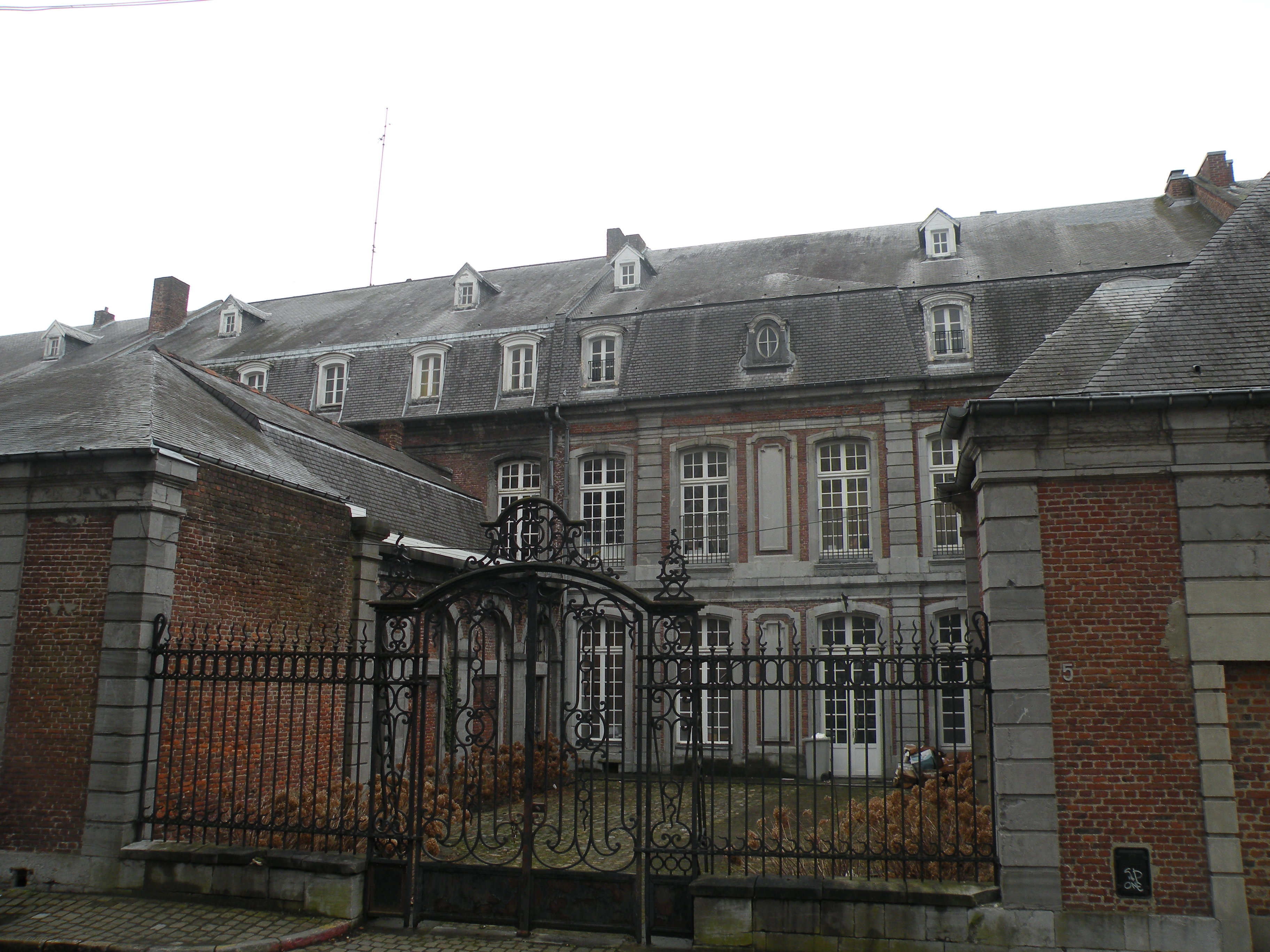
Ancien Chapître des Chanoinesses de Maubeuge, aujourd'hui le lycée Notre-Dame de Grâce

hôpital religieux, a abrité pendant un temps, l'ancien musée Boez, puis actuellement le Lycée Notre-Dame de Grâce.

#### Le béguinage et la chapelle des Cantuaines (rue de la Croix)

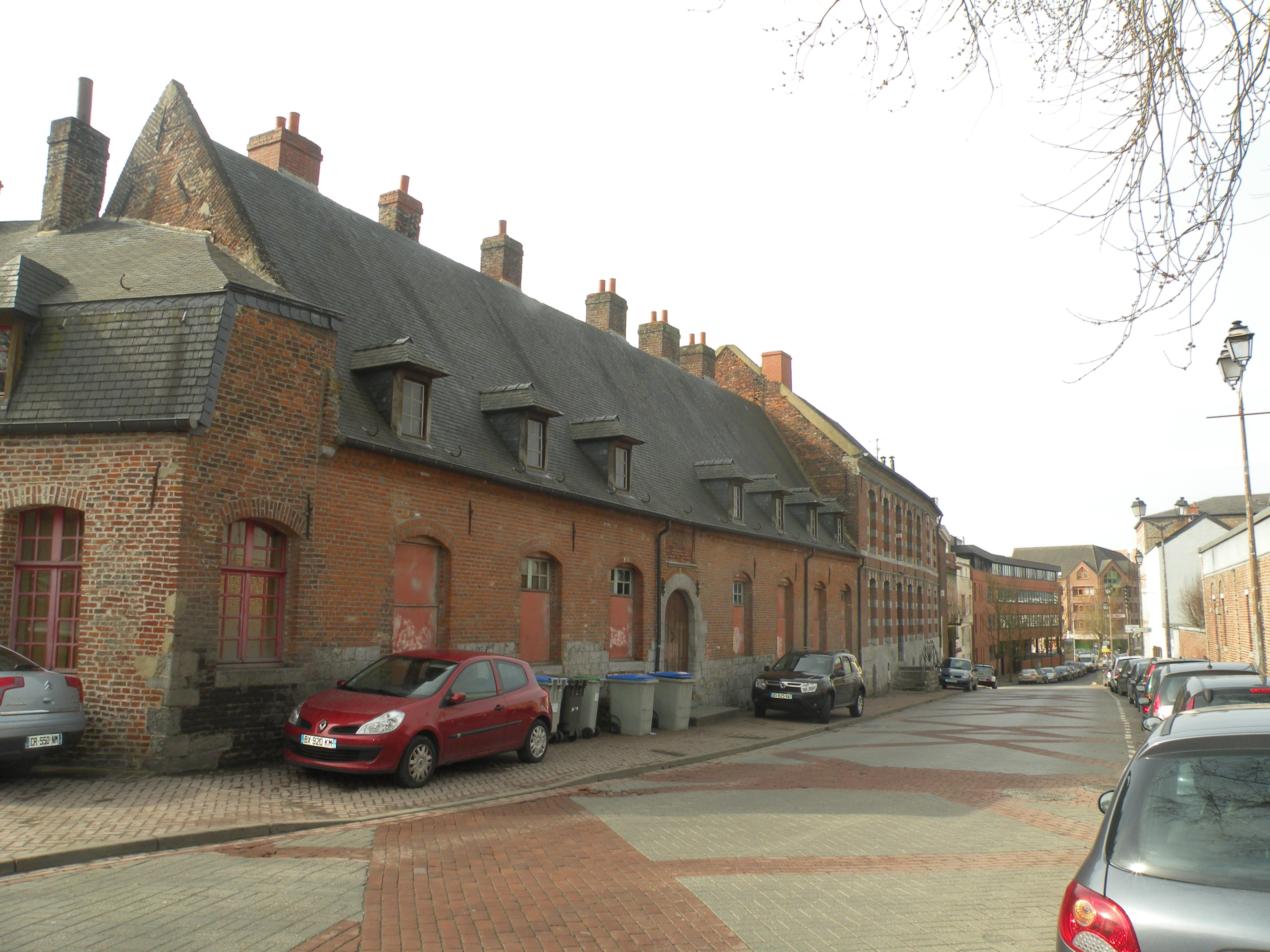
Le Béguinage des Cantuaines.

Ce bâtiment issu du XVIe siècle fut la demeure de Jean Gippus, doyen de Chapitre, qui à sa mort en 1562 en fit donation, pour accueillir des femmes de la bourgeoisie déchue, appelées alors Cantuaines. L'intérieur se compose de sept cellules formant béguinage. Les sept cheminées correspondant aux cellules intérieures ont été préservées. Seules l'adjonction de lucarnes à la capucine afin de donner jour aux combles et la suppression d'un auvent au-dessus du portail d'entrée modifient la construction initiale. Au centre de la cour arrière ce trouve une chapelle de style gothique flamboyant. La bâtisse reçoit actuellement, dans la proximité du théâtre du Manège, des artistes en résidence. Ce bâtiment est classé Monument historique et devrait être bientôt restauré.

#### La chapelle des Sœurs Noires (avenue du Lieutenant-Colonel-Martin)

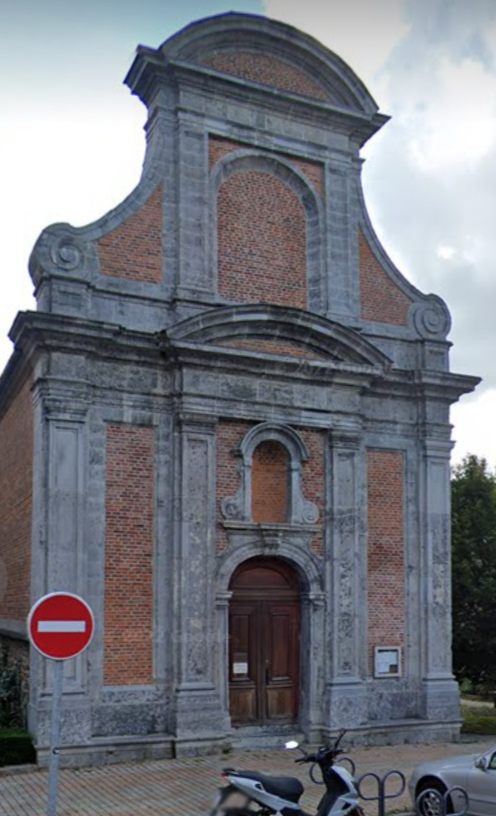
Chapelle des sœurs noires, édifice datant du XVIIe siècle, Maubeuge.

Ce petit édifice date du XVIIe siècle et est, lui aussi, classé Monument Historique. Cette chapelle faisait partie du couvent des religieuses de Saint-Augustin, fondé en 1455 derrière l'ancienne place du Marché aux Herbes.
Elle était implantée à proximité de l'ancien chapitre et contiguë de l'hôpital militaire (construit en 1680 par Vauban et détruit en mai 1940).
Aujourd'hui elle s'expose seule dans un cadre urbain hétérogène, formé de modes de productions divers (Building, Joyeuse 2, Chapitre). La chapelle révèle une façade de style baroque et s'orne d'un fronton à enroulement supporté par un jeu de jambages en pierre. Un portail en bois surmonté d'une niche s'inscrit dans l'axe de symétrie de la composition architecturale. La maçonnerie est en brique et la toiture à deux pans couverte en ardoise naturelle. Après sa première vocation, elle fut affectée successivement en dépôt militaire, en société de musique, en bibliothèque municipale et en temple protestant. Elle est aujourd'hui le siège de l'Université du Temps Libre.

#### Église Protestante Unie, Maubeuge (7 Rue Arthur Berteau)

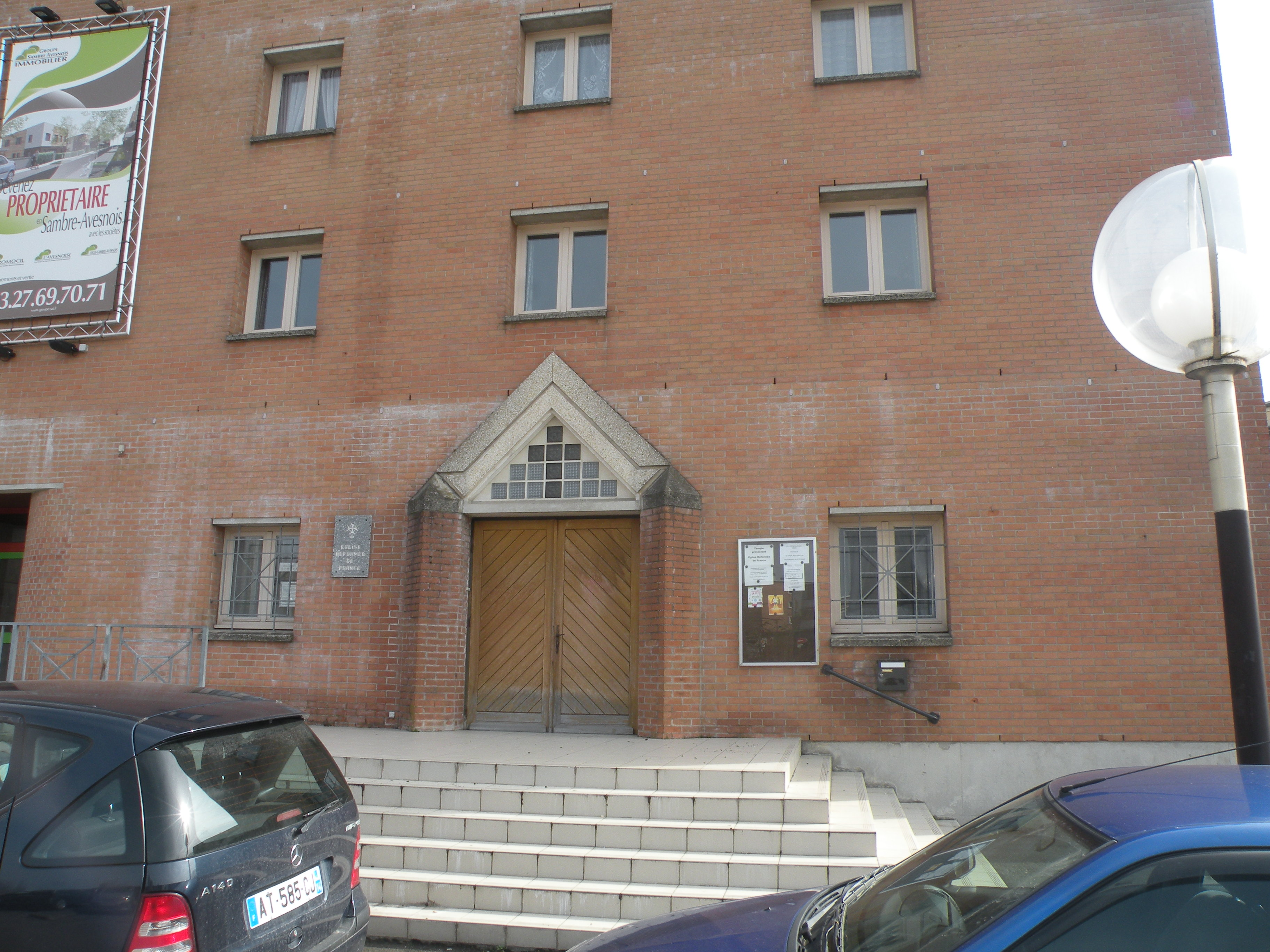
Église Protestante Unie, Maubeuge

Le temple est construit en 1877, quai Berteau à côté de la caserne de l'Arsenal, il servira près de cent ans. À la fin des années 1880, la paroisse est séparée de celle de Le Cateau.
Durant les deux guerres mondiales le temple est utilisé par l'armée allemande pour ses offices.
L'ancien temple est détruit en 1987, il est remplacé par un nouveau situé dans un ensemble immobilier situé au même endroit.
Plusieurs pasteurs se succèdent durant ces dernières décennies. Depuis les paroissiens assurent la majorité des cultes et actes pastoraux avec l'aide des pasteurs des paroisses environnantes.

#### Ancien Collège des Jésuites

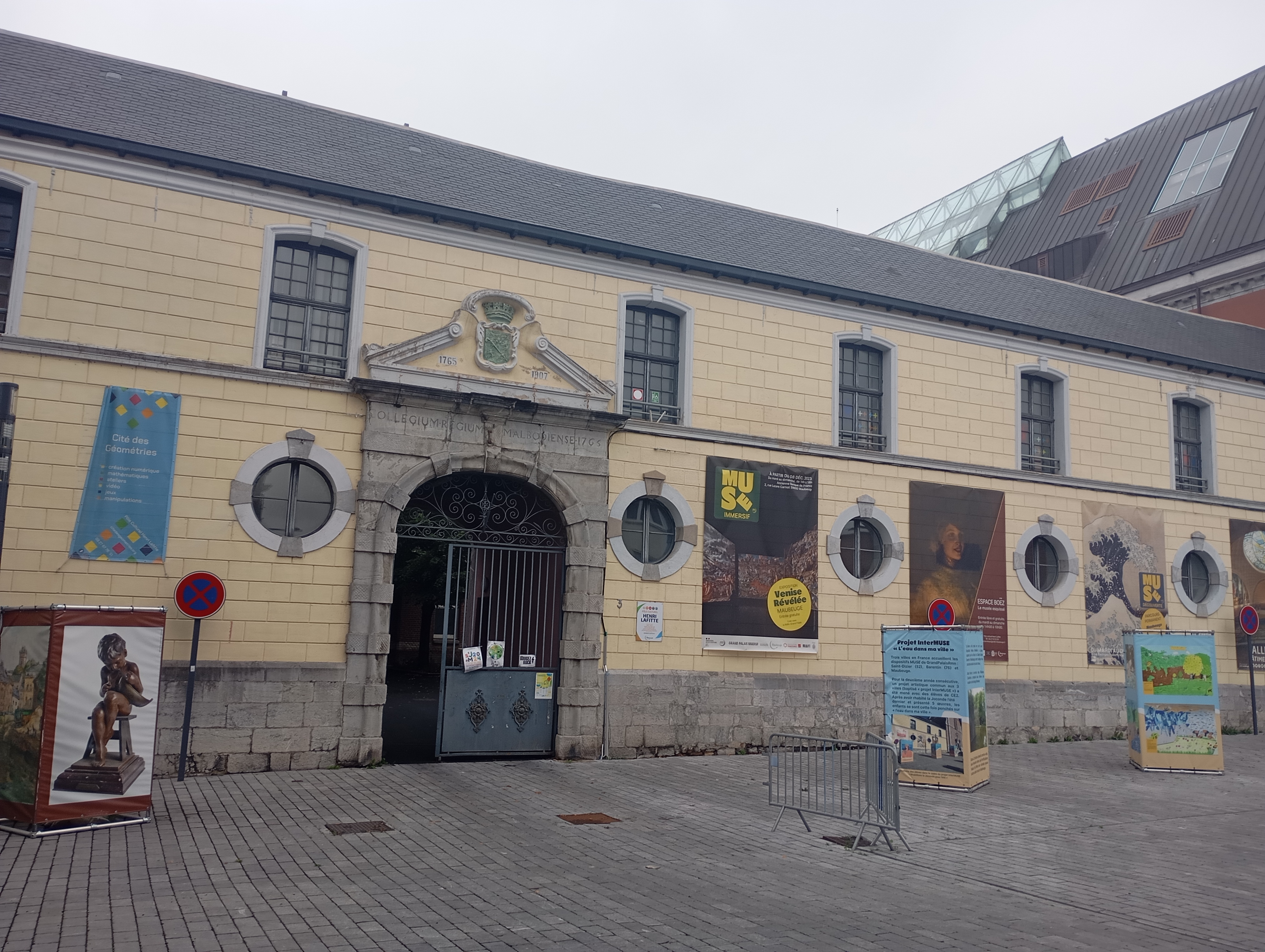
Façade extérieure de l'ancien collège des Jésuites, Maubeuge (aujourd'hui Pôle culturel Henri Lafitte)

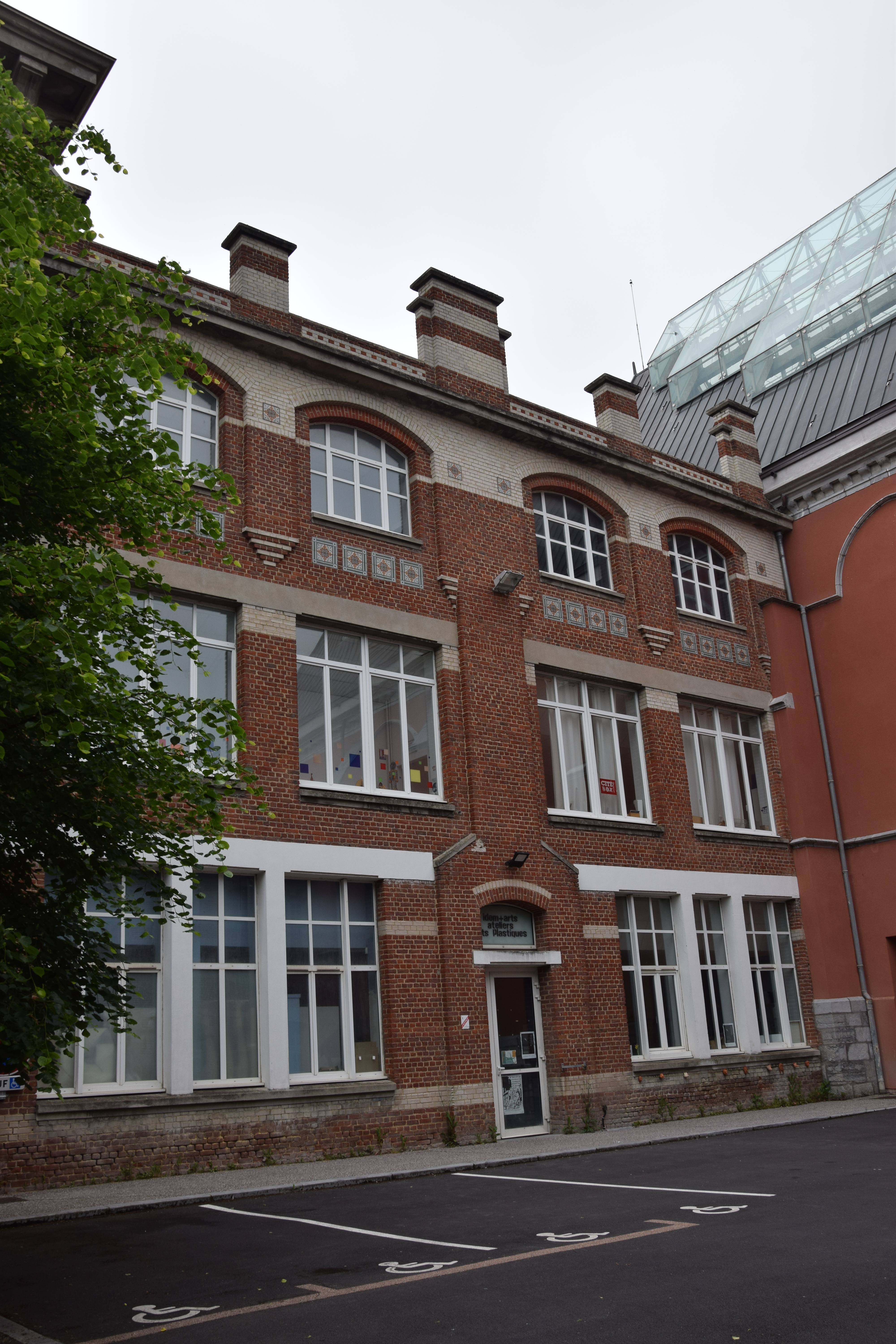
Façade de la cour intérieure du collège

Grâce à Françoise Bruneau, veuve du bailli du chapitre de Sainte-Aldegonde, un collège de Jésuites s’installa à Maubeuge en 1616. Un collège et une chapelle (aujourd'hui Salle Sthrau) seront construits par l’architecte Jean de Block en 1624.
Le portail de la chapelle de style baroque est ajouté en 1631.
En 1694, le collège sera agrandi par la construction d'une nouvelle aile (inscription du pavillon central de l'aile ouest).
Le collège sera utilisé pour de multiples activités. Il deviendra un collège royal de Maubeuge en 1765, comme le montre l’inscription sur le portail de l’aile est ("COLLEGIUM REGIUM MALBODIENSE 1765").
Il sera transformé en lieu de recherche scientifique pour le génie militaire. En effet, pendant la Révolution française, le physicien Jean-Marie-Joseph Coutelle (qui donne son nom au collège au XXe siècle) utilise et conçoit en 1794 un ballon nommé L'Entreprenant (ballon) pour surveiller le mouvement des lignes ennemies, notamment durant la bataille de Fleurus de 1794. Ce sera la première utilisation militaire d'un ballon d'observation, (Aérostat).
Le collège, devenu communal au cours du XIXe siècle, accueillera par la suite L'école pratique de commerce et d'industrie de Maubeuge, créée en 1902, avant de déménager route de Mons dans Ancienne école pratique de commerce et d'industrie de Maubeuge (actuellement Conservatoire municipal de musique).
Lors des bombardements du Siège de Maubeuge (1914), l’aile ouest est détruite. Au lendemain de la guerre, en 1922, cette aile est reconstruite sur les plans de l’architecte Jean Lafitte.
Le collège actuel Ernest Coutelle se situe plus à l'ouest, dans un bâtiment construit dans la seconde moitié du XXe siècle tandis que les bâtiments de l’ancien collège accueillent aujourd’hui le pôle Henri-Lafitte qui regroupe les activités culturelles de la ville de Maubeuge (notamment le Musée Henri-Boez ainsi que des associations).

#### La Salle Sthrau (rue Georges-Paillot)

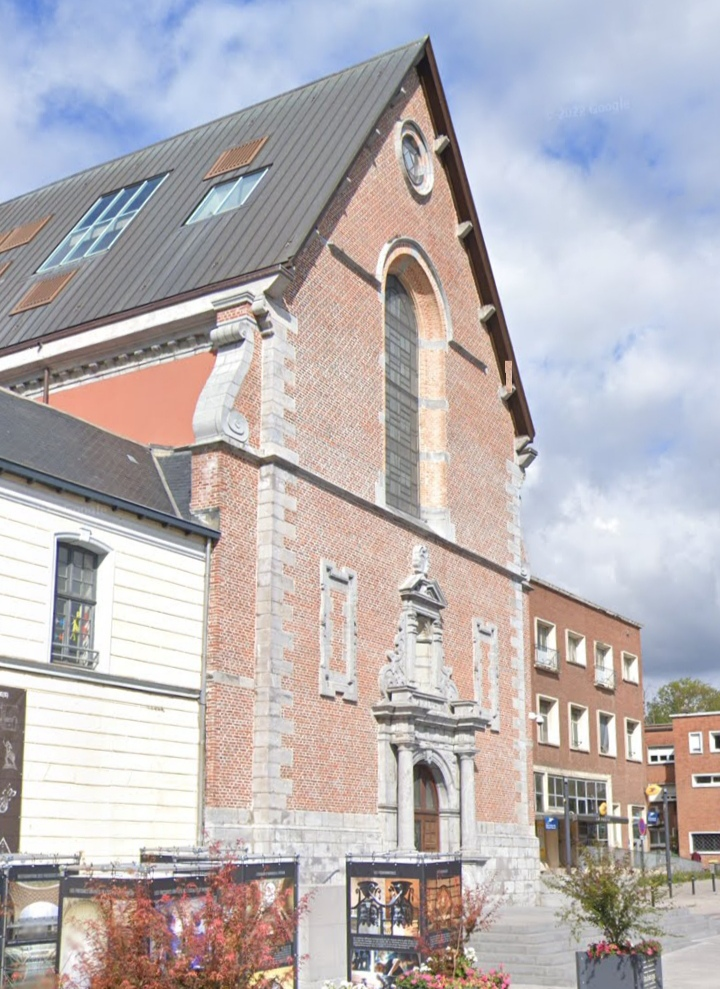
Façade de l'ancien collège des Jésuites de style baroque, datant du XVIIe siècle (actuellement Salle Sthrau)

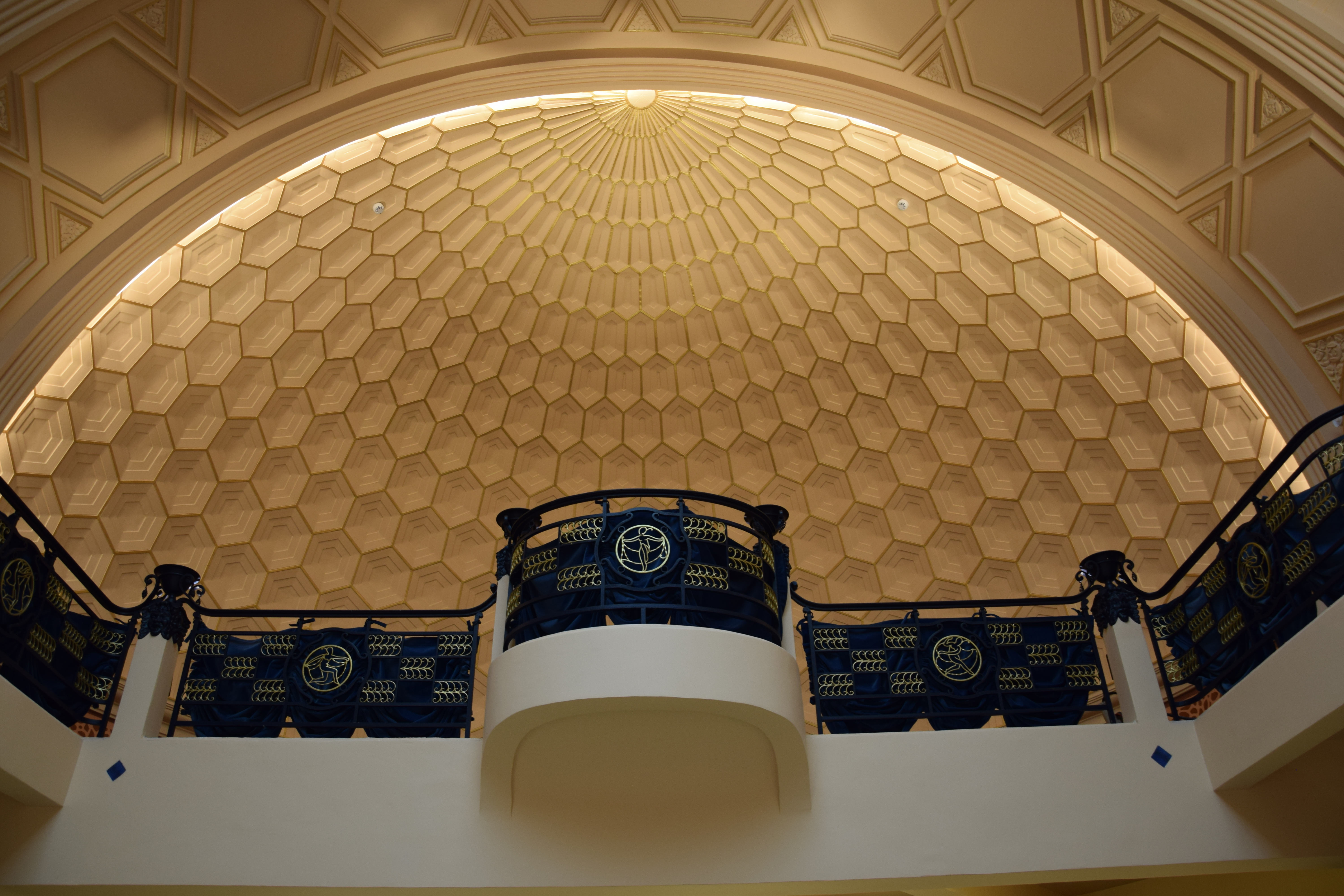
salle Sthrau, Plafond, voûte et balcon de la salle de bal, Maubeuge

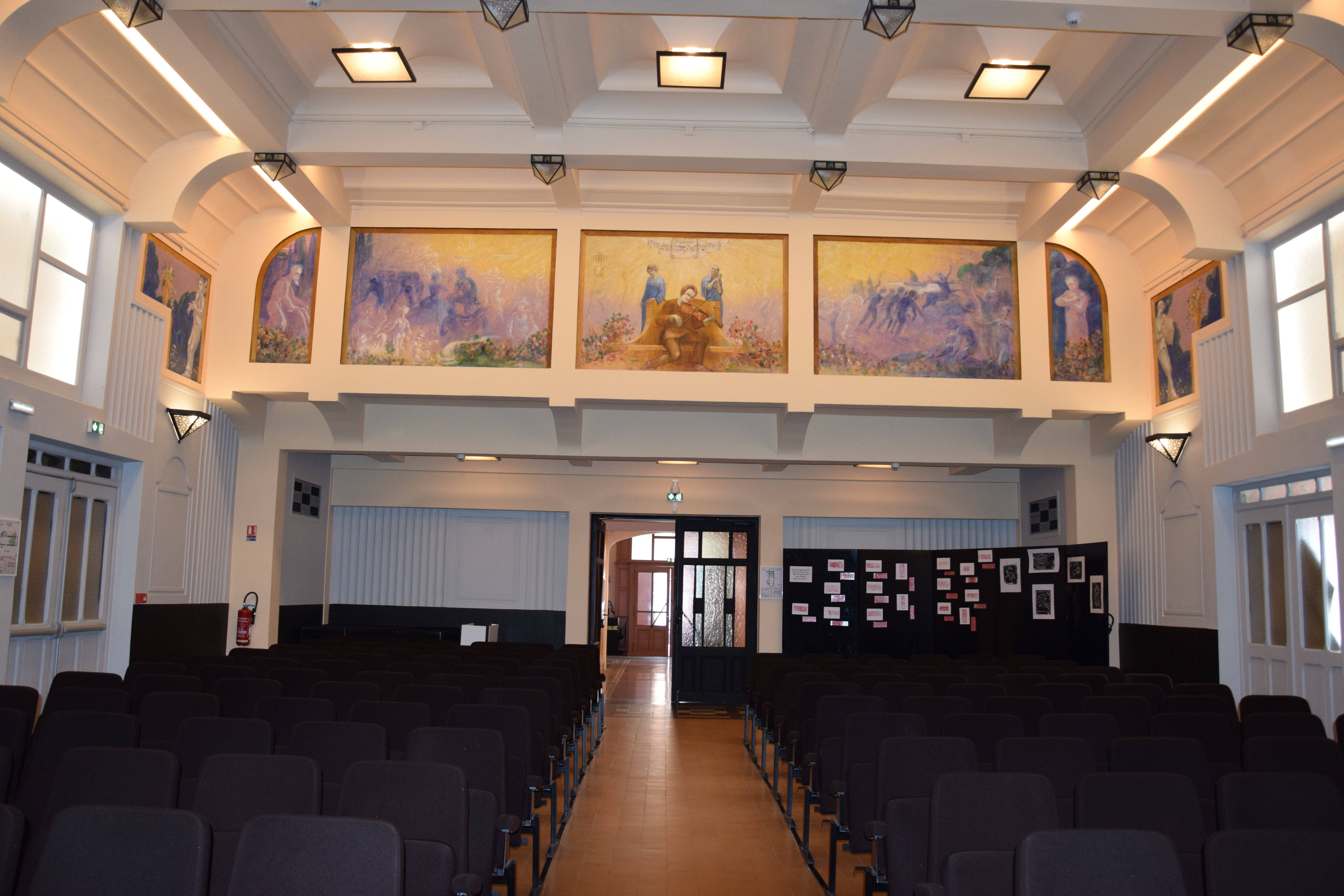
Fresques de la salle de musique

Le lieu emprunte son nom au jeune tambour Alsacien Sthrau tombé en héros lors de la bataille de Wattignies en 1793. À l'origine, elle fut érigée à partir de 1624 par Jean de Block, à proximité du collège que l'ordre des Jésuites avaient fondé au début du XVIIe siècle. Construite entièrement en pierre et en brique, elle élève une haute silhouette, maintenue de part et d'autre des murs gouttereaux par des contreforts établis selon les règles gothiques. La façade en pignon possède un portail en bois surmonté d'un fronton à aileron en pierre pourvu d'une niche. La partie haute est percée d'une vaste ouverture en plein cintre agrémentée d'une composition verrière art déco.
Alors qu'elle accueillait une bibliothèque et une salle de musique, elle fut incendiée lors de la Première Guerre mondiale. Au début des années 1920, elle fut transformée à l'intérieur par les architectes Henri et Jean Lafitte en salle des fêtes dans le plus pur style Art déco. Les travaux s'achèveront en 1927.
Les murs des salles sont décorés de peintures réalisées par Jean Lafitte, représentant les arts et les fêtes locales de la ville (la fête de la libération du 23 février 1749 et la fête Mabuse). Le style de la voûte du bâtiment est unique en son genre.
Elle servit d'église provisoire durant la Seconde Guerre mondiale, jusqu'en 1958 qui voit s'achever la nouvelle église Saint-Pierre-et-Saint-Paul réalisée par André Lurçat.
La salle Sthrau accueillit également à deux reprises le musée Boez de 1913 jusqu'à l'incendie de du bâtiment lors de la Guerre 14-18 et une seconde fois de 1936 à 1939.
Depuis elle accueille de temps à autre diverses manifestations (expositions, spectacles, débats politiques, concerts, etc.).

#### Église Saint-Pierre-Saint-Paul (avenue Franklin-Roosevelt)

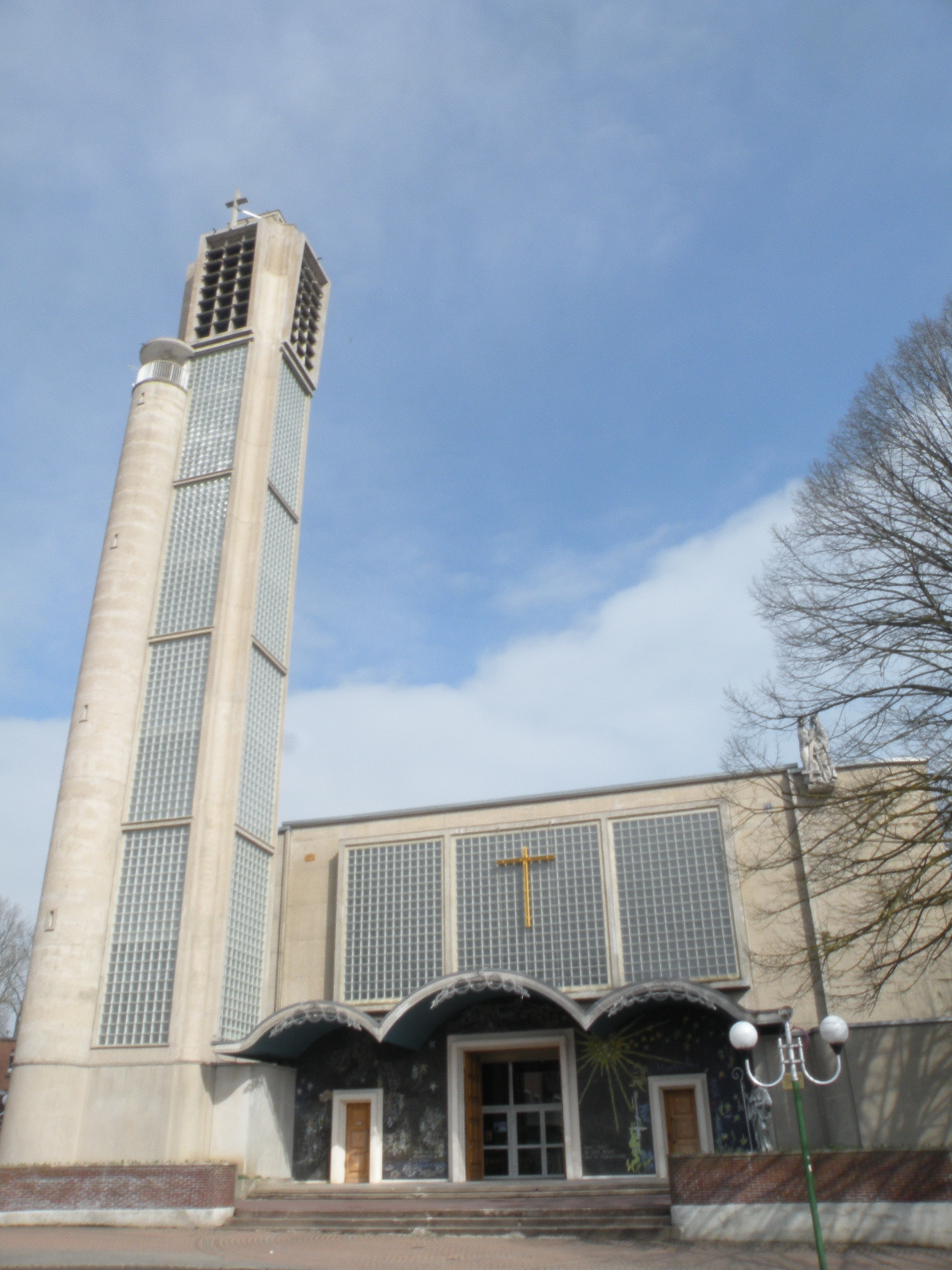
Église Saint-Pierre-et-Saint-Paul de Maubeuge, André Lurçat et Henri Lafitte (parvis).

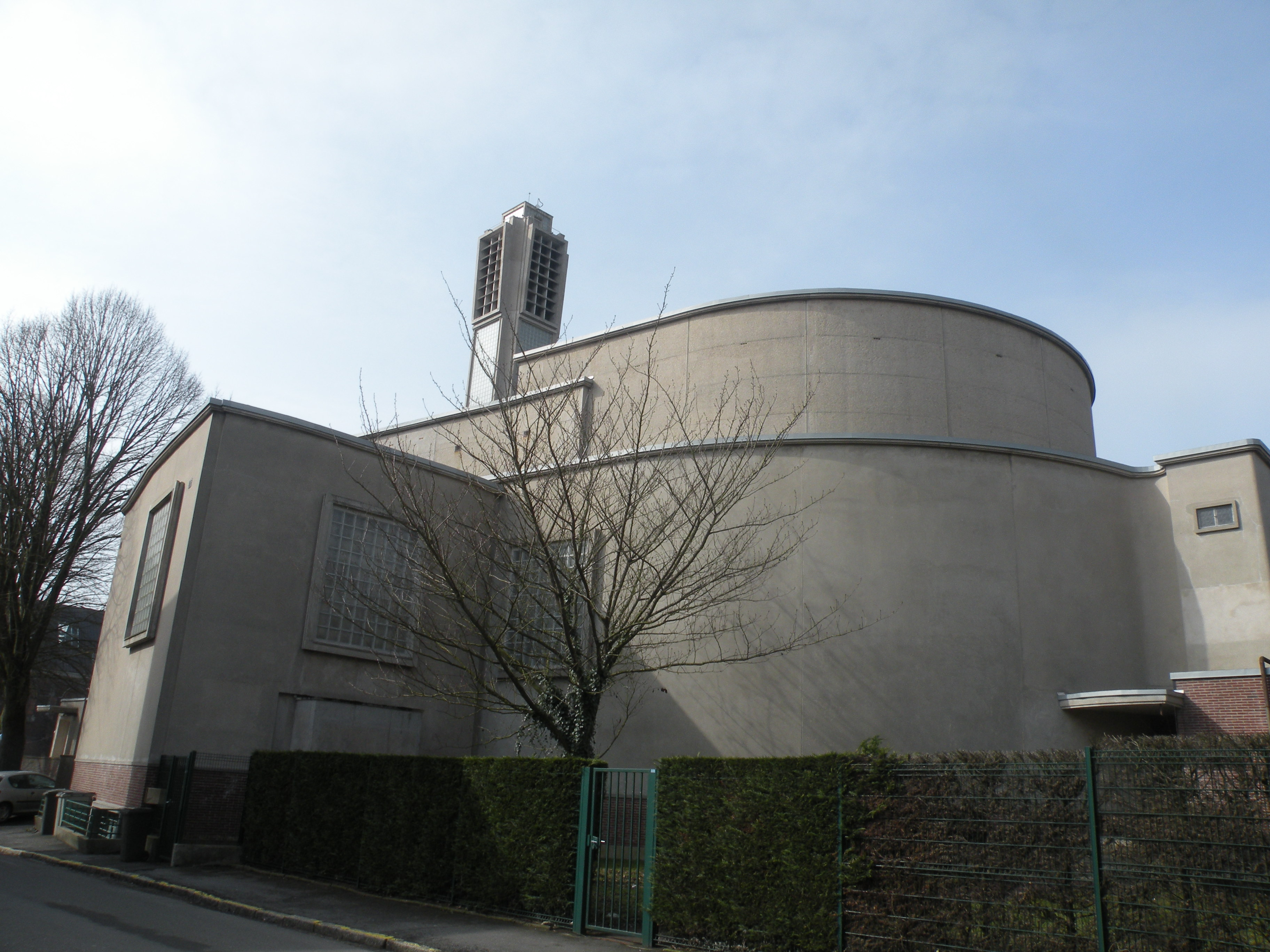
Église Saint-Pierre-Saint-Paul (transept et prolongement de la nef).

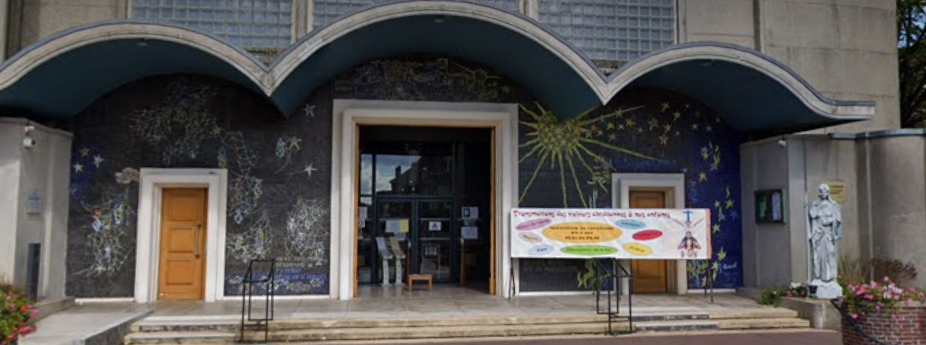
Fresques sur la façade de l'église Saint-Pierre et Saint-Paul à Maubeuge dessinées par Jean Lurçat et réalisées par Michel Schmidt-Chevallier. L'Auvent réalisé par Henri Lafitte.

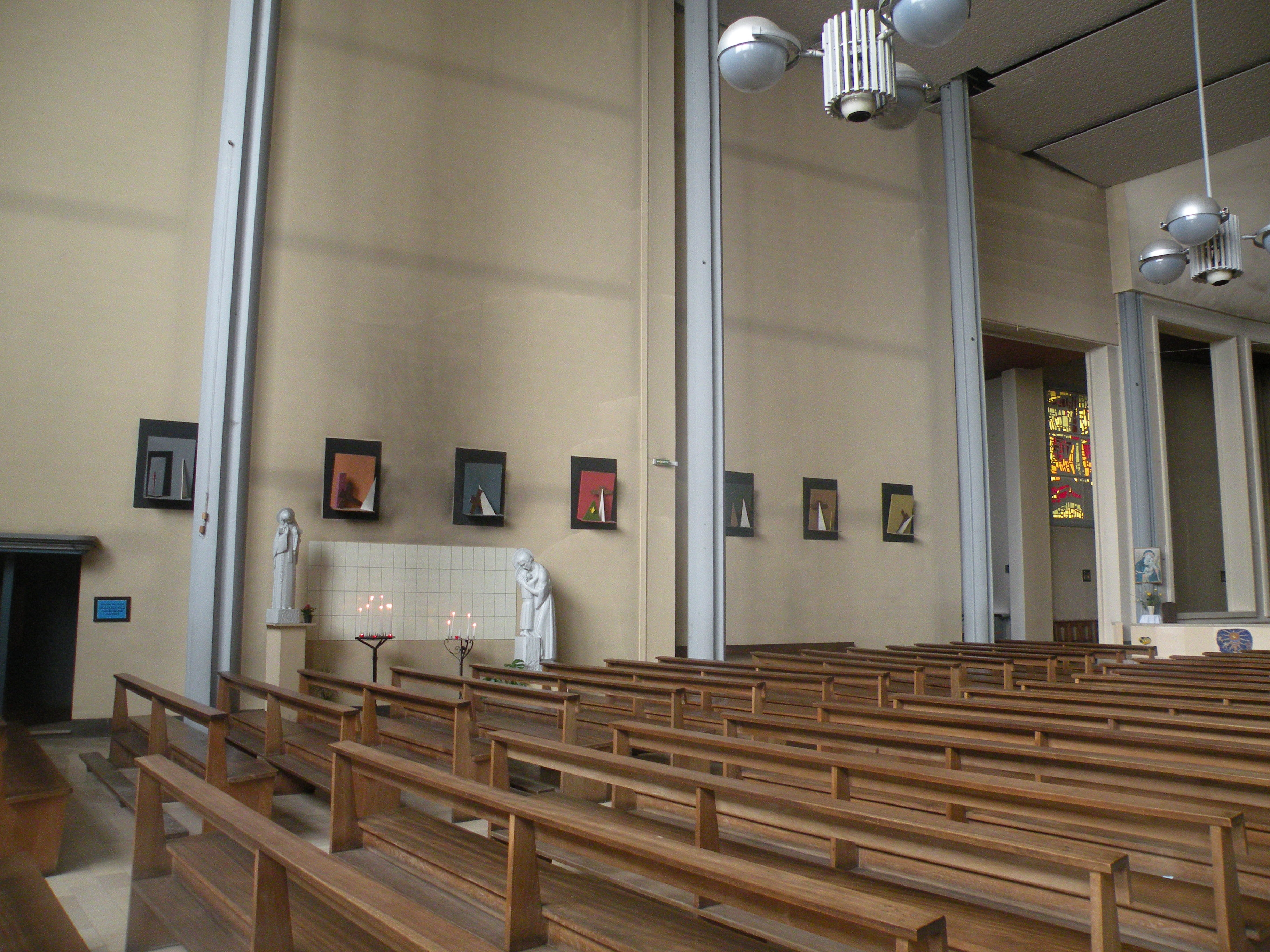
Église Saint-Pierre-Saint-Paul - Chemin de croix réalisé par l'artiste Korn Livio

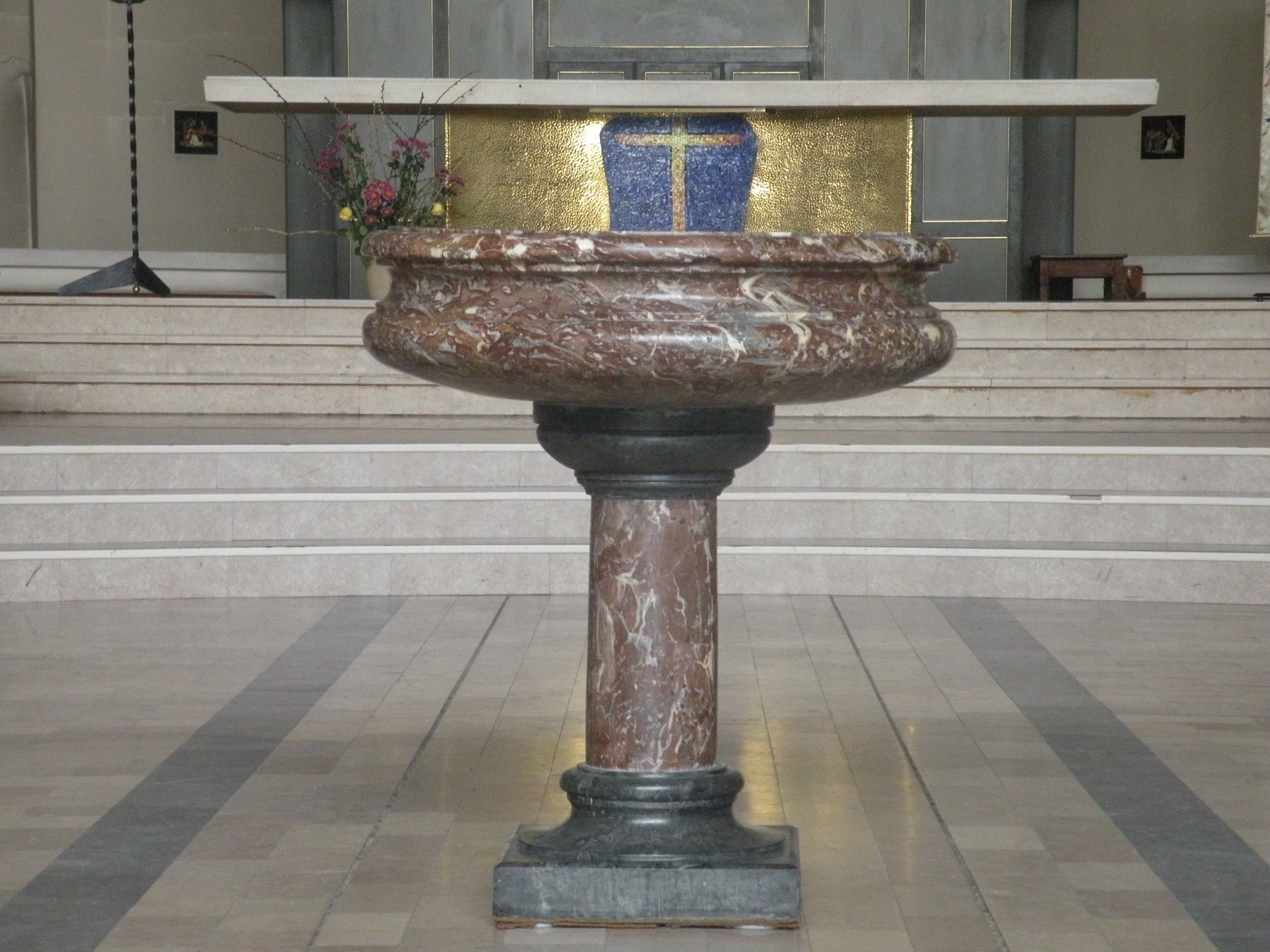
Église Saint-Pierre-Saint-Paul - Les fonts baptismaux

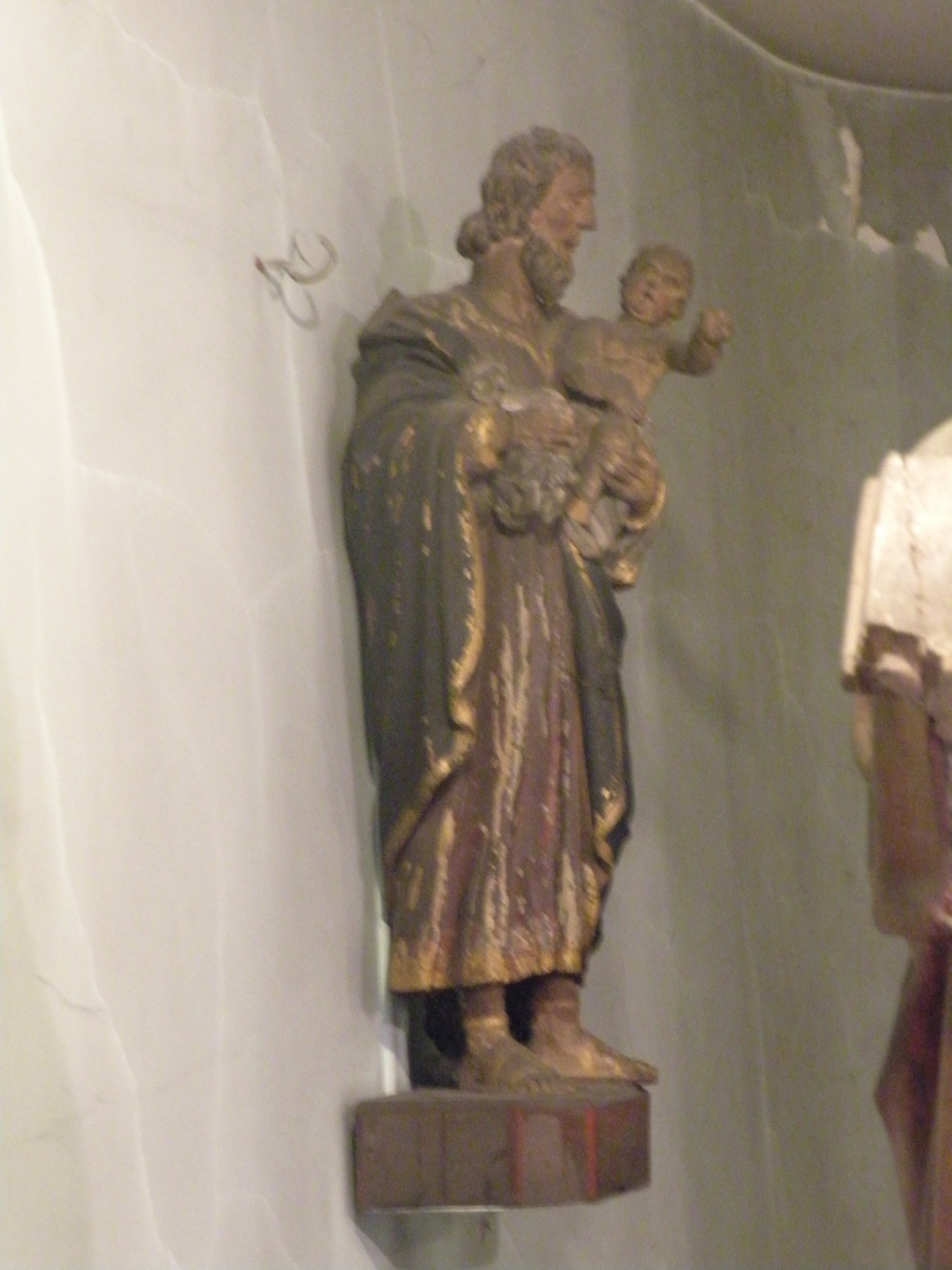
Église Saint-Pierre-Saint-Paul

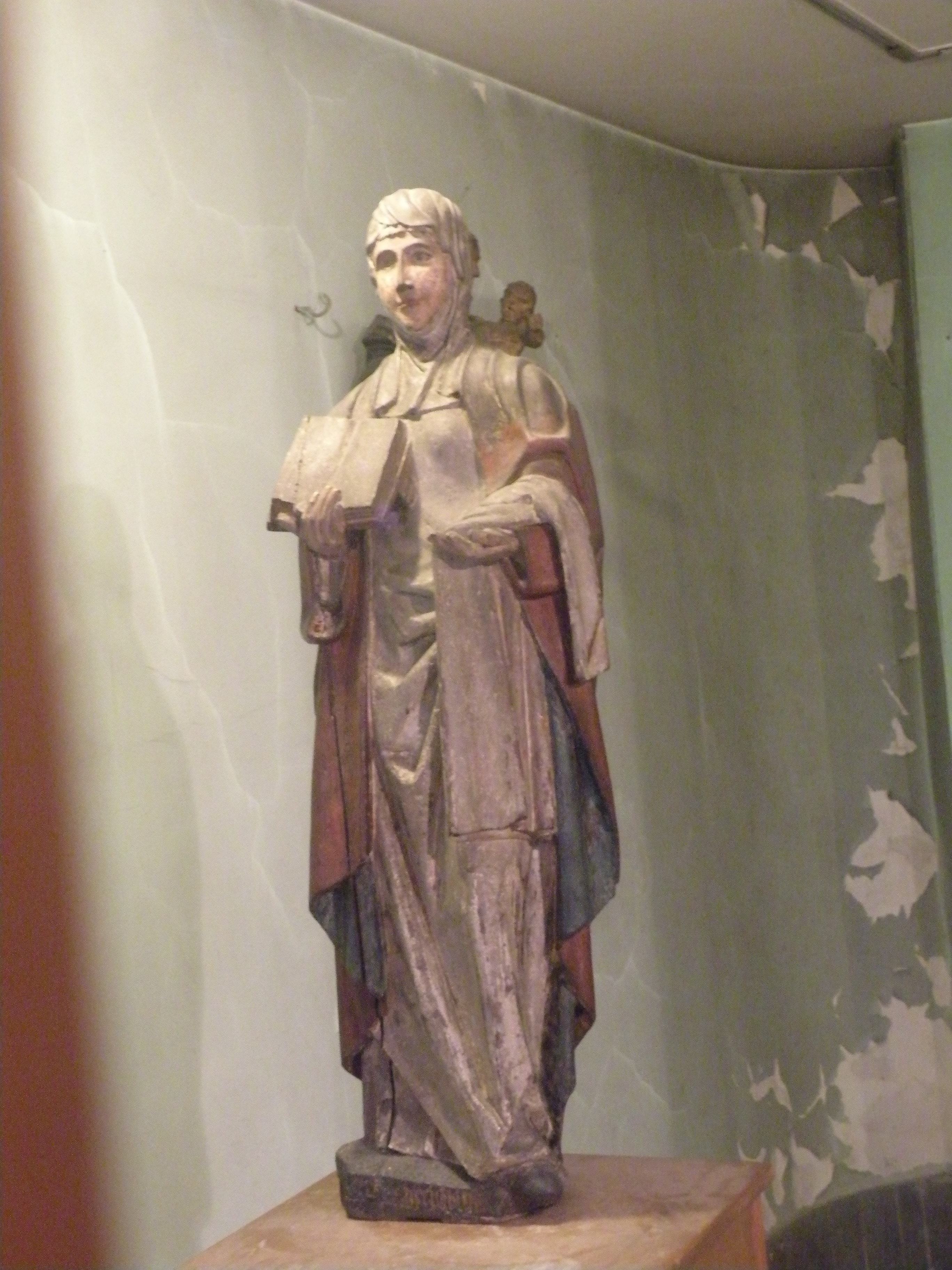
Église Saint-Pierre-Saint-Paul

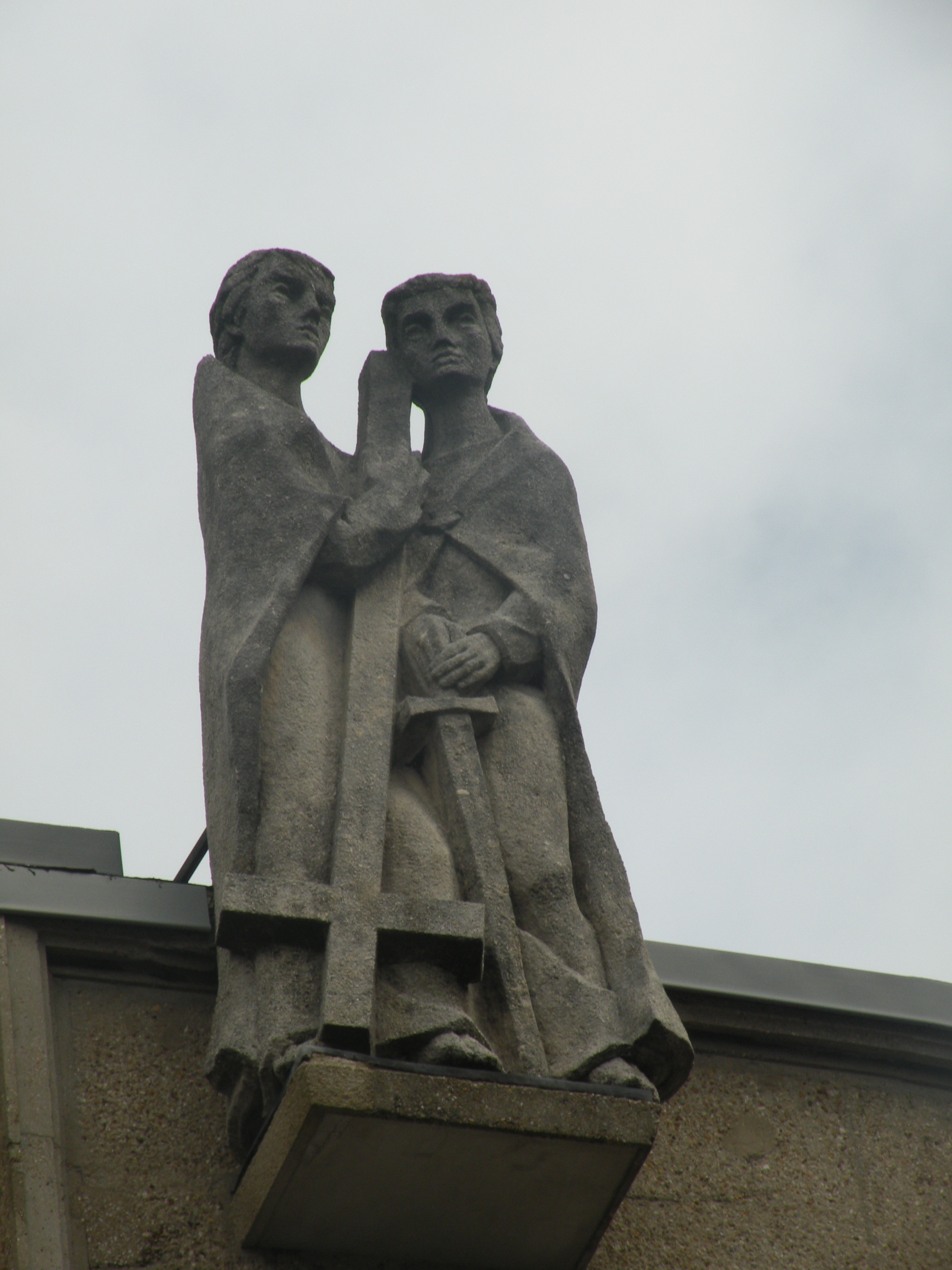
Sculptures de Saint-Pierre et Saint-Paul sur la façade de l'église, réalisée par Félix Moulin

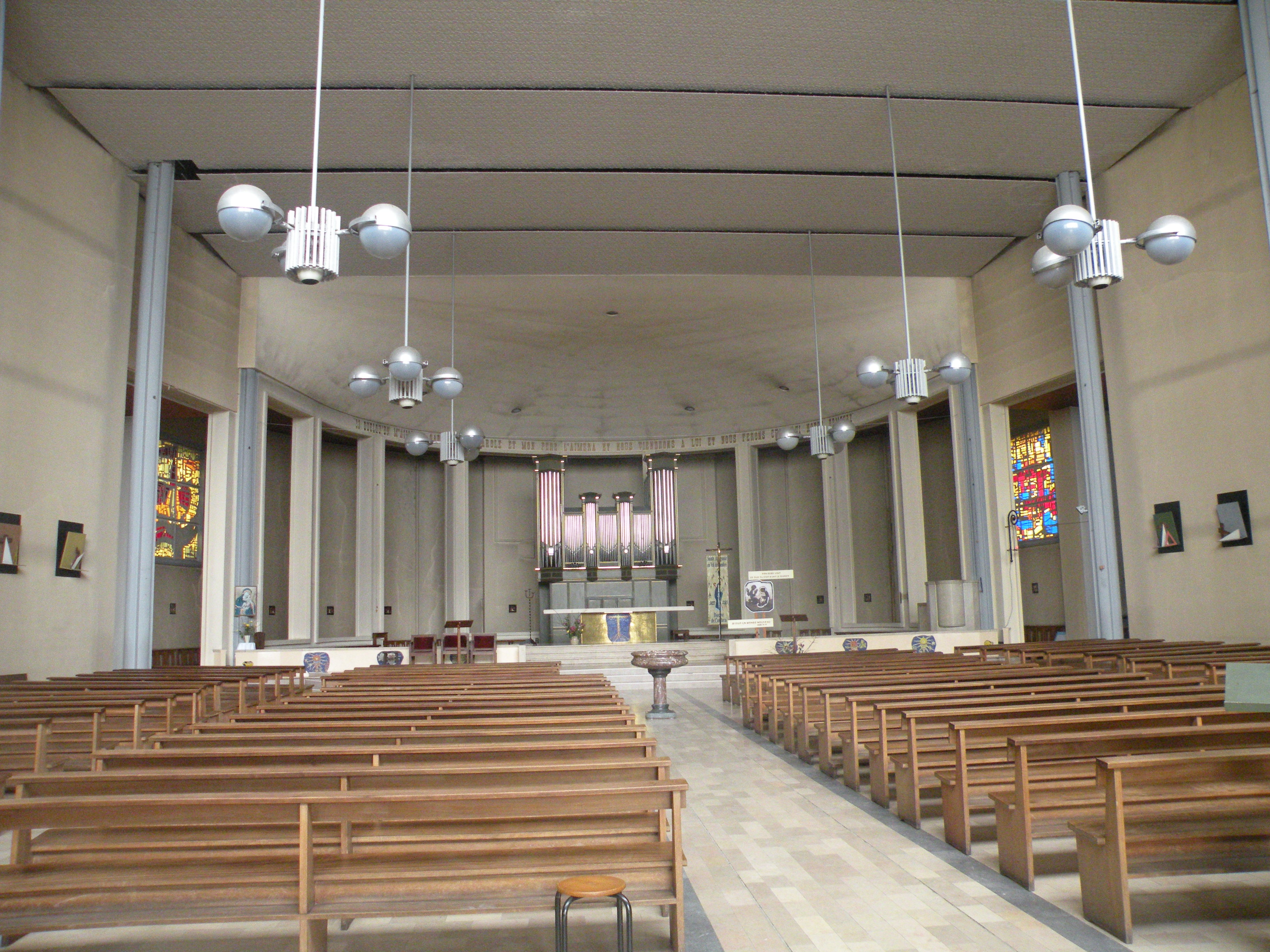
Intérieur de l'Église.

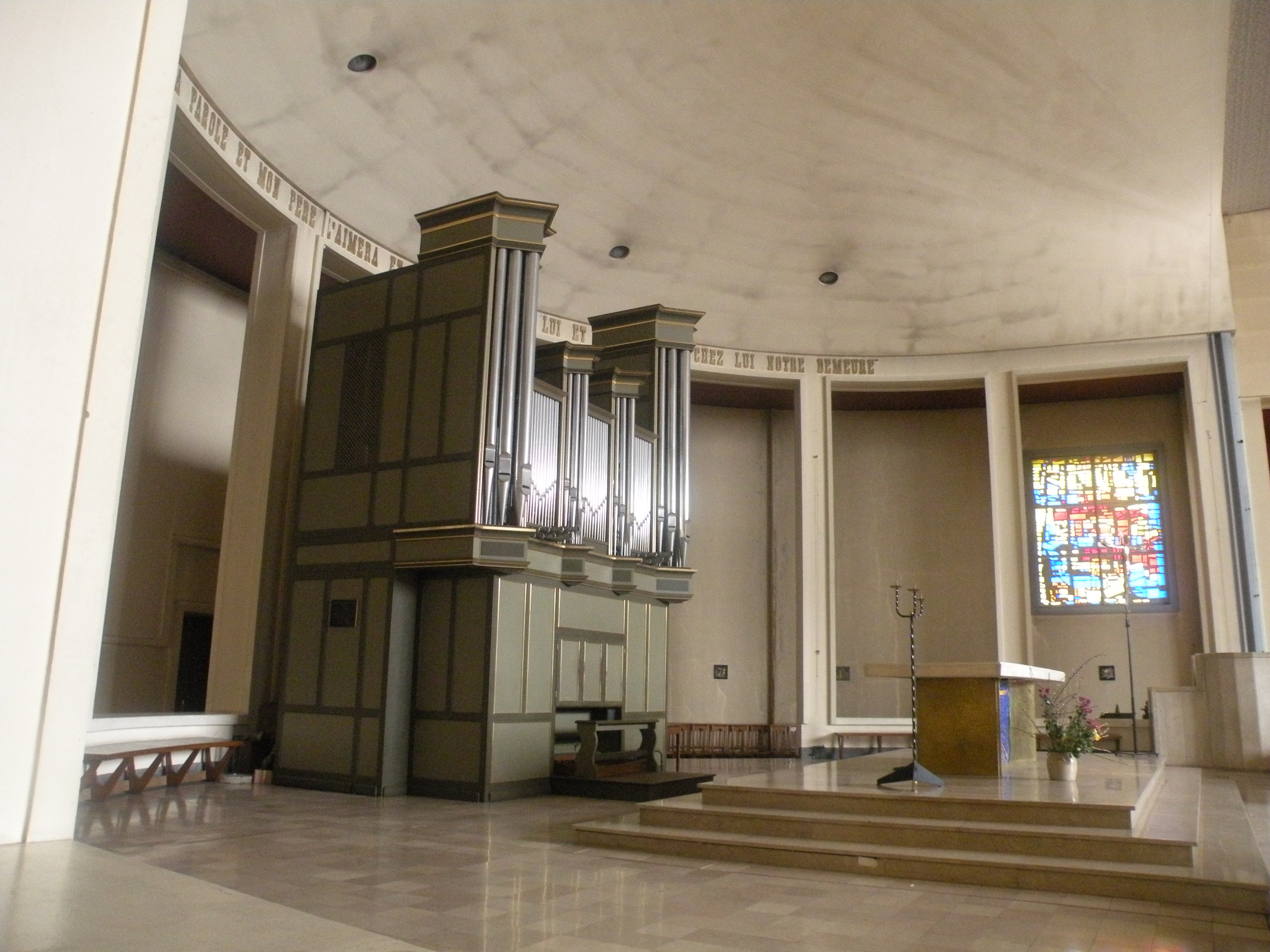
Orgue de l'église situé dans le chœur

Présentée comme l'aboutissement ultime de l'architecture d'André Lurçat, l'église Saint-Pierre-saint-Paul est la principale église du centre-ville. André Lurçat travaillera sur le projet de l'église avec Henri Lafitte.
Henri Lafitte réalisera l'avant-projet en 1947, avant d'aboutir sur un projet plus sobre, clair, épuré et constitué de matériaux modernes voulu par André Lurçat. De cet avant-projet, Henri Lafitte conservera et travaillera sur l'auvent de l'église et quelques détails architecturaux. André Lurcat s'inspirera de la première église du Chapitre pour son porche (les 3 voutes), et il ajoutera dans le béton, des pierres concassées de l'église St Pierre St Paul détruite en 1940, pour la façade de l'église actuelle.[réf. nécessaire]
Les mosaïques sur la façade ont été dessinées par Jean Lurçat, frère de André Lurçat et réalisées en émaux de Murano par Michel Schmidt-Chevallier
.
Les mosaïques intérieures et le chemin de croix au niveau du déambulatoire ont quant à eux étaient réalisés par Catherine-Anne Lurçat, fille de l'architecte.
Les peintures abstraites réalisées en 1994 représentant un chemin de croix situé dans la nef sont signées Korn Livio.
Le mobilier ainsi que les statues des saints Pierre et Paul sont des œuvres du sculpteur Félix Roulin, mises en œuvre par le marbrier Émile Pouillon, de Cousolre (Nord).
L'orgue, réalisé par la manufacture Grandes Orgues de Lyon est remplacé en 1993 par un orgue de style néoclassique. Celui-ci placé dans le chœur et réalisé par le facteur d'orgues Bernard Cogez. En 1970, les vitraux, absents à l'origine du projet, ont été réalisés en dalles de verre par le maître verrier Bernard Peltier, matière première et savoir faire issus de l'usine des Glaces de Boussois, (verrerie Boussois-Souchon-Neuvesel).

#### Église Notre-Dame-du-Tilleul (rue de Douzies)
Le principal intérêt du bâtiment repose sur la bivalence entre les styles extérieur et intérieur, tous deux, paradoxalement, représentatifs des tendances d'expérimentation architecturale du Nord dans la seconde moitié du XIXe siècle.
- À l'intérieur, la charpente métallique, conséquence du développement de la métallurgie dans le Nord à l'époque de la construction de l'église en 1864. Il s'agit du seul édifice religieux à charpente métallique dans la région.
- À l'extérieur, enveloppe extérieure en briques, massive, contrastant radicalement avec la légèreté de la structure métallique intérieure.

À noter que l'église du Tilleul, datée de 1864, a succédé de peu à l'église Saint-Augustin de Victor Baltard, premier édifice religieux à structure entièrement métallique réalisé en 1860 à Paris.

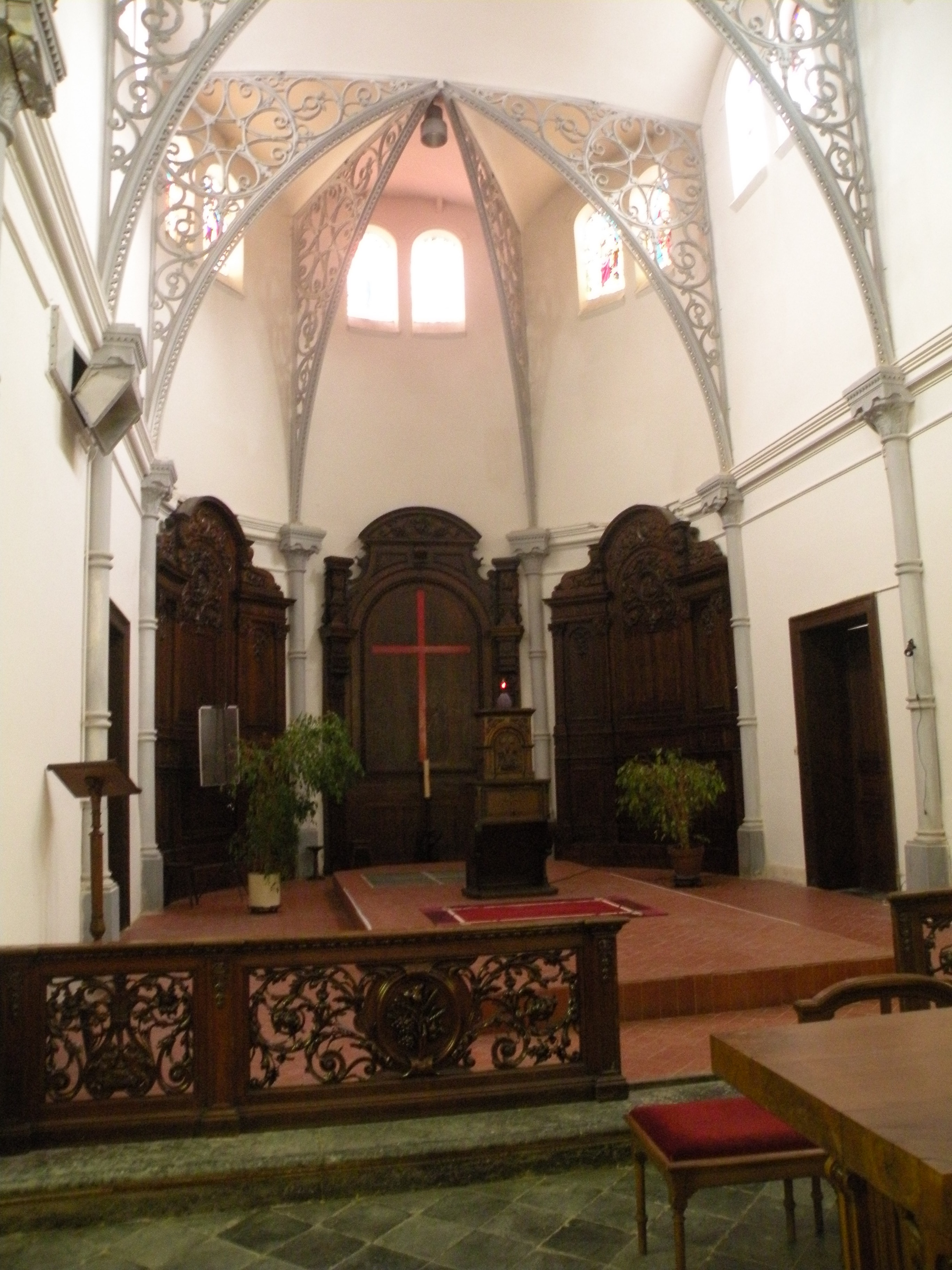
Église Notre-Dame-du-Tilleul de Maubeuge.

#### Autres édifices catholiques dont
- église du Sacré-Cœur, Faubourg de Mons ;
- église de l'Immaculée Conception, rue Victor-Hugo ;
- chapelle du collège des Jésuites ;
- chapelle aux Épinette, rue des Sars ;
- chapelle Sainte-Aldegonde, faubourg de Sainte-Aldegonde ;
- Chapelle saint Guislain (1861), route de Feignies ;
- chapelle du château, avenue Jean-Jaurès ;
- chapelle de la maison de retraite Sainte-Émilie, rue de Douzies ;
- chapelle Sainte-Thérèse, rue de Grattières ;
- chapelle-oratoire, route de Feignies ;
- chapelle-oratoire, route d'Elesmes ;
- chapelle-oratoire, avenue Jean-Jaurès.

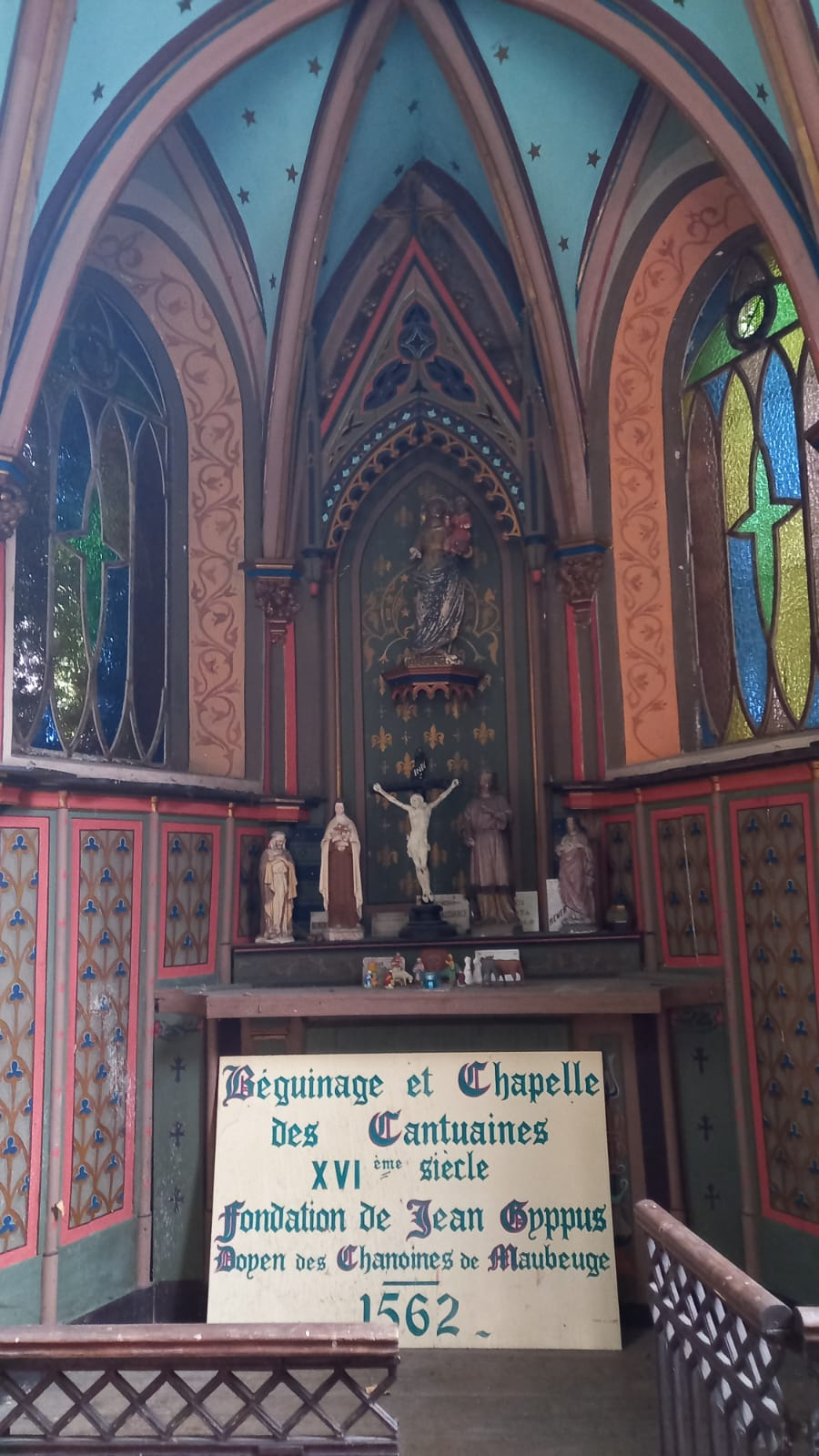
Chapelle des Cantuaines, Maubeuge

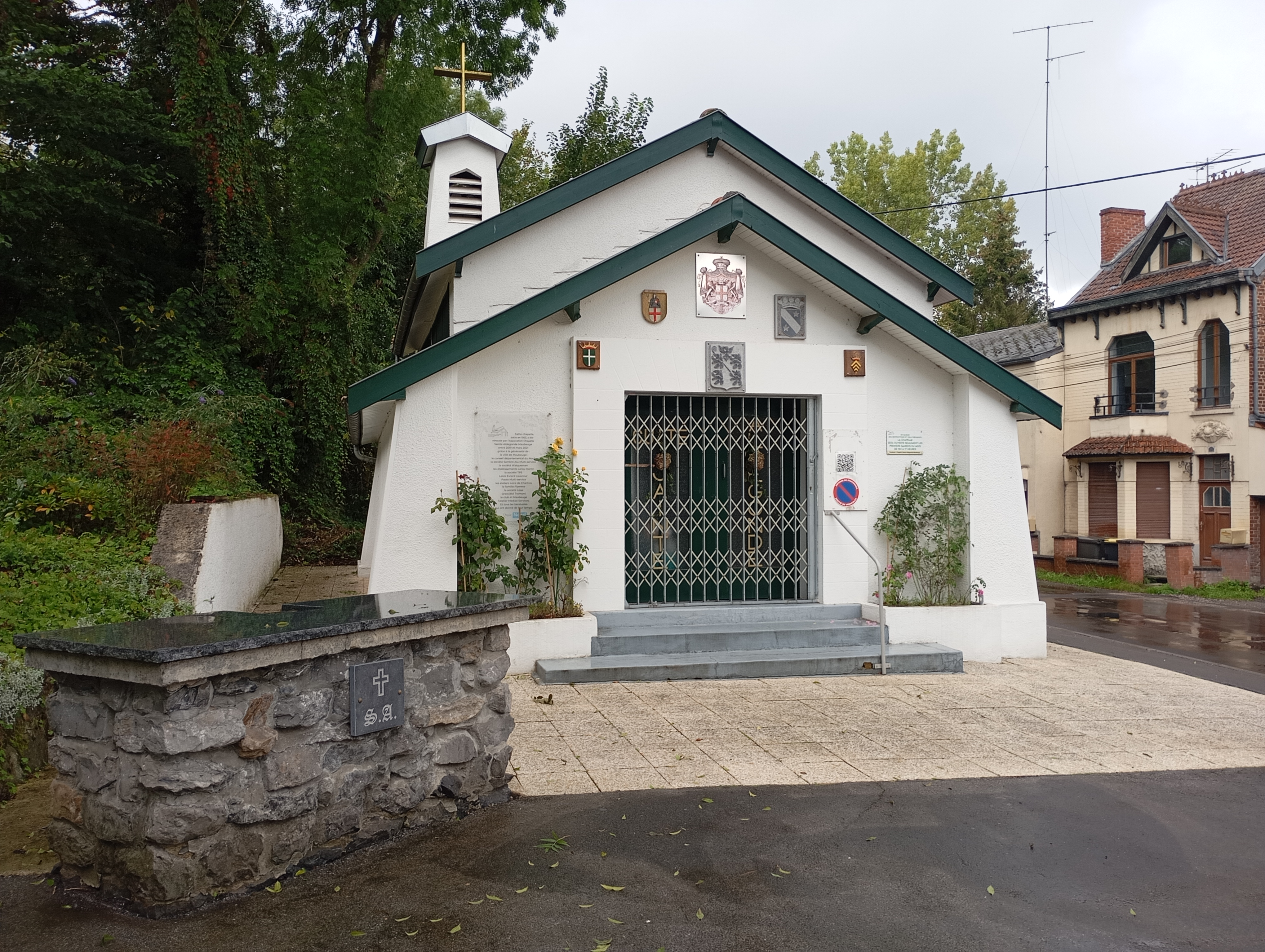
Chapelle Sainte Aldegonde, Maubeuge.

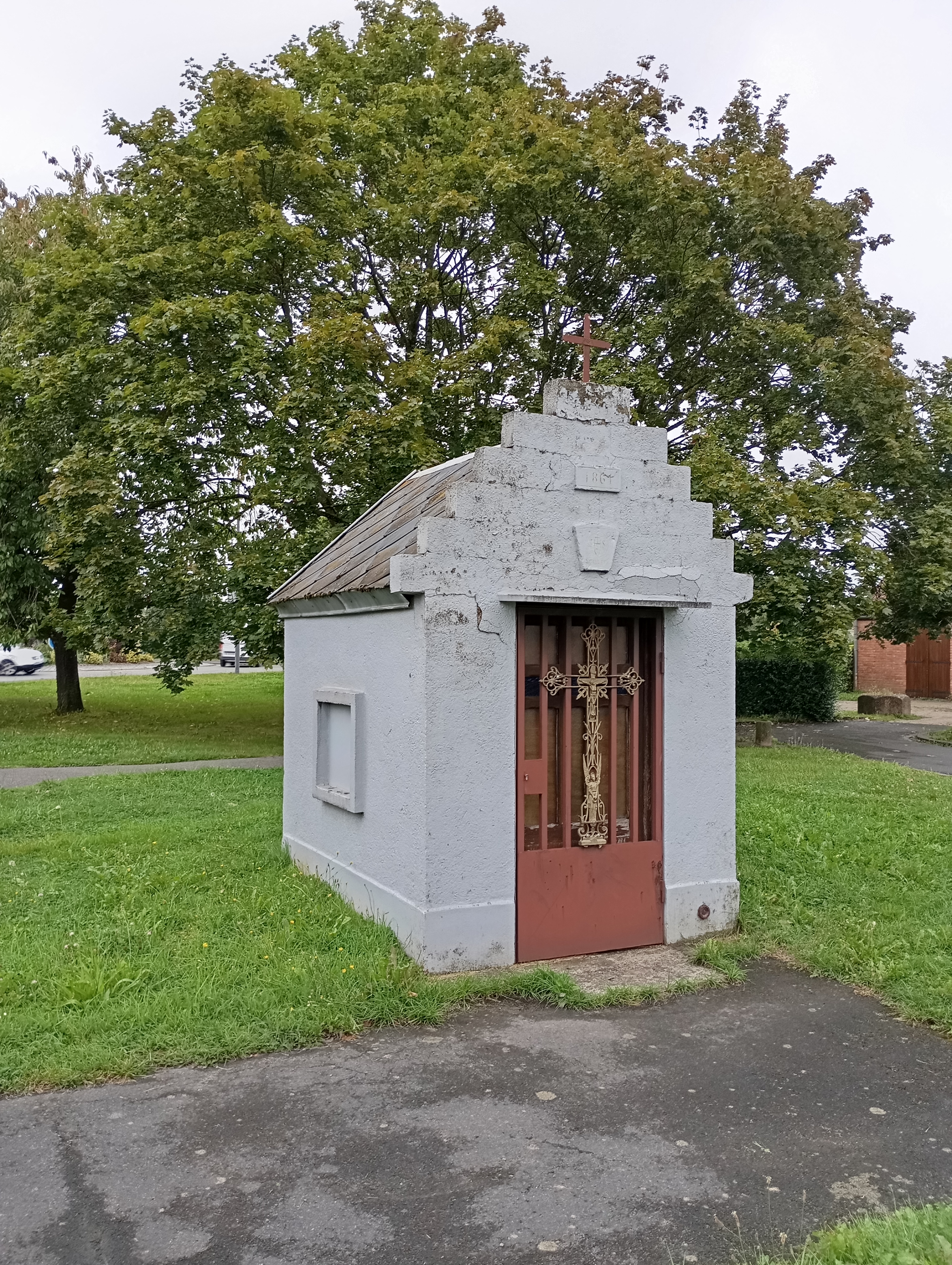
Chapelle saint Guislain, route de Feignies, Maubeuge

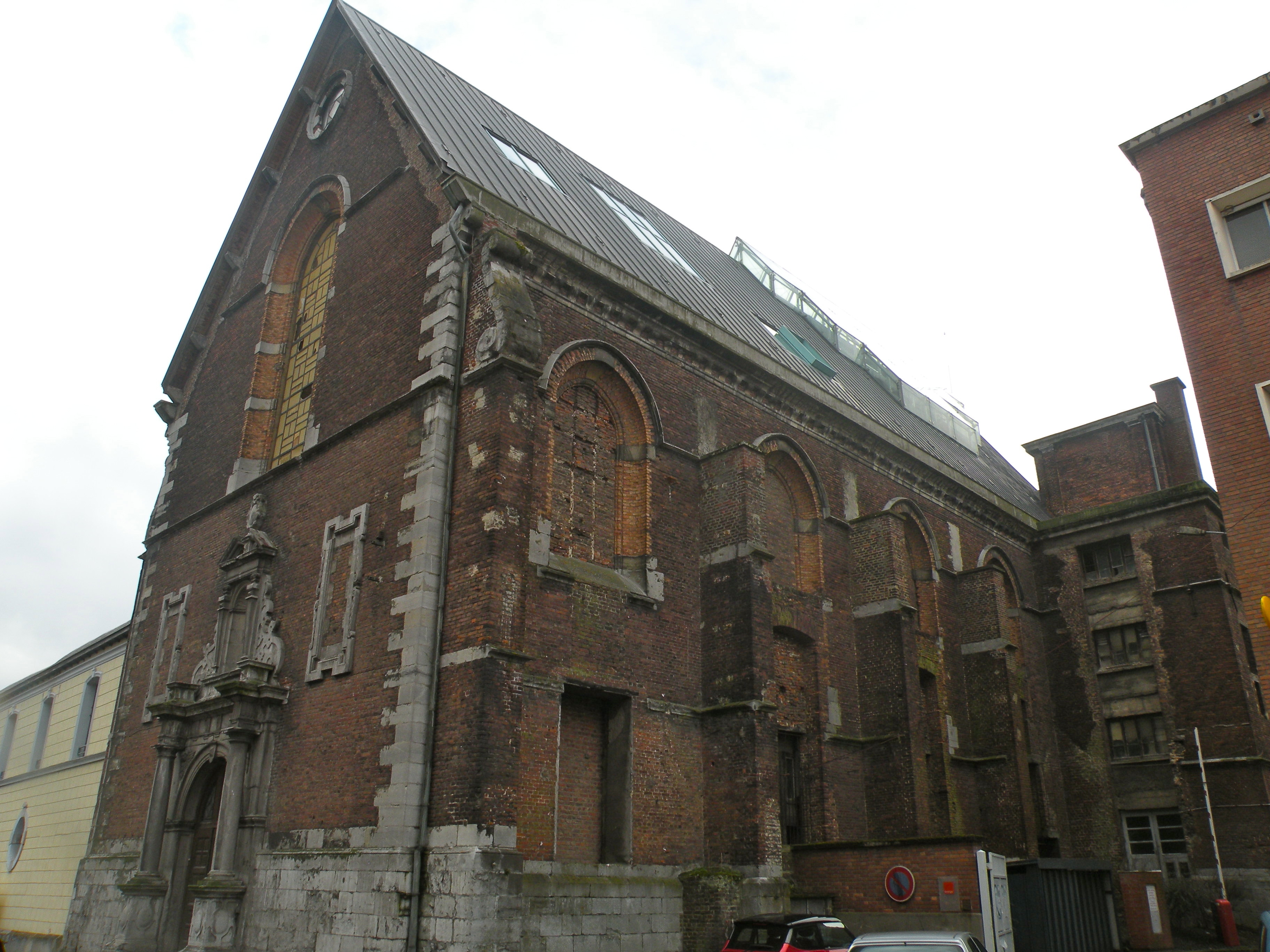
Chapelle du collège des Jésuites de Maubeuge

#### Reliques
Le trésor de sainte Aldegonde, patronne de la ville, est conservé dans l'une des chapelles. Il contient le reliquaire du voile de la sainte, la crosse abbatiale et la châsse des reliques.

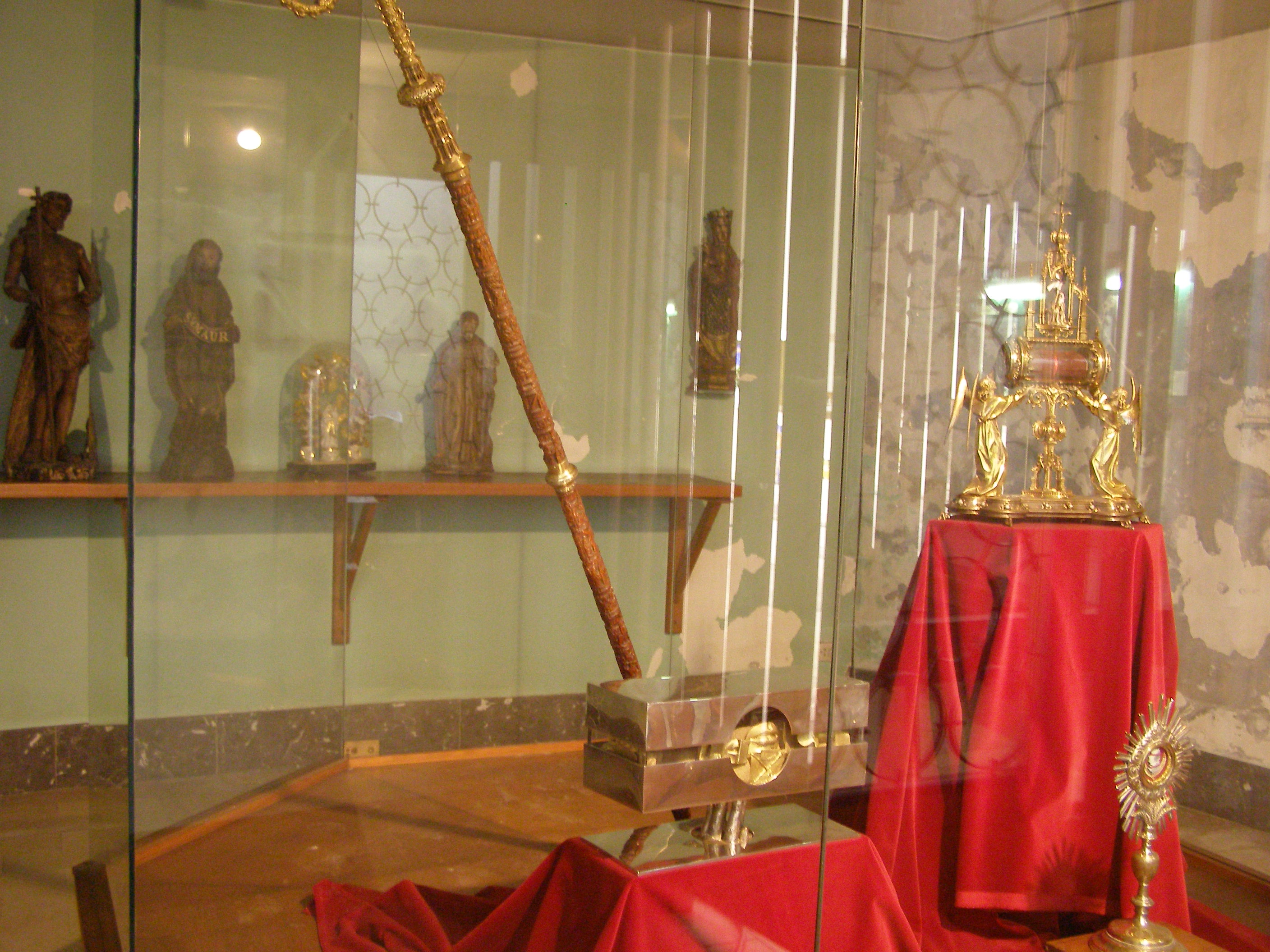
Trésor de sainte Aldegonde

### Patrimoine Antique

#### Chaussée romaine de Bavay à Trèves

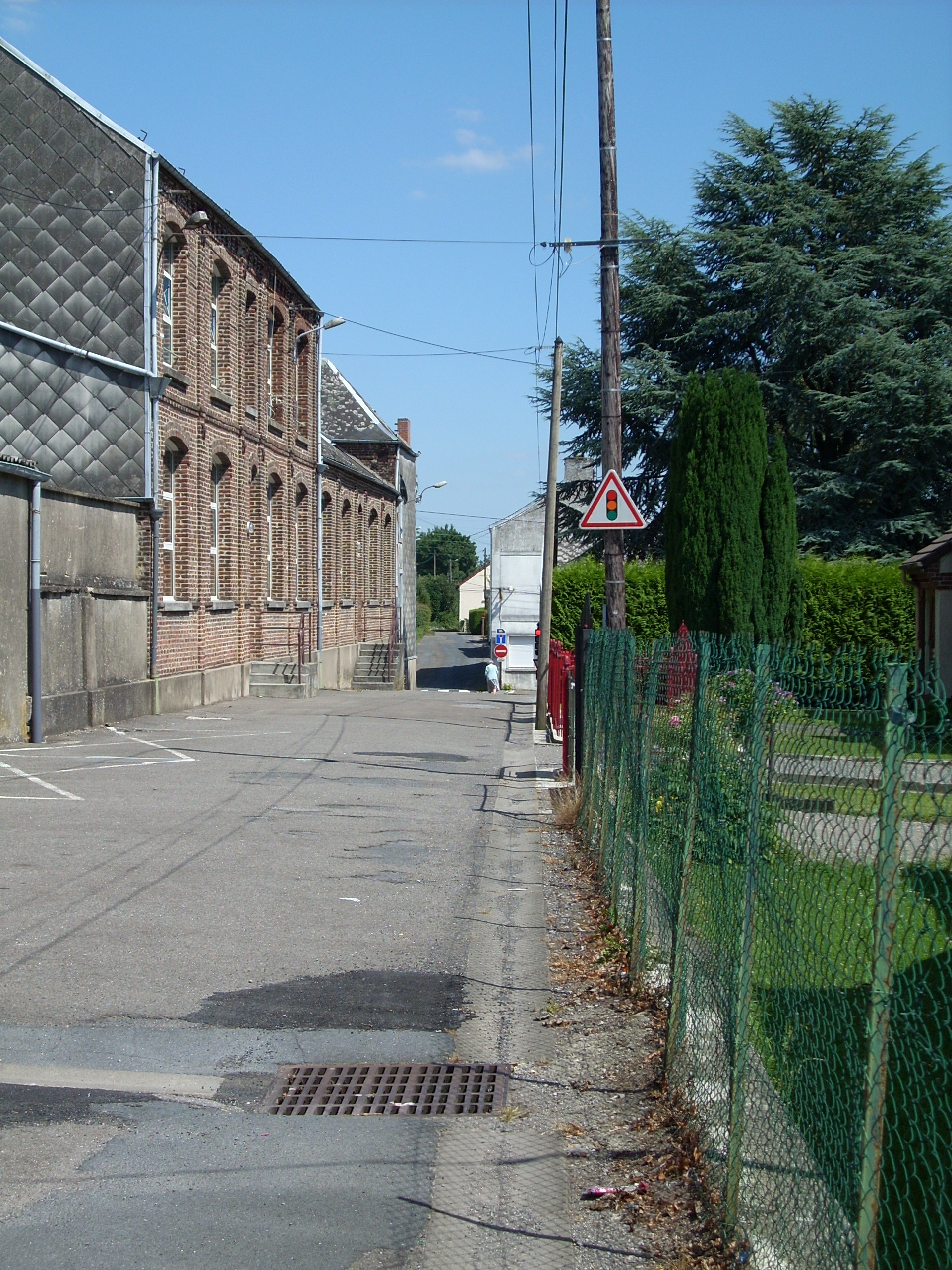
Maubeuge, ruelle Lenglet

La chaussée de Bavay à Trèves est une des sept chaussées Brunehaut rayonnant autour de Bavay, d'une longueur totale de 80 kilomètres. Elle est absolument rectiligne jusqu'à Morialmé.
À Maubeuge la chaussée venant de Feignies passe par : « Rue de l'école Maternelle Mons » → « Ruelle Lenglet » → ruban buissonnant → Chemin → perdu dans les champs → pour ce poursuivre vers Boussois.

#### Vestiges de La villa gallo-romaine du Bois-brulé, route de Mons
Des fouilles archéologiques réalisées vers 1970 à Maubeuge et dirigées par Francis Ozeel et Jean-Claude Decamps vont permettre de découvrir les vestiges de la villa gallo-romaine situé rue Ferdinand-Requile, anciennement le lieu-dit "Le bois brûlé", au bord de la Chaussée romaine de Bavay à Trèves et à proximité de la Sambre. Cette maison possédait au moins 8 pièces, un système d'évacuation d'eau particulier, un hypocauste pour permettre le chauffage par le sol, ainsi qu'un système de chasse d'eau.
Cinq pièces (identifiées comme étant une forge, un atelier et une cuisine) avec galerie ont été mises au jour ainsi que la pièce avec hypocauste, un peu plus en retrait. Un doute persiste quant à savoir s'il s'agissait d'une villa ou d'un vicus rural. Les objets retrouvés dans les fouilles, à savoir une fibule à décor émaillé, des monnaies, des poteries, des outils agricoles romains, sont aujourd'hui conservés au musée de Maubeuge.

### Patrimoine civil

#### L'obélisque "le Pilori"

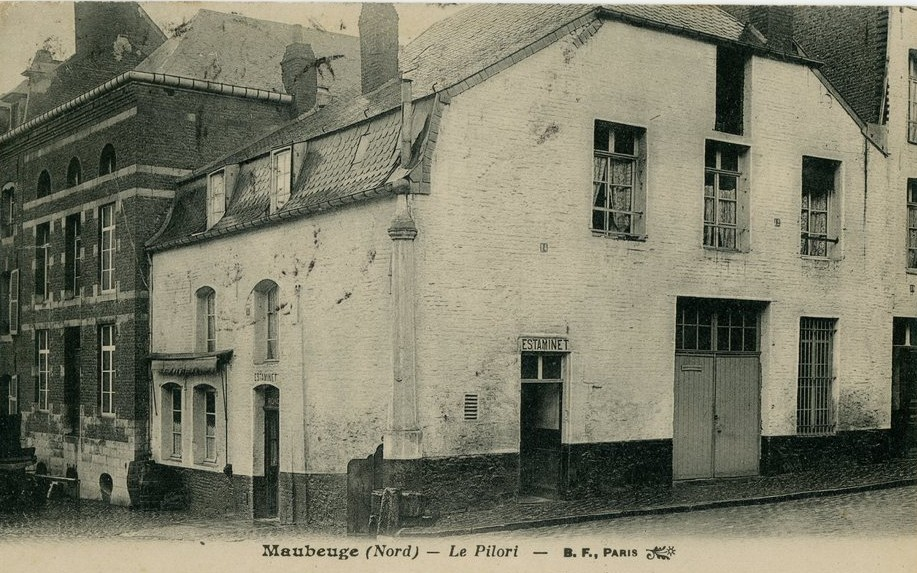
le Pilori de Maubeuge

L'obélisque dénommé Pilori est un bâtiment du 17 siècle qui était exposé rue de la Croix. L'obélisque est classé au titre des monuments historiques par arrêté du 9 janvier 1922. Son état actuel est indéterminé. Il fut démonté et séparé en morceaux puis conservé dans l'ancien musée Boez.

#### Le kiosque à musique

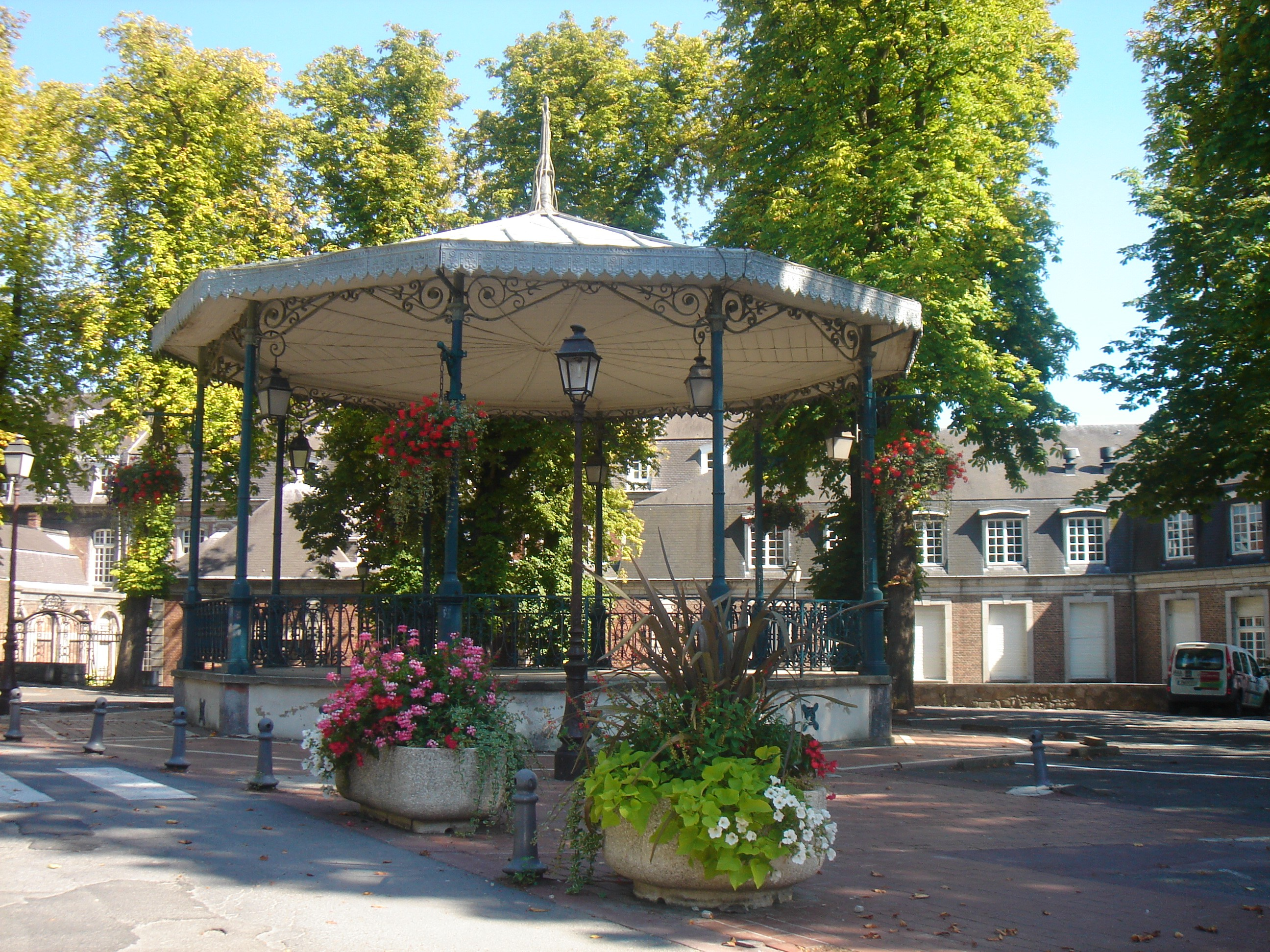
Dans le centre-ville, la place Verte et son kiosque à musique.

Dans l'Avesnois, on peut trouver des kiosques à musique de deux types: le kiosque à concert et le kiosque à danser. À noter qu'un kiosque à danser est un kiosque surélevé permettant à l'orchestre de jouer au-dessus des danseurs.
Le kiosque de Maubeuge est, quant à lui, un kiosque à concert pouvant accueillir un orchestre de 65 musiciens. Il fut construit en 1874 en briques, fer forgé, fonte et zinc. Son plafond en bois donne à l'ensemble une très bonne caisse de résonance.
Au XIXe siècle, le kiosque est très utilisé (Maubeuge étant réputée pour ses festivités et ses prestations musicales). Chaque semaine, les harmonies locales et la garnison donnaient un concert. De nos jours, peu de concerts y sont organisés.

#### Les Moulins

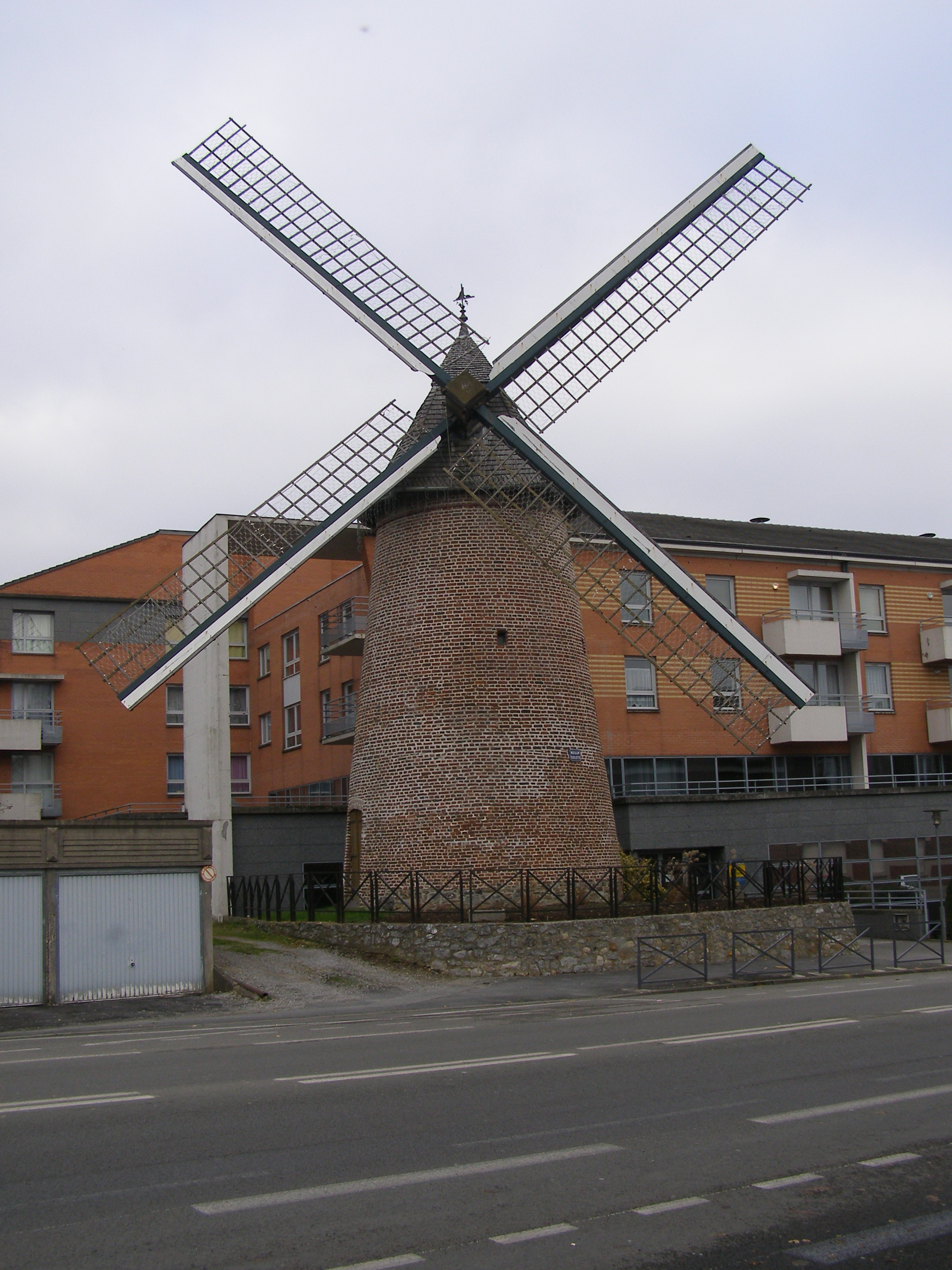
Moulin "Tablette", 54 boulevard Pasteur, Maubeuge

Le Moulin Tablette construit en 1799 porte le surnom du dernier meunier.
Peu à peu, le moulin se retrouve autour de bâtiments, au cœur de la ville de Maubeuge.
Dans les années 1990, le moulin en briques est en ruine, et recouvert de lierre. Grâce à la création de l'association de sauvegarde du moulin Tablette, la restauration de celui-ci débute en 1993 pour se terminer en 2000.
C'est l'unique moulin en Europe à posséder un colombage intérieur et circulaire octogonal. Une ossature en poutre de bois soutient tout le bâtiment.

#### Patrimoine duXVIIesiècle

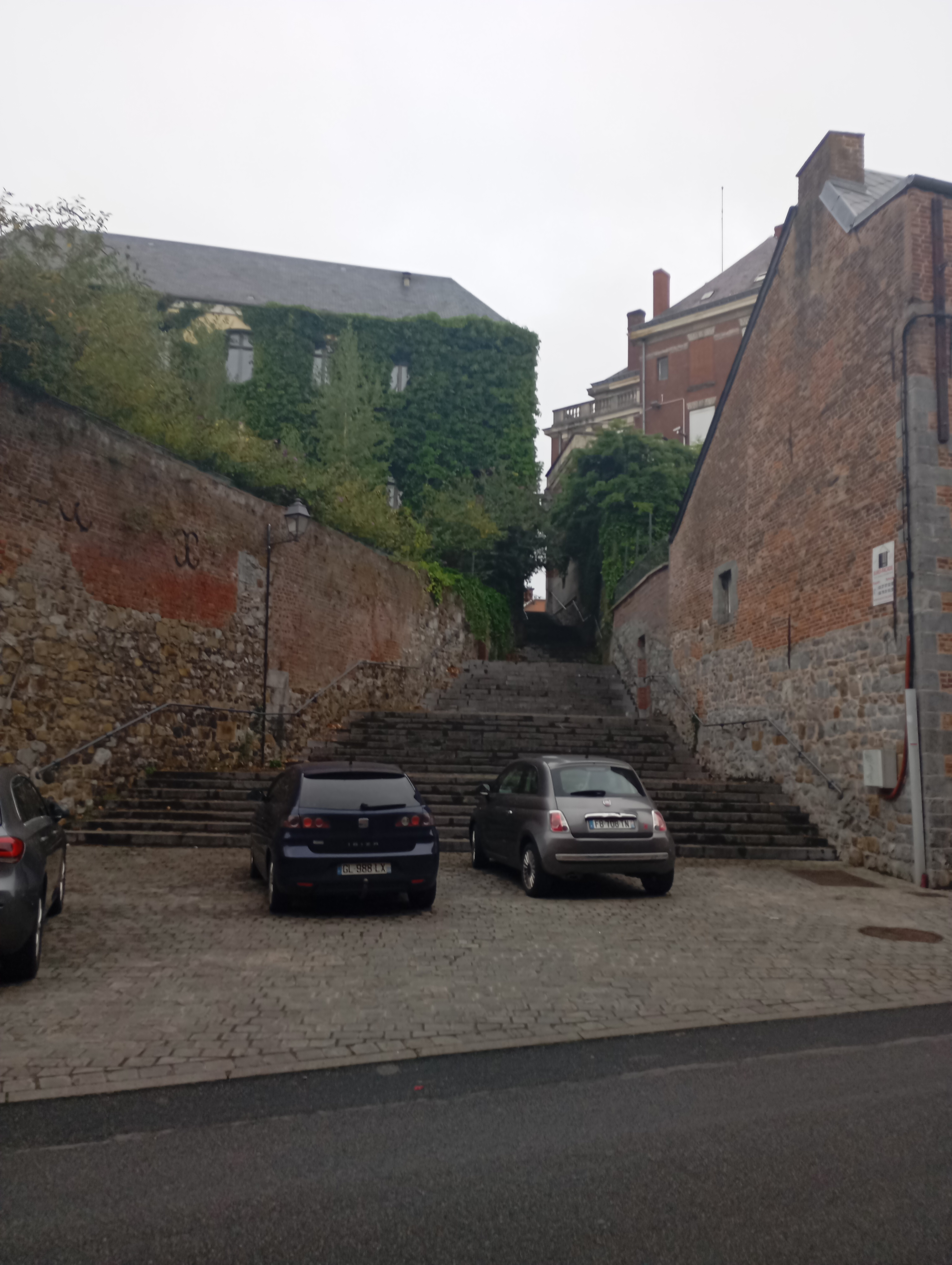
La Grimpette, escalier emprunté par Louis XIV reliant le haut de la ville à la Sambre, dernier de ce type à Maubeuge

La Grimpette reliait et relie encore aujourd'hui la rue de l'hospice avec la rue du collège aujourd'hui la rue Georges Paillot. Avant la destruction de Maubeuge on trouvait de nombreux escaliers de ce type. En haut des escaliers, on trouve la Banque de France et l'ancienne école communale. Au pied de la grimpette ce trouvait une fontaine aujourd'hui disparue.
La Grimpette qui relie la rue de l'Hospice à la salle Sthrau que
Louis XIV aurait emprunté lors de son passage dans la cité.

#### Vestiges de La ville ancienne

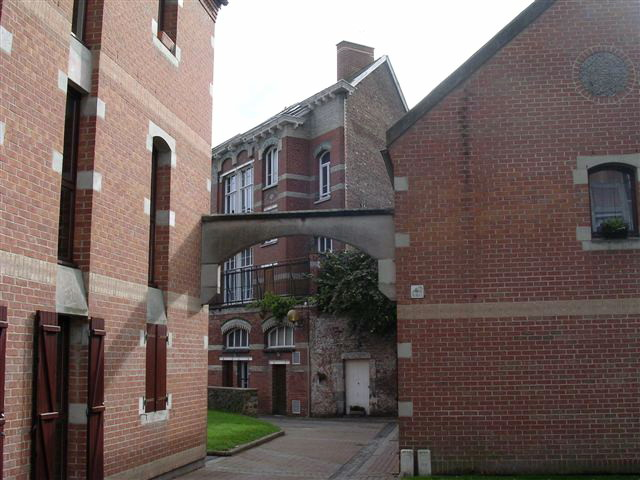
L'îlot rue de la Croix.

Jusqu'aux destructions de mai 1940, le centre-ville se présentait comme une ville de type hennuyer : toits pentus, fenêtres étroites, rues de faible largeur pavées, immeubles serrés et enchevêtrés formant des îlots et places à la géométrie quelconque. Quelques îlots furent épargnés ou reconstruits sur leur propre base, pour s'associer et s'intégrer dans le plan rationnel de la ville reconstruite établi par André Lurçat. Les morceaux de ville ancienne s'implantent en plus grande densité sur la rive gauche de la Sambre :
- Îlot inscrit entre les rues Fournier, Vauban et du 145e RI ;
- Îlot inscrit entre les rues de la Croix, Gippus, du Pavillon, du Chapitre et place Verte ;
- Îlot inscrit entre les rues de l'Hospice, Saint-Nicolas, Georges-Paillot et Lazare-Carnot. Cet îlot contient le collège Coutelle, créé en 1619 par les Jésuites avec la salle Sthrau, et qui acquiert le titre de collège royal en 1767. À la veille de la Révolution, l'établissement entre dans l'histoire par un épisode qui lui donnera son nom actuel : des militaires et des ingénieurs, parmi lesquels Coutelle et Choderlos de Laclos, y construisent une machine volante fonctionnant grâce à la combustion de déchets organiques. Elle sera utilisée quelques mois plus tard pour gagner la bataille de Fleurus.

Sur la rive droite, deux îlots subsistent :
- Îlot dit « Lecluyse », inscrit entre l'avenue de France et la rue Henri-Durre ;
- Îlot dit « du Provençal », entre la place des Cloûteries et la rue de Provence.

#### Piscines

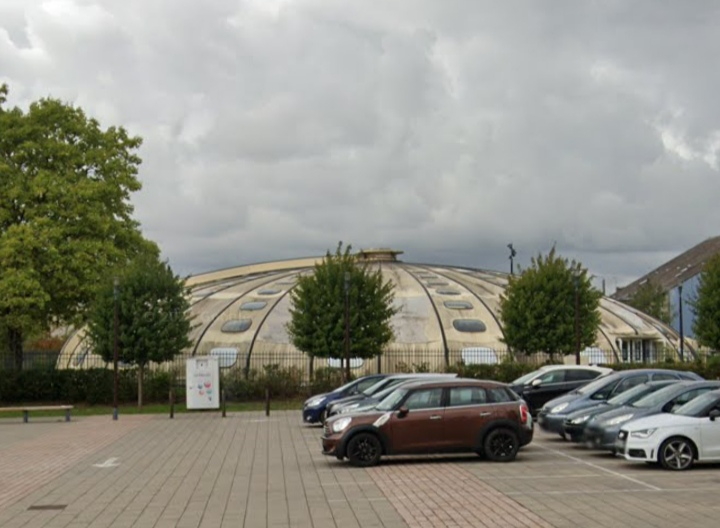
Piscine tournesols de Maubeuge, quartier de l'Épinette

• La piscine de Maubeuge située dans le quartier de l'Épinette est une Piscine Tournesol réalisée par Bernard Schoeller et construite en 1975. Celle-ci fait partie des 9 encore en activités et non détruites dans le Nord Pas-de-Calais sur les 27 présentes à l'origine.

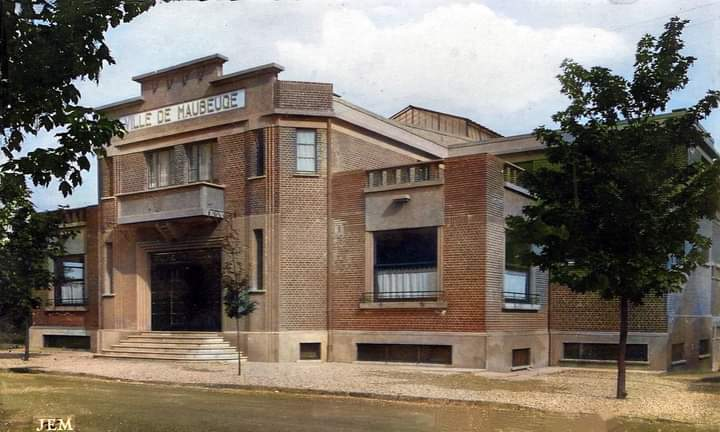
Carte postale représentant la piscine Pasteur, Maubeuge

•Construite en 1937 par Charles Millot, la piscine Pasteur est fermée pour danger en 2016. Le bâtiment de style art déco possédait également à l'origine 6 grands vitraux représentant des scènes nautiques, aujourd'hui disparus. Elle est composée également d'une verrière cachée aujourd'hui par un faux plafond. La piscine est aujourd'hui au cœur d'un projet portant sur sa réhabilitation : une salle pluridisciplinaire atypique proposant une scène centrale où se dérouleront des spectacles de théâtre, de danse, de cirque ou encore la pratique de différents sports.

#### Hôtel de ville de Maubeuge

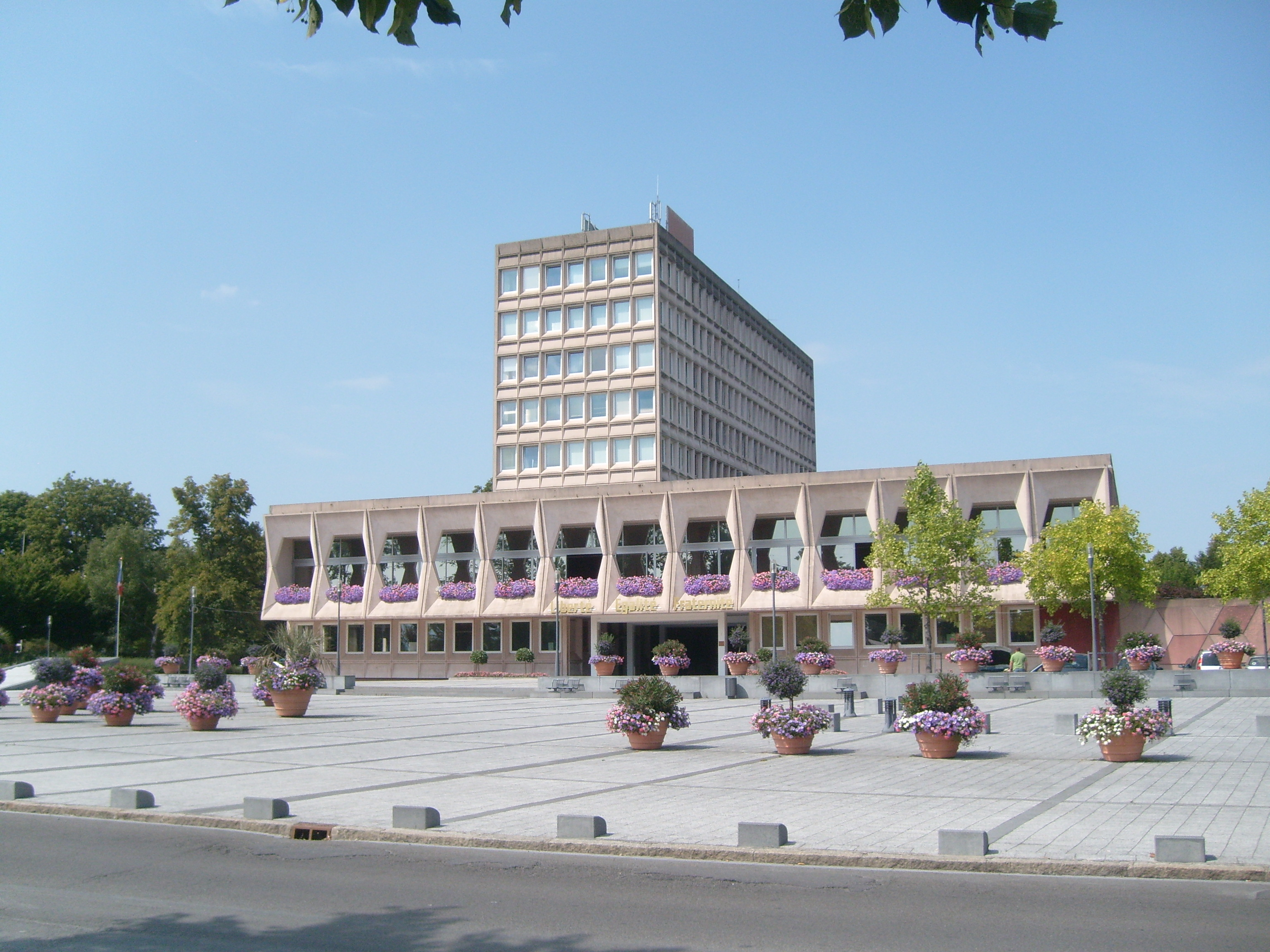
Mairie de Maubeuge réalisée par les architectes André Gaillard (architecte) et Jacques Corbeau ainsi que le plasticien Victor Vasarely, père de l'art optique.

Le premier hôtel de ville ayant été détruit en mai 1940 comme près de 90% du centre-ville de Maubeuge, les autorités prirent la décision de déplacer les différents services de la mairie au sein de divers bâtiments provisoires. En 1941, une mairie provisoire est installée sur le terrain de l'ancien vélodrome (actuellement l'hôtel de police).
En 1966, André Lurçat, architecte en chef de la Reconstruction à Maubeuge, propose un projet de construction d'un nouvel hôtel de ville, aux caractéristiques modernistes. Ce projet est rejeté. L'hôtel de ville actuel est le résultat finalement d'un coopération entre deux architectes, André Gaillard (architecte) et Jacques Ferdinand Corbeau, ainsi que du plasticien Victor Vasarely. Il s'agit alors du dernier immeuble sinistré reconstruit de Maubeuge. L'hôtel de Ville présente une géométrie inattendue composé d'un immeuble de 8 étages en arrière plan et d'une façade horizontal possédant présentant des décors créés par l'artiste Vasarely, père de l'art optique. L'immeuble s'étire en hauteur, formant de multiples parallélépipèdes rectangles. Son travail tend à animer les surfaces en jouant avec des illusions d'optique et créant des Trompe-l'oeil.
L'hôtel de Ville en arrière plan se démarque des cubes réalisés par Vasarely en façade, permettant de créer un véritable dynamisme à l'édifice.

### Maubeuge, ville d'Art

#### Statues

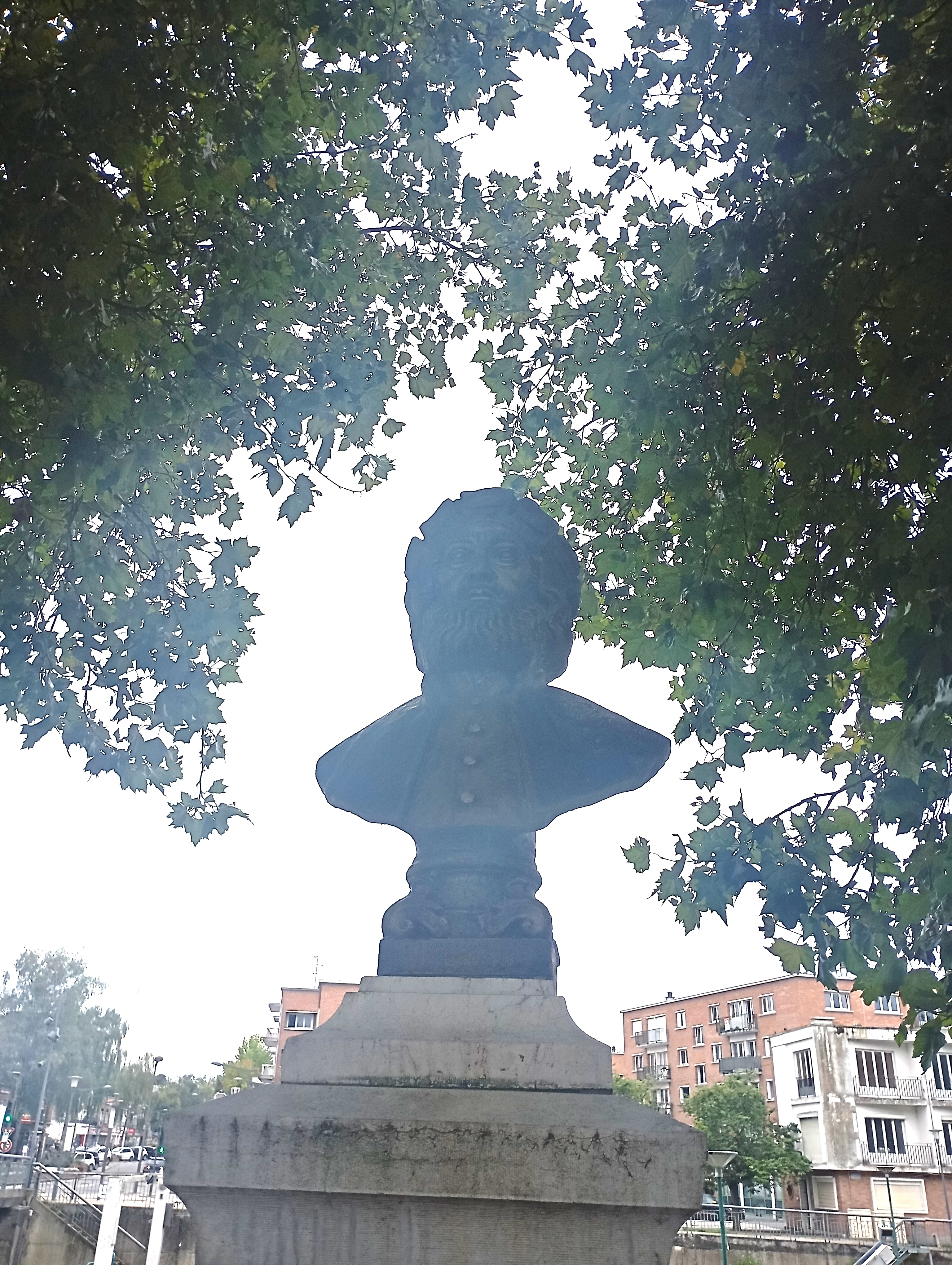
Statue de Jean Mabuse réalisée par le sculpteur Albert Patrisse et rendue à la ville de Maubeuge après avoir été fondue pendant la seconde guerre mondiale.
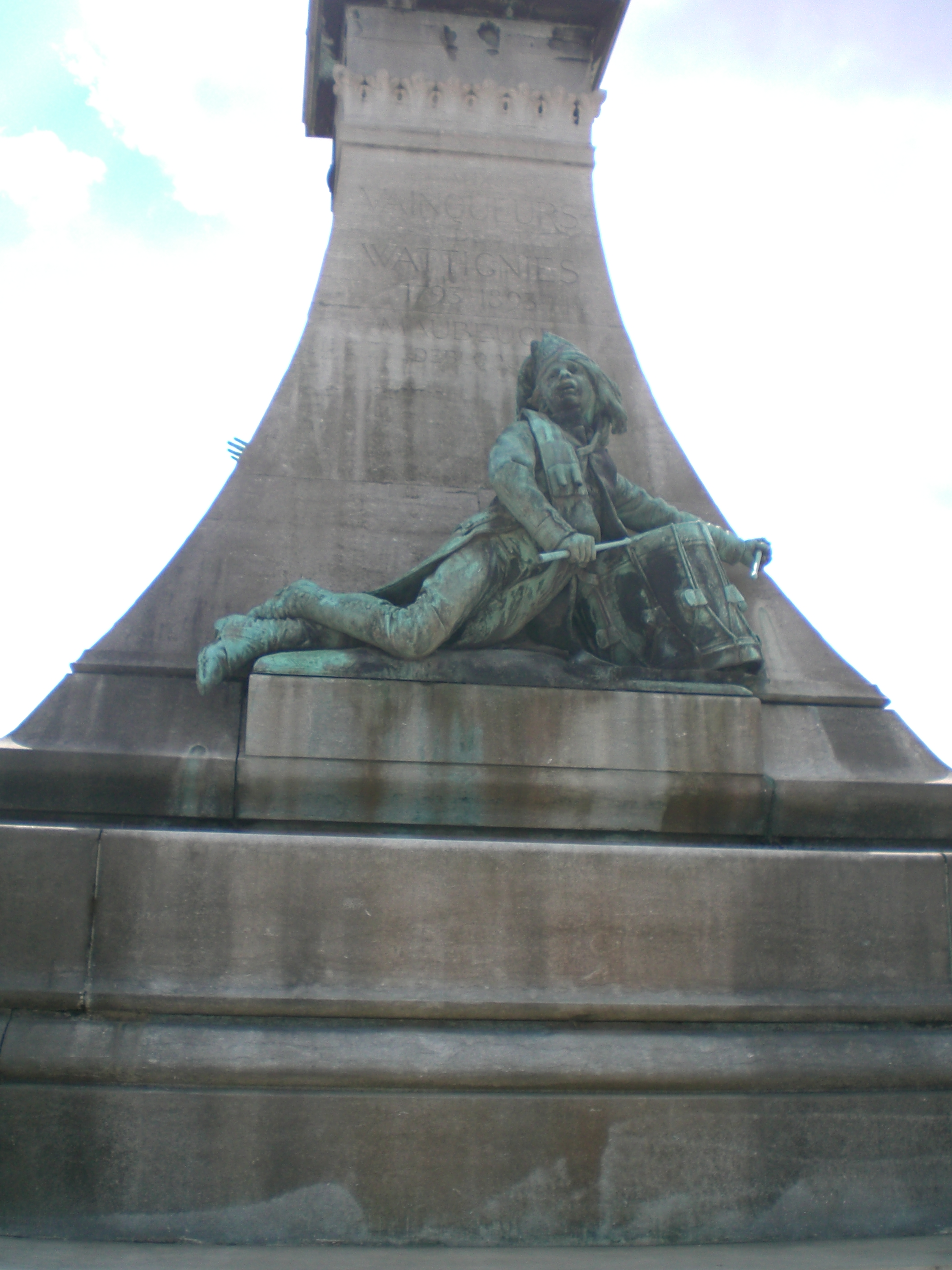
Statue de Stroh qui accompagne la statue des vinqueurs de Wattignies à Maubeuge

#### Maquettes

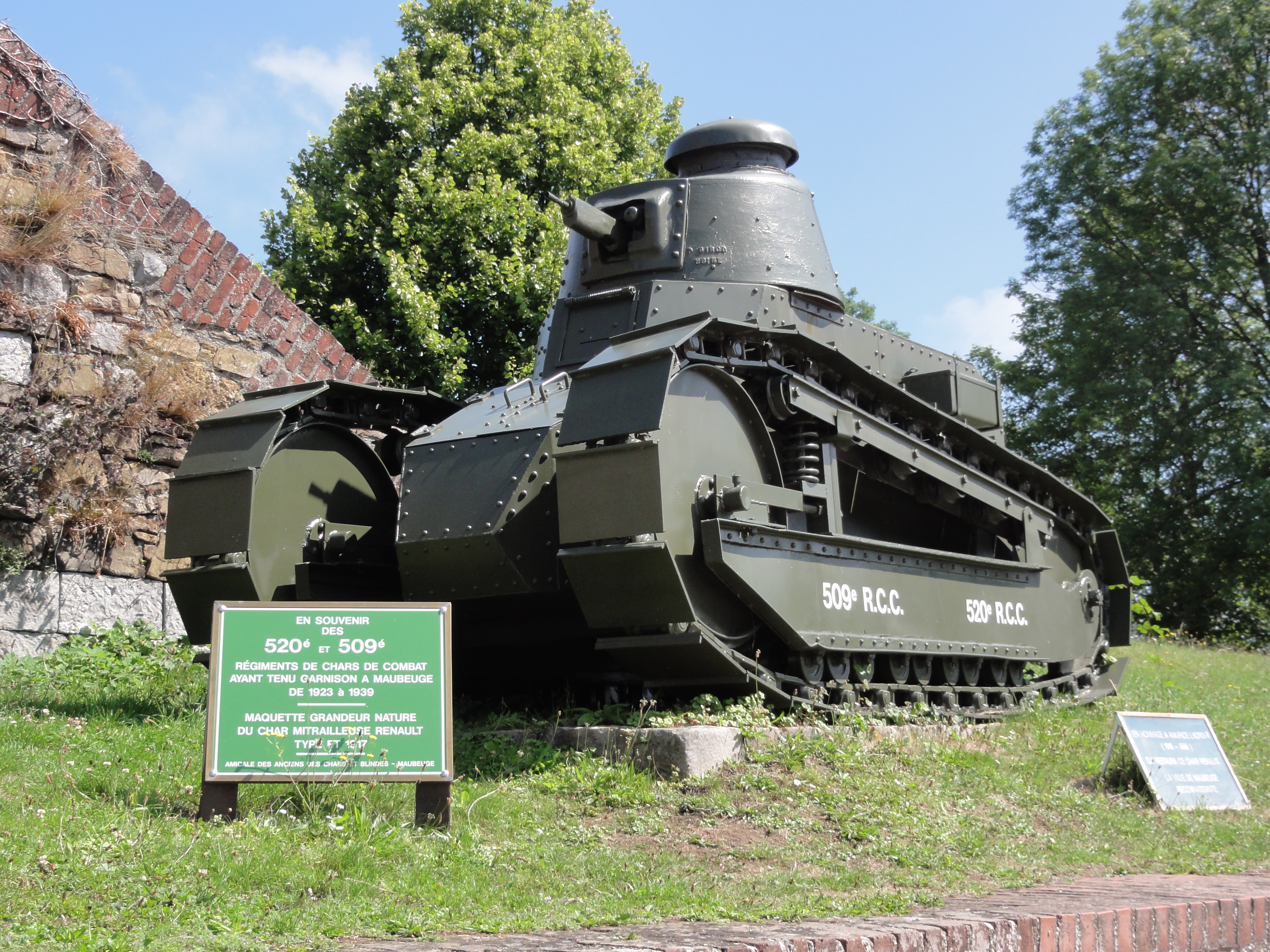
Maquette de char FT à Maubeuge en souvenir de la présence en garnison des 520e et 509e RCC dans la ville.

#### Arts Urbains/Street Art

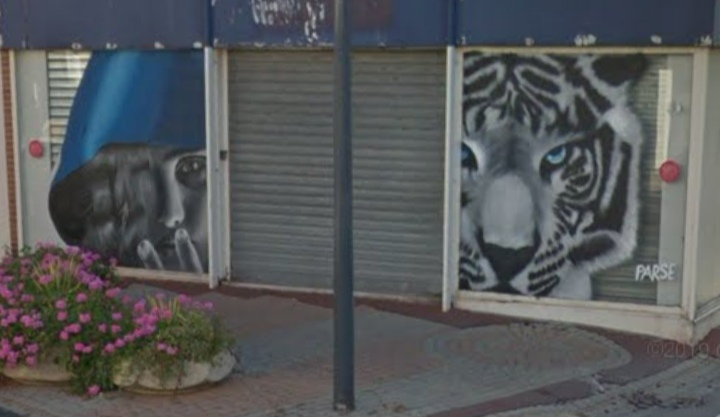
Graffitis réalisés par PARSE avenue de France, Maubeuge
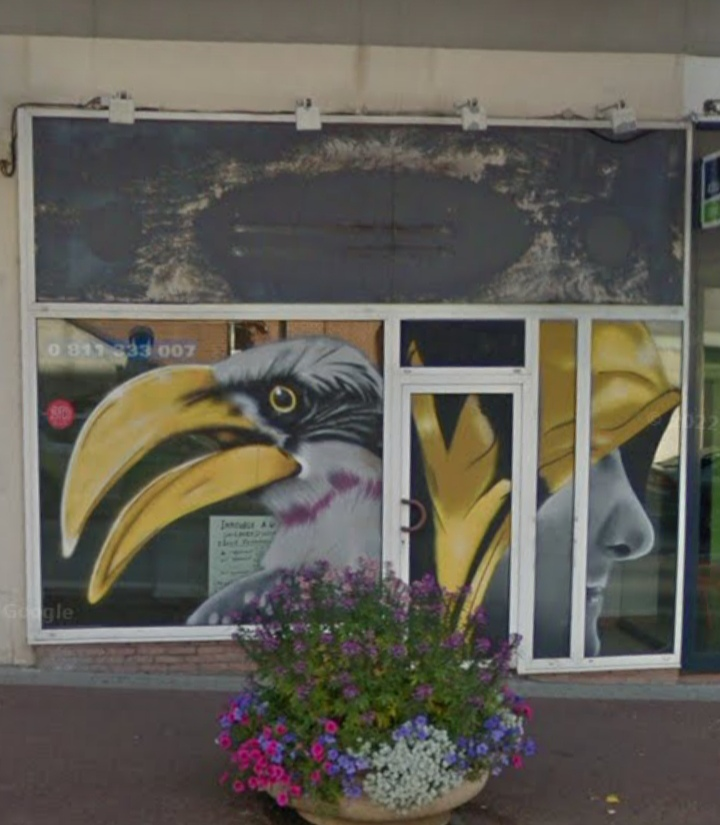
Graffiti réalisé par PARSE sur une vitrine abandonnée, avenue Jean Mabuse, Maubeuge.
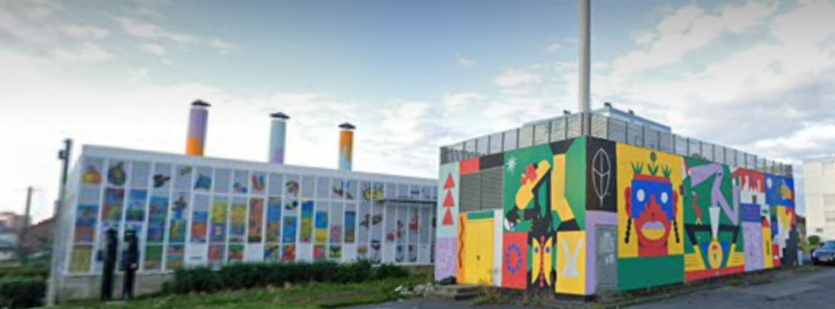
Graffiti réalisé par Bilel Allem sur la chaufferie du quartier des présidents à Maubeuge.

#### Sculptures

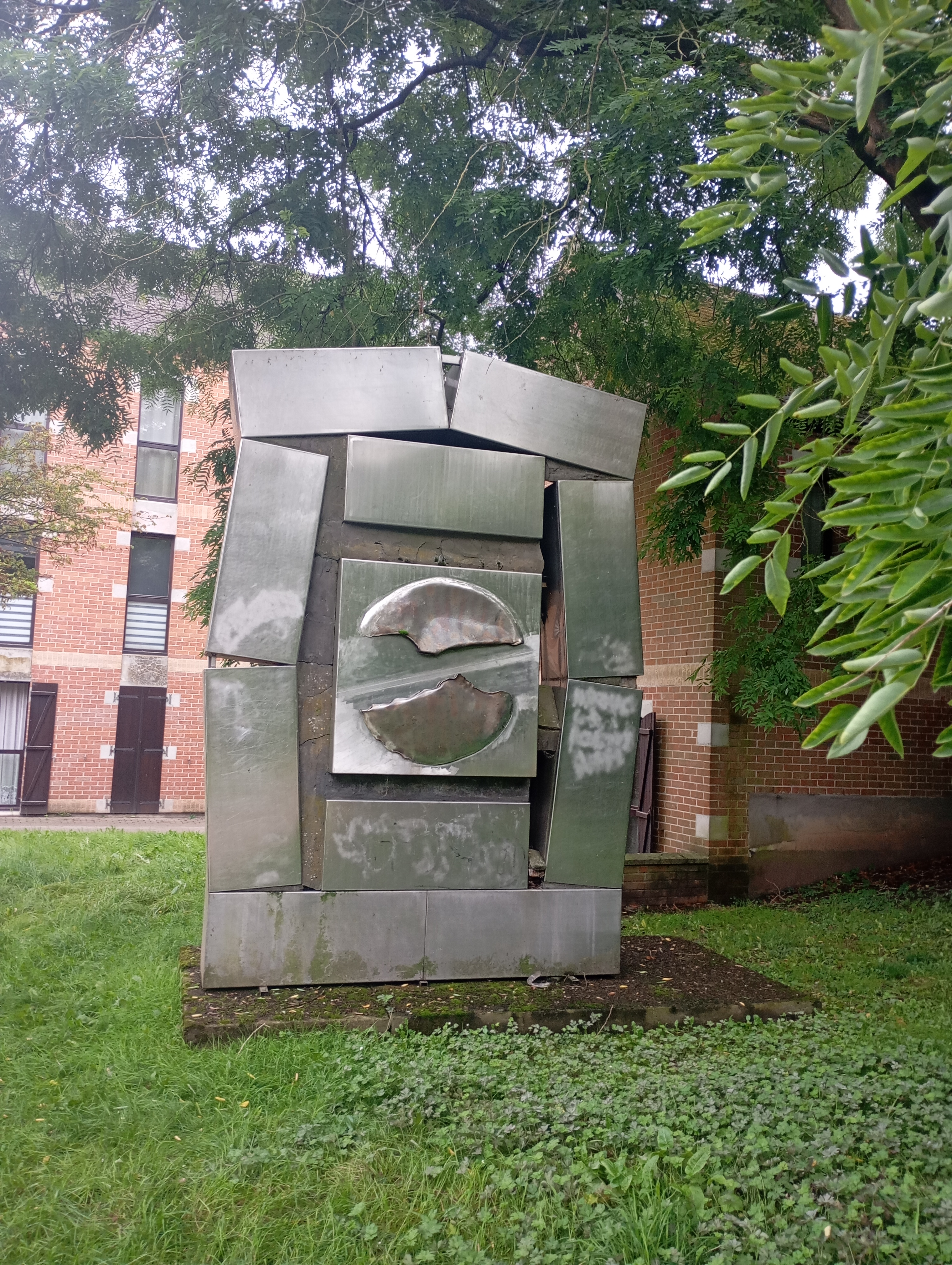
Œuvre de Grégory Anatchkov, Square Jordan.
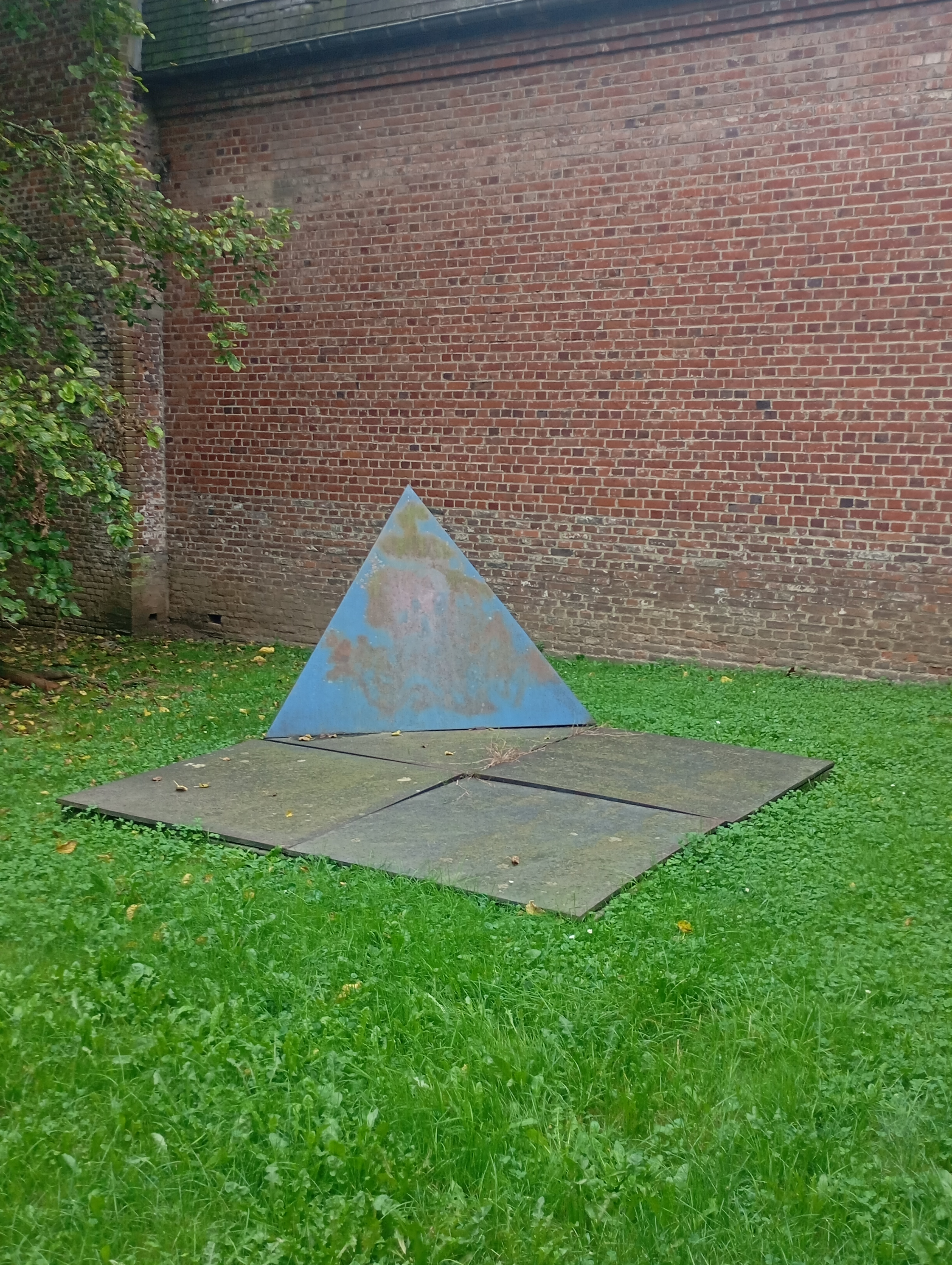
Sculpture de Grégory Anatchkov, Square Jordan.
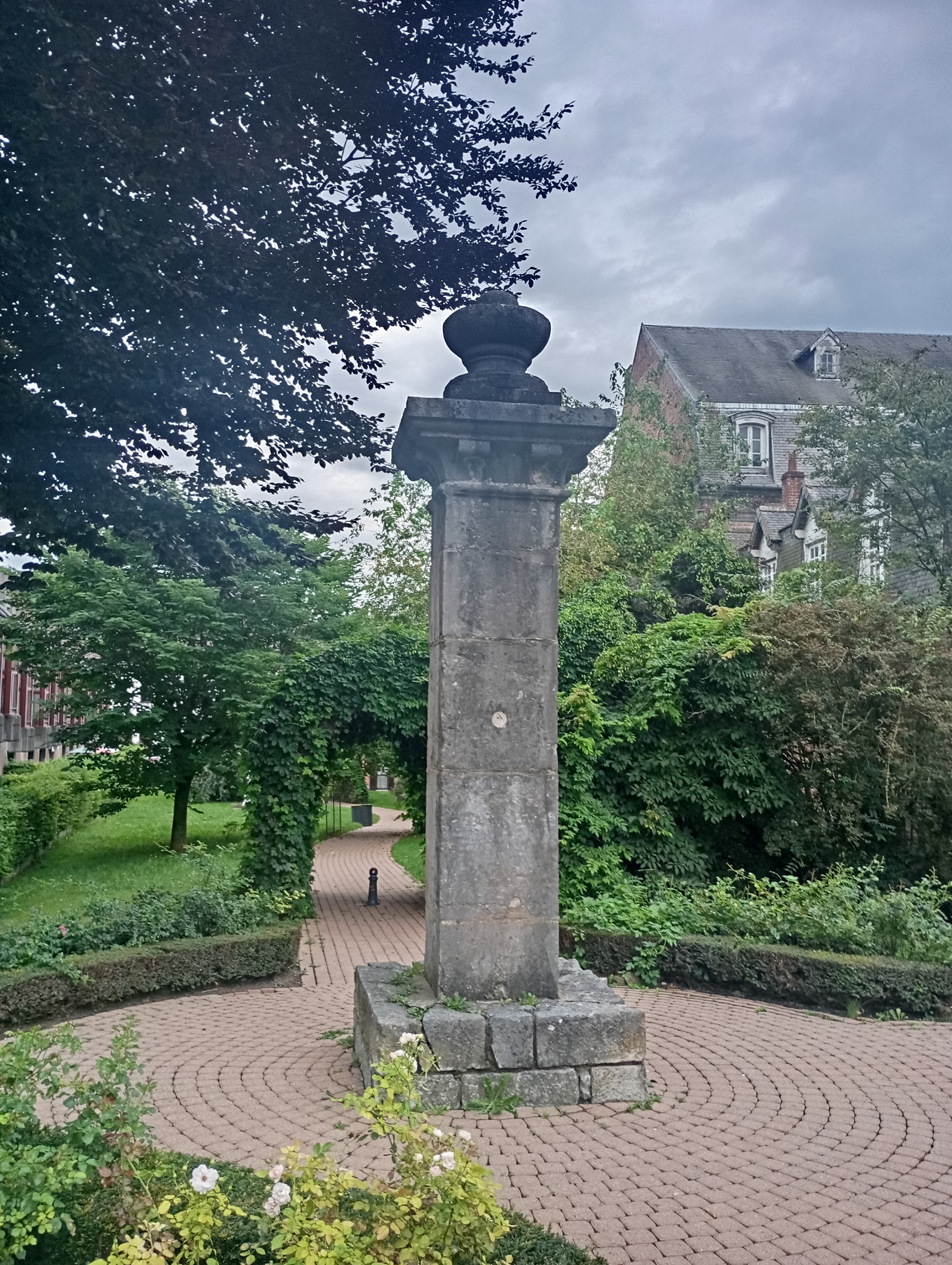
Colonnade du square Jordan se trouvait avant place de l'esplanade.
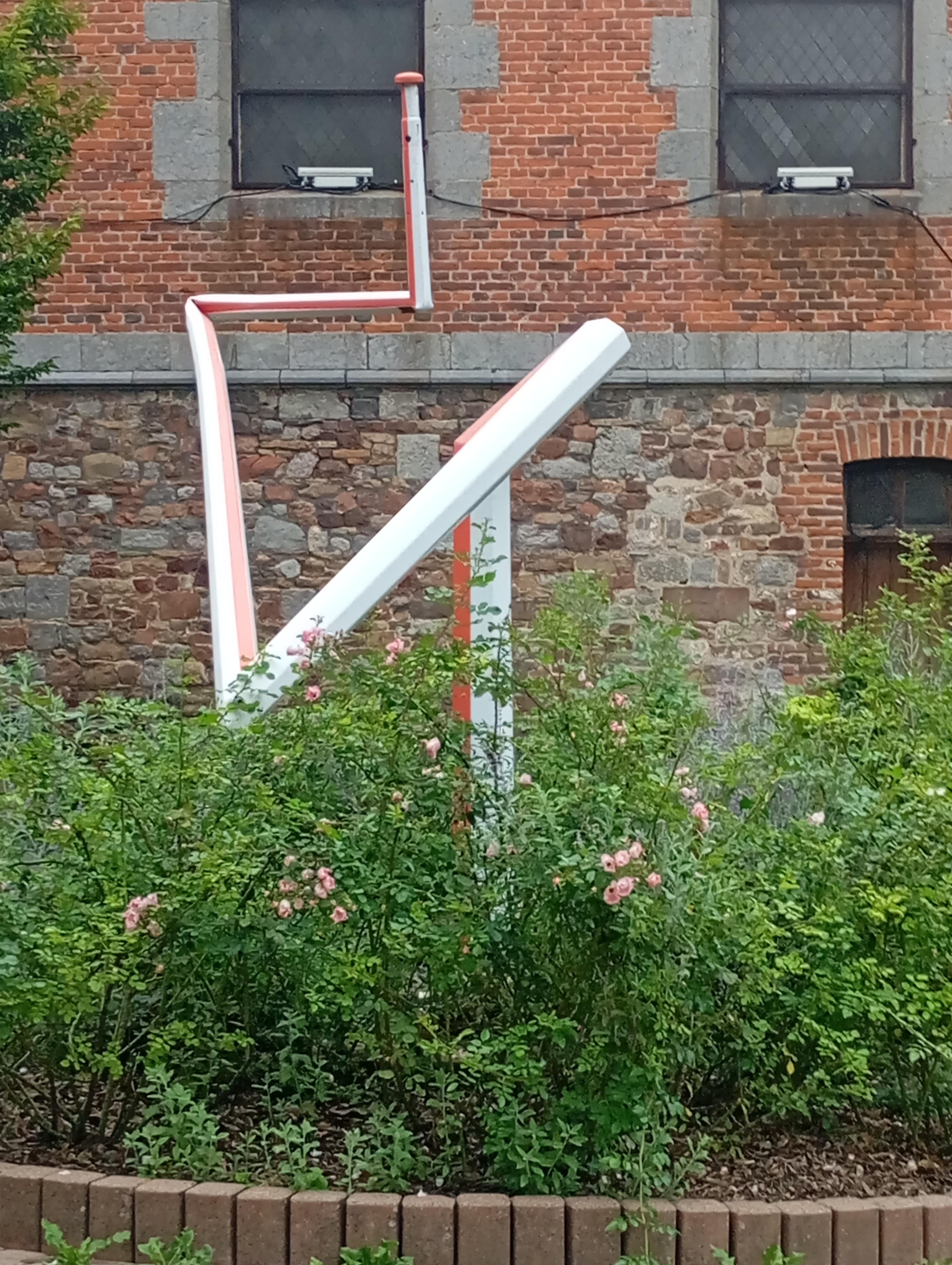
Le Candélabre, Sculpture de Damien Guillot, place verte.

#### Installations

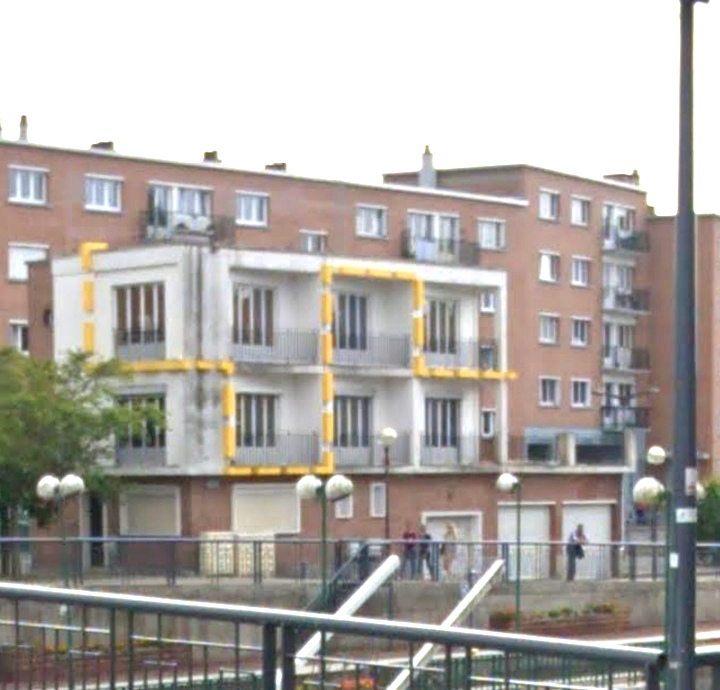
Installation de l'artiste Nicolas Guiet sur la Maison de Leclusier.

#### Mosaïques

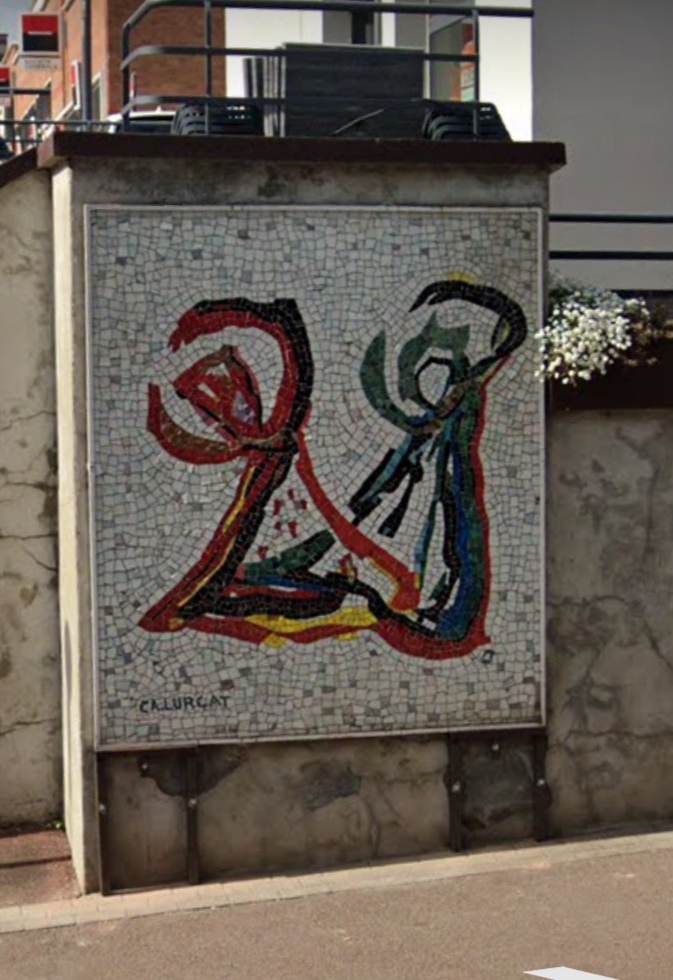
Mosaïque avenue Jean Mabuse réalisée par Catherine Anne Lurçat.
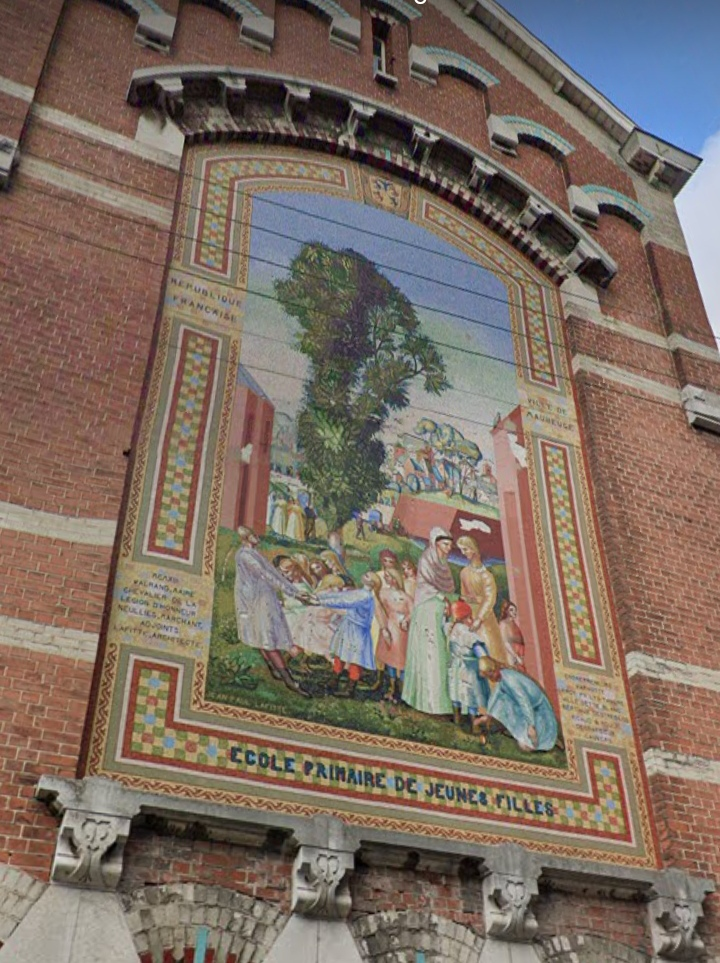
Fresque réalisée par Jean Lafitte, rue de la croix.

### La reconstruction de Lurçat

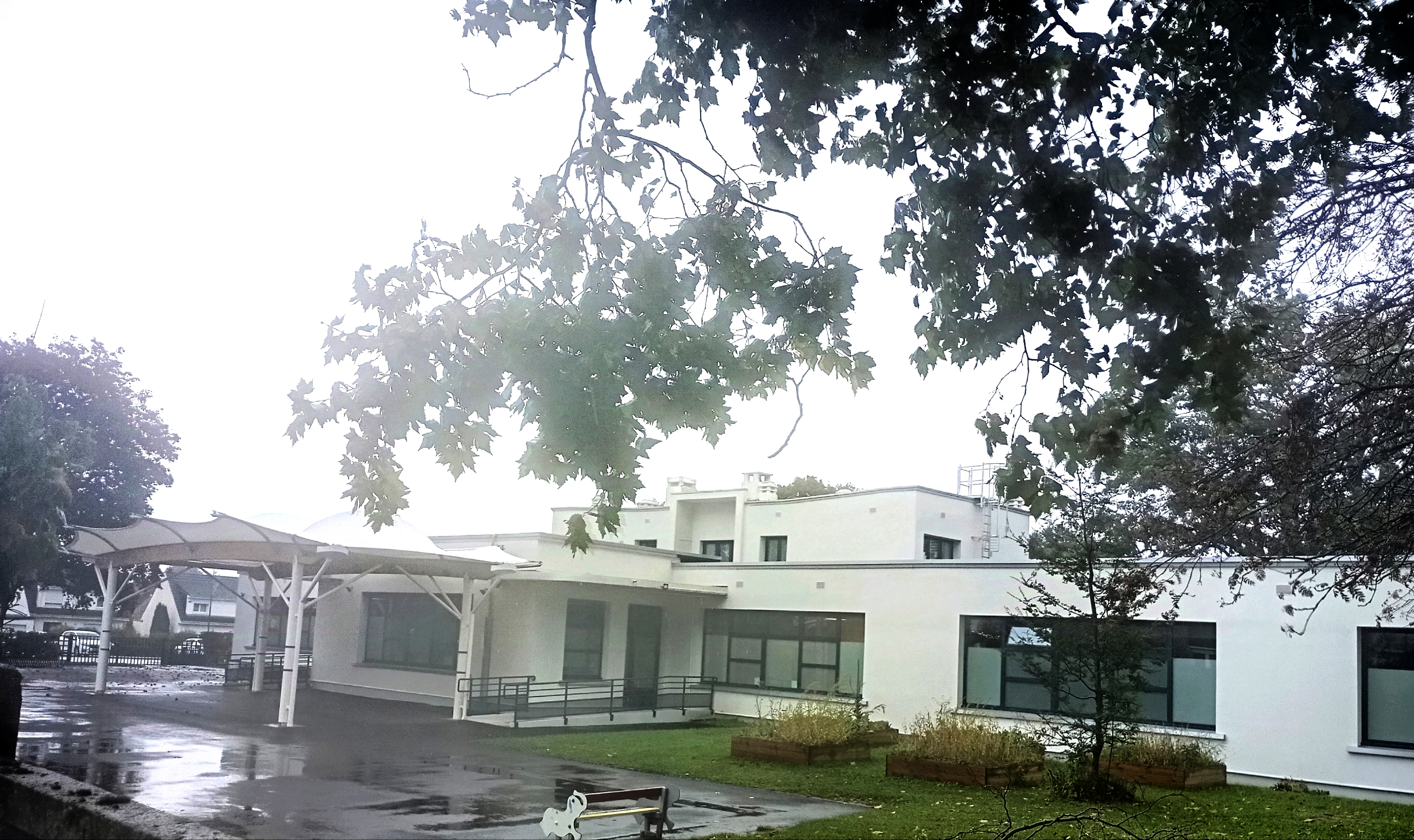
École maternelle Léonard de Vinci réalisée par André Lurçat en 1963, quartier du Pont-Allant à Maubeuge
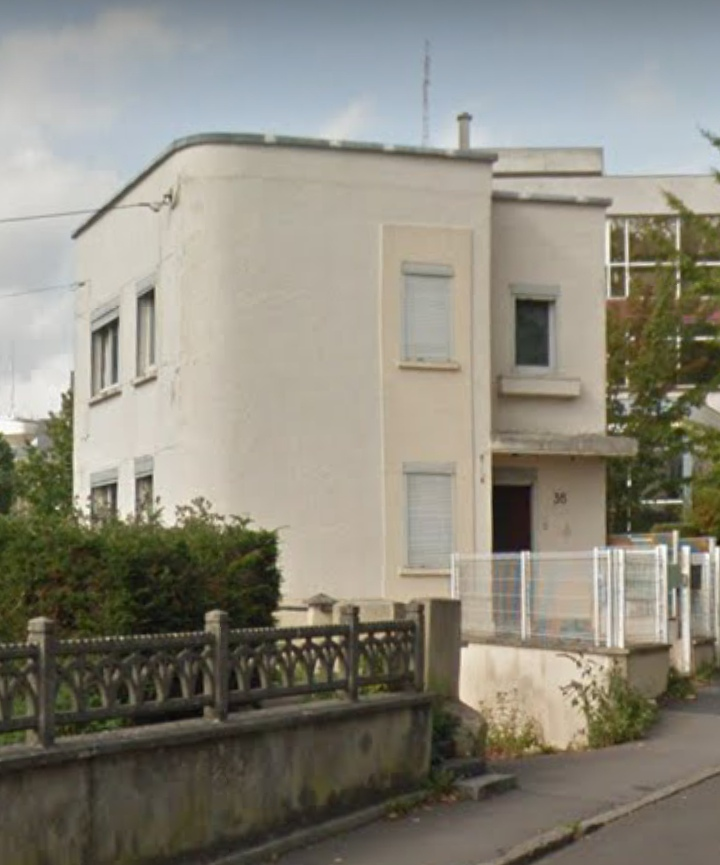
Maison individuelle dessinée par Lurçat, Boulevard de l'Europe, Maubeuge
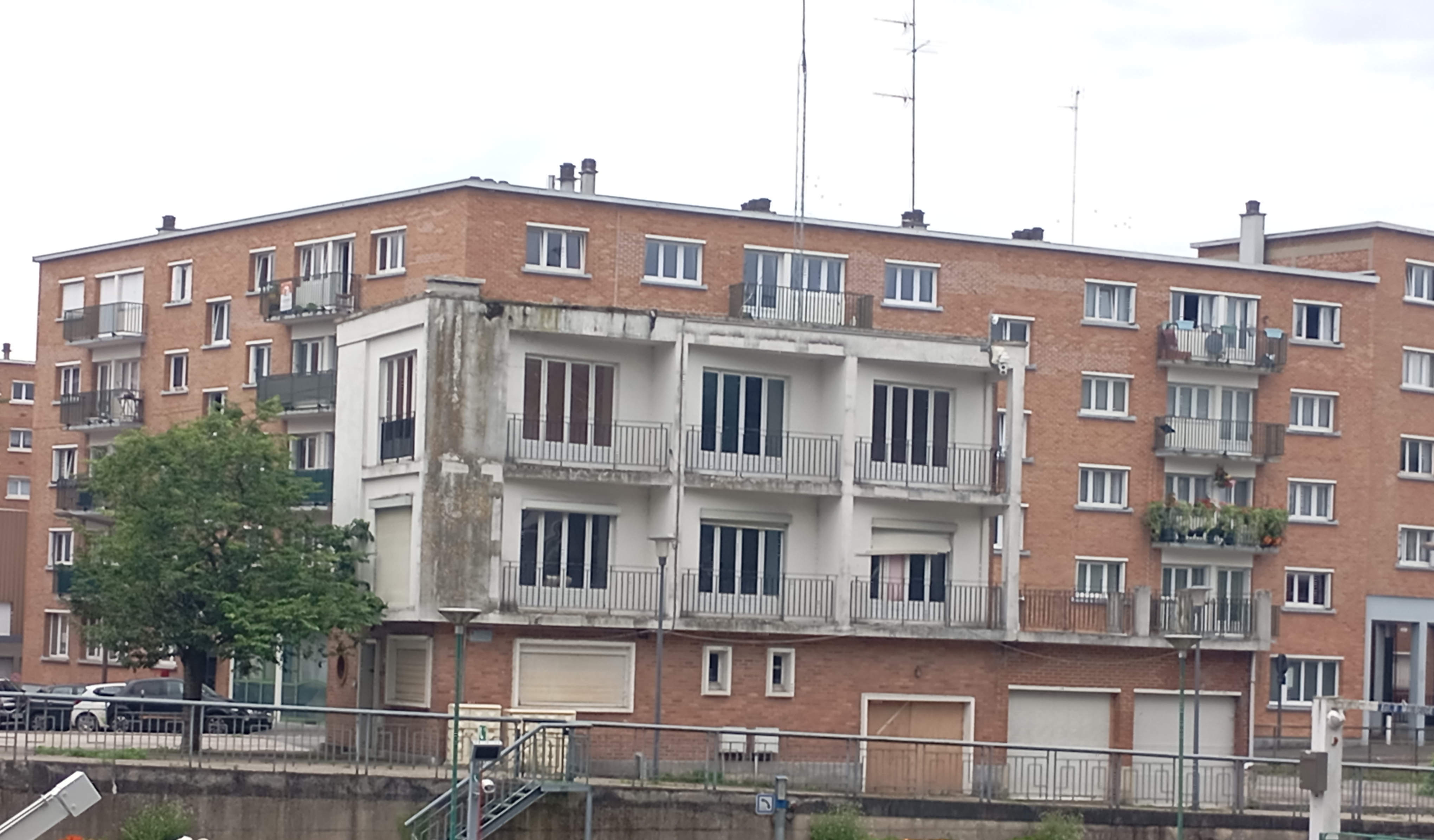
Maison de Leclusier dessinée par Lurçat, rue de la Corniche, Maubeuge
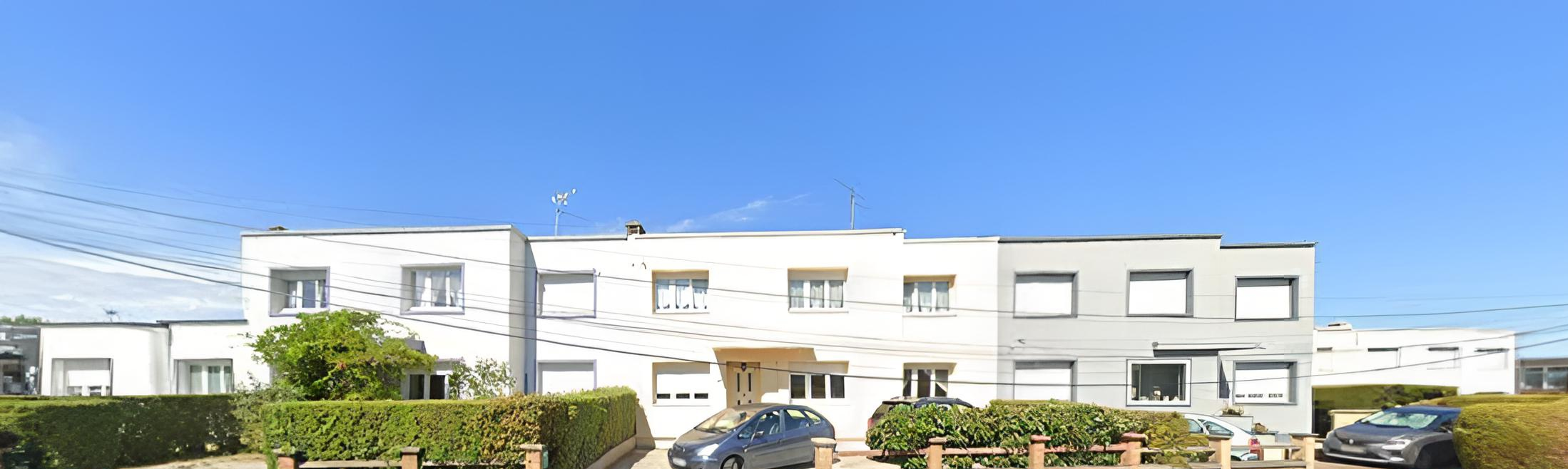
Autres Maisons IDT dessinées par Lurçat, Avenue Jean Jaurès, Maubeuge
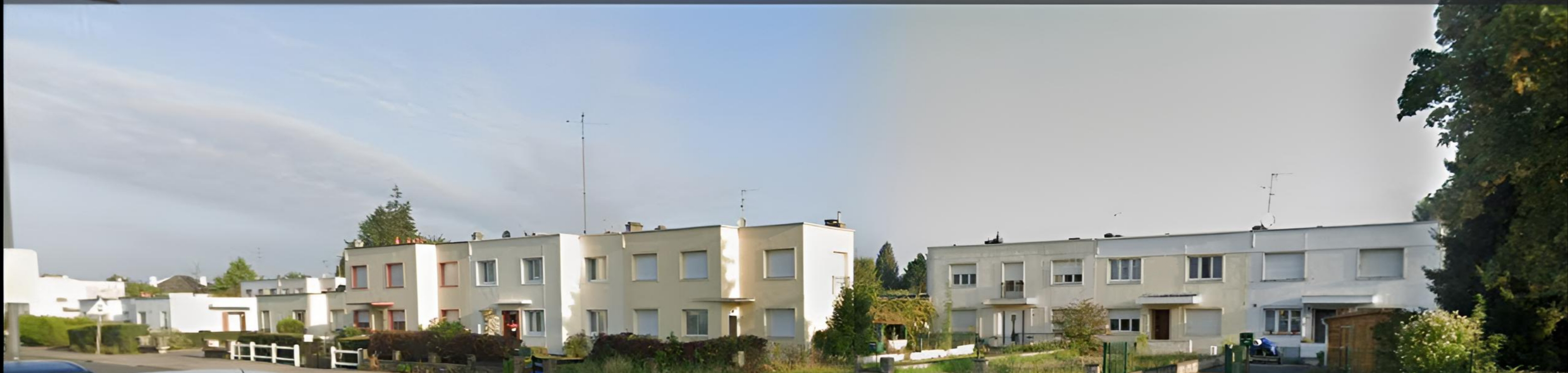
Maisons IDT dessinées par Lurçat, Avenue Jean Jaurès, Maubeuge
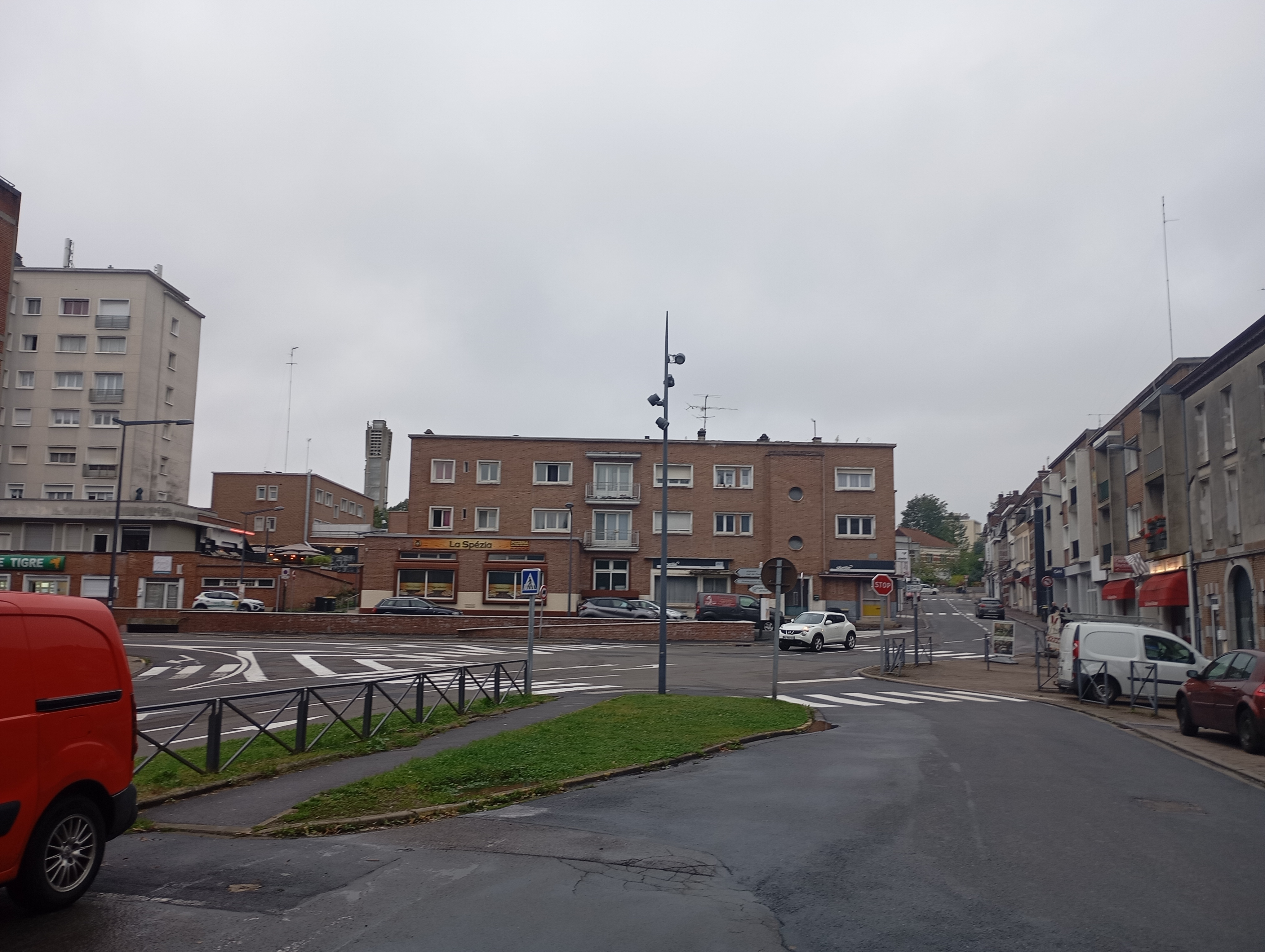
Commerces et logements dessinés par Lurçat, rue du 145e Maubeuge
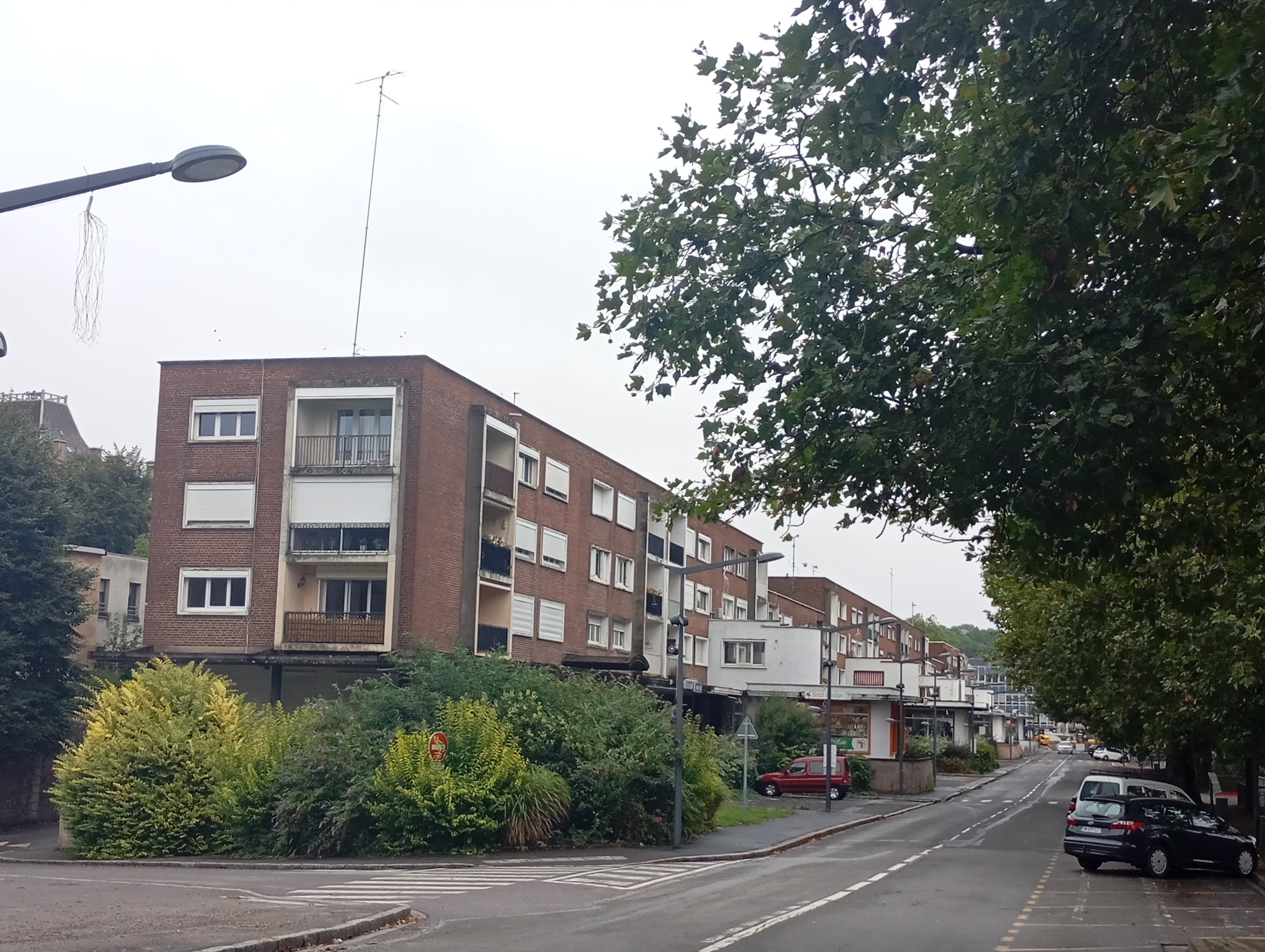
Logements et commerces du mail de Sambre dessinés par Lurçat, Maubeuge
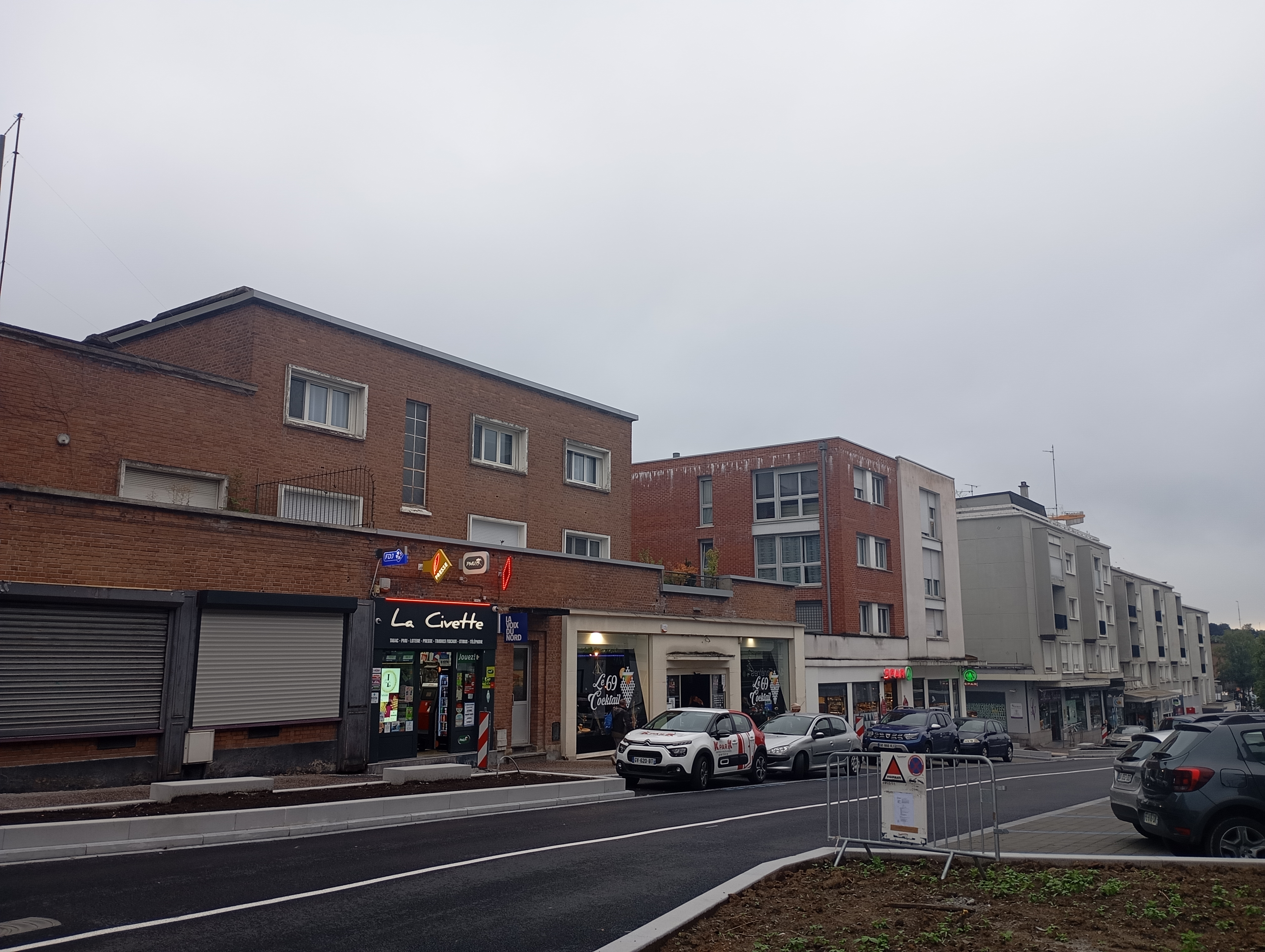
Boutiques et logements Lurçat de l'Avenue Jean Mabuse, Maubeuge
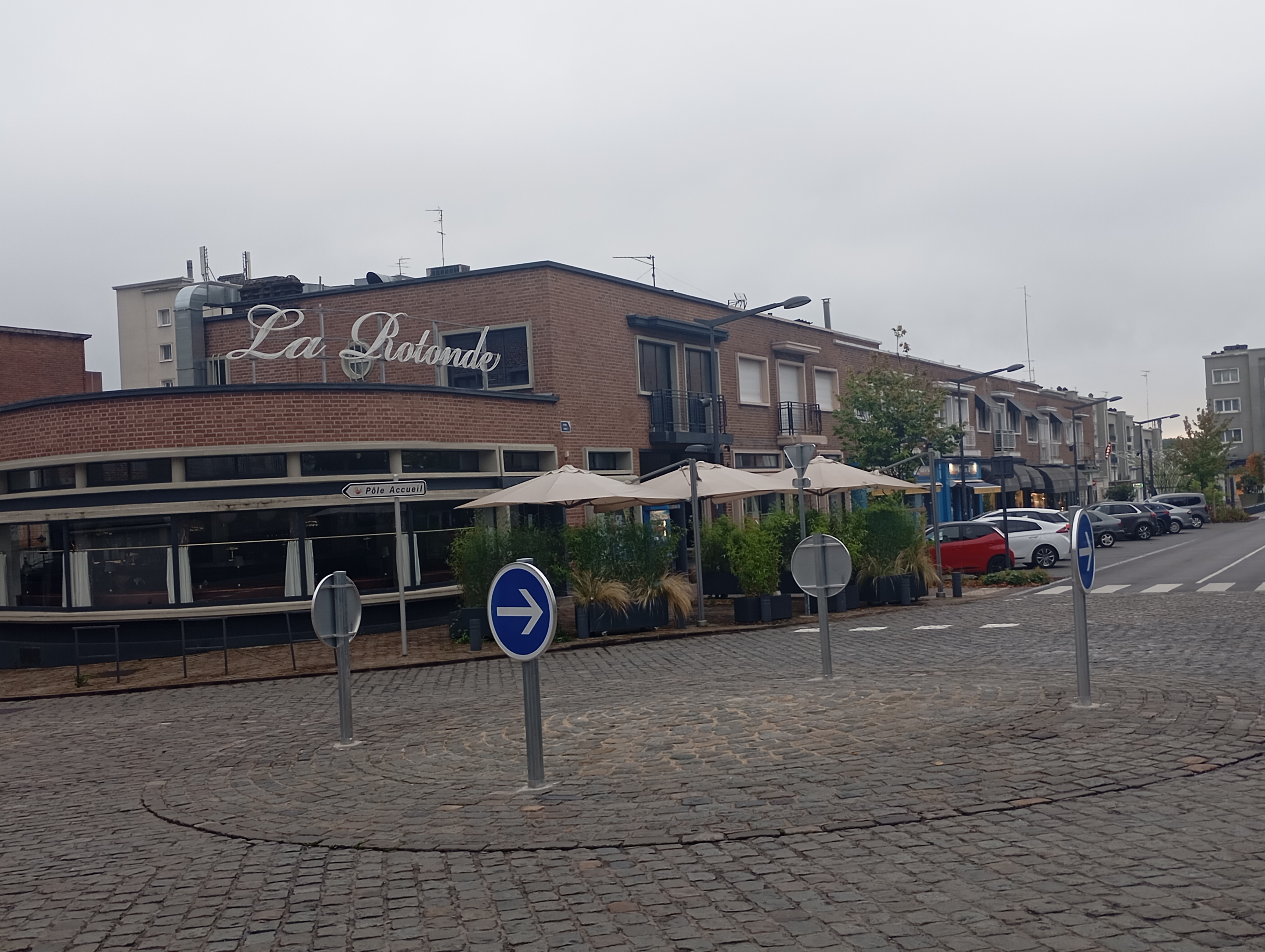
Commerces, logements et immeubles Lurçat, avenue Albert 1er, Maubeuge
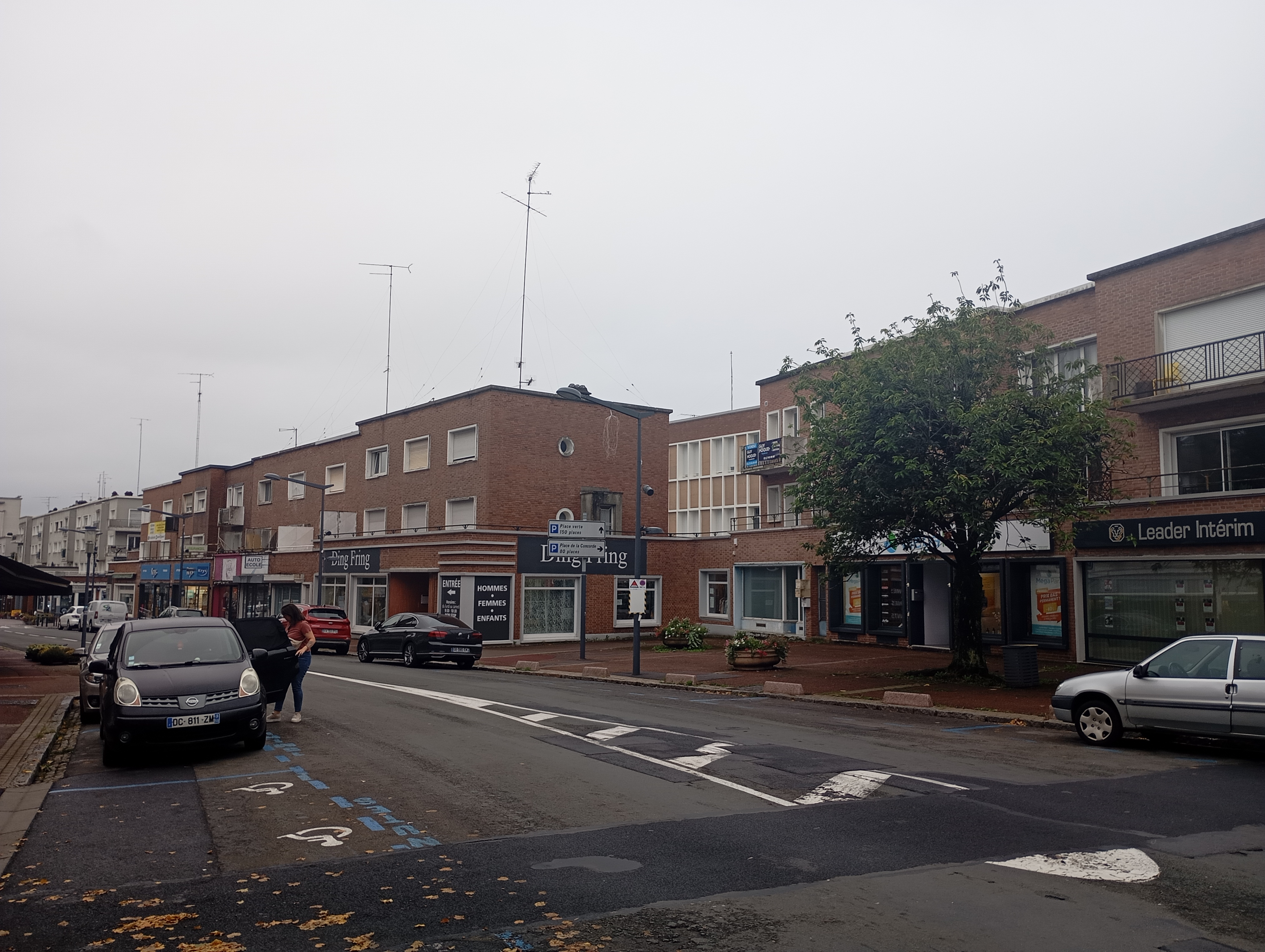
Logements et commerces Lurçat, Avenue Franklin Roosevelt, Maubeuge
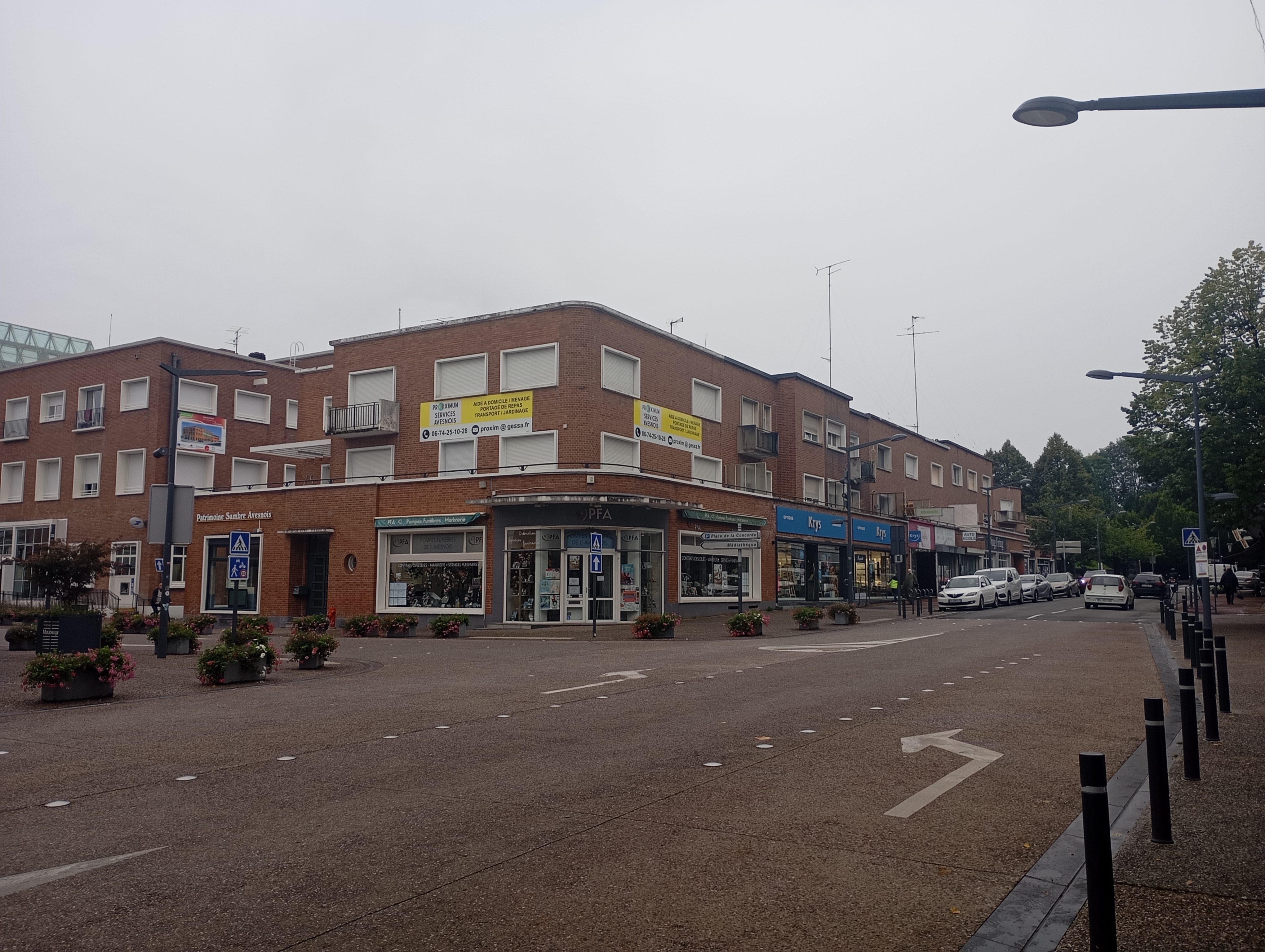
Logements et commerces Lurçat, avenue Franklin Roosevelt et rue Georges Paillot, Maubeuge
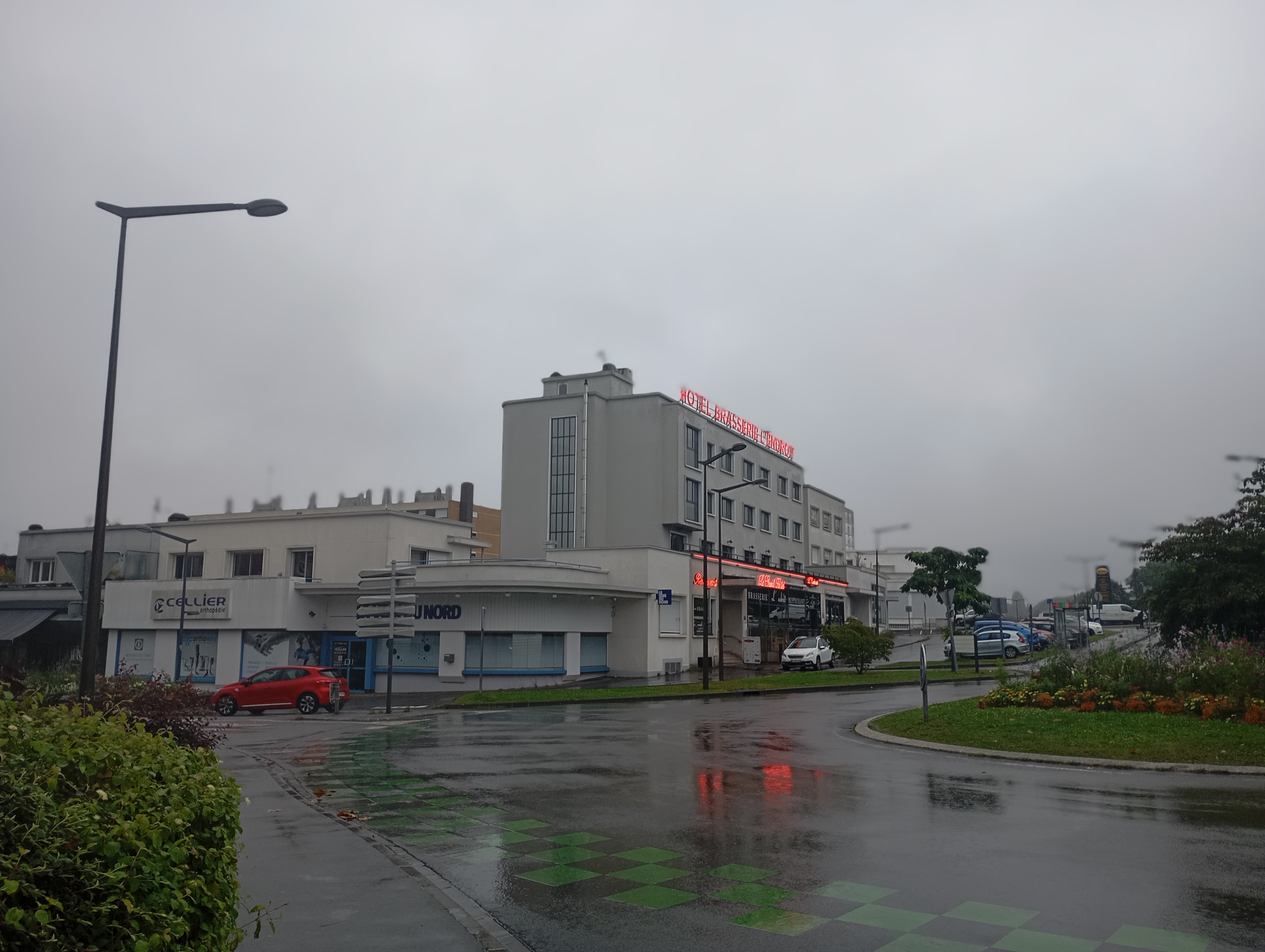
Hôtel, restaurant, commerces et logements Lurçat, avenue de France et porte de Paris, Maubeuge
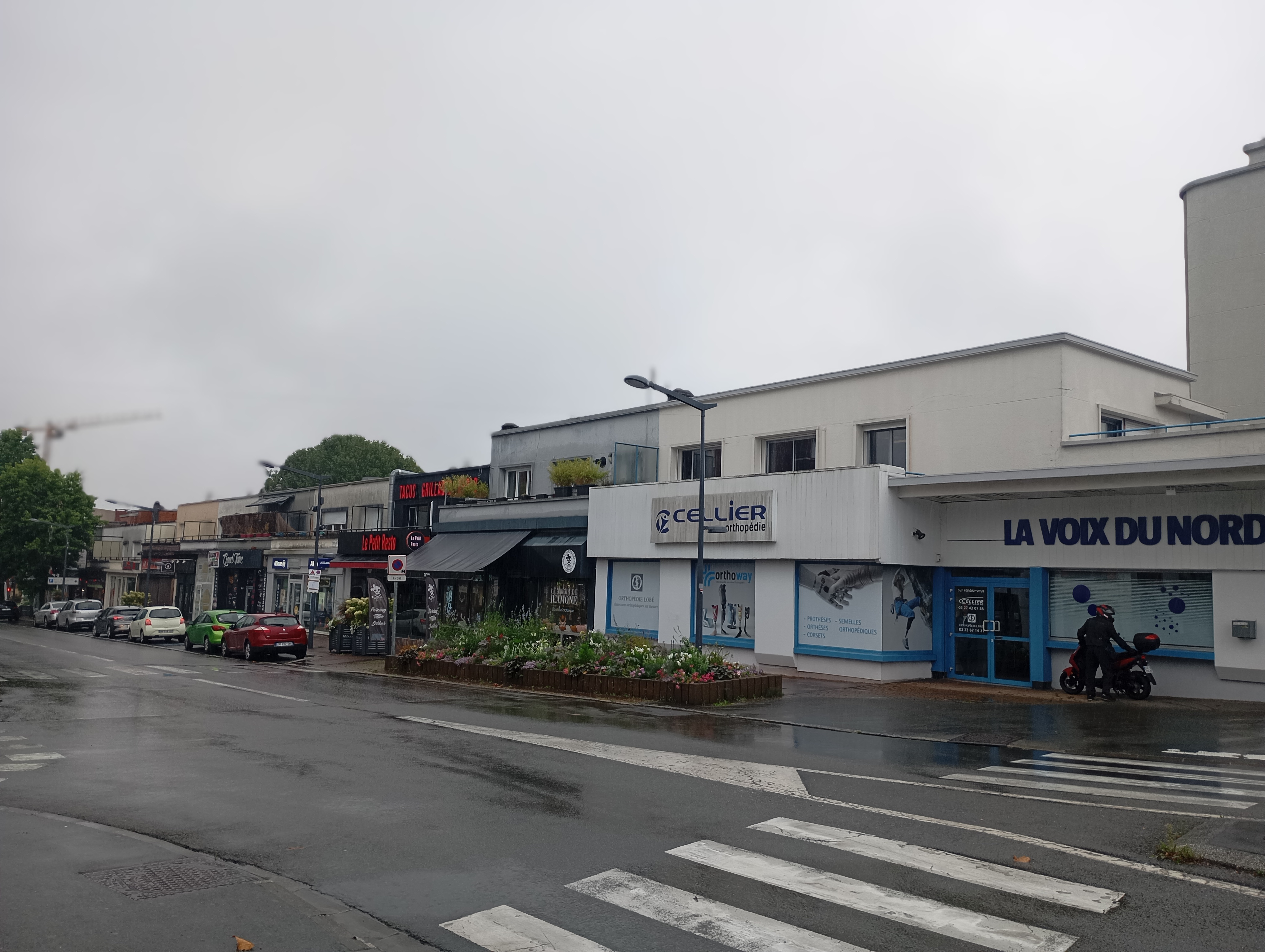
Logements et commerces Lurçat le long de l'avenue de France, Maubeuge
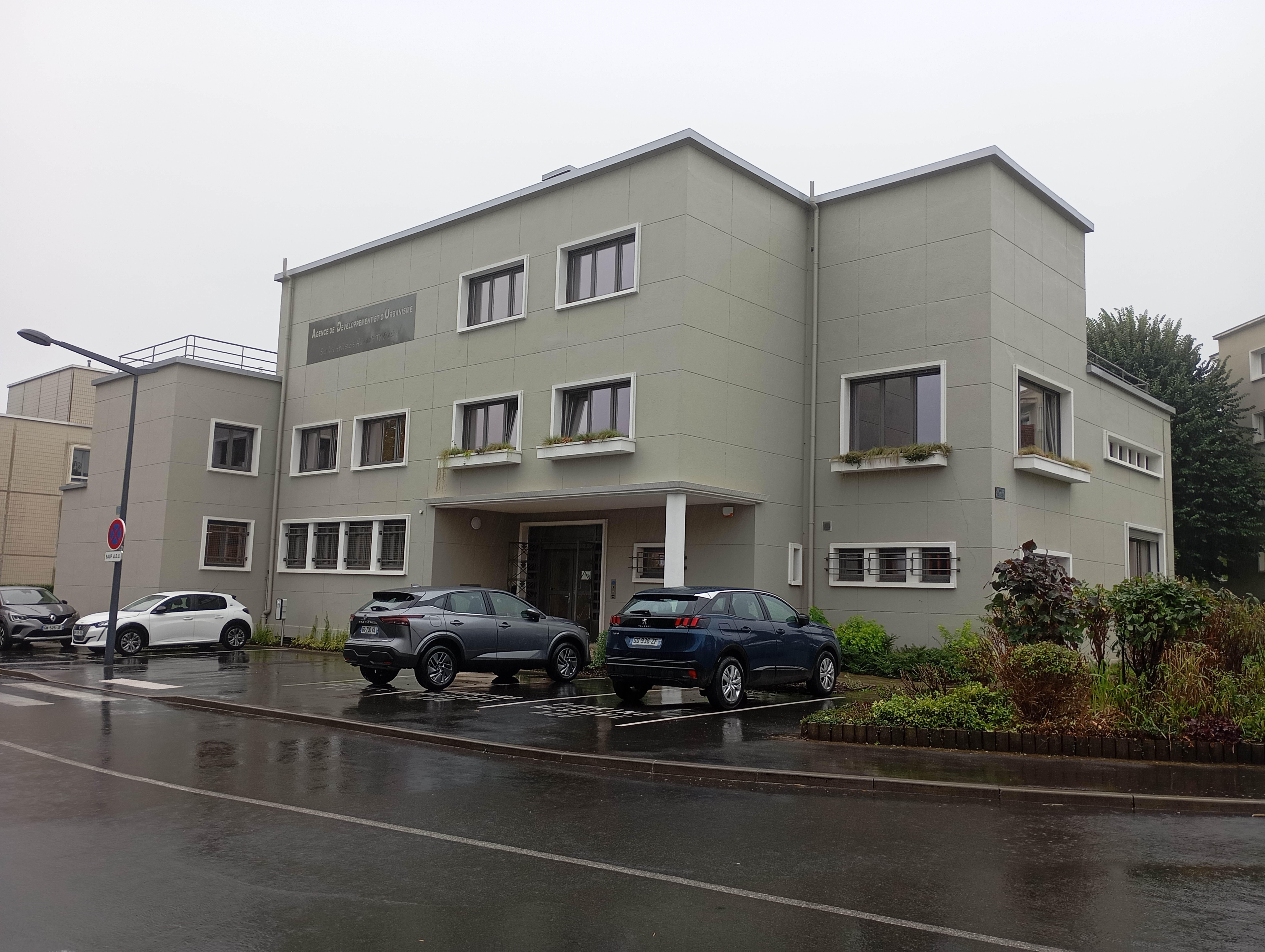
Maison Levecq dessinée par André Lurçat, avenue de Verdun
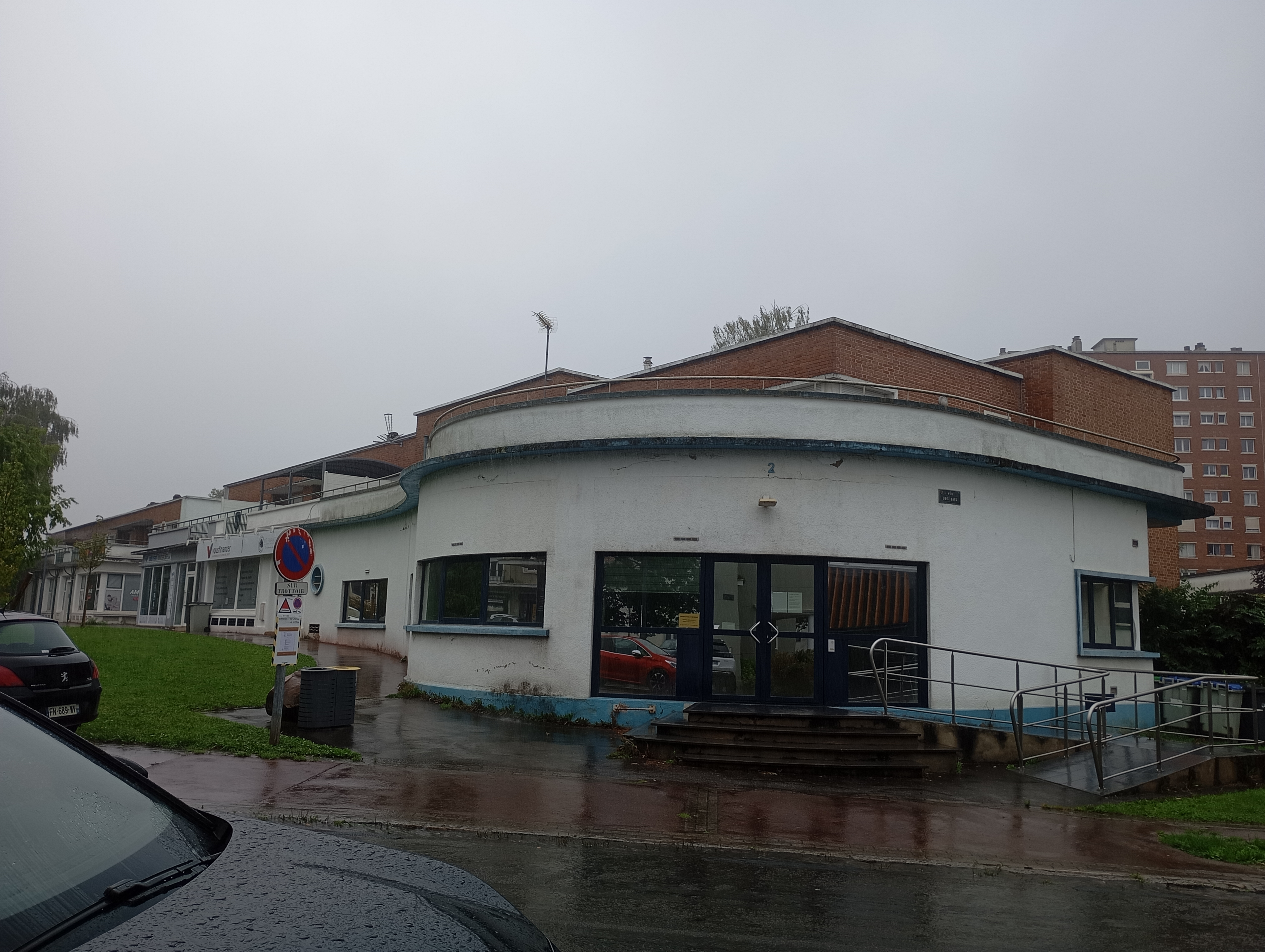
Commerces dessinés par Lurçat, rue des arts, Maubeuge
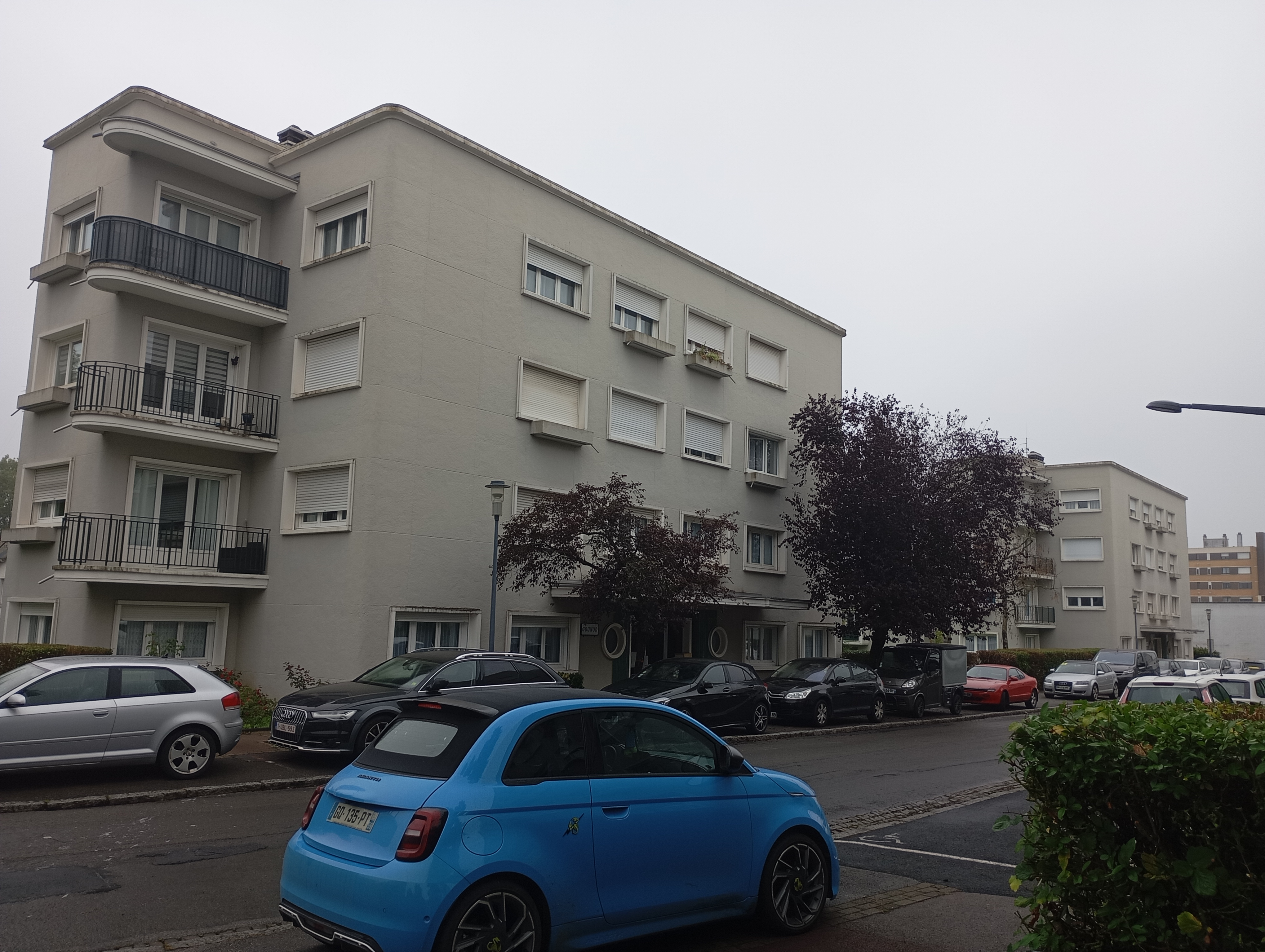
Immeubles Lurçat, rue des arts, Maubeuge

Un peu avant la fin de la guerre, fin 1944, le centre historique de la ville ayant alors été détruit à plus de 90 %, le gouvernement provisoire du Général de Gaulle choisit André Lurçat comme architecte-urbaniste en chef de la reconstruction de Maubeuge. Ce sera le plus gros chantier de sa vie. Il va réaliser une redéfinition totale du concept urbain et va promouvoir son architecture idéale.
Vis-à-vis de la reconstruction de Maubeuge, Lurçat a déclaré : « la ville sera moderne, claire, verte, aérée et insolée » avait-il annoncé, «une cité-jardin urbaine ».
André Lurçat va reconstruire la ville de Maubeuge en consultant les habitants de Maubeuge dans la reconstruction et en collaborant avec des architectes régionaux. Ainsi parmi les architectes qui vont collaborer avec Lurçat, nous trouvons: Maurice Gouvernet (architecte, adjoint de Lurçat pour la reconstruction de Maubeuge et architecte conseil au remembrement), Jean Badovici (architecte, adjoint de Lurçat pour la reconstruction de Maubeuge), Théodore Leveau (architecte, urbaniste), Henri Lafitte (architecte), Panos N. Djelepy (architecte), Henri Degrémont (architecte), Marcel Mélon (architecte), Eric Lafitte (fils de Henri Lafitte, architecte), Pierre Boëns(architecte), Émile Fays (architecte), Gustave Soudet (architecte), Marcel Pessé (architecte), Armand Normand (architecte), Emile Danis (architecte), Armand Bonhomme (architecte), André Gaillard (architecte), Simone Menez (architecte), Fernand Janin (architecte) et Joseph Ney (architecte).

### Mobiliers des sinistrés
Durant la reconstruction de Maubeuge par Lurçat, les meubles des habitations ont été dessinés par le designer René Gabriel. Il est désigné par le ministère de la Reconstruction et de l'Urbanisme et crée le mobilier d'urgence vendu aux sinistrés à un prix symbolique (alors en tickets de rationnement).

### Patrimoine culturel immatériel

#### Les géants
La ville de Maubeuge possède quelques géants qui sont liés entre autres à l'histoire de la ville. Ceux-ci parade le plus souvent pendant le cortège Mabuse ainsi que le carnaval.
Parmi les géants nous avons,.
- Jean Mabuse
- Le Marquis Jean-Armand de Joyeuse
- La marquise Marguerite de Joyeuse
- Sainte Aldegonde
- Sainte Waudru
- Rosette des Sars
- John le Cow-boy
- Le Minotaure
- Dame Sylvianne du Moulin
- Alfredo le Mexicain.

### Patrimoine naturel

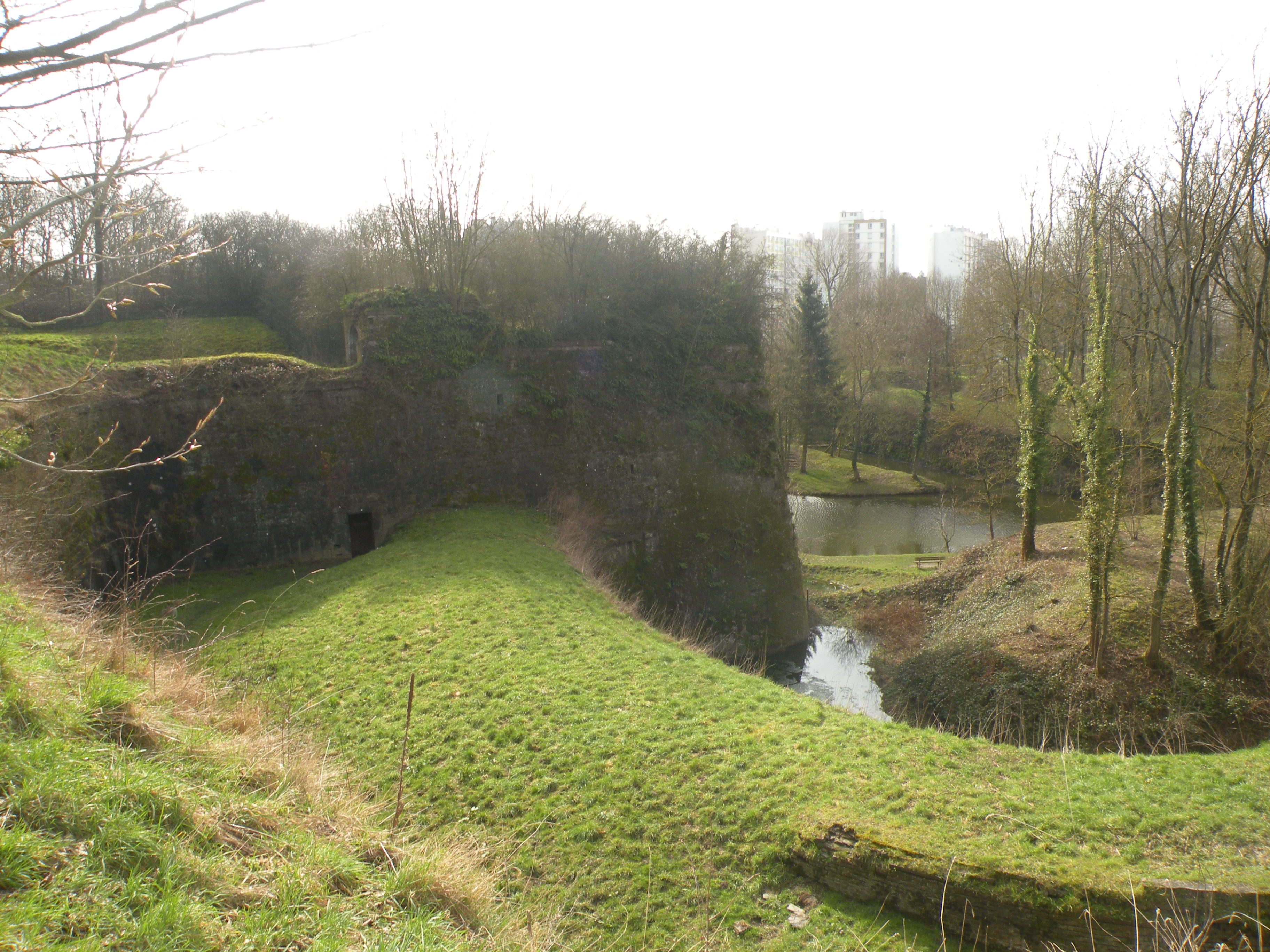
Remparts avec vue sur l'étang Monier

La commune, qui se réclame du concept de « campagne à la ville », a de fait été récompensée à plusieurs reprises au niveau régional et national. La ville a reçu le label « Villes et Villages Fleuris » et a obtenu trois fleurs au concours du même nom. De nombreux espaces naturels entourent le centre-ville : Petit Bois, Parc du Tilleul, Sambre, étang Monier, parc zoologique, etc. Les Floralies du Nord se sont déroulées en 2006, à l'espace Sculfort, réunissant des milliers de visiteurs. Des compositions florales imaginées par les artistes du groupe MADI sont reproduites en mosaïculture afin de populariser l'art géométrique, objet d'une fondation maubeugeoise.

### Patrimoine environnemental

#### Zoo de Maubeuge
Ouvert en 1955, il recouvre une superficie de 7 hectares sur lesquels sont répartis plus de 300 animaux de plus de 70 espèces, venant de tous les continents. Ce 
Zoo a de particulier, qu'il prend place au centre ville dans les remparts réalisés par Vauban au XVIIe siècle.

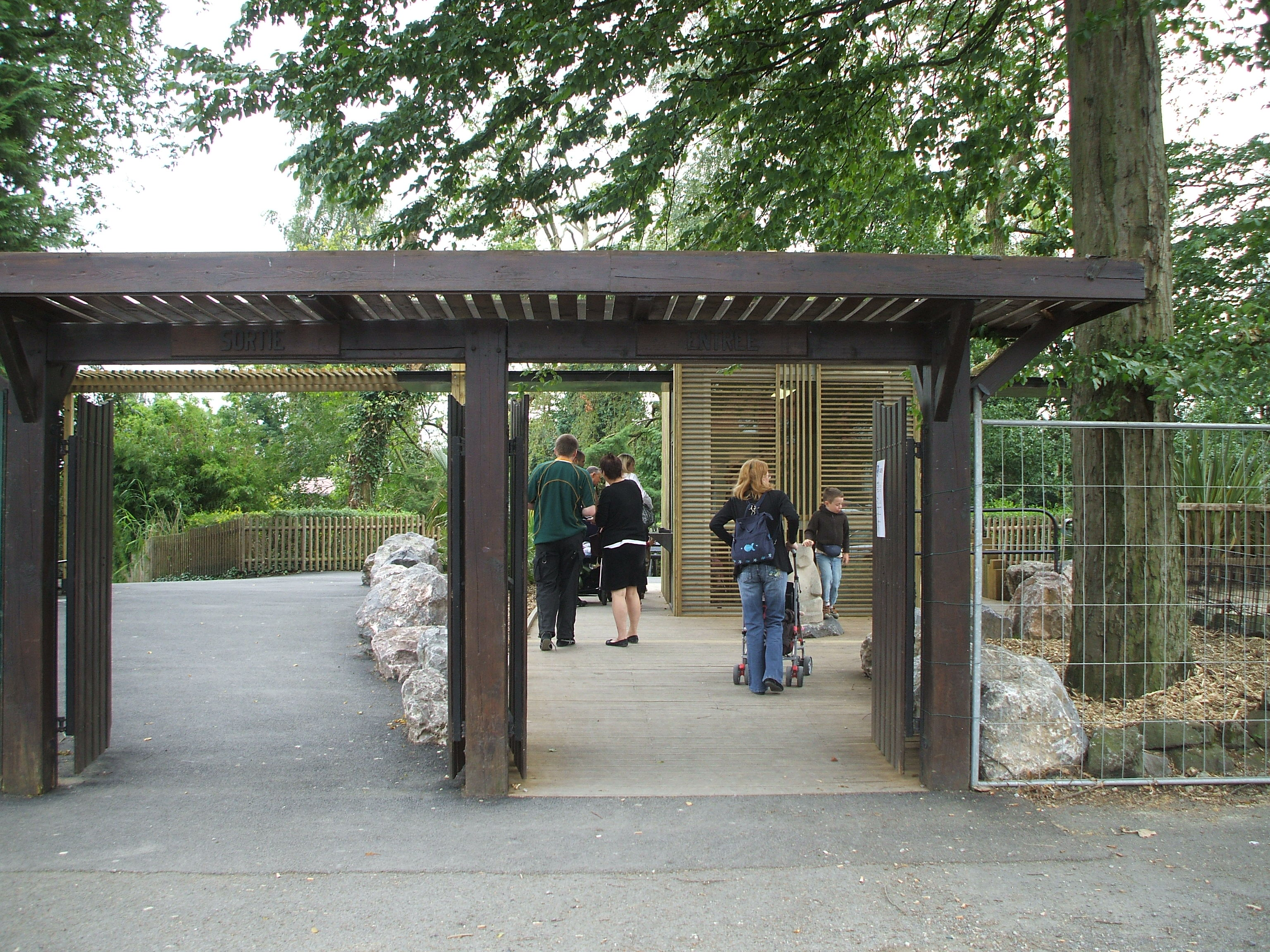
Entrée du Zoo
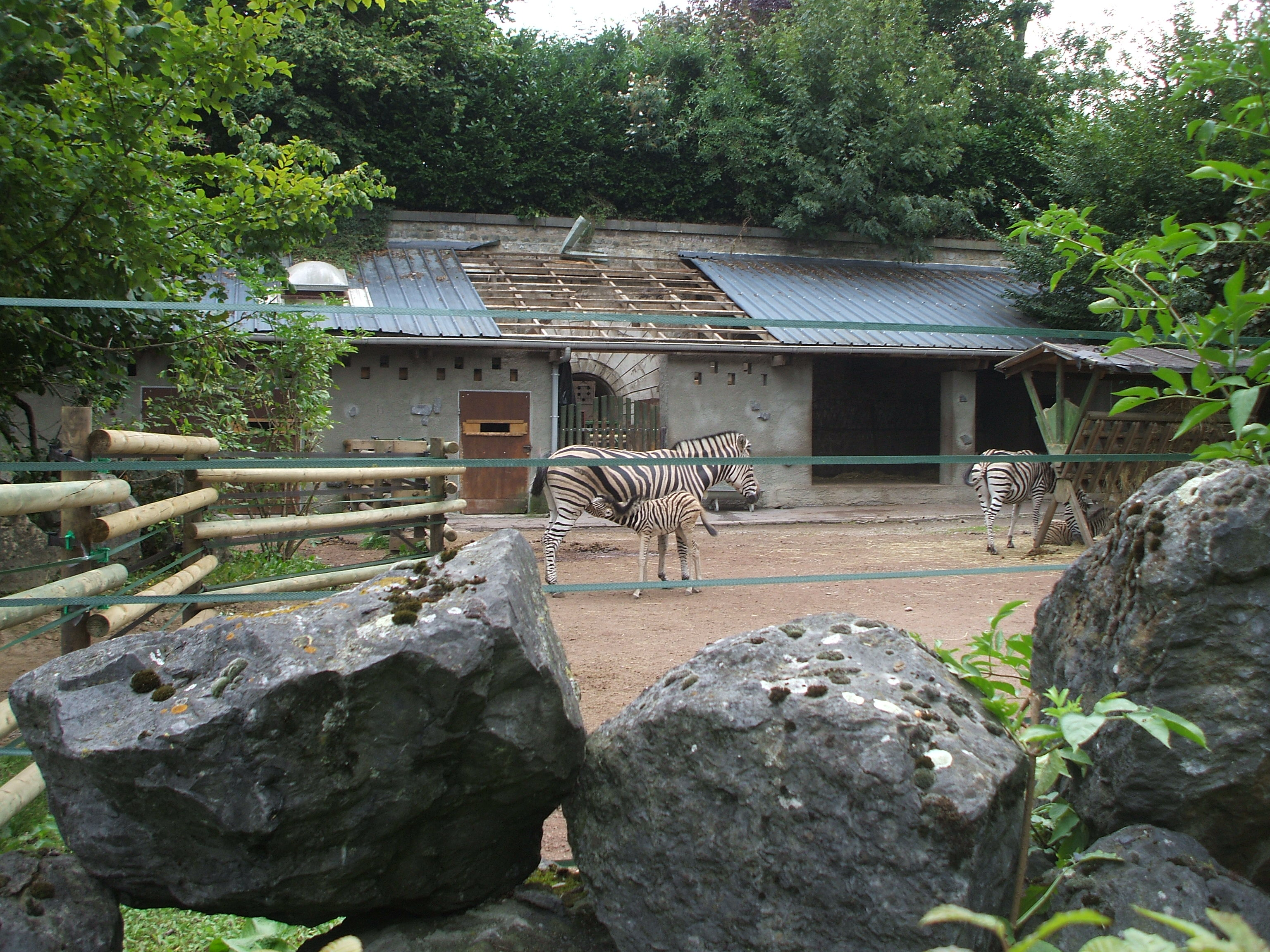
Enclos des zèbres.
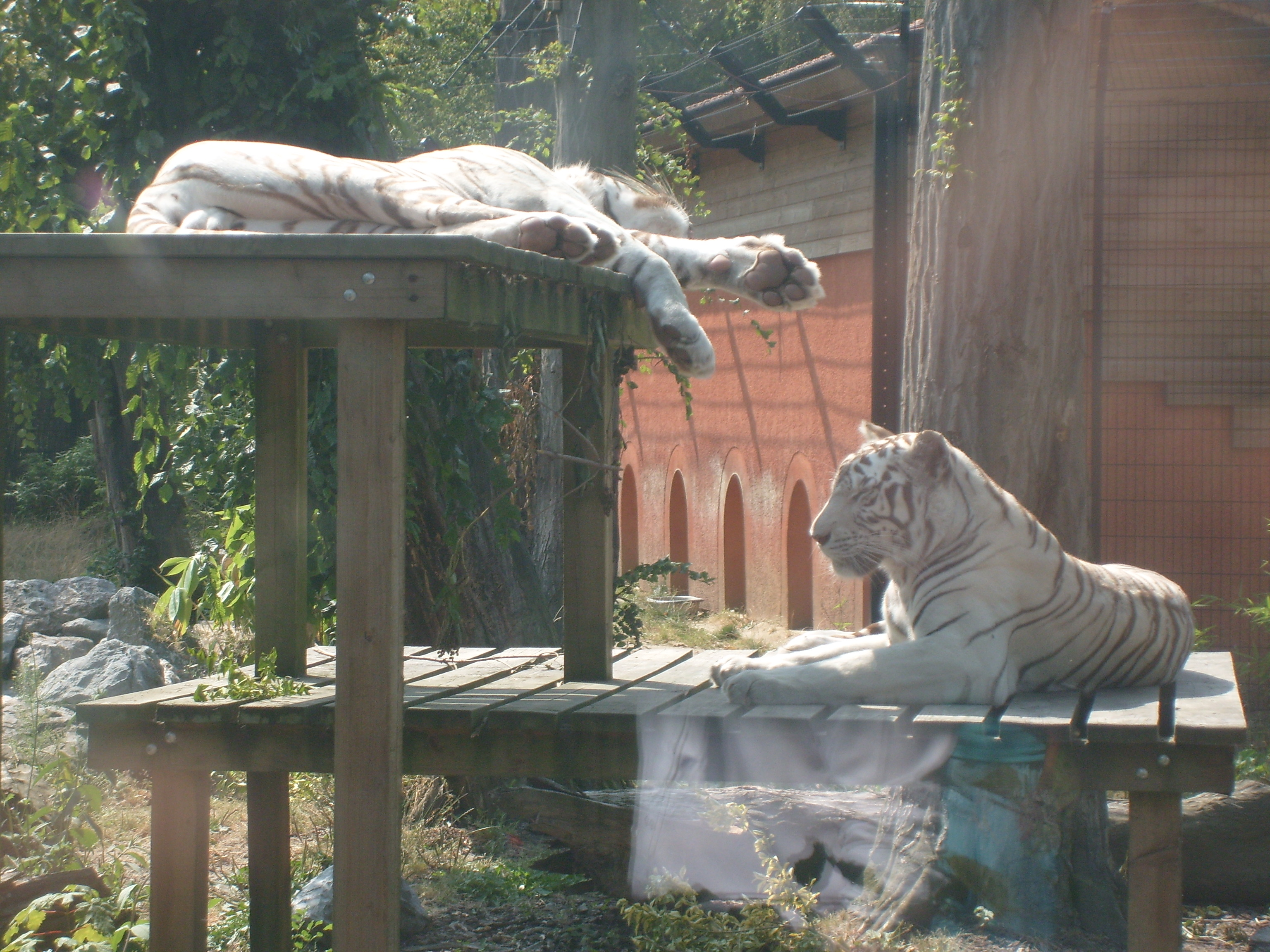
Tigres blancs.
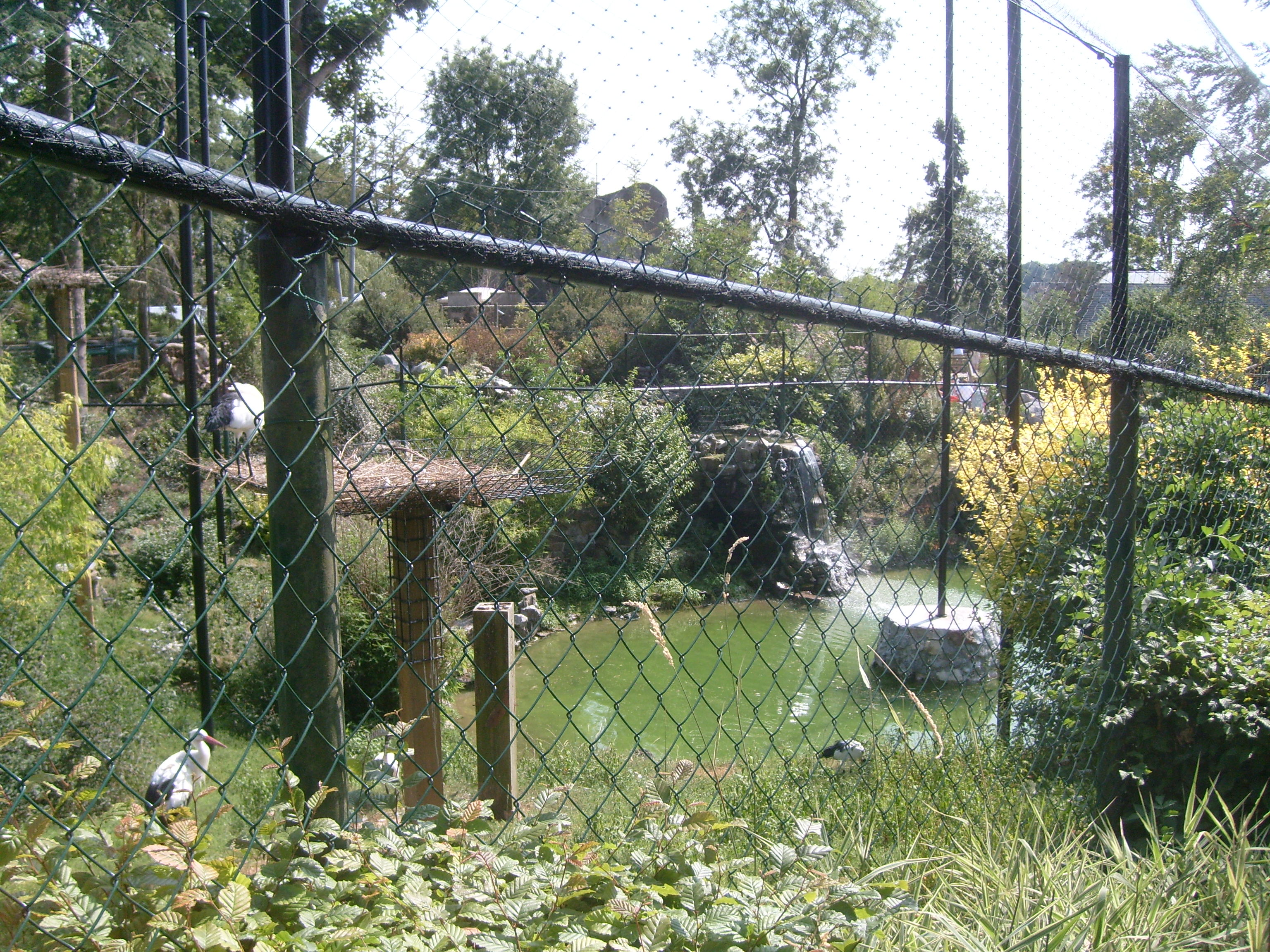
Cigognes.
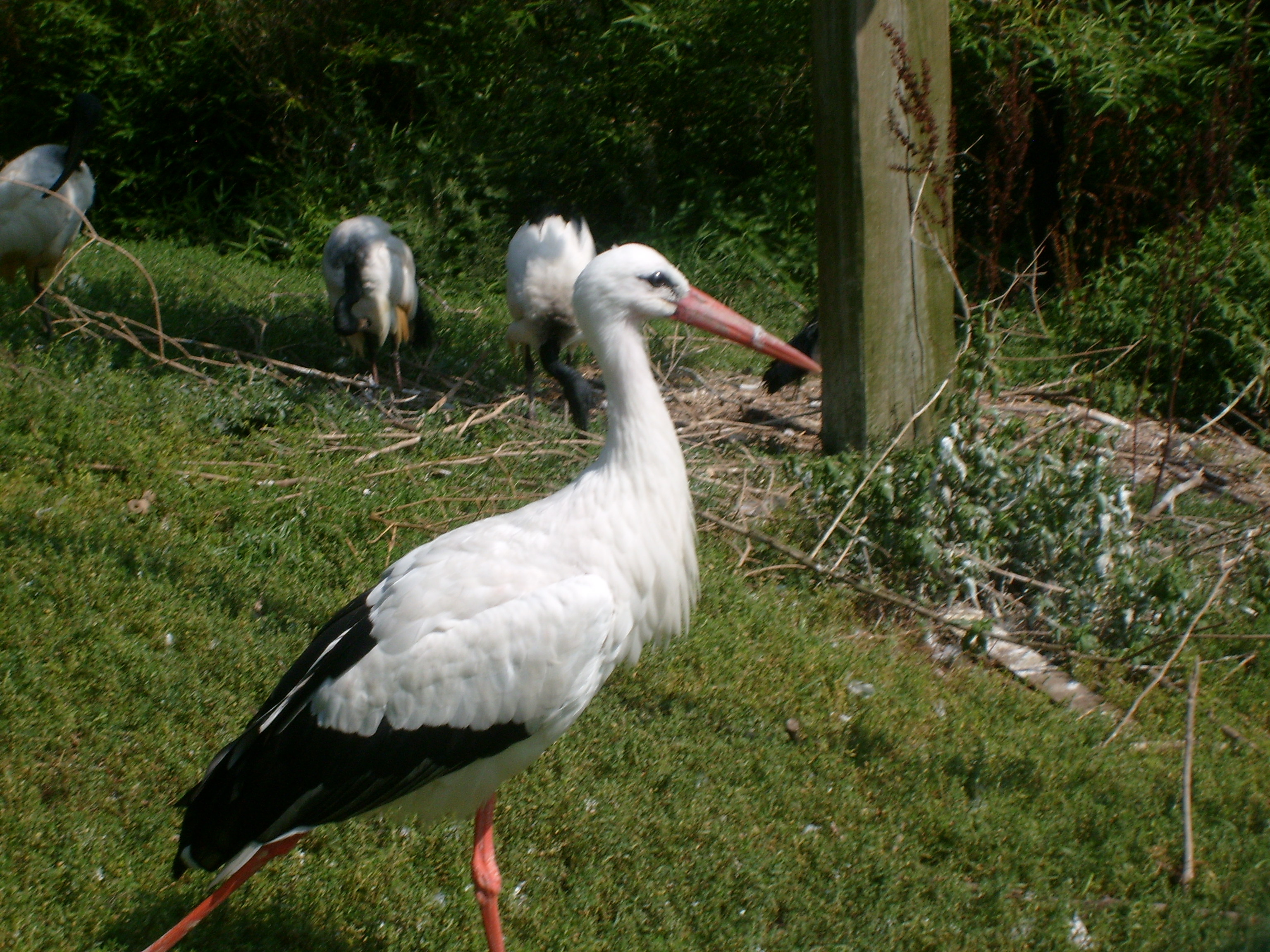
Cigognes.
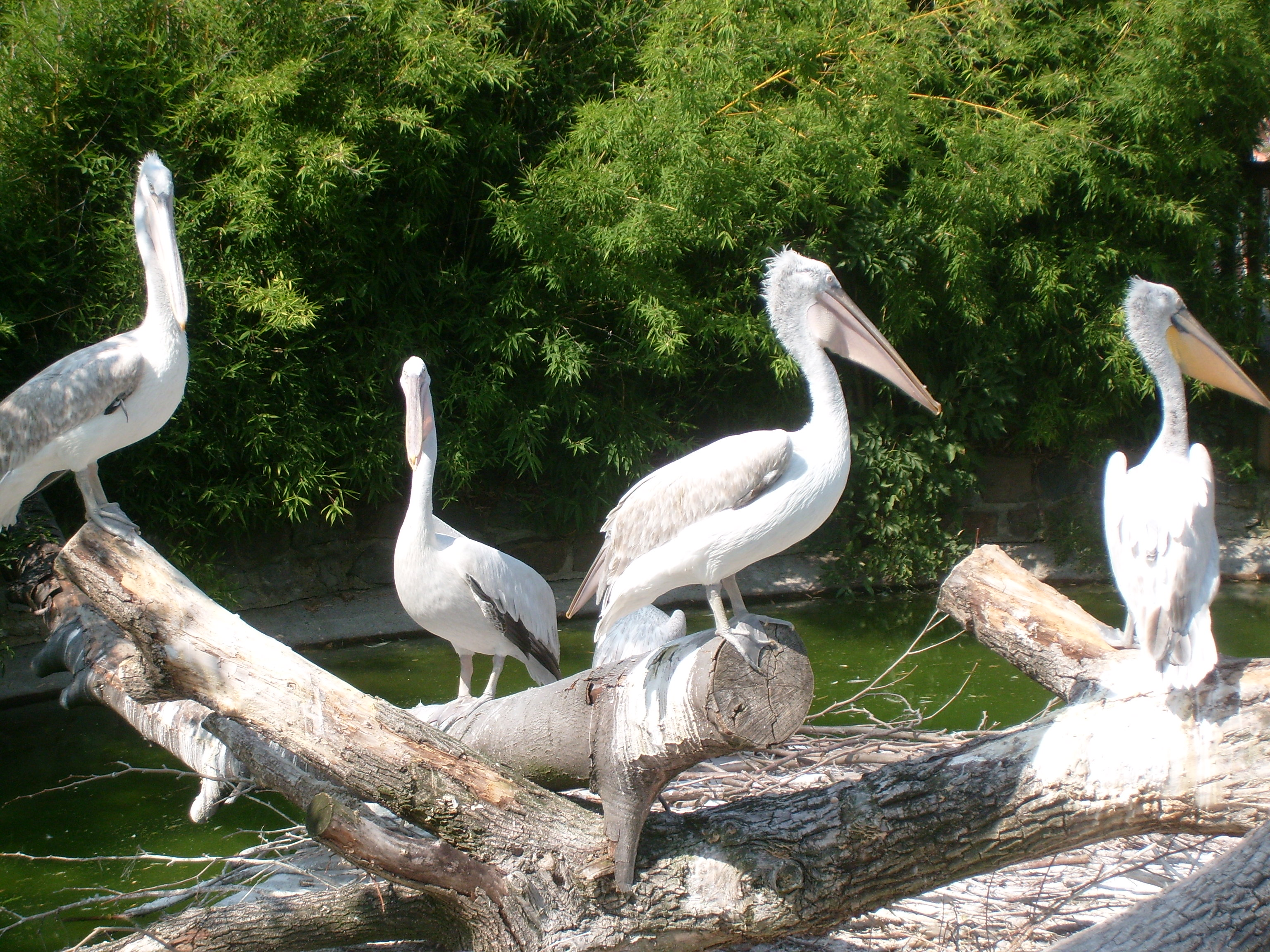
Pélicans.
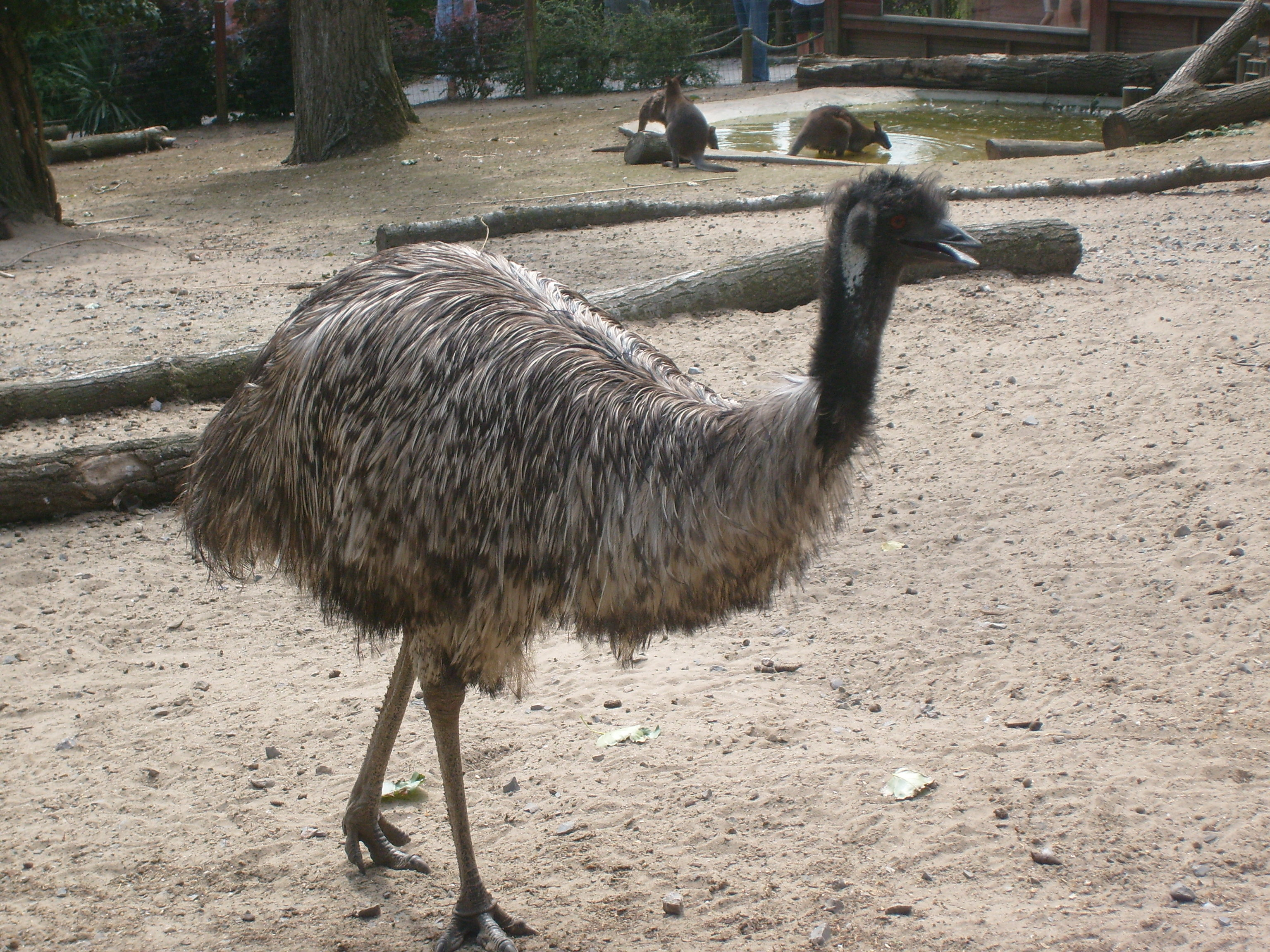
Émeu.
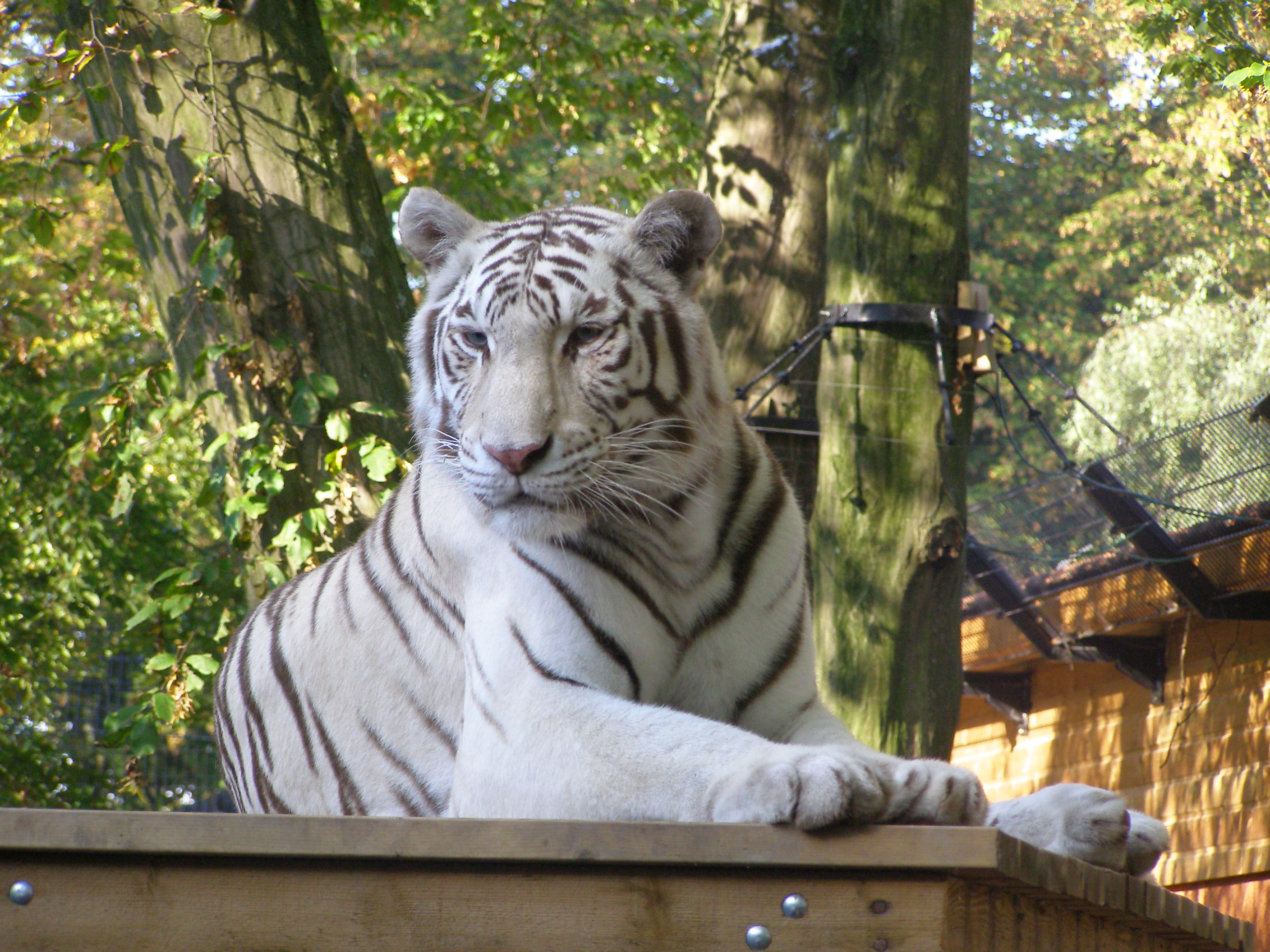
Tigre blanc.

### Pèlerinage de Saint-Jacques-de-Compostelle

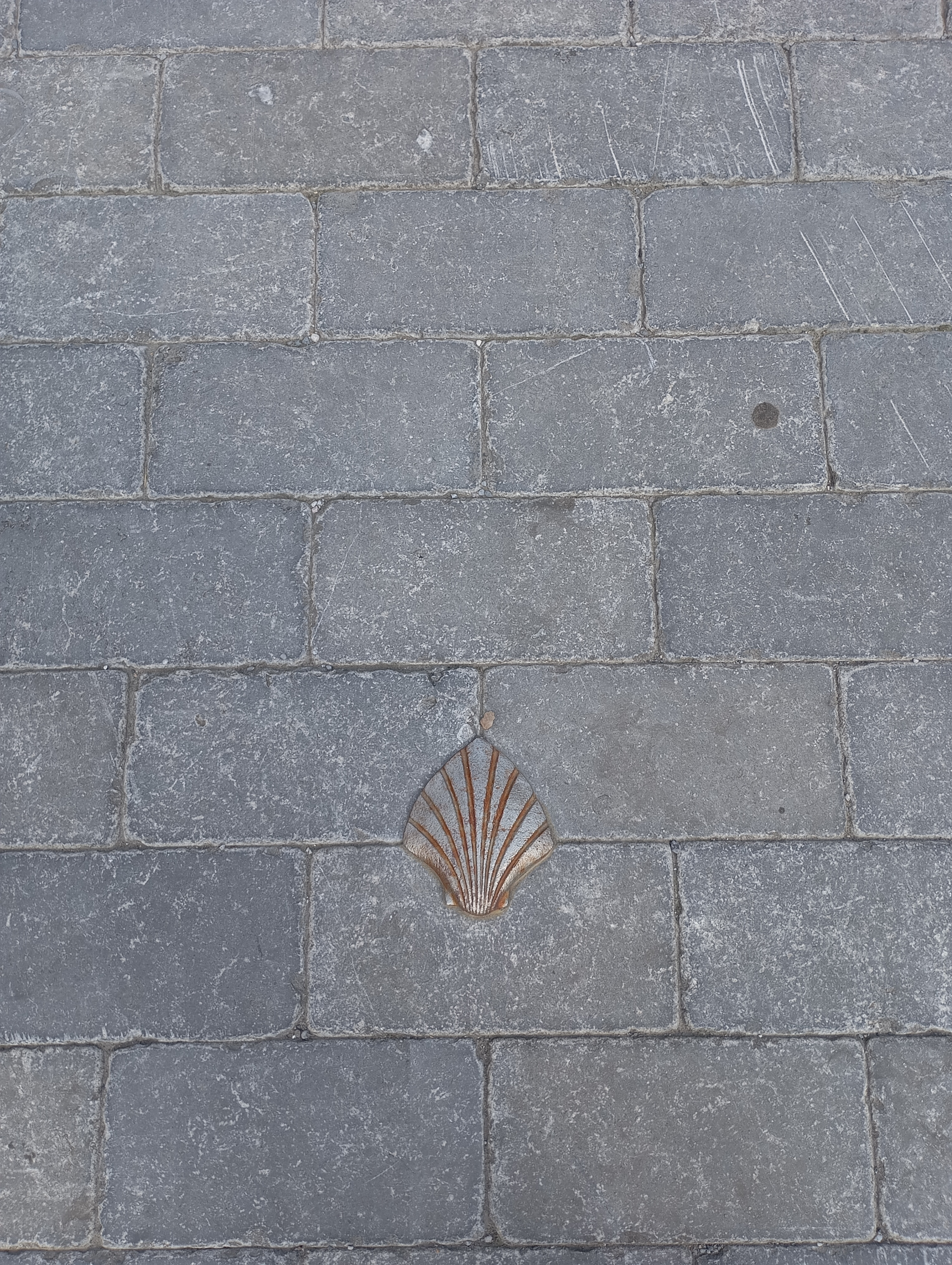
Sculpture au sol d'une coquille Saint-Jacques à Maubeuge, symbole du pèlerinage de Saint-Jacques-de-Compostelle.

Maubeuge est une étape française sur la via Gallia Belgica du pèlerinage de Saint-Jacques-de-Compostelle, qui se prolonge par la via Turonensis. L'étape notable précédente est Vieux-Reng ; la suivante est Aulnoye-Aymeries.
La ville compte plusieurs rues classées au patrimoine des chemins de Compostelle pratiqués par les pèlerins depuis des années : la rue du Grand Bois, où se situe une chambre d'hôte accueillant entre autres des pèlerins, et la rue des Sars.

### Traditions

#### "La Souillette del Foire de Saint-Joseph", Maubeuge

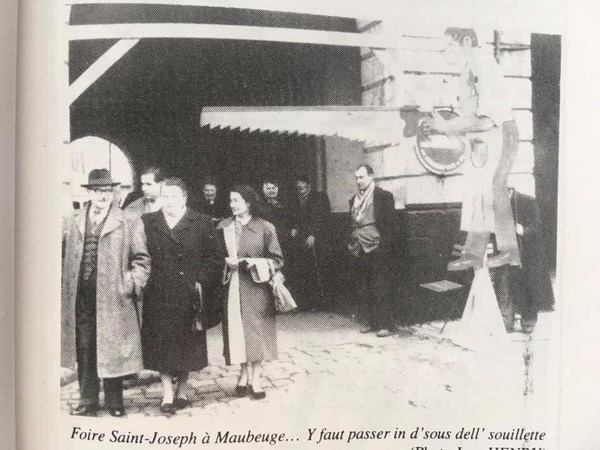
Illustration représentant La Souillette de la foire Saint-Joseph, Maubeuge

À Maubeuge lors de la Foire de Saint-Joseph, le 19 mars, on plaçait les "souillette" soit des scies à l'entrée de la foire. La tradition veut que l'on passe sous ces lames pour faire disparaitre les cornes qui poussent sur les têtes.

#### Rituel de la chapelle Sainte Aldegonde
D'après les légendes, Sainte Aldegonde favoriserait l'apprentissage de la marche chez Les enfants. Ils étaient donc coutumier, le vendredi, de brûler un cierge et de faire trois fois le tour du glacis de la chapelle à son enfant, accompagné par sa mère.

#### La légende du Tambour Sthrau

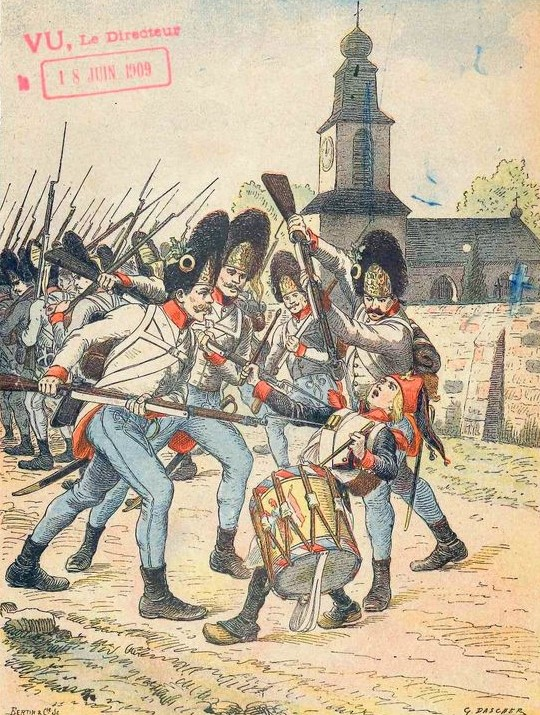
Illustration de l'histoire du tambour Sthrau dans Le Livre d'Or des Enfants courageux, Georges Dascher, entre 1880 et 1910.

#### Le mystère de la chasuble dite de Sainte Aldegonde

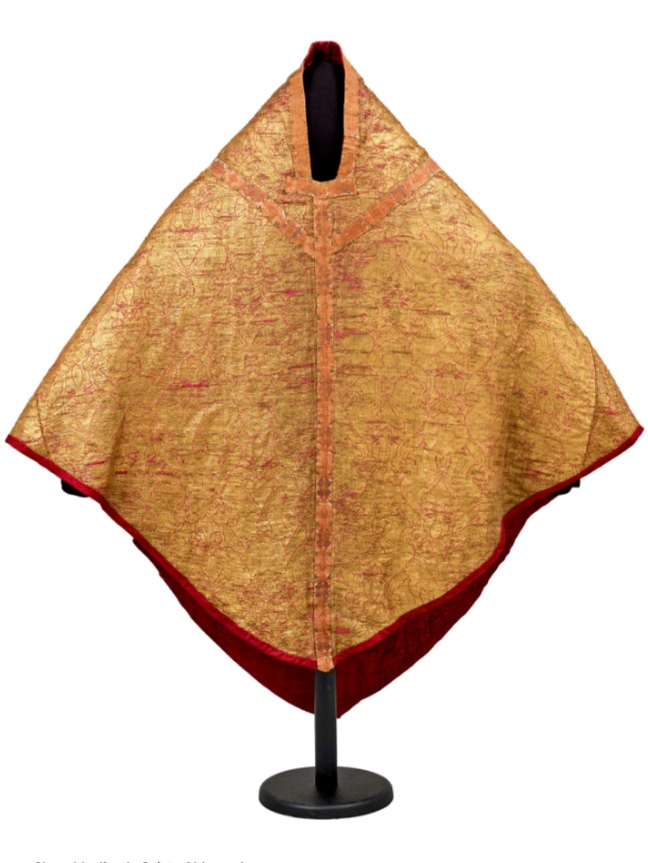
Chasuble dite de Sainte Aldegonde

#### Autres traditions
- Fête de Saint Éloi
- Cérémonie de Sainte-Barbe
- Saint Nicolas
- Fête foraine du printemps

### Légendes

#### Des soucoupes volantes à Maubeuge

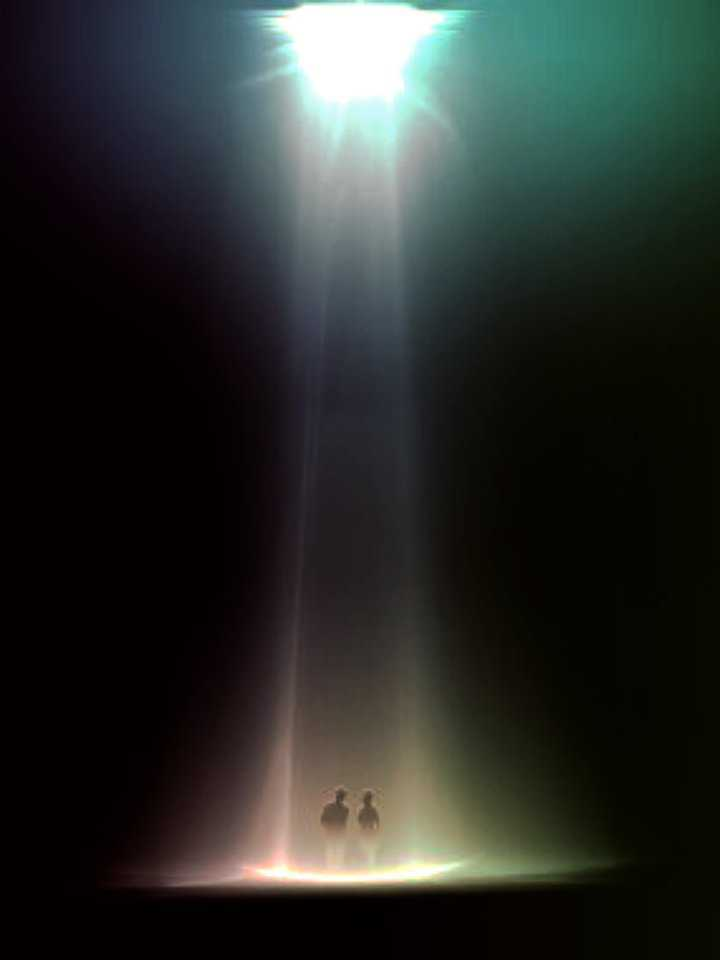
Illustration OVNI

Le 23 septembre	1979 vers 6 h, à Maubeuge, plusieurs témoins observent dans le ciel un point lumineux se dirigeant sans bruit dans la direction Nord-Est. Ce point lumineux émet des couleurs vertes et rouges. Quelques instants plus tard, la voiture des témoins est inondée d'une lumière qui couvre toute la chaussée, puis s'éteint Soudainement. Un des témoins voit une forme s'élever à 45° dans le ciel, sans aucun bruit mais laissant derrière elle une flamme rouge.L'enquête sur les lieux n'a révélée aucun indice et aucune autre information n'a été recueillie sur ce phénomène qui reste inexpliqué.

#### La source de la chapelle Sainte Aldegonde

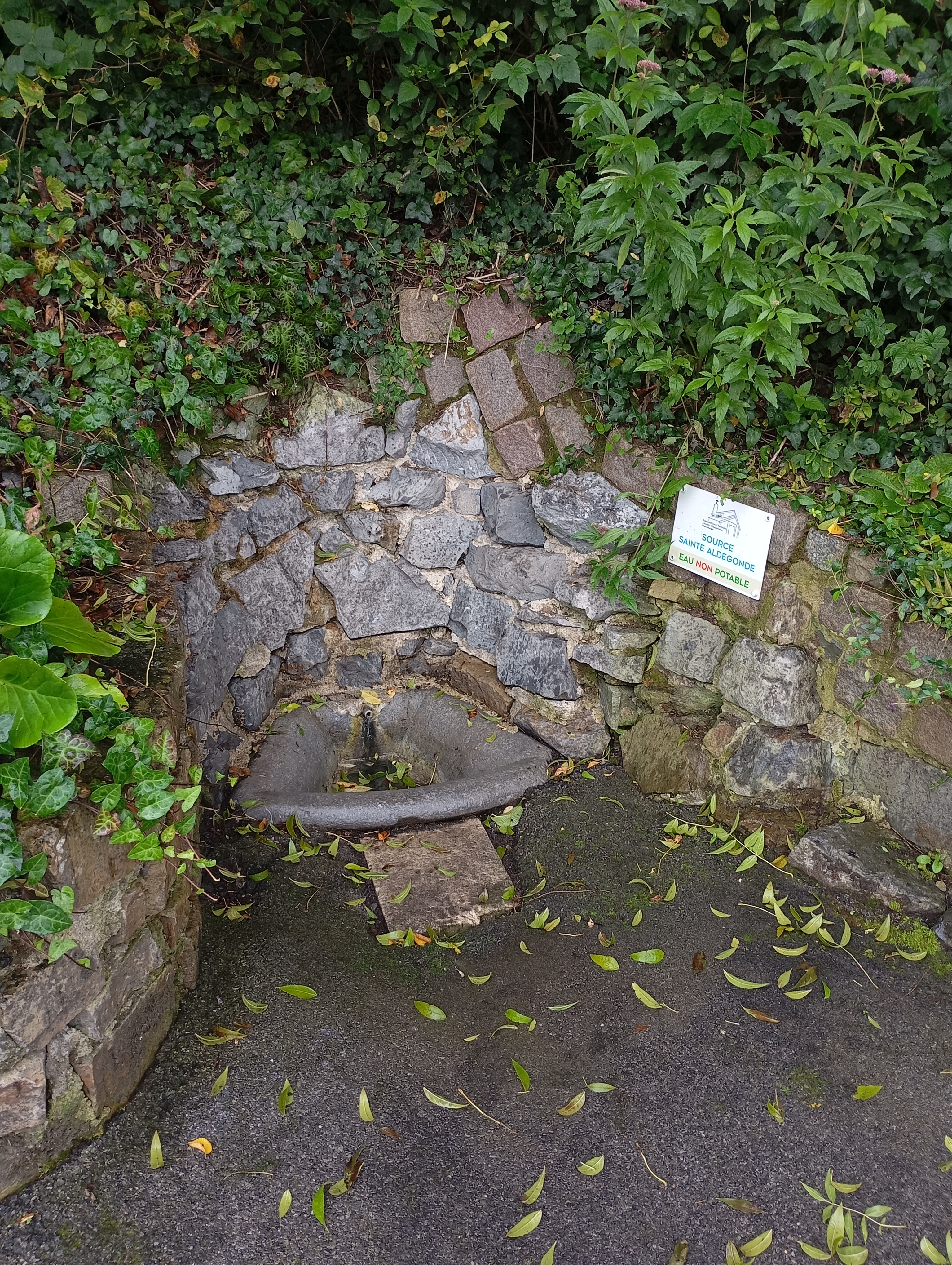
Source Sainte Aldegonde à côté de la chapelle

### Gastronomie

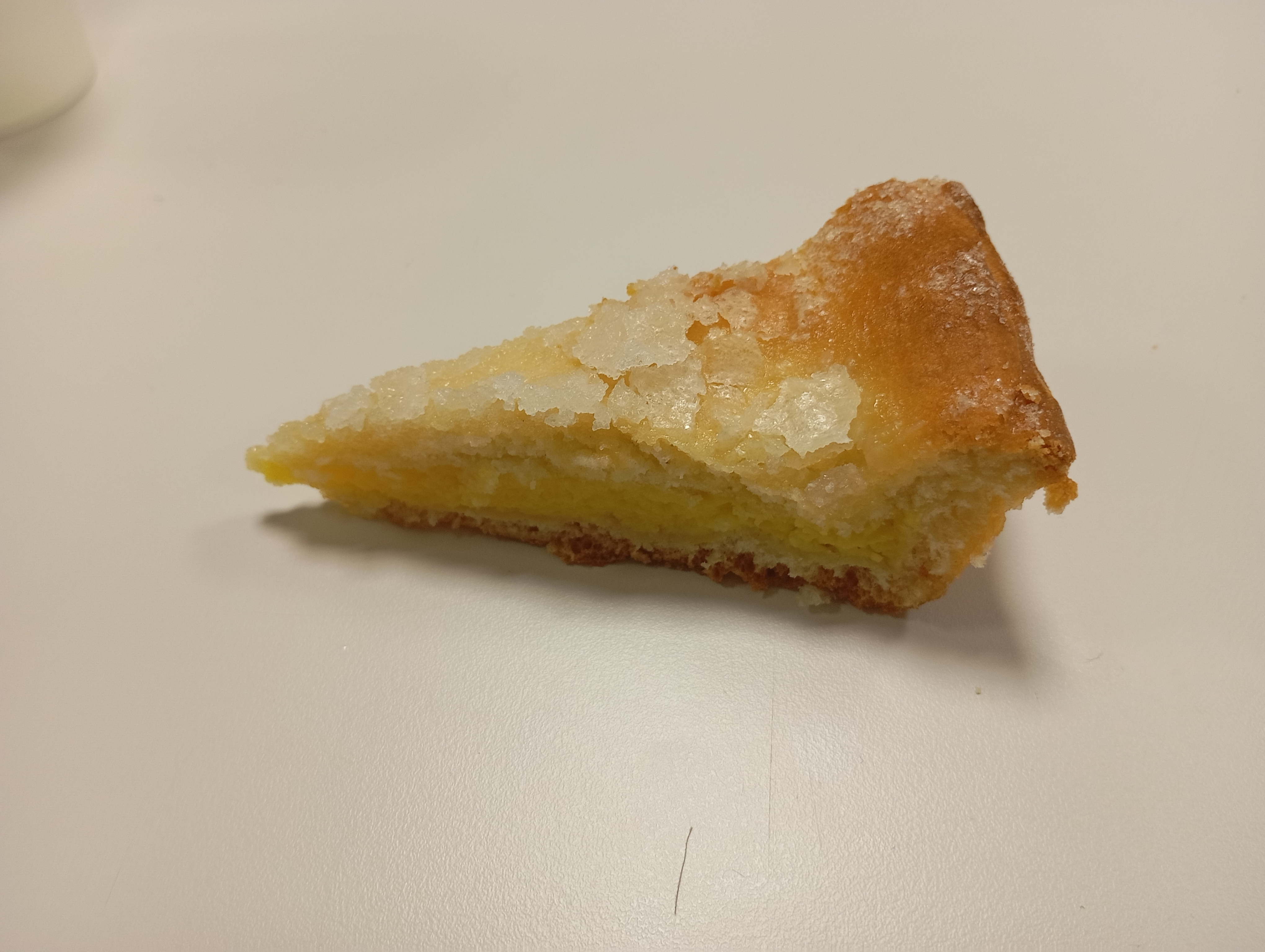
Tarte Maubeugeoise

- Tarte Maubeugeoise[135].
- Frites
- Bière Sainte Aldegonde

### Maubeuge et la chanson
La ville de Maubeuge est nommée dans la chanson Un clair de lune à Maubeuge (chanson), écrite par Pierre Perrin, interprétée notamment par Bourvil et Annie Cordy. Cette chanson à permis de faire la renommée de la ville. Aujourd'hui, nous pouvons l'entendre retentir régulièrement du clocher de l'église Saint-Pierre et Saint-Paul. De plus Le logo de la ville est un croissant de lune.

### Maubeuge et le cinéma

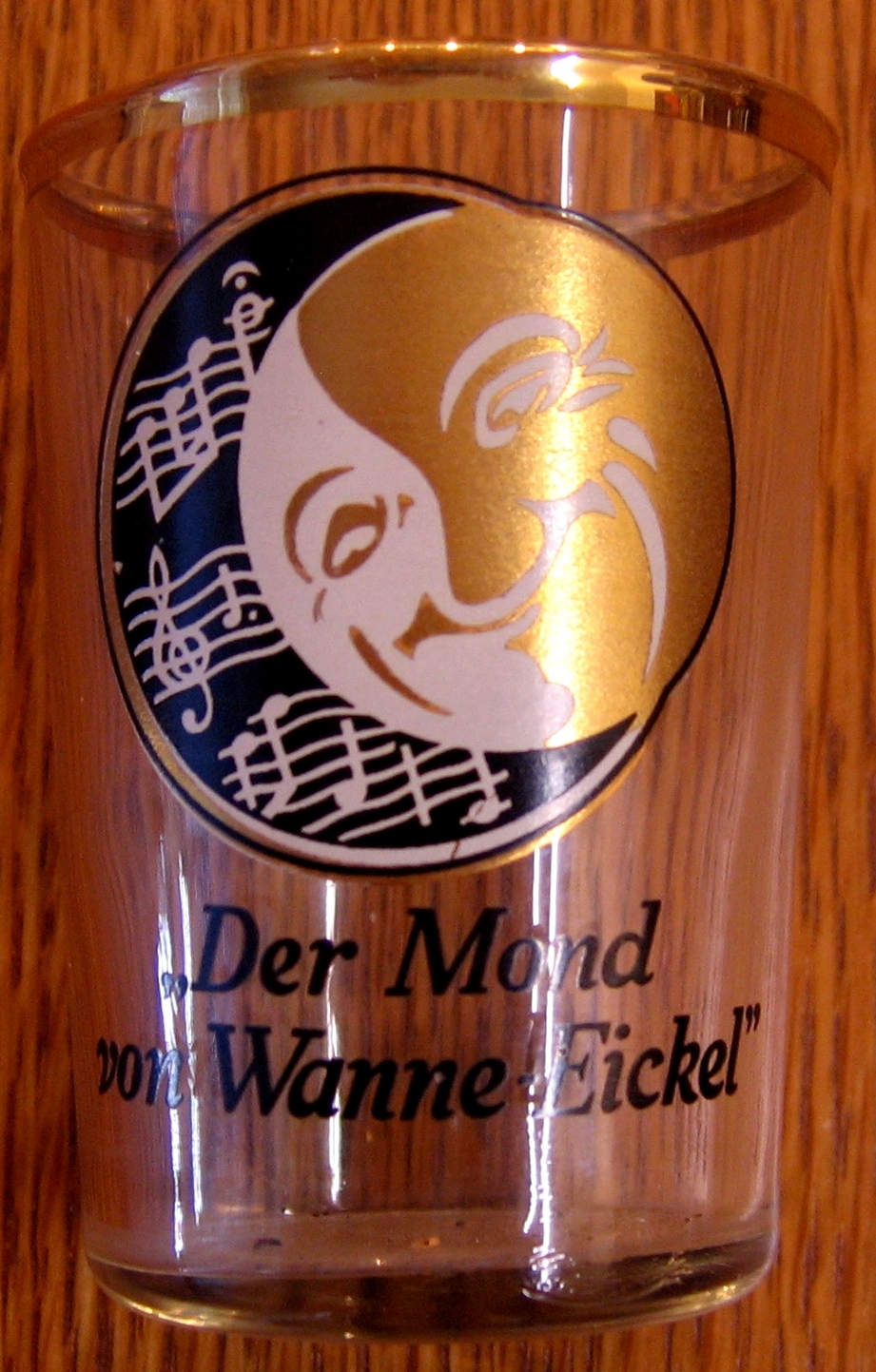
Der Mond von Wanne-Eickel.- Collection Stefan Musielak.

- Un clair de lune à Maubeuge (1962), de Jean Chérasse, a été tourné en partie à Maubeuge, à la suite du succès de la chanson écrite par Pierre Perrin, interprétée notamment par Bourvil et Annie Cordy. La même année, en Allemagne, Friedel Hensch s'inspire du « Clair de lune » (der Mond von Wanne-Eickel) qu'il enregistre sur disque et qui est matérialisé en Westphalie par des gadgets du type de celui-ci.

Ce film raconte l'histoire d'un chauffeur de taxi qui devient célèbre après avoir composé cette chanson, dont le succès atteint même le Japon.
- Le film Avida (2006), réalisé par Benoît Delépine et Gustave Kervern, produit par Mathieu Kassovitz, a été tourné au parc zoologique de Maubeuge.

La ville de Maubeuge inspire régulièrement les scénaristes de cinéma :
- dans Le Gendarme et les Gendarmettes (1982), l'adjudant Gerber sermonne ses hommes, les menaçant d'une mutation « aux Îles Kerguelen ou à Maubeuge » ;
- dans Je reste ! (2003), Vincent Perez, sur la réalisation d'un viaduc au Brésil, donne la réplique à un collègue lui affirmant « construire une bretelle d'autoroute à Maubeuge » ;
- dans Taxi 4 (2007), le commissaire Gibert, à Monaco, peste contre un GPS qui lui indique Maubeuge ;
- dans Bienvenue chez les Ch'tis (2008), l'harmonie de Bergues interprète sur la Grand'Place la mélodie de la chanson Un clair de lune à Maubeuge ;
- dans Les émotifs anonymes (2010), Isabelle Carré qui interprète Angélique, chargée de vendre les produits d'une chocolaterie, déclare qu'elle va les faire connaître à « New York, Tokyo et même à Maubeuge » ;
- dans la série télévisée H (2001), Aymé Césaire rétorque au professeur Strauss : « Olala ! j'suis pas le quin-quin de la bistouquette hein, je vais te cuisiner façon Maubeuge ! » ;
- en mai 2016, Johnny Hallyday déclare avant un concert à Tahiti : « C'est quand même mieux de venir chanter ici à Papeete, à Tahiti, qu'à Maubeuge. Non mais c'est vrai, c'est quand même beaucoup plus joli, enchanteur... ». Trois jours plus tard, il présente ses excuses dans une vidéo publiée sur les réseaux sociaux, dans laquelle il entonne le début de la chanson Un clair de lune à Maubeuge[136].

### Politique
- Arnaud Decagny, maire actuel de Maubeuge depuis le 6 avril 2014.
- Jean-Claude Decagny, député-maire de Maubeuge du 1er décembre 1984 au 12 mars 1989 et du 25 juin 1995 au 23 mars 2001.
- Benjamin Saint-Huile, né le 10 mai 1983 à Maubeuge (Nord), est un homme politique français. Ancien membre du Parti socialiste (PS), il est maire de Jeumont de 2008 à 2022 et député de 2022 à 2024.
- Alain Carpentier, Maire du 12 mars 1989 au 25 juin 1995.
- Antoine Bataille, Maire de Maubeuge de décembre 1919	à mai 1925.
- Paul Goblet, Maire de Maubeuge de mai 1925 à mai 1929.
- Maurice Deudon, Maire de Maubeuge de mai 1929 à 1940.
- Émilien Demeure, Maire provisoire de mai 1940 à 1944
- Anicet Defossez, Maire de 1940	à mai 1940.
- Louis Michaux, Maire de septembre 1944 à décembre 1944.
- Joseph Watteau, Maire de Maubeuge de 1669 à 1692.
- Jean Masson, Maire de Maubeuge de 1602	à 1602.
- Nicolas Ruppert Bottieau, Maire de Maubeuge en 1842.
- M. Walrand, Maire de Maubeuge en 1848.
- Emilien Walrand, maire de Maubeuge.
- Kléber Leulier, nommé maire par le gouvernement provisoire de décembre 1944 au 12 octobre 1946.
- Louis François Jason Joseph Piquery de Cuvilliers, Maire de Maubeuge de 1854 à 1855.
- Anne-Laure Cattelot, née le 25 octobre 1988 à Maubeuge (Nord), est une femme politique française. Membre de La République en marche (LREM), elle est députée de la douzième circonscription du Nord de 2017 à 2022 et conseillère municipale d'Avesnes-sur-Helpe depuis 2020.
- Antoine Philibert Marchant dit Marchant du Nord, né le 27 janvier 1796 à Maubeuge (Généralité de Valenciennes), mort le 11 septembre 1859 à Amiens (Somme), est un homme politique français.
- Jules Walrand, né à Maubeuge le 3 octobre 1852 et mort dans cette ville le 2 mai 1920, est un homme politique français.
- Alexandre Dufosset, né le 24 août 1998 à Maubeuge (Nord), est un homme politique français. Il est élu député du Nord en 2024.
- Victor de Carnières, né le 26 février 1849 à Maubeuge et mort le 26 mars 1917 à M'Raïssa1 sur la presqu'île du cap Bon est un agriculteur, journaliste, homme politique et porte-parole de la population française en Tunisie pendant le protectorat français. Il est le fondateur du journal La Tunisie française.
- Henri Durre, né le 15 septembre 1867 à Maubeuge (Nord) et mort le 28 octobre 1918 à Anzin (Nord), est un homme politique français.
- René Louis Hamoir, né le 13 juillet 1812 à Valenciennes (Nord) et décédé le 20 janvier 1881 à Maubeuge (Nord), est un homme politique français.
- Emmanuel Fouquart, né le 30 juillet 1966 à Maubeuge, est un homme politique français, élu député à l'Assemblée nationale en juillet 2024 dans la treizième circonscription des Bouches-du-Rhône. Il est membre du Rassemblement national (RN).
- Paul Delombre, né à Maubeuge le 18 mars 1848, mort à Neuilly-sur-Seine le 8 novembre 1933, avocat et homme politique français. Il a été ministre du Commerce, de l'Industrie, des Postes et Télégraphes du 1er novembre 1898 au 18 février 1899 dans le Gouvernement Charles Dupuy (4).
- Adonis Brichot, né le 19 février 1907 à Maubeuge, mort dans cette ville le 4 juillet 1980, est un homme politique français. Il est député communiste du Nord à l'Assemblée constituante de 1945.
- Marc Laffineur, né le 10 août 1945 à Maubeuge (Nord), est un homme politique français, ancien membre des Républicains. À partir de 2007, il exerce la fonction de 1er vice-président de l'Assemblée nationale jusqu'au 29 juin 2011, date à laquelle il est nommé secrétaire d'État auprès du ministre de la Défense et des Anciens combattants jusqu'au 10 mai 2012.
- Émile Bottieau est un homme politique français né le 12 septembre 1822 à Maubeuge (Nord) et décédé le 10 octobre 1887 à Arras.
- Jacques Beauvais (15 décembre 19021, Maubeuge - 12 juin 1981, Saint-Quentin), est un avocat et homme politique français.
- Pierre Bérégovoy, premier ministre français (PS), qui s'est présenté aux élections municipales de Maubeuge - et a perdu -, face à Pierre Forest.
- Louis Auguste Le Tonnelier de Breteuil, baron de Breteuil, gouverneur de Maubeuge de janvier 1788 à juillet 1789.
- Anne-Laure Cattelot, députée du Nord.
- Pierre Forest, président de l'UNEF en 1925-26, député-maire de Maubeuge après la Seconde Guerre mondiale.
- Marc Laffineur, homme politique français, membre de l'UMP, de 2007 à 2011, il a été le 1er Vice-président de l'Assemblée nationale. Le 29 juin 2011, il est nommé Secrétaire d'État auprès du Ministre de la Défense et des Anciens combattants.
- Amédée de Mauraige, maire de Maubeuge au XIXe siècle[137].
- Jehan de Mauraige, dit "Sausset", Prévôt de Maubeuge au XIVe siècle[137].
- Simon de Mauraige, Prévôt de Maubeuge au XIIe siècle[137].
- Claire Tassadit Houd, née à Maubeuge, issue d'une famille de harki et élue dans 2e circonscription d’Eure-et-Loir pour le parti LRM.
- Rémi Pauvros, maire de Maubeuge de 2001 à 2014 et vice-président du conseil général du Nord.
- Henri Sculfort né le 1er mai 1844 à Maubeuge (Nord) et mort le 25 avril 1914 à Paris 17e (Seine) est un homme politique français.
- Michaël Taverne, né le 10 mars 1979 à Maubeuge (Nord), est un policier et homme politique français, membre du Rassemblement national.
- Ferdinand-César de Saint Léger, maire de Maubeuge au XIXe siècle[137].

### Royauté
- Le roi Louis XIV, pris de nouveau Maubeuge en 1655, qui y laissa pour garnison 500 dragons, 200 cavaliers et 900 hommes d'infanterie. À la suite de ces événements il est venu visiter la cité avec la reine.

### Environment
- Mundiya Kepanga, chef coutumier papou originaire de la tribu des Hulis vivant dans la région des Hautes Terres de Papouasie-Nouvelle-Guinée[138],[139] et faisant partie des 5 gardiens des forêt mandaté par l'ONU. Il a été reçu plusieurs fois par la ville ainsi que le zoo de Maubeuge, ce dernier lui ayant offert une épine de porc-épic en cadeau ornementale.

### Militaire
- Albert Sallengros, né le 19 mai 1746 à Maubeuge (Nord), mort le 1er juillet 1816 aux Pays-Bas[140], est un homme politique de la Révolution française.
- Pierre Choderlos de Laclos, militaire et romancier, contribua à la réalisation de aérostiers avec Jean-Marie Coutelle, au sein du collège des jésuites à Maubeuge.
- Suzanne Tony Robert, née Suzanne Raymonde Josephine Bougenot le 8 décembre 1900 à Maubeuge et morte le 27 juin 1995 dans le 16e arrondissement de Paris, est une résistante française durant la Seconde Guerre mondiale, fondatrice du réseau « Cohors-Asturies» en Seine-et-Marne, affilié au mouvement Libération-Nord.
- Le général baron Albert Prisse (24 juin 1788 à Maubeuge – 22 novembre 1856 à Rome) est un militaire, ingénieur, diplomate et homme d'État[141] belge, d'origine française.
- Louis François Auguste Mazel du Goulot, dit Dugoulot, né le 4 octobre 1742 et mort le 18 février 1815 à Maubeuge (Nord), est général de brigade de la Révolution française.
- Jean-Baptiste Deshayes né à Maubeuge, le 12 mars 1774 - tué à la bataille de Dresde le 26 août 1813, était un militaire et officier français.
- Le Général de division Maurice Rose, né le 26 novembre 1899 à Middletown, dans le Connecticut libera Maubeuge le 2 septembre 1944 des forces allemandes.
- Raymond Duval, né à Maubeuge en 1894, général d'armée, commandant supérieur des troupes du Maroc et général de corps d'armée de Riols de Fonclare.
- Auguste Goethals (baron de), né à Maubeuge le 26 avril 1782. Lieutenant-colonel à Waterloo, major général en 1826, général de division en Belgique en 1830, et organisateur de l'infanterie nationale belge.
- Barthélémy Mousin, né à Maubeuge en 1738, général de brigade dans l'armée de Moselle en 1793, puis général de division.
- Philippe Joseph de Rostaing (1719-1796), général des armées de la Royauté et de la Révolution y est né.
- Paul Vanuxem, né à Maubeuge le 22 juillet 1904, général d'armée. Titulaire de 25 citations pendant les campagnes de France, d'Allemagne, d'Indochine et d'Algérie.
- Gérard Hennebert né à Maubeuge le 11 octobre 1913, résistant français et aviateur, Compagnon de la Libération.
- Tambour Stroh, jeune militaire exerçant la fonction de tambour et tué à la bataille de Wattignies le 15 octobre 1793.
- Marquis Jean-Arnaud de Joyeuse (1631-1710) officier sous Louis XIII et Louis XIV et premier Gouverneur de la place de Maubeuge.
- Antoine Le Prestre de Vauban, dit Dupuy-Vauban, est un ingénieur général du Génie et un lieutenant général français, mort à Maubeuge.

### Art

#### Peinture

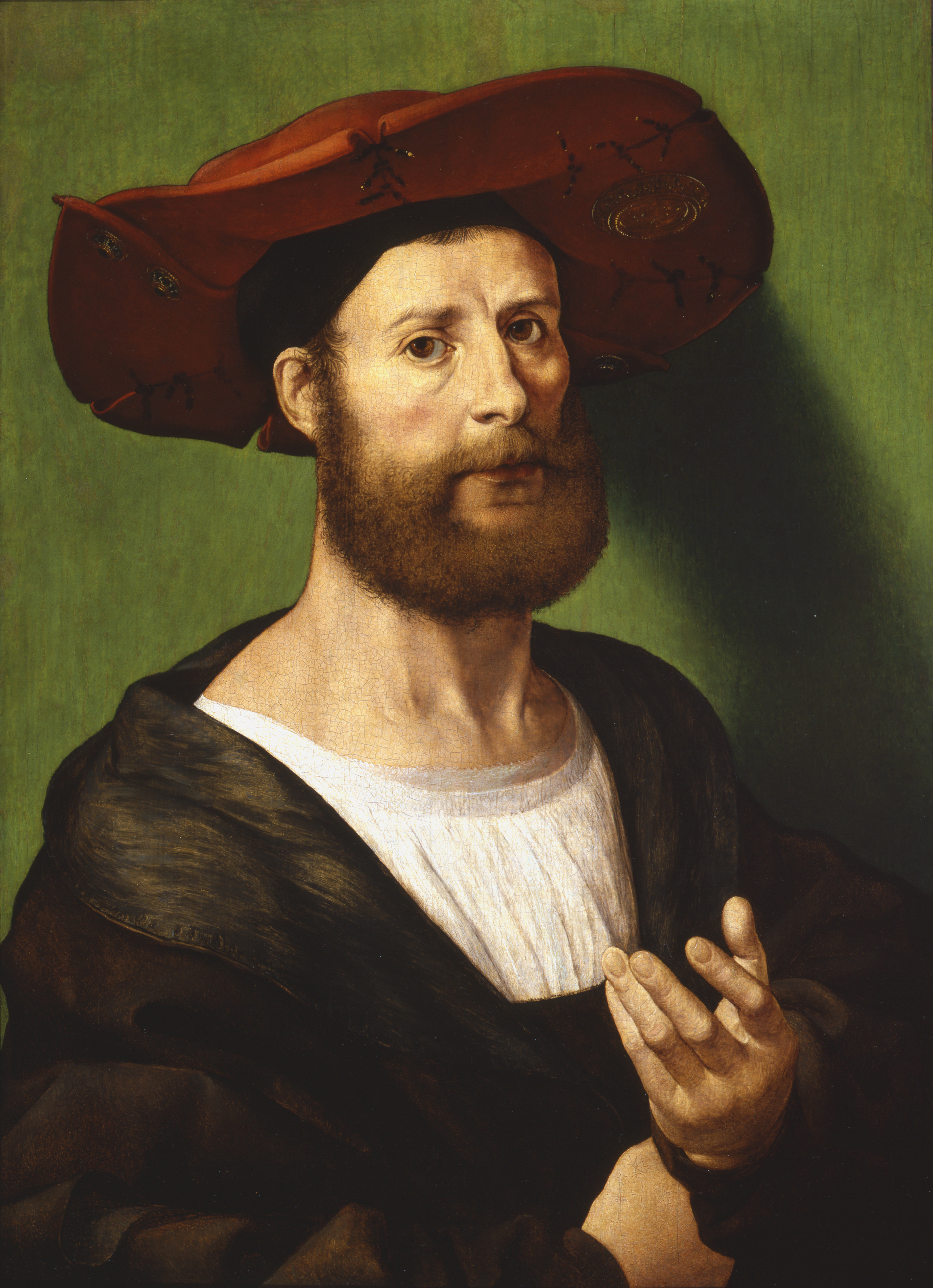
Jan Gossaert.

- Jan Gossaert, dit Mabuse ou Maubeuge ou Jean de Maubeuge, peintre né à Maubeuge en 1478 reconnu comme peintre de l'école flamande du XVIe siècle, notamment exposé au Musée royal d'Anvers.
- Édith Vaucamps (1879-1953), peintre et écrivaine née à Maubeuge.
- Martial Leroux (1886-1959), peintre belge et fabriquant de couleur, qui c'est installé avec sa famille à Maubeuge. Sont style est inspiré de l'expressionnisme flamand et de l'expressionnisme Wallon ainsi que de l'art abstrait.
- Henri Boez, (1892 - 1972), peintre et poète né à Maubeuge.
- Nicolas Régnier, dit Niccolo Renieri, né à Maubeuge en 1590 (?). Peintre caravagesque du XVIIe siècle.
- Michel Desoubleay, dit Michele Desubleo ou Michele Fiammingo (« le Flamand »), Peintre, demi-frère de Nicolas Régnier, né à Maubeuge en 1602. Il l'a suivi en Italie.
- Victor Vasarely, artiste d'origine hongroise, souvent reconnu comme le père de l'Op art. Il a dessiné la façade de l'actuel hôtel de ville de Maubeuge.
- Jean-Paul Dubray, né à Maubeuge le 5 juillet 1883 et mort à Paris le 15 mars 1940, est un artiste peintre, graveur, critique d'art et écrivain français.
- Bilel Allem, street-artiste, qui a réalisé une fresque à Maubeuge dans le quartier des présidents.
- Jérémy Amate, peintre, a réalisé une fresque muralereprésentant un portrait deRosa park sur les murs de l'immeuble Normandie, Quartier des provinces française, Maubeuge.
- Korne Livio, artiste contemporain, qui a réalisé le chemin de croix de l'église Saint-Pierre et Saint-Paul à Maubeuge.
- Bertrand Delaporte alias PARSE, graffeur, a réalisé plusieurs œuvres au centre-ville en 2018.
- Nicolas Guiet, œuvre abstraite et géométrique. Il a effectué une œuvre sur la maison de leclusier.

#### Architecture
- Sébastien Le Prestre de Vauban, ingénieur et architecte à qui l'on doit les fortifications et remparts de Maubeuge.
- André Lurçat, architecte qui fut chargé de la reconstruction et de l'aménagement urbain du centre-ville de Maubeuge après la seconde guerre mondiale.
- Henri Lafitte, frère de Jean Lafitte, architecte Maubeugeois qui réalisa avec son frère la salle sthrau, ancienne Chapelle du collège des Jésuites de Maubeuge.
- Jean Lafitte, architecte, frère de Henri Lafitte. Il réalisa la salle sthrau et également l'Église Saint-Pierre-et-Saint-Paul de Maubeuge.
- André Gaillard, architecte fuisse, connu pour avoir participé à la création des Villes nouvelles. Il réalisa plusieurs bâtiments au sein des quartiers des provinces françaises et de l'épinette ainsi que l'hôtel de ville de Maubeuge avec Jacques Ferdinand Corbeau.
- Jean de Block, architecte, auteur de l'ancien collège des Jésuites (actuellement Pôle Henri-Lafitte) et de l'ancienne chapelle (actuellement Salle Sthrau)
- Jacques Ferdinand Corbeau, architecte qui réalisa avec André Gaillard, l'hôtel de ville de Maubeuge.
- Gustave Malbert (né à Maubeuge, 5 août 1880 - décédé à Dieppe, 22 septembre 1938) était un architecte français.
- Paul Janin, architecte chargé du premier plan de reconstruction de Maubeuge avant André Lurçat
- Maurice Gouvernet (architecte, adjoint de Lurçat pour la reconstruction de Maubeuge et architecte conseil au remembrement).
- Jean Badovici , (architecte, adjoint de Lurçat pour la reconstruction de Maubeuge)
- Théodore Leveau (architecte, urbaniste)
- Panos N. Djelepy (architecte)
- Henri Degrémont (architecte)
- Marcel Mélon (architecte)
- Eric Lafitte (fils de Henri Lafitte, architecte)
- Pierre Boëns(architecte)
- Émile Fays (architecte)
- Gustave Soudet (architecte)
- Marcel Pessé (architecte)
- Armand Normand (architecte)
- Emile Danis (architecte)
- Armand Bonhomme (architecte)
- Simone Menez (architecte)
- Fernand Janin (architecte)
- Joseph Ney (architecte).

#### Mosaïque
- Jean Lurçat, peintre, céramiste, et tapissier, a dessiné l'œuvre sur la façade de l'église Saint-Pierre et Saint-Paul à Maubeuge.
- Catherine Anne Lurçat, fille de André Lurçat, mosaïste, a réalisée les mosaïques de l'intérieur de l'église Saint-Pierre et Saint-Paul, ainsi qu'une œuvre, avenue Mabuse à Maubeuge.
- Michel Schmidt-Chevallier, Mosaïste, a réalisé en émaux de Murano l'œuvre sur la façade de l'église Saint-Pierre et Saint-Paul, d'après les dessins de Jean Lurçat.

#### Vitrail
- Bernard Peltier, maître verrier, qui a réalisé les vitraux de l'église Saint-Pierre et Saint-Paul à Maubeuge.

#### Dessin
- Martin Vidberg, dessinateur et scénariste de bande dessinée, né à Maubeuge.
- Nikola Witko est auteur (dessinateur et/ou scénariste) de bande dessinée né à Maubeuge dans les années 1970. il est le fondateur du collectif Sierra Nueva.

#### Photographie
- Gaëlle Ghesquière est une journaliste photographe française spécialisée dans les portraits et photographies d'artistes rock sur scène.

#### Littérature
- Delphine Solère, née à Maubeuge en 1973, originaire du Nord de la France[142], est une auteure française.
- Jean Du Castre d'Auvigny (1712-1743), écrivain et militaire, sans doute né à Maubeuge.
- Guy Zilberstein, scénariste et écrivain, a passé les 15 premières années de sa vie à Maubeuge, où son père, Philippe Zilberstein était médecin.
- Oksana d'Harcourt, née le 1er février 1982 à Maubeuge. Actrice X, ex-égérie de Marc Dorcel et écrivaine de science-fiction.

#### Danse
- Eugénie Renique, née le 24 avril 1780 à Maubeuge dans le Nord et morte le 31 août 1836 à Saint-Amand-les-Eaux[143], est une danseuse d'opéra, aventurière et maîtresse du duc de Rivoli, le maréchal André Masséna (1758-1817).
- Sofiane Chalal, Danseur, comédien, et chorégraphe né à Maubeuge. Il est champion du monde au Red Bull Dance Your Style 2018.
- Simone Jacques-Yahiel, née le 18 novembre 1917 à Paris et décédée à Maubeuge le 5 novembre 2011[144], est une première danseuse étoile et une résistante française de la Seconde Guerre mondiale.

#### Sculpture
- Léon Fagel (1851-1913), sculpteur né dans la ville proche de Valenciennes et à qui l'on doit le monument « La Victoire de Wattignies » qui, situé Place Vauban, fut inauguré par le Président de la République Sadi Carnot en visite à Maubeuge en 1893.
- René Bertrand-Boutée (né René Bertrand à Maubeuge le 25 juillet 1877 et mort aux Sables-d'Olonne le 26 novembre 19691) est un sculpteur français.
- Félix Roulin, sculpteur, a réalisé les sculptures et le mobilier de l'église Saint-Pierre et Saint-Paul.
- Émile Pouillon, marbrier, qui a mis en œuvre les statues et le mobilier de l'église Saint-Pierre et Saint-Paul.
- Gérard Schuwirth, sculpteur hollandais, a réalisé une œuvre en inox en 1987, exposé dans la ville.
- Gregory Anatchkov, plasticien et sculpteur Maubeugeois.
- Damien Guillot, artiste et sculpteur originaire de Maubeuge.
- François Sicard, sculpteur français, a réalisé la sculpture, "Apollon, le dieux solaire". Cette sculpture auparavant présente dans la ville ce trouve aujourd'hui au musée Henri Boez.
- Jean-Alexandre Pézieux, sculpteur, est l'auteur de la statue "l'Écho enchanteur" présente aujourd'hui au musée Boez.
- Albert Patrisse est un sculpteur qui a rendu à la ville de Maubeuge le buste de Jean Mabuse après avoir été fondu pendant la seconde guerre mondiale. Il réalisa également les  4 sculptures du conservatoire ainsi que les hauts-reliefs de la salle des fêtes du faubourg de Mons.

#### Design
- René Gabriel, designer, connu pour avoir réalisé des meubles pour les sinistrés de la seconde guerre mondiale. Il a conçu de nombreux meubles pour les habitations à Maubeuge dessinées par Lurçat.

#### Humour
- Jean-Philippe Janssens, humoriste né à Maubeuge le 8 décembre 1973.

#### Film
- Clément Rémiens, acteur né à Maubeuge le 15 octobre 1997, connu pour son rôle récurrent dans la série française Demain nous appartient.
- Jean Chérasse, réalisa le film Un clair de lune à Maubeuge, en 1961.
- Les réalisateurs Benoît Delépine et Gustave Kervern ont tournés le film Avida sorti en 2006, au zoo de Maubeuge.

#### Théâtre
- Didier Fusillier, metteur en scène. Il qui fut à l'origine de la création du festival des folies de Maubeuge.

#### Musique
- Marie-Alexandre Guénin, violoniste virtuose et compositeur français, né à Maubeuge en 1744.
- Le groupe Art Zoyd, originaire de Maubeuge, où il a longtemps eu son studio d'enregistrement.
- Camille Lou, de son vrai nom Camille Houssière, chanteuse et comédienne née en 1992 à Maubeuge et ayant joué dans 1789 : Les Amants de la Bastille et La Légende du roi Arthur.
- Pierre Perrin, compositeur avec Claude Blondy des chansons Un clair de lune à Maubeuge (1962) et Quelle joie d'être Maubeugeois. Elle sera notamment interprétée par Bourvil et Claude François sur son premier disque.
- Thierry Zaboitzeff, né le 27 juillet 1953 à Maubeuge (France), est un musicien (multi-instrumentiste) et compositeur français qui travaille en tant qu'artiste indépendant[145].
- Franck Marco (1969-), né à Maubeuge, est un batteur, artiste-peintre, compositeur et performeur.

#### Chant
- André Raimbourg, dit Bourvil, humoriste, chanteur et acteur ayant interprété la chanson « Un clair de lune à Maubeuge ».
- Claude François, chanteur, a aussi interprété la chanson de Pierre Perrin.
- Annie Cordy, chanteuse, a également interprété « Un clair de lune à Maubeuge ».

#### Facteur d'instruments
- Bernard Cogez, facteur d'orgue, a réalisé et placé l'instrument au sein de l'église Saint-Pierre et Saint-Paul à Maubeuge.

### Directeur
- Jean-Paul Hautier, né le 7 mai 1948 à Maubeuge (Nord-Pas-de-Calais), est Professeur des Universités, ingénieur diplômé du Conservatoire national des arts et métiers (1975), Docteur Ingénieur de l'université Lille1 (1984), agrégé de l'Université (Génie Électrique, en 1978). Jean-Paul Hautier est directeur général des Arts et Métiers ParisTech jusqu'en février 2012.

### Sports

#### Tennis de table
- Lauric Jean, né le 5 juin 1992 à Maubeuge en France, est un pongiste belge.

#### Basket-ball
- Bruno Croix, né le 18 juillet 1975 à Maubeuge, est un joueur de basket-ball français.
- Anne-Sophie Pagnier est une joueuse française de basket-ball née le 2 mars 1987 à Maubeuge jouant au poste d'arrière.
- Gary Staelens, né le 2 septembre 1984 à Maubeuge (Nord), est un joueur français de basket-ball. Il joue au poste de meneur.

#### Course demi-fond
- Joëlle De Brouwer (née le 18 octobre 1950 à Maubeuge) est une athlète française, spécialiste des courses de demi-fond.

#### Gymnastique artistique
- Émile Bouchès est un gymnaste artistique français né le 3 juillet 1896 à Maubeuge et mort le 12 juin 1946 dans cette même ville.
- Paul Durin est un gymnaste artistique français né le 3 janvier 1890 à Maubeuge et mort le 24 mai 1953 dans la même ville.
- Paulin Lemaire est un gymnaste artistique français né le 18 décembre 1882 à Maubeuge et mort le 17 octobre 1932.
- Albert Hersoy est un gymnaste artistique français né le 19 septembre 1895 à Hautmont et mort le 24 juillet 1979 à Maubeuge.

#### Pilote
- Johnny Aubert (pilote moto), né le 31 mai 1980 à Maubeuge, est pilote de motocross, enduro et rallye-raid français.
- Yves Deudon, né le 30 juillet 1973 à Maubeuge, est un pilote français de motocross.

#### Boxe
- Ray Famechon, champion d'Europe de boxe anglaise, né à Sous-le-Bois Maubeuge le 8 novembre 1924.

#### Cyclisme
- Pierre Drancourt, né le 10 mai 1982 à Maubeuge, est un coureur cycliste français.
- Maurice Garin, vainqueur du premier Tour de France en 1903, commença sa carrière cycliste en 1892 avec le club cycliste de Maubeuge, terminant 5e de la Maubeuge-Hirson-Maubeuge (course de 200 km)[146]. En 2003, pour le centième anniversaire de sa victoire, une rue fut renommée en son honneur.
- Laurent Lefèvre, cycliste né à Maubeuge le 2 juillet 1976.
- David Lefèvre, né le 29 avril 1972 à Maubeuge, est un coureur cycliste professionnel français des années 1990-2000. Il est le frère ainé de Laurent Lefèvre, ancien cycliste professionnel.
- David Boucher, cycliste né à Maubeuge le 17 mars 1980.
- Gabriel Dubois, né le 31 août 1911 à Dompierre-sur-Helpe et mort le 13 février 1985[147] à Maubeuge, est un coureur cycliste français.

#### Football
- Mehdi Terki, né le 27 septembre 1991 à Maubeuge en France, est un footballeur franco-algérien. Il évolue actuellement au Royal Olympic Club de Charleroi au poste de milieu offensif.
- Lydia Miraoui, née le 24 septembre 1991 à Maubeuge, est une footballeuse internationale Franco-algérienne, évoluant au poste de milieu de terrain.
- Abdoulaye Ousmane, né le 22 février 2000 à Maubeuge, franco-mauritanien est un footballeur international mauritanien qui joue au poste de défenseur central au LOSC Lille B.
- Albert Jenicot, né le 10 septembre 1885 à Maubeuge (Nord) et mort le 19 juillet 1915 à Roubaix, est un footballeur international français.
- Jérémy Denquin est un footballeur français né le 18 mai 1977 à Maubeuge. Il évolue au poste de milieu de terrain.
- Nicolas Kocik, né le 4 août 1998 à Maubeuge (Nord), est un footballeur français. Il évolue actuellement au Mans FC au poste de gardien de but.
- Benjamin Boulenger, né le 1er mars 1990 à Maubeuge en France, est un footballeur français. Il joue au poste de défenseur central ou d'arrière gauche.
- Claude Andrien, footballeur et entraîneur né à Maubeuge le 24 mars 1944.
- Patrice Buisset, footballeur né à Maubeuge le 28 août 1957.
- Kévin Van Den Kerkhof, footballeur née à Maubeuge.
- Francis Gillot, footballeur né à Maubeuge le 9 février 1960.
- Jean-Guy Wallemme, footballeur et entraîneur né à Maubeuge le 10 août 1967.
- Nicolas Dehon, footballeur né à Maubeuge le 2 avril 1968.
- Frédéric Peteyrens, footballeur né à Maubeuge le 8 décembre 1969.
- Daniel Moreira, footballeur né à Maubeuge le 8 août 1977.
- Mohamed Dahmane, footballeur né à Maubeuge le 9 avril 1982.
- Léandre Griffit, footballeur né à Maubeuge le 21 mai 1984.
- Benjamin Pavard, footballeur né à Maubeuge le 28 mars 1996.
- Christian Copin est un footballeur français né le 9 janvier 1955 à Valenciennes (Nord) et mort le 16 décembre 2012 à Maubeuge.

### Droit
- Claude-Louis-Samson Michel (1754-1814), procureur-général à Douai.
- Éric Dupond-Moretti, avocat pénaliste et ministre de la Justice sous la présidence d'Emmanuel Macron, est né à Maubeuge en 1961.
- André Joppé, né le 30 mai 1885 à Maubeuge (Nord) et mort le 7 avril 1973 à Trébeurden (Côtes-d'Armor)[148], est un magistrat français du XXe siècle.
- Claude-Louis-Samson Michel, né le 16 décembre 1754 à Maubeuge et mort le 16 janvier 1814 à Douai, fut procureur-général à la cour impériale de Douai et l'un des fondateurs du Musée de la Chartreuse de Douai[149].

### Finance
- Marie-Christine Coisne-Roquette, née le 4 novembre 1956 à Maubeuge ? est une femme d'affaires française. Elle est présidente non exécutive de Sonepar[150].

### Religion
- Sainte Aldegonde de Maubeuge, abbesse et sainte catholique qui a fondée l'abbaye de Maubeuge au bord de la Sambre en 661.
- Sainte Waudru de Mons, sœur de sainte Aldegonde, est représentée par un géant à Maubeuge.
- René Fontenelle, né à Maubeuge le 3 décembre 1894. Évêque de Theudalis, chanoine de Saint-Pierre de Rome.
- Sainte Aldetrude de Maubeuge, fille de Sainte Waudru, succéda à sa tante Sainte Aldegonde et devient 2e abbesse.
- Sainte Madelberte de Maubeuge, fille de Sainte Waudru et 3e abbesse de Maubeuge.

### Science
- Charles Regnauld (né à Maubeuge, 15 avril 1879 - décédé à Paris, 19 août 1943[151]) est un polytechnicien (1897), ingénieur des Ponts et chaussées (entré en 1899), sous-directeur des Chemins de Fer d'Alsace-Lorraine, qui a réalisé les plans et dirigé les travaux du Tunnel Maurice-Lemaire de 1933 à 1937.
- André Cauderon (né le 29 décembre 1922 à Maubeuge - mort le 9 juin 2009 à Versailles) est un ingénieur agronome français.
- Léon Francq, né à Maubeuge le 18 mars 1848, ingénieur spécialiste des tramways.
- Alexandre-Ferdinand Lapostolle, né le 21 décembre 1749 à Maubeuge. Chimiste et physicien.
- Jean-Marie-Joseph Coutelle, aérostier, ingénieur et militaire. Il mit au point les aérostiers qui furent montés à Maubeuge et déterminant lors de la bataille de Fleurus.

### Presse
- Gaston Adriensence, né à Maubeuge le 26 septembre 1868, directeur du Journal la Frontière.
- Céline Rousseaux, née le 24 février 1979 à Maubeuge[152], est une journaliste sportive et présentatrice française, qui officie notamment à la présentation des grands événements sportifs diffusés sur France 2, France 3 et France 4.

### Divers
- Isabelle Dinoire[153], née le 3 février 1967 à Maubeuge et morte le 22 avril 2016 à Amiens, est une femme française connue pour avoir été la première personne receveuse d'une transplantation partielle du visage, après avoir été défigurée par son chien, en mai 2005.

### Héraldique, logotype et devise
| Armes de Maubeuge | Les armes de la commune de Maubeuge se blasonnent ainsi : D'or à quatre lions : ceux de 1 et 4 de sable, armés et lampassés de gueules ; ceux de 2 et 3 de gueules, armés et lampassés d'azur ; accompagnés en chef d'une aigle de sable, becquée, languée et onglée de gueules ; et une crosse d'or brochant sur les deux lions de sable. Ce blason a été imposé au XIIIe siècle à la « franche ville » de Maubeuge par Jean II d'Avesnes (comte de Hainaut, de Hollande et de Zélande et prétendant au comté de Flandre sous le nom de Jean Ier de Hainaut) ; il combine les armoiries personnelles du comte (et nouveau blason du Hainaut) avec la crosse des abbesses du Chapitre de Sainte-Aldegonde. Ce blason est inscrit à l'Armorial général depuis 1696 mais sans autre explication. |

Logo de la ville de 1995 à août 2011.
Logo actuel reprenant le croissant de lune de la chanson Un clair de lune à Maubeuge.